# Ligota-Panewniki
Ligota-Panewniki – dzielnica Katowic, położona w zachodniej części miasta, nad Kłodnicą. Graniczy z dwoma innymi dzielnicami: Załęską Hałdą-Brynowem częścią zachodnią i Piotrowicami-Ochojcem, a także z miastami Ruda Śląska (dzielnice Kochłowice i Halemba) i Mikołów. Dzielnica ta składa się z dwóch części miasta, będących w przeszłości osobnymi gminami: Ligota (wschodnia część dzielnicy; Nowa Ligota i część Starej Ligoty) i Panewniki (zachodnia część dzielnicy; Nowe Panewniki, Kokociniec, Wymysłów i Stare Panewniki), a także z północnej części Zadola (dawny przysiółek Piotrowic).
Ligota po raz pierwszy była wzmiankowana w 1360 roku, zaś Panewniki powstały w XVI wieku. Ligota przez pewien czas była opuszczoną wsią, na co wskazują kroniki z XVI wieku i I połowy XVII wieku. Pod koniec XVII wieku została ona ponownie zamieszkana, a jeszcze w tym samym wieku powstały dwa panewnickie przysiółki – Kokociniec i Wymysłów. W pierwszym z nich powstała także kuźnica, która działała do połowy XVIII wieku. Ligota i Panewniki do XIX wieku były typowo rolniczymi osadami, w XIX wieku obydwie wsie stały się także miejscowościami letniskowymi dla mieszkańców Katowic, m.in. dzięki wybudowaniu w 1851 roku linii kolejowej przechodzącej przez Ligotę. W XIX wieku zostało założone Zadole i tam też wzdłuż doliny Ślepiotki powstały tereny rekreacyjne, na których wytyczono w późniejszych latach Park Zadole. W Panewnikach w latach 1905–1908 powstał zespół klasztorny wraz z neoromańskim kościołem wyniesionym w 1974 roku do rangi bazyliki mniejszej. W 1924 roku Ligotę włączono do Katowic. W latach międzywojennych w Nowej Ligocie powstał funkcjonalistyczny zespół kolonii urzędniczej, po II wojnie światowej w sąsiedztwie powstało socrealistyczne osiedle mieszkaniowe. Panewniki do Katowic włączono w 1951 roku. W czasach Polski Ludowej nowa zabudowa wielorodzinna powstała m.in. w Kokocińcu i Zadolu, a na przełomie lat 80. i 90. XX wieku wybudowano osiedle Sadyba. Dzielnica Ligota-Panewniki powstała formalnie 1 stycznia 1992 roku, a w czasach transformacji gospodarczo-ustrojowej przekształcono część istniejących w dzielnicy przedsiębiorstw bądź je likwidowano. Powstało tutaj też szereg nowych inwestycji mieszkaniowych, a większe z nich to osiedla Książęce i Franciszkańskie.
Ligota-Panewniki jest dzielnicą wielofunkcyjną z przewagą funkcji mieszkaniowej i usługowej o charakterze lokalnym, jest też siedzibą przedsiębiorstw różnych branż. Ważnym dopełnieniem Ligoty-Panewnik jest jej funkcja edukacyjna, zdrowotna i religijna. Mieszczą się tutaj trzy szpitale: należące do Śląskiego Uniwersytetu Medycznego w Katowicach Uniwersyteckie Centrum Kliniczne im. prof. Kornela Gibińskiego (jedna z dwóch placówek) i Górnośląskie Centrum Zdrowia Dziecka im. Jana Pawła II oraz Okręgowy Szpital Kolejowy w Katowicach. Istotną funkcję religijną pełni kościół rzymskokatolicki – znajduje się tutaj siedziba Prowincji Wniebowzięcia Najświętszej Maryi Panny Zakonu Braci Mniejszych w Katowicach, a swój dom prowincjalny ma też Zgromadzenie Sióstr Służebniczek Niepokalanego Poczęcia Najświętszej Maryi Panny. Z Miejskiego Domu Kultury „Ligota” w Katowicach, będącego jedną z najważniejszych instytucji kultury w dzielnicy, wywodzą się takie grupy teatralne jak Kabaret Mumio czy Teatr Gry i Ludzie, a w Domu Studenta nr 1 studio radiowe ma Radio Egida.
Przez tereny dzielnicy nie przebiega żadna droga krajowa ani wojewódzka, do ważniejszych dróg należą ulice: Panewnicka, Piotrowicka i Kłodnicka. Stacja kolejowa Katowice Ligota jest jednym z większych węzłów kolejowych w Katowicach, w którym krzyżują się linie kolejowe nr: 139, 141, 142 i 864. Ligota-Panewniki jest największą dzielnicą Katowic po Murckach, pod koniec 2020 roku także najludniejszą. Powierzchnia dzielnicy wynosi 12,59 km² (7,64% powierzchni miasta), pod koniec 2020 roku zamieszkiwało ją łącznie 28 286 mieszkańców (10,38% ludności Katowic).

## Geografia

### Położenie

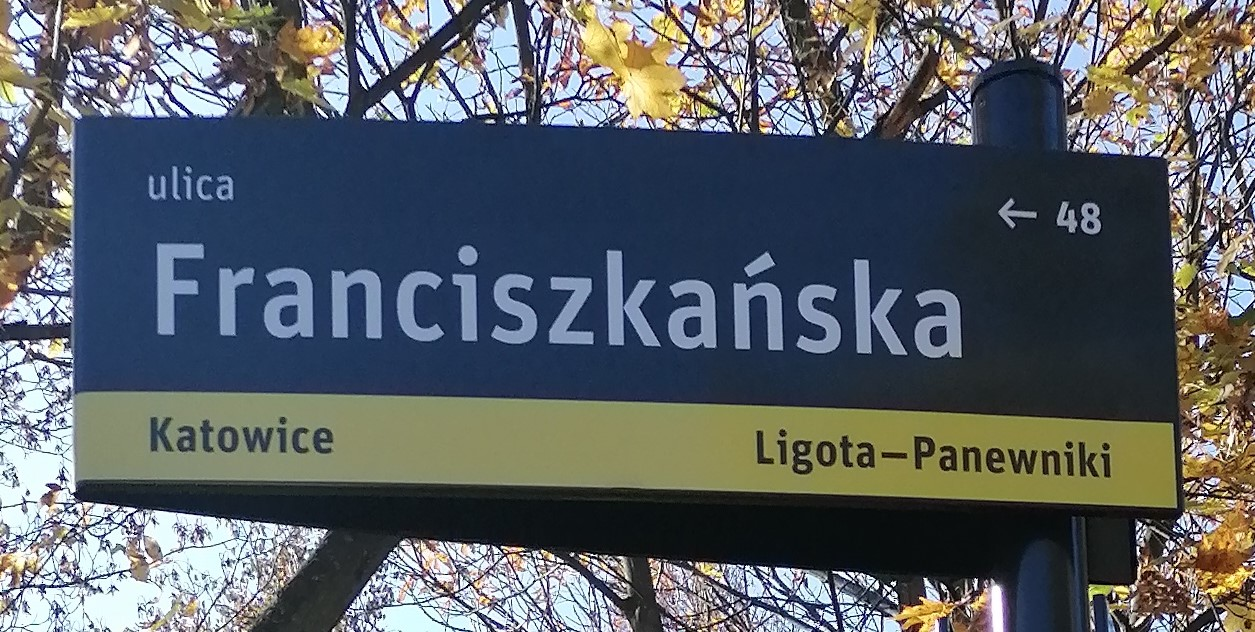
Tablica katowickiego Systemu Informacji Miejskiej z nazwą ulicy (Franciszkańska) oraz dzielnicy (Ligota-Panewniki)

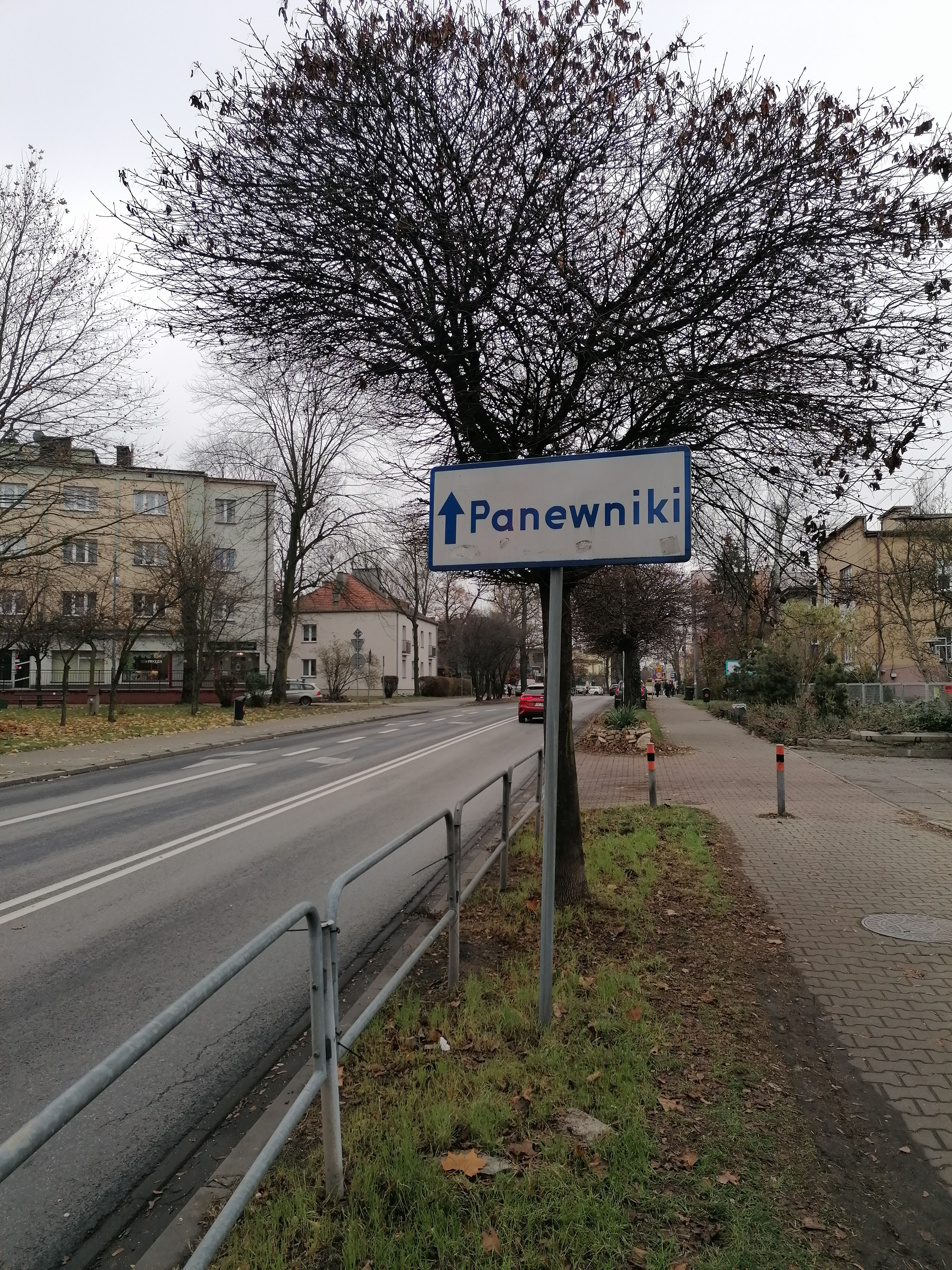
Znak drogowy E-21 z kierunkiem prowadzącym do Panewnik

Ligota-Panewniki jest jedną z 22 dzielnic Katowic o numerze 6, będącą jednostką pomocniczą gminy. Jest to najbardziej na zachód wysunięta dzielnica miasta, znajduje się ona wraz z Załęską Hałdą-Brynowem częścią zachodnią i Brynowem częścią wschodnią-Osiedlem Zgrzebnioka w zespole dzielnic zachodnich. Centrum dzielnicy oddalone jest około 7 km od centrum Katowic.
Dzielnica od północy graniczy z Rudą Śląską i dzielnicą Załęska Hałda-Brynów, od wschodu i południa z dzielnicą Piotrowice-Ochojec, a od zachodu z miastami Mikołów i Ruda Śląska. Granice dzielnicy przebiegają następująco:
- Od północy – biegnie wzdłuż granicy Katowic z Rudą Śląską równolegle z korytem Kłodnicy od przecięcia z linią kolejową do cieku na wysokości ulicy Zamiejskiej; dalej biegnie wzdłuż tego cieku na północny wschód do torów kolejowych na wysokości ulicy J. Wybickiego w Kokocińcu, po czym granica ta biegnie wzdłuż linii kolejowej nr 141 do kolejnego przecięcia z Kłodnicą; dalej ciągnie się ona wzdłuż koryta tej rzeki na wschód do zachodniego skraju ulicy T. Kościuszki[4][3],
- Od wschodu – biegnie na południowy zachód skrajem ulicy T. Kościuszki; dalej wzdłuż ulic: Kolejowej, Stalowej, równolegle na północ od ulicy Sarmackiej do torów kolejowych w rejonie ulicy Zadole; dalej granica ciągnie się tymi torami na południe w stronę Ślepiotki[4][3],
- Od południa – na zachód wzdłuż koryta Ślepiotki, za skwerem Nad Ślepiotką granica skręca na południe, okalając od południa Park Zadole, skąd biegnie w kierunku terenów przemysłowych w rejonie ulicy A. Asnyka, przecinając je na dwie części; dalej granica ta biegnie szlakami turystycznym Stargańca do granicy miasta Katowice i Mikołów na wysokości stawu Starganiec, po czym biegnie na północny zachód wzdłuż granicy miasta do trójstyku granic miast Katowice, Mikołów i Ruda Śląska przy Hałdzie Panewnickiej[4][3],
- Od zachodu – prostolinijnie wzdłuż granicy Katowic z Rudą Śląską biegnącą wzdłuż linii kolejowej[4][3].

Według podziału fizycznogeograficznego obszar Ligoty-Panewnik położony jest w mezoregionie Wyżyna Katowicka (341.13), stanowiącym południową część makroregionu Wyżyna Śląska. Sama zaś Wyżyna Śląska jest fragmentem podprowincji Wyżyna Śląsko-Krakowska.
Pod względem krain historycznym dzielnica znajduje się we wschodniej części Górnego Śląska. Historycznie zaś Ligota sięga terenów także obecnych dzielnic Załęska Hałda-Brynów część zachodnia i Piotrowice-Ochojec. Graniczy ona od północy z Załęską i Katowicką Hałdą, od wschodu z Brynowem i Ochojcem, od południa z Zadolem, zaś od zachodu z Nowymi Panewnikami i Kokocińcem, Panewniki zaś graniczą od północy z Rudą Śląską i Załęską Hałdą, od zachodu z Mikołowem, od wschodu z Ligotą, zaś od południa z Zadolem i Zarzeczem.
Historyczna granica gminy Ligota biegnie w rejonie dzisiejszych ulic: Brygadzistów, Ligockiej i Wodospady, potem wzdłuż Kłodnicy i na wschód od ulicy Rzepakowej, a dalej wzdłuż ulicy Kolejowej i wzdłuż Ślepiotki. Historyczne granice gminy Panewniki na północy i zachodzie pokrywają się z granicami miasta Katowice, na południu sięgają części lasów w obrębie dzisiejszej dzielnicy Piotrowice-Ochojec, zaś granice pomiędzy historycznymi gminami Ligota i Panewniki od północy biegną następująco: w przybliżeniu wzdłuż ulic: J. Wybickiego i Kijowskiej do przecięcia z potokiem Kokociniec, dalej wzdłuż tego potoku na zachód do ujścia potoku do Kłodnicy, potem wzdłuż Kłodnicy w kierunku panewnickiej bazyliki, otaczając ją od wschodu. W dalszym przebiegu granica ta biegnie na południe do Ślepiotki.

### Geologia
Tereny Ligoty-Panewnik położone są w niecce górnośląskiej, a obszar ten ma budowę zrębową. Na przełomie dewonu i karbonu zostało zaburzone paleozoiczne podłoże Wyżyny Śląskiej poprzez utworzenie zapadliska, które w okresie karbonu zostało wypełnione przez zlepieńce, piaskowce i łupki ilaste zawierające pokłady węgla kamiennego. Utwory z tego okresu budują podłoże dzielnicy bezpośrednio pod utworami czwartorzędowymi jedynie w północnej części osiedla Kokociniec, a od reszty podłoża powstałych na skałach z neogenu rozdziela uskok. Są to wychodnie warstw orzeskich (westfal B). Jest to potężna seria zbudowana przeważnie łupków z wkładkami piaskowców, syderytów i przeszło 50 pokładami węgla kamiennego.
W okresie trzeciorzędu utworzyły się główne rysy rzeźby terenu Ligoty-Panewnik. Wówczas to dochodziło intensywnych procesów wietrzenia chemicznego i denudacji. Zasadnicze znaczenie dla rozwoju rzeźby miała w miocenie faza ruchów tektonicznych związanych z orogenezą alpejską. Spękaniu uległa wtedy płyta antyklinorium śląsko-krakowskiego, tworząc m.in. rów Kłodnicy zaczynający się na zachód od Ochojca i ciągnący się w kierunku zachodnim przez tereny dzielnicy Ligota-Panewniki. Rowy, zapadliska i niskie zręby zostały pokryte osadami morza mioceńskiego: iłami marglistymi i piaszczystymi oraz piaskami (w tym z otoczakami skał karbońskich – także węgla kamiennego). Bezpośrednio pod utworami czwartorzędowymi utwory te budują prawie całą powierzchnię Ligoty-Panewnik, bez północnego Kokocińca zbudowanego pod czwartorzędem na skałach karbońskich. Powierzchniowo zaś osady mioceńskie nie występują.
W czwartorzędzie obszar dzielnicy został prawdopodobnie pokryty przez lądolód skandynawski dwukrotnie: podczas najstarszego zlodowacenia Sanu (krakowskiego) oraz w okresie zlodowacenia Odry (środkowopolskiego). Osady po pierwszym zlodowaceniu zostały w większości usunięte w okresie interglacjału, zaś lądolód zlodowacenia Odry, który wkroczył na tereny Katowic od zachodu wzdłuż obniżenia Kłodnicy pozostawił po sobie gliny zwałowe występujące wzdłuż obniżeń dolinnych. Wody z topniejącego lodowca kierowały się obniżeniami dolinnymi na południowy wschód z doliny Kłodnicy do doliny Mlecznej i dalej do Wisły. W okresie interglacjału eemskiego duże osady rzeczne zostały w znacznym stopniu odpreparowane, a ich zbocza rozczłonkowane licznymi dolinkami bocznymi, zaś podczas zlodowacenia bałtyckiego obszar dzielnicy znajdował się w zasięgu klimatu peryglacjalnego. Większą część terenu Ligoty-Panewnik budują plejstoceńskie piaski i żwiry fluwioglacjalne, a w mniejszym udziale piaski i żwiry glacjalne z głazami na glinie zwałowej (głównie w linii od Wymysłowa przez Nowe Panewniki i Nową Ligotę do Zadola oraz południowe fragmenty przy granicy z Piotrowicami-Ochojcem) oraz gliny zwałowe (północne fragmenty dzielnicy oraz wyspowo w rejonie Wymysłowa i na południe od Starych Panewnik).
W trwającym współcześnie holocenie następują zjawiska niszczenia i wyprzątania pokryw osadów plejstoceńskich. Osady rzeczne występują w dolinach rzek, m.in. w dolinach Kłodnicy, potoku Kokociniec, Ślepiotki, a obszar Ligoty-Panewnik w rejonie ulicy Wietnamskiej zbudowany jest na piaskach jeziornych.

### Gleby
W Katowicach, w tym na terenie Ligoty-Panewnik, dominują gleby brunatne, głównie w odmianie wyługowanej, charakterystyczne dla glin zwałowych lub zwietrzelin utworów karbońskich. Pod względem ich bonitacji, w Panewnikach przeważają gleby słabe i bardzo słabe (V i VI klasa bonitacyjna).
Gleby na obszarze dzielnicy podlegają silnej antropopresji i w wielu przypadkach straciły swoją wartość użytkową w wyniku ich mechanicznego przekształcenia. Występują tutaj procesy niwelacji terenu, zwłaszcza w dolinach rzecznych pod przyszłe inwestycje, w wyniku których niszczone są profile glebowe oraz warstwa próchniczna gleby.

### Rzeźba terenu

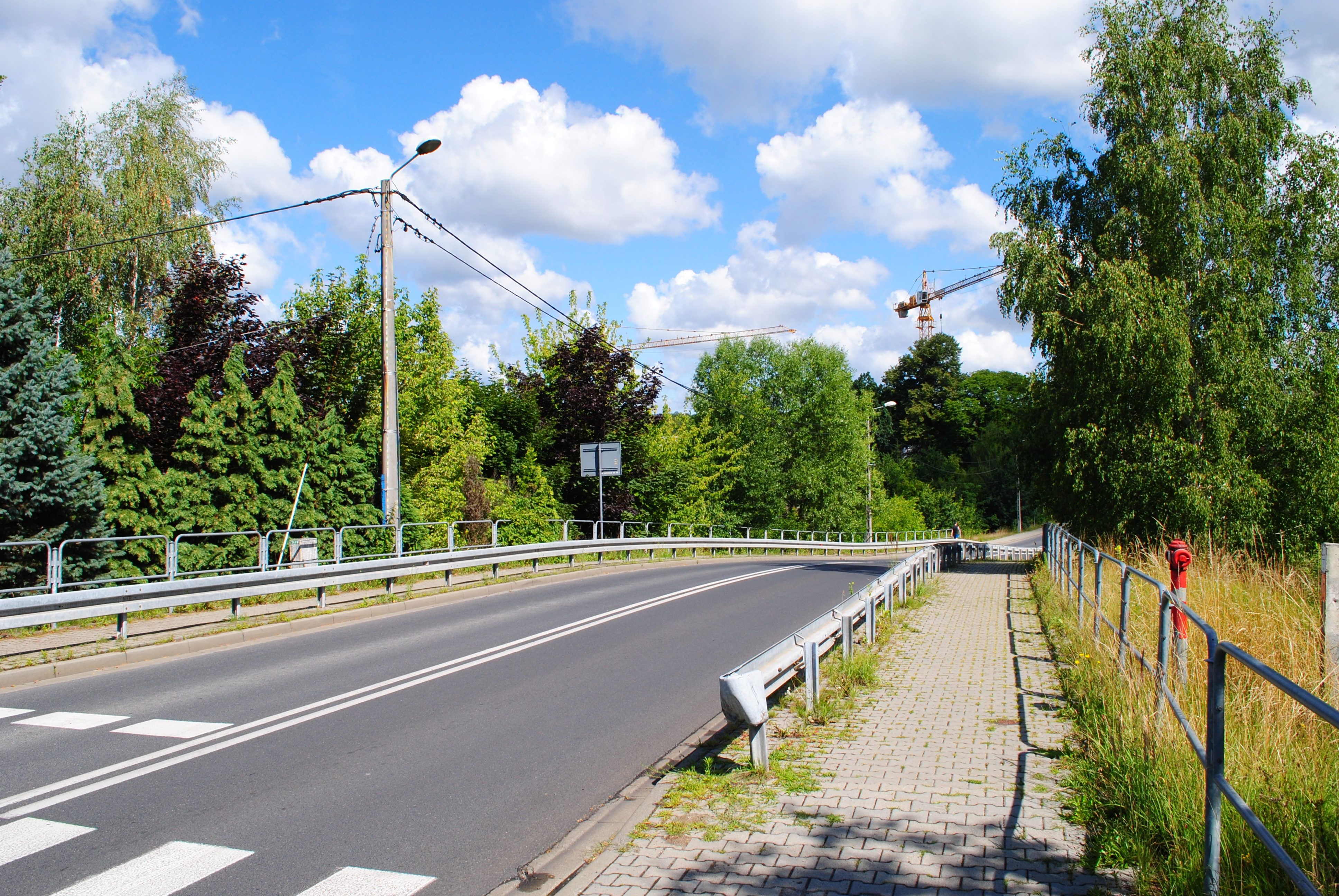
Ulica St. Hadyny od strony ulicy Piotrowickiej, poprowadzona częściowo na nasypie

Dzielnica Ligota-Panewniki położona jest na Wyżynie Śląskiej, na Płaskowyżu Bytomsko-Katowickim, będącym częścią mezoregionu Wyżyna Katowicka (341.13). Pod względem jednostek morfologicznych dzielnica prawie w całości znajduje się w Rowie Kłodnicy. Jest to obniżenie tektoniczne, odwadniane przez górny odcinek Kłodnicy i jej dopływ – Ślepiotkę. W rowie tym wykształciła się także dolina Kłodnicy.
Najwyższy punkt dzielnicy znajduje się na granicy Ligoty-Panewnik i Piotrowic-Ochojca w rejonie galerii handlowej Libero (skrzyżowanie ulic Kolejowej i T. Kościuszki). Obszar tam dochodzi do wysokości powyżej 285 m n.p.m. Najniżej położony obszar dzielnicy ciągnie się wzdłuż doliny Kłodnicy przy granicy Katowic i Rudy Śląskiej. Jest to jednocześnie jeden z dwóch najniżej położonych obszarów na terenie całego miasta (drugi to dolina Mlecznej na granicy Murcek i Tychów) położony poniżej 245 m n.p.m..
Na rzeźbę terenu Ligoty-Panewnik główny wpływ miało zlodowacenie południowopolskie (Sanu) oraz maksymalny stadiał zlodowacenia środkowopolskiego (Odry), zaś w ostatnim okresie zasadniczy wpływ wywarła działalność człowieka związana z osadnictwem oraz górnictwem. Doprowadziło to do zniszczenia naturalnego podłoża oraz do tworzenia nowych form rzeźby. Silniej zurbanizowany, wschodni obszar dzielnicy stanowi także antropogeniczną powierzchnię zrównania. Dużym przeobrażeniom zostały poddane doliny – część dolinek została zasypana, w tym prawe dopływy potoku Kokociniec w rejonie ulic Kijowskiej i Zielonej, a wody wpuszczono do kanalizacji. Zbocza Kłodnicy przy ulicy Panewnickiej zostały nadbudowane, a dno rzeki wybetonowane. Działalność przemysłowa w XIX wieku pozostawiła po sobie osady przemysłowe, w tym szkliste żużle hutnicze na wzniesieniu dzielącym dolinę Kłodnicy i potok Kokociniec oraz nasypy w ciągu ulicy St. Hadyny. Wystąpiło tutaj osiadanie terenu skutek działalności górniczej – zwłaszcza na granicy Katowic, Rudy Śląskiej i Chorzowa, a także na osiedlu mieszkaniowym w Kokocińcu pomiędzy ulicą Kijowską a Kruczą, gdzie osiadanie terenu przyczyniło się do wyburzenia części bloków.
Na granicy miast Katowice, Mikołów i Ruda Śląska zlokalizowana jest Hałda Panewnicka o powierzchni 91,8 ha, z czego w granicach Katowic znajduje się 0,9 ha hałdy. Jest to zwałowisko kamienia kopalnianego utworzone w wyniku działalności Kopalni Węgla Kamiennego „Halemba”.

### Wody

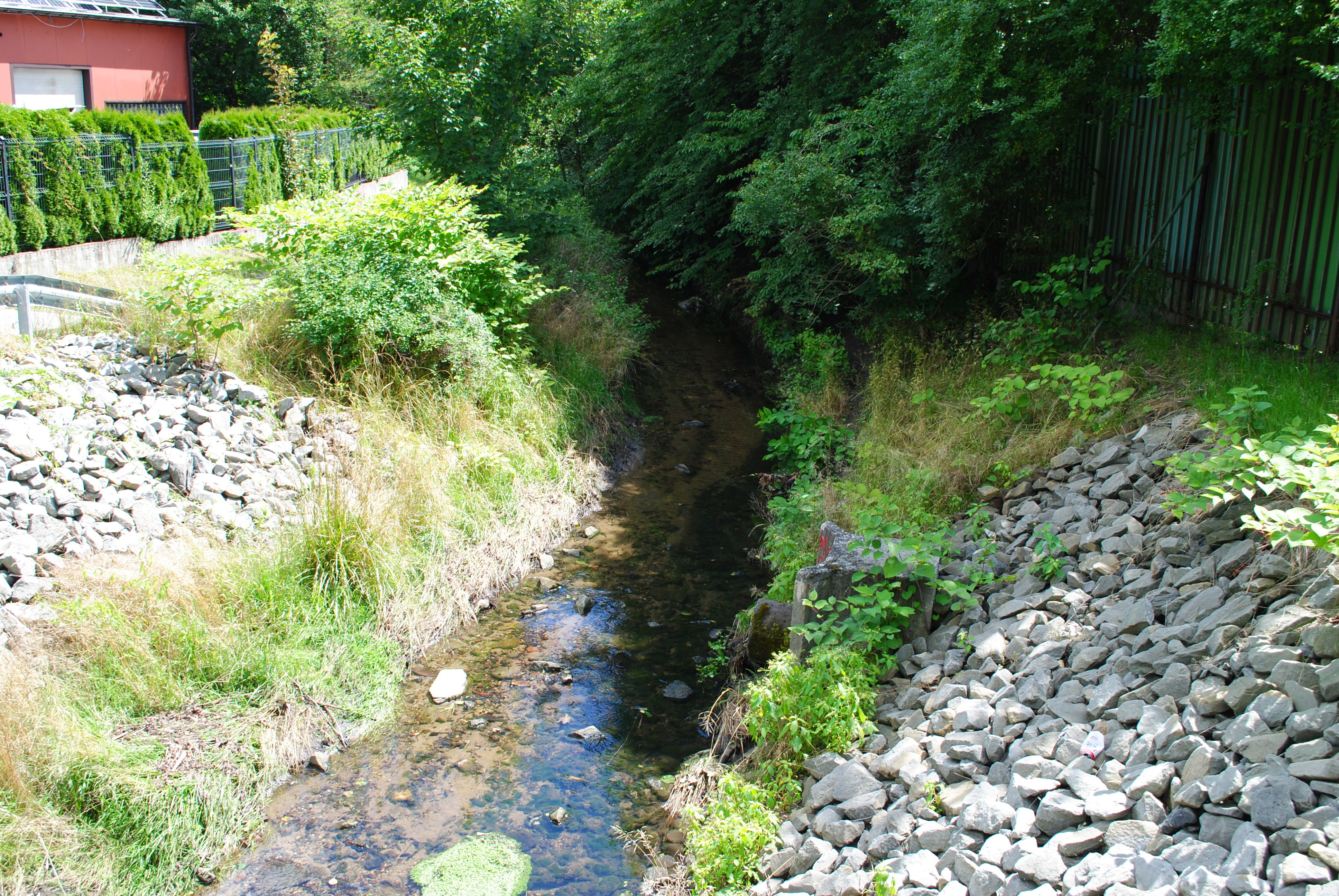
Kłodnica na wysokości ulicy Kijowskiej w Kokocińcu

Dzielnica Ligota-Panewniki położona jest w całości w dorzeczu Odry, w zlewni Kłodnicy. Kłodnica ma charakter rzeki podgórskiej o znacznym spadku podłużnym i zmienności przepływu, przepływa przez dzielnicę w przebiegu zbliżonym do równoleżnikowego, stanowiąc częściowo granicę Ligoty-Panewnik i Załęskiej Hałdy-Brynowa części zachodniej, a także częściowo granicę miast Katowice i Ruda Śląska. Wpływa ona do Ligoty-Panewnik od strony wschodniej na przecięciu z ulicą T. Kościuszki. Płynie w kierunku zachodnim, równolegle do ulicy Kłodnickiej, przecina linię kolejową Katowice – Katowice Ligota, ulicę Piotrowicką, Kalwarię Panewnicką i ulice: Kijowską, Kruczą, Gościnną i Panewnicką. W granicach dzielnicy wpływają do niej dwa prawobrzeżne dopływy: potok Kokociniec (przed przecięciem z ulicą Kruczą w Kokocińcu) i potok na wysokości ulicy bł. E. Bojanowskiego. Sam zaś Kokociniec płynie z Załęskiej Hałdy w kierunku południowo-zachodnim, przecinając ulice St. Hadyny i Kijowską.

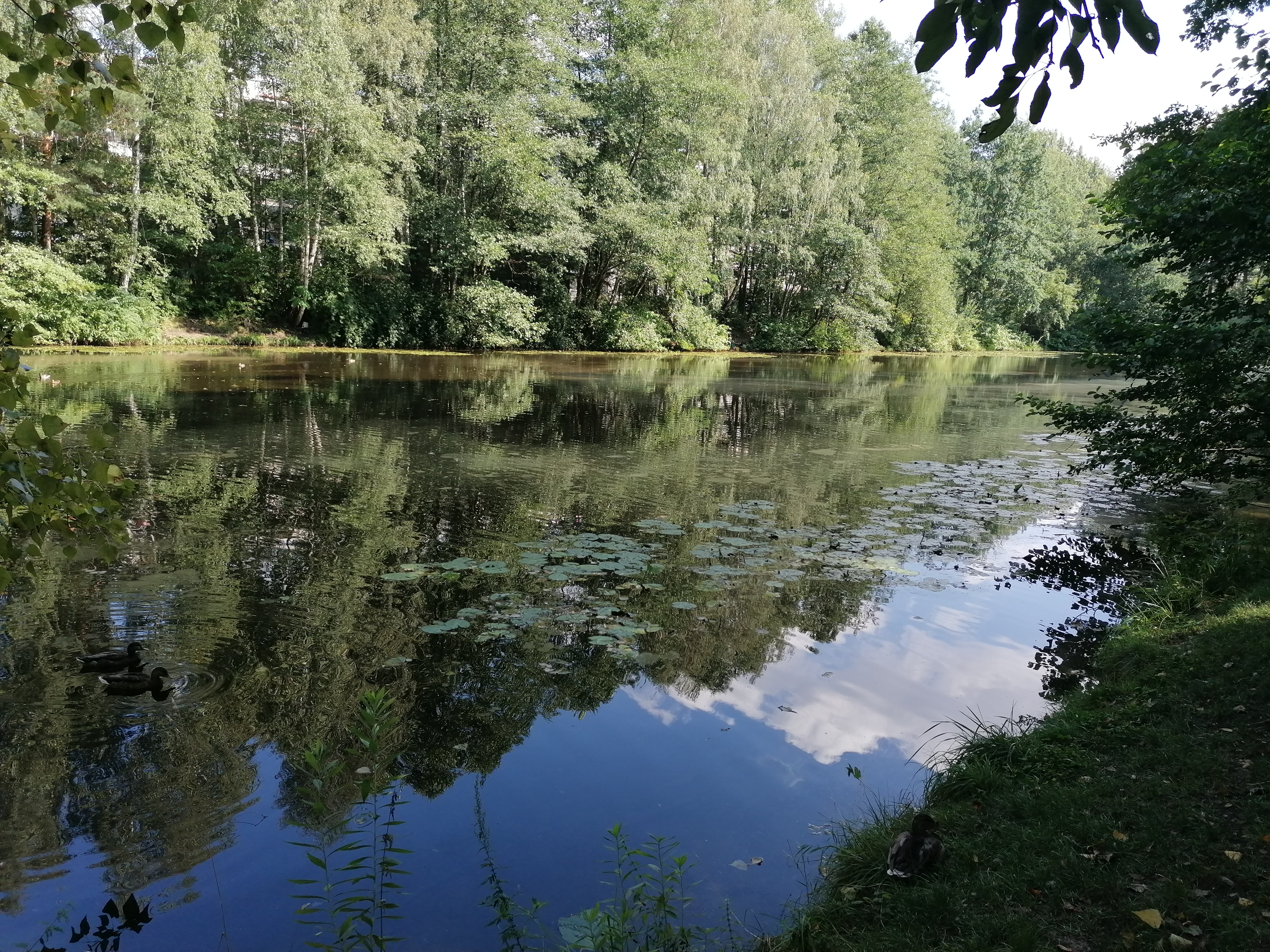
Staw w Parku Zadole

Lewobrzeżnie dopływają w Ligocie-Panewnikach do Kłodnicy m.in. następujące potoki: Ślepiotka, Rów Piotrowicki i Rów Panewnicki. Ślepiotka wpływa od strony południowo-wschodniej, stanowiąc na wysokości Zadola granicę pomiędzy Ligotą-Panewnikami a Piotrowicami-Ochojcem. Rzeka ta potem płynie w kierunku zachodnim i północno-zachodnim, wpływając do Kłodnicy pomiędzy ulicami Owsianą a Gościnną. W zlewni Ślepiotki w Zadolu znajdują się dwa kompleksy stawów – jeden w pobliżu ulicy Piotrowickiej (na jego obszarze „Skwer nad Ślepiotką”), a drugi przy osiedlu Akademickim Uniwersytetu Śląskiego w Katowicach w rejonie ulicy Śląskiej.
Dawniej wszystkie rzeki na terenie dzielnicy były potokami silnie meandrującymi, a częściowo w takim stanie została Kłodnica za Starymi Panewnikami. Wszystkie zaś rzeki są uregulowane.
Pod Panewnikami występuje wschodnia część Głównego Zbiornika Wód Podziemnych nr 331 „Dolina Kopalna rzeki Górna Kłodnica”. Jest to czwartorzędowy, zakryty zbiornik, którego miąższość warstwy wodonośnej zmienia się w granicach 4,8–22,0 m, a średnia głębokość ujęć wynosi około 60 m. Warstwy wodonośne tego zbiornika tworzą piaski i żwiry wodnolodowcowe.

### Klimat i topoklimat

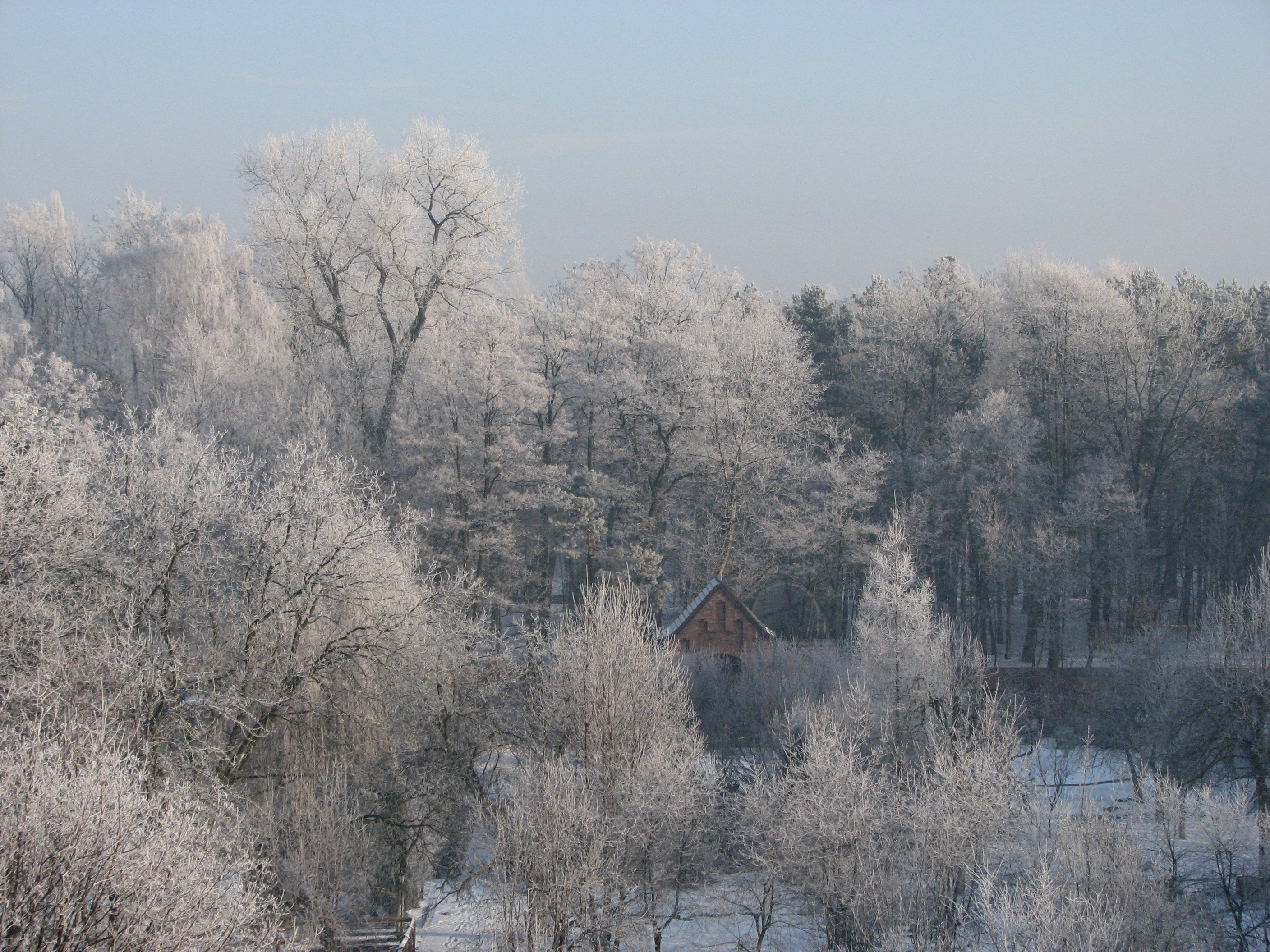
Ogród klasztoru franciszkanów zimą 2011 roku

Warunki klimatyczne Ligoty-Panewnik są zbliżone do klimatu całych Katowic. Jest on modyfikowany zarówno przez czynniki klimatotwórcze, jak i lokalne. Na klimat dzielnicy w większym znaczeniu mają wpływy oceaniczne aniżeli wpływy kontynentalne, zaś sporadycznie klimat modyfikowany jest przez docierające tu od południowego zachodu przez Bramę Morawską masy powietrza zwrotnikowego.

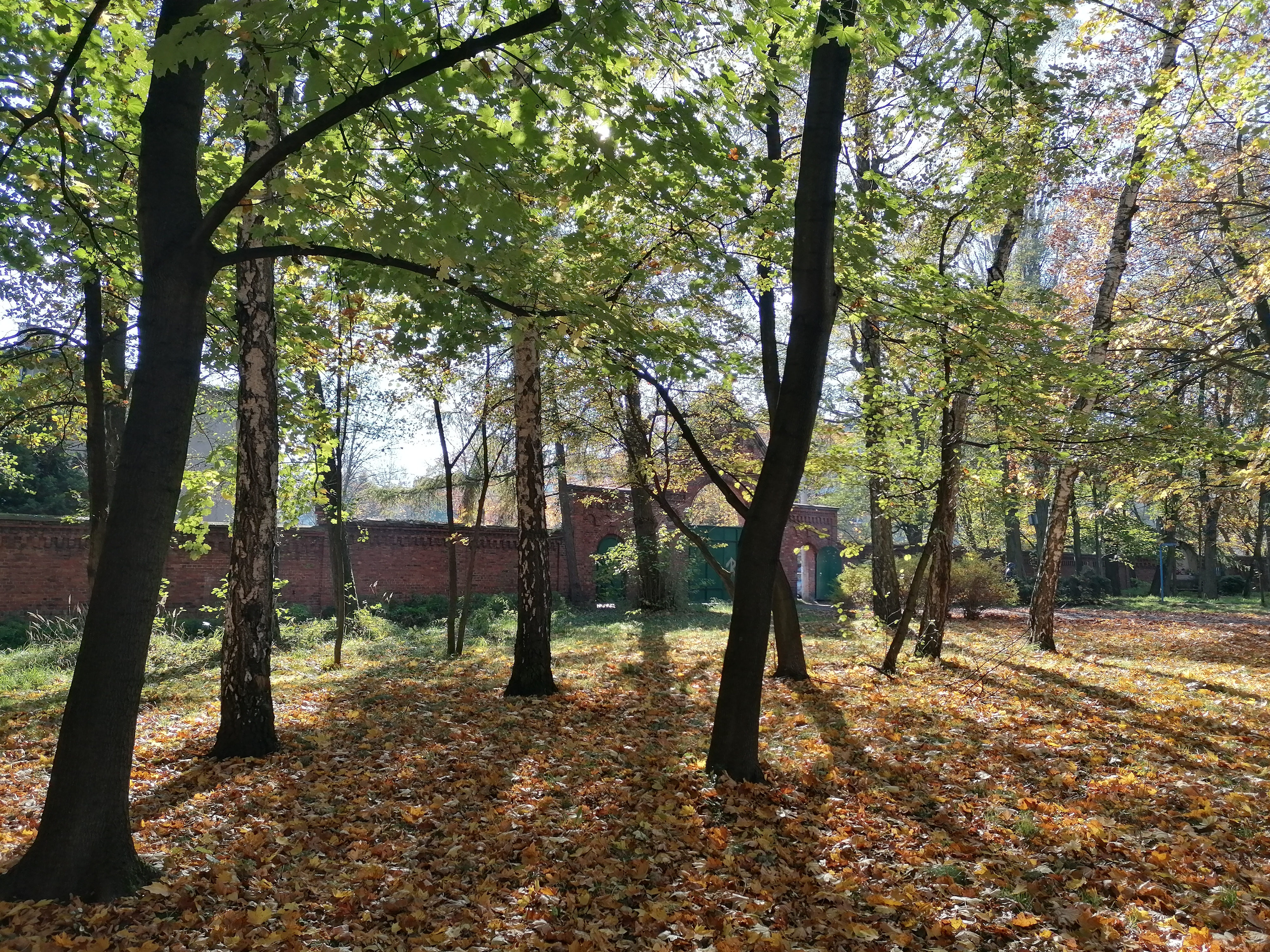
Fragment Kalwarii Panewnickiej jesienią 2022 roku

Średnia roczna temperatura w wieloleciu 1961–2005 dla stacji w nieodległym Muchowcu wynosiła 8,1 °C. Najcieplejszym miesiącem w badanym okresie był lipiec (17,8 °C), a najchłodniejszym styczeń (–2,2 °C). Średnie roczne usłonecznienie w latach 1966–2005 wynosiło 1474 godziny, zaś średnie zachmurzenie wynosiło 5,3. Średnia roczna suma opadów w okresie lat 1951–2005 wynosiła 713,8 mm. Średni czas zalegania pokrywy śnieżnej wynosi 60–70 dni, a okres wegetacyjny trwa średnio 200–220 dni. W ciągu roku przeważają wiatry zachodnie i południowo-zachodnie (odpowiednio 20,7% i 20,4% wszystkich wiatrów), a najrzadziej wieje z północy (5,7%). Średnia prędkość wiatru wynosiła 2,4 m/s.
Klimat Ligoty-Panewnik jest modyfikowany przez czynniki lokalne (topoklimat), zależny od pokrycia terenu, a także od położenia względem dolin rzecznych. W dnach doliny Kłodnicy, Ślepiotki, Kokocińca i innych potoków panuje niekorzystny topoklimat zabudowanych den dolinnych. W czasie pogodnych nocy tworzą się zastoiska zimnego powietrza, możliwe są lokalne przymrozki typu radiacyjno-adwekcyjnego. Na wyżej położonych terenach dzielnicy panują warunki średnio korzystne. W obszarach zabudowy zwartej na lokalny klimat wpływ ma czynnik podgrzewania atmosfery na skutek działalności człowieka. Zwarte powierzchnie zabudowy, dróg i placów powodują podniesienie temperatury powietrza w przyziemnej warstwie atmosfery. Obszary te szybciej też tracą ciepło na skutek wypromieniowania w nocy, a brak wilgoci w powietrzu nie sprzyja dłuższemu zatrzymaniu ciepła. Lasy zaś charakteryzują się tym, że nocne spadki temperatury są znacznie mniejsze niż na powierzchniach sąsiednich.

### Przyroda i ochrona środowiska

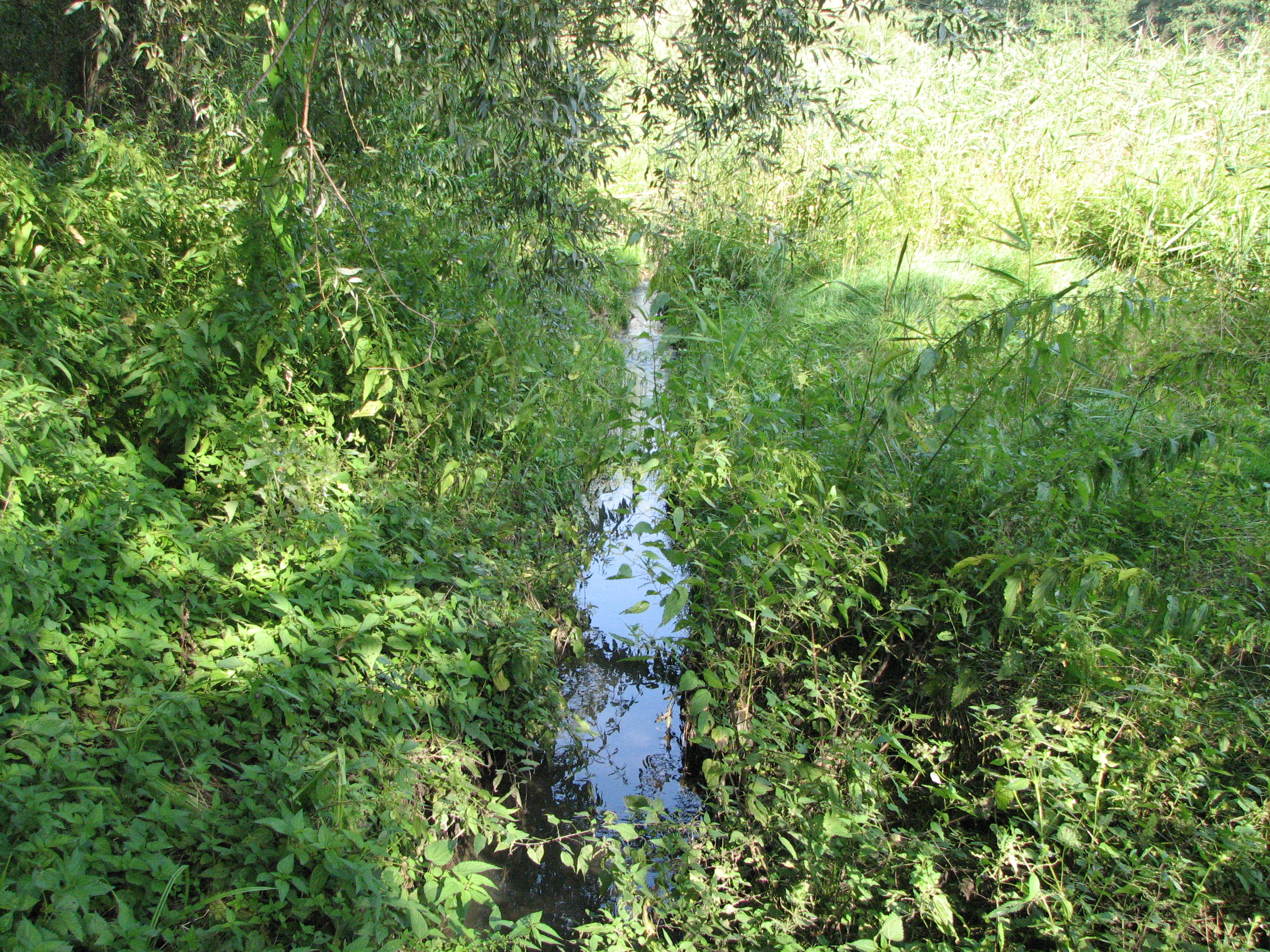
Fragment potoku Kokociniec, w obrębie którego zachowały się fragmenty siedlisk łęgowych z płatami lasu i zarośli olchowo-wierzbowych

Naturalna szata roślinna na terenie Ligoty-Panewnik kształtowała się od czasu ostatnich zlodowaceń trwających 12–16 tys. lat temu, a w przeciągu 200 ostatnich lat została ona poddana silnej antropopresji. Pierwotnie tereny dzielnicy porastały w północnej i wschodniej części grądy, w zachodniej bory, zaś w dolinach rzek łęgi i olsy. Te pierwotne lasy były częścią historycznej Puszczy Śląskiej. Szata roślinna Katowic, podobnie jak i inne elementy środowiska przyrodniczego, zostały silnie przekształcone w wyniku procesów urbanizacyjnych i działalności przemysłowej. Pomimo postępującego zubożenia flory miasta, różnorodność istniejących zbiorowisk roślinnych jest tutaj duża. Południowo-zachodnia część miasta, w tym część terenów Ligoty-Panewnik, ma nadal charakter otwarty. Występują tutaj obszar miejsko-przemysłowe umiejscowione w krajobrazie rolniczo-leśnym, a z biegiem czasu następowała tutaj coraz silniejsza presja w kierunku zabudowy wolnych terenów. Na siedliskach zurbanizowanych rozwinęły się m.in. zbiorowiska ruderalne, rozwijające się w dzielnicy przede wszystkim w siedliskach antropogenicznych terenów zabudowanych i na nieużytkach miejskich.

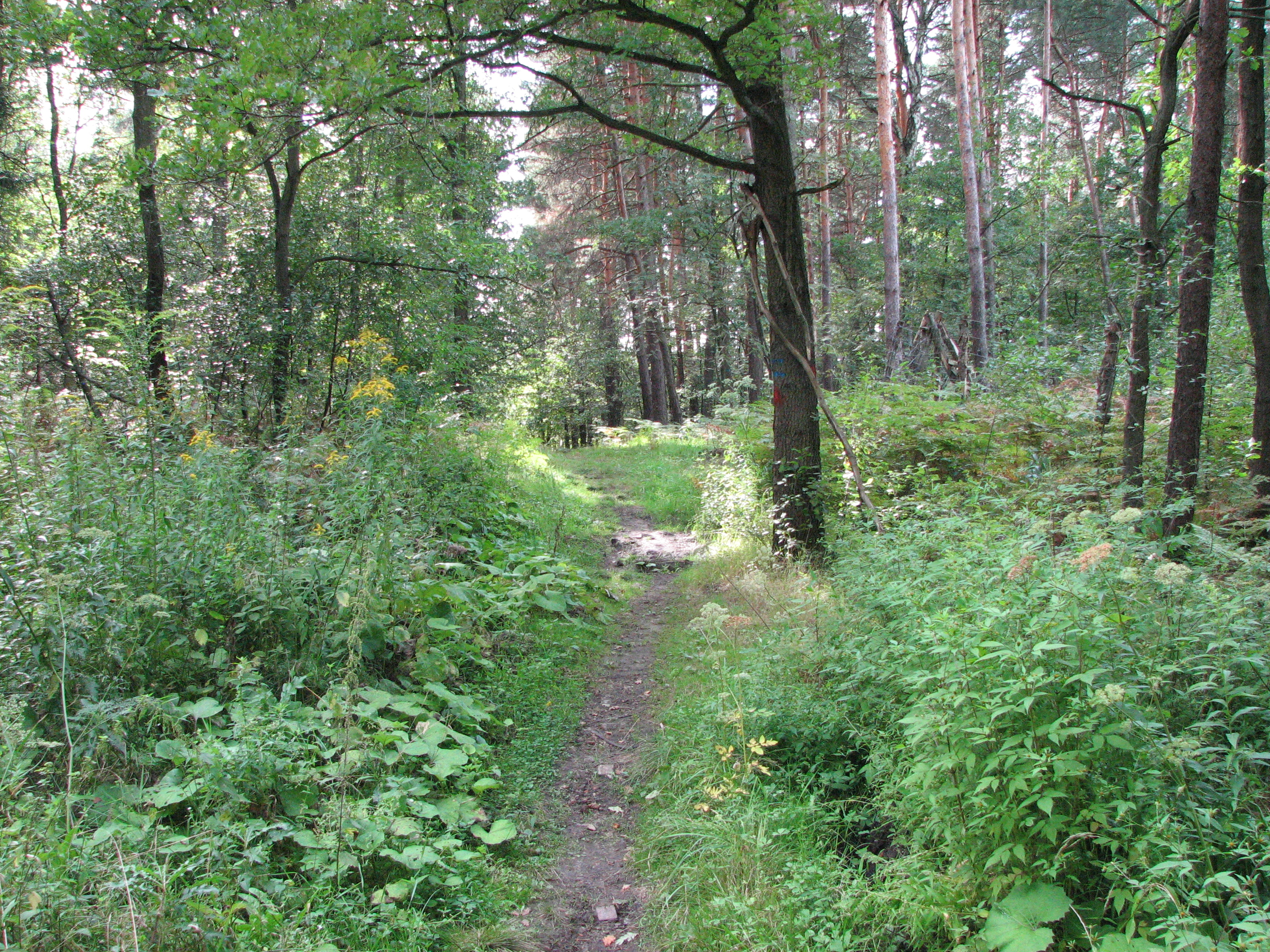
Fragment Lasów Panewnickich

Część terenów Katowic, w tym Ligoty-Panewnik, zachowały krajobrazy o charakterze naturalnym i półnaturalnym. Wysokimi walorami przyrodniczo-krajobrazowymi charakteryzuje się zwłaszcza kompleks Lasów Panewnickich. Lasy te stanowią jedne z ważniejszych elementów struktury ekologicznej regionu. Pod względem siedlisk przeważają tutaj bory sosnowe i mieszane, zaś lasy pomiędzy Kokocińcem a Załężem (Las Załęski) to lasy liściaste. W Obrębie Panewnik, będącego częścią Nadleśnictwa Katowice według danych z 2012 roku zinwentaryzowano następujące rośliny rzadkie i chronione: bagno zwyczajne, barwinek pospolity, bluszcz pospolity, borówka bagienna, ciemiężyca zielona, czworolist pospolity, kokoryczka, konwalia majowa, kosaciec syberyjski, przytulia wonna, pióropusznik strusi, skrzyp olbrzymi, storczyk, listera jajowata, wawrzynek wilczełyko, widłak wroniec i żurawina błotna.

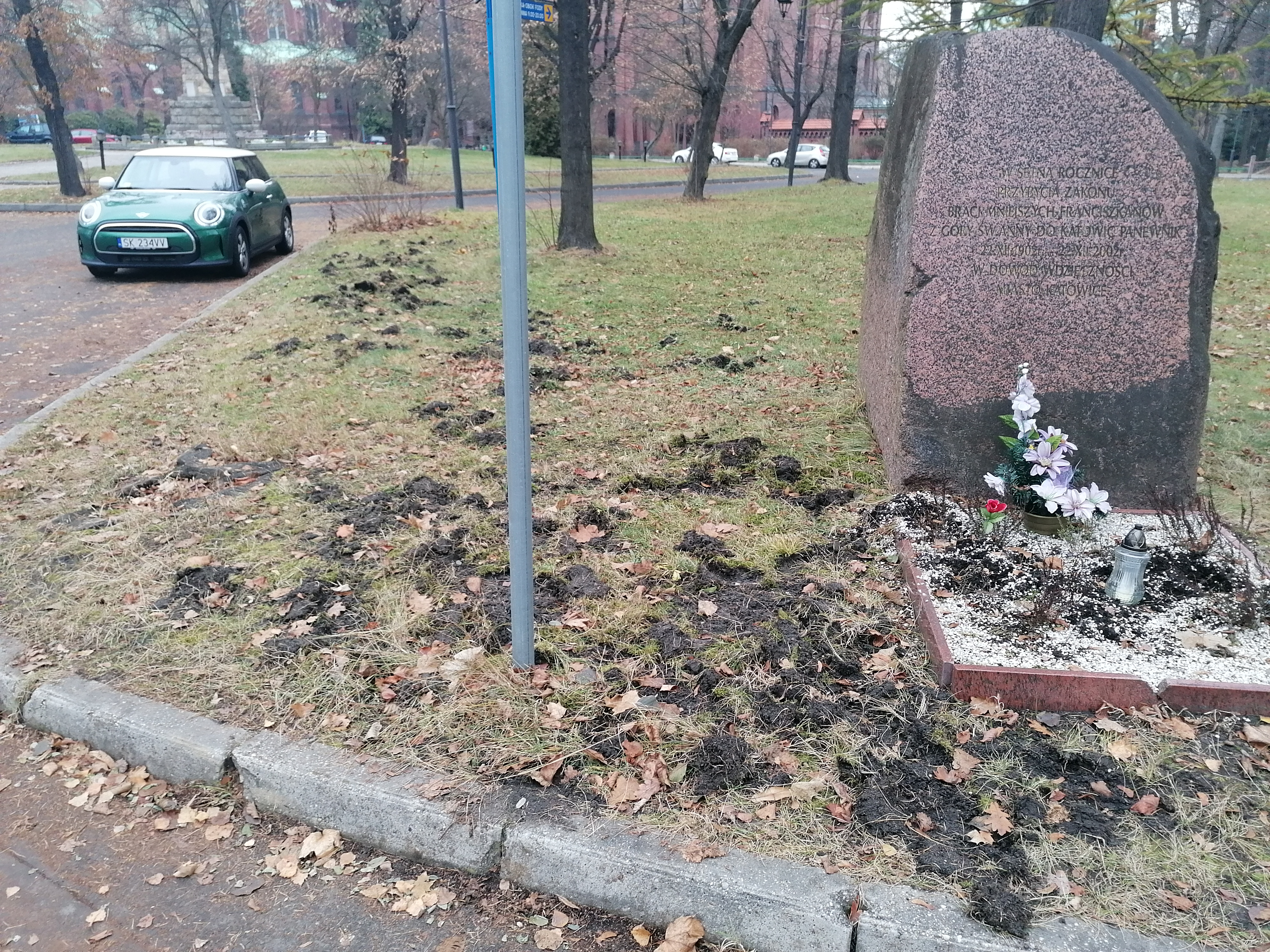
Skutki obecności dzików w rejonie placu Klasztornego w Panewnikach

Do obszarów o ponadprzeciętnych walorach przyrodniczych i krajobrazowych, znaczących dla ochrony cennych gatunków roślin i zwierząt, bioróżnorodności, zapewnienia ciągłości ekologicznej i ochrony krajobrazu, położnych na terenie Ligoty-Panewnik należą:
- Potok Kokociniec – dolna, niezabudowana część doliny o powierzchni 12,8 ha, łącząca się z korytarzem ekologicznym Kłodnicy; zachowały się tutaj fragmenty siedlisk łęgowych z płatami lasu i zarośli olchowo-wierzbowych[16],
- Dolina Kłodnicy – tereny otwarte o powierzchni 54,5 ha, stanowiące zasadniczą część zdegradowanego, wymagającego regeneracji korytarza ekologicznego; część zachodnia doliny ma wysokie walory krajobrazowe i duże zróżnicowanie florystyczne[16],
- Stare Panewniki – obszar leśno-łąkowy o powierzchni 12,6 ha, miejscami podmokły, w dolinie Rowu Panewnickiego i częściowo Kłodnicy; zachowały się tutaj fragmenty zbiorowisk torfowiskowych i leśnych (bór bagienny), a także stwierdzono występowanie czterech gatunków roślin chronionych i kilku gatunków chronionych płazów i ptaków[16].

Wraz z rozpoczęciem procesu karczowania lasów pod pola uprawne, doszło do wychowywania się z Lasów Panewnickich grubej zwierzyny łownej. Współcześnie w lasach tych zostały sarny, zające, łasice, lisy, kuny leśne, wiewiórki oraz drobne gryzonie. Żyjące w okolicy dziki spotykane są także na terenach zurbanizowanych Ligoty-Panewnik. Dokonuje się wymiana gatunkowa – spośród obcych gatunków pojawiły się daniele oraz bażanty, a także szopy pracze i jenoty azjatyckie.

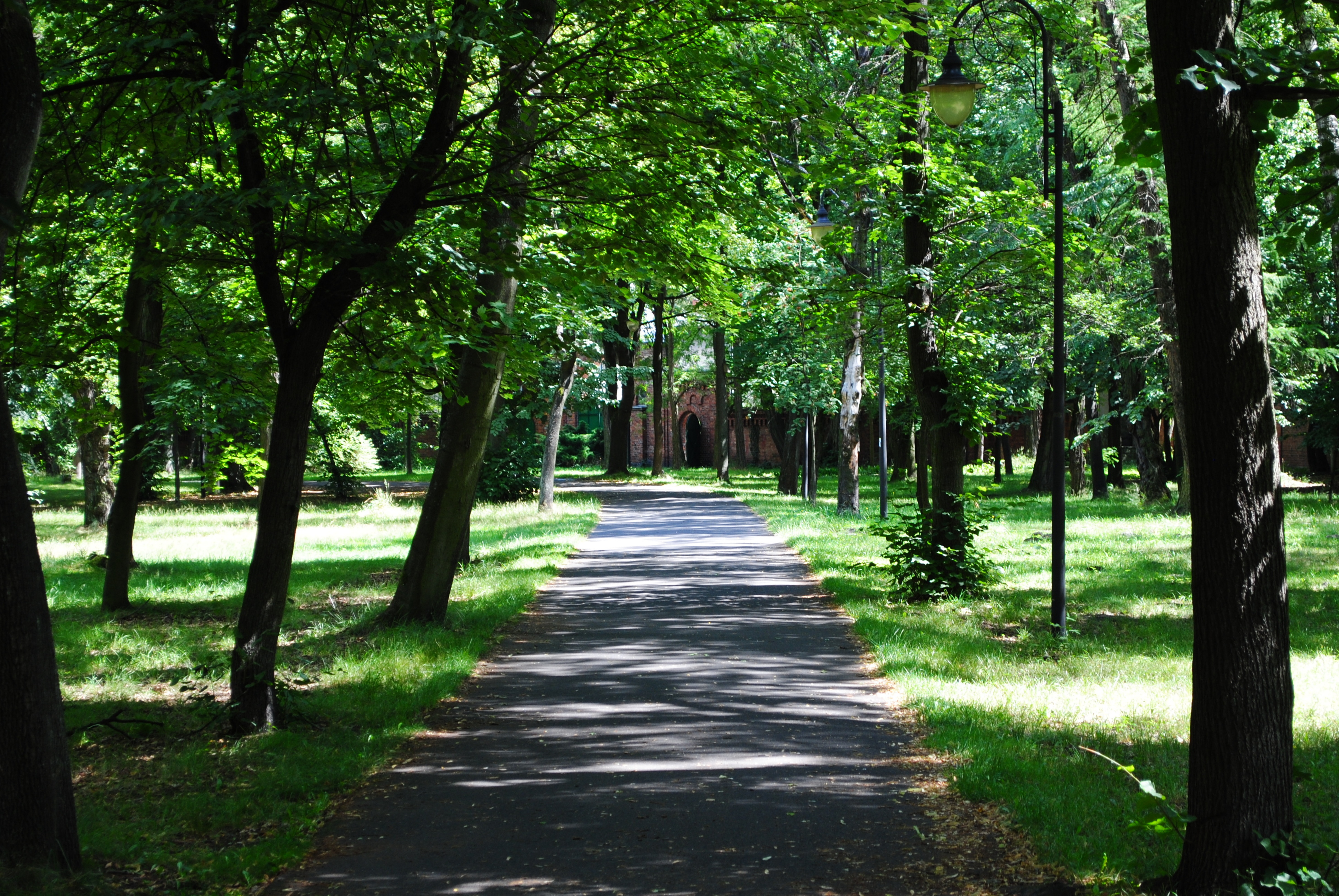
Fragment Kalwarii Panewnickiej

Na terenie dzielnicy (2023 r.) brak jest wyznaczonych powierzchniowych form ochrony przyrody. Jedynym pomnikiem przyrody jest dąb szypułkowy (Quercus robur) o wysokości 22 m i obwodzie w pierśnicy 349 cm. Znajduje się on na terenie panewnickiego klasztoru oo. franciszkanów, został ustanowiony pomnikiem przyrody 12 grudnia 1953 roku.
Park Zadole, a także Kalwaria Panewnicka należą do jednych z ważniejszych terenów zieleni urządzonej w Katowicach, plac Miast Partnerskich jest jednym z terenów zieleni pełniących funkcję integrującą w obrębie jednego z założeń urbanistycznych. Park Zadole o powierzchni 7,76 ha jest parkiem typu leśnego, posiada drzewostan o przeciętnych walorach kompozycyjnych i przyrodniczych. Park ten stanowi miejsce organizacji dzielnicowych imprez masowych. Park Zadole został założony w latach 60. XX wieku na obszarze terenów wypoczynkowo-rekreacyjnych. Park przyklasztorny w Panewnikach o powierzchni 10,55 ha jest wartościowym pod względem przyrodniczym i kulturowym terenem zieleni, zaspokajającym potrzeby wypoczynku mieszkańców dzielnicy. Ze względu na jego charakter nie umieszcza się w nim urządzeń sportowo-rekreacyjnych.
W rejonie siedziby Nadleśnictwa Katowice przy ulicy Kijowskiej 37b została wytyczona Leśna Ścieżka Dydaktyczna z leśnym silvarium, a w samym budynku administracji nadleśnictwa znajduje się Leśna Sala Edukacyjna
W Ligocie-Panewnikach znajdują się trzy kompleksy Rodzinnych Ogródków Działkowych (2007 r.):
- „Bronisławy” (ul. Warmińska) – 1,22 ha; 30 działek,
- „Olszynka” (ul. Piotrowicka) – 4,04 ha; 110 działek,
- „Pod Lasem” (ul. Bałtycka) – 5,19 ha; 110 działek.

## Nazwa
Nazwa Ligota-Panewniki jest nazwą dwuczłonową, składającą się z nazw dwóch głównych tworzących ją części Katowic: Ligoty i Panewnik. Nazwa Ligota, która historycznie występowała także pod nazwą Ligota Pszczyńska, oznacza wolniznę.
Jedna z niemieckich nazw Ligoty to Ellgoth. Druga z nich – Idaweiche, pochodząca od nazwy kolejowego posterunku odgałęźnego do huty żelaza „Ida”, została wprowadzona przez niemieckich okupantów podczas II wojny światowej w miejsce wcześniejszej nazwy Ellgoth.
Nazwa Panewniki oznaczała zaś miejscowość, którą zamieszkiwały osoby wyrabiające panwie. Na pochodzenie tej nazwy wskazuje się też osobę o przezwisku Panewnik. Pierwotnie zaś Panewniki określano w formie pojedynczej, tj. Panewnik. Mnoga forma nazwy pojawiła się, gdy Panewniki zostały włączone w 1951 roku do Katowic.

## Historia

### Do XIX wieku

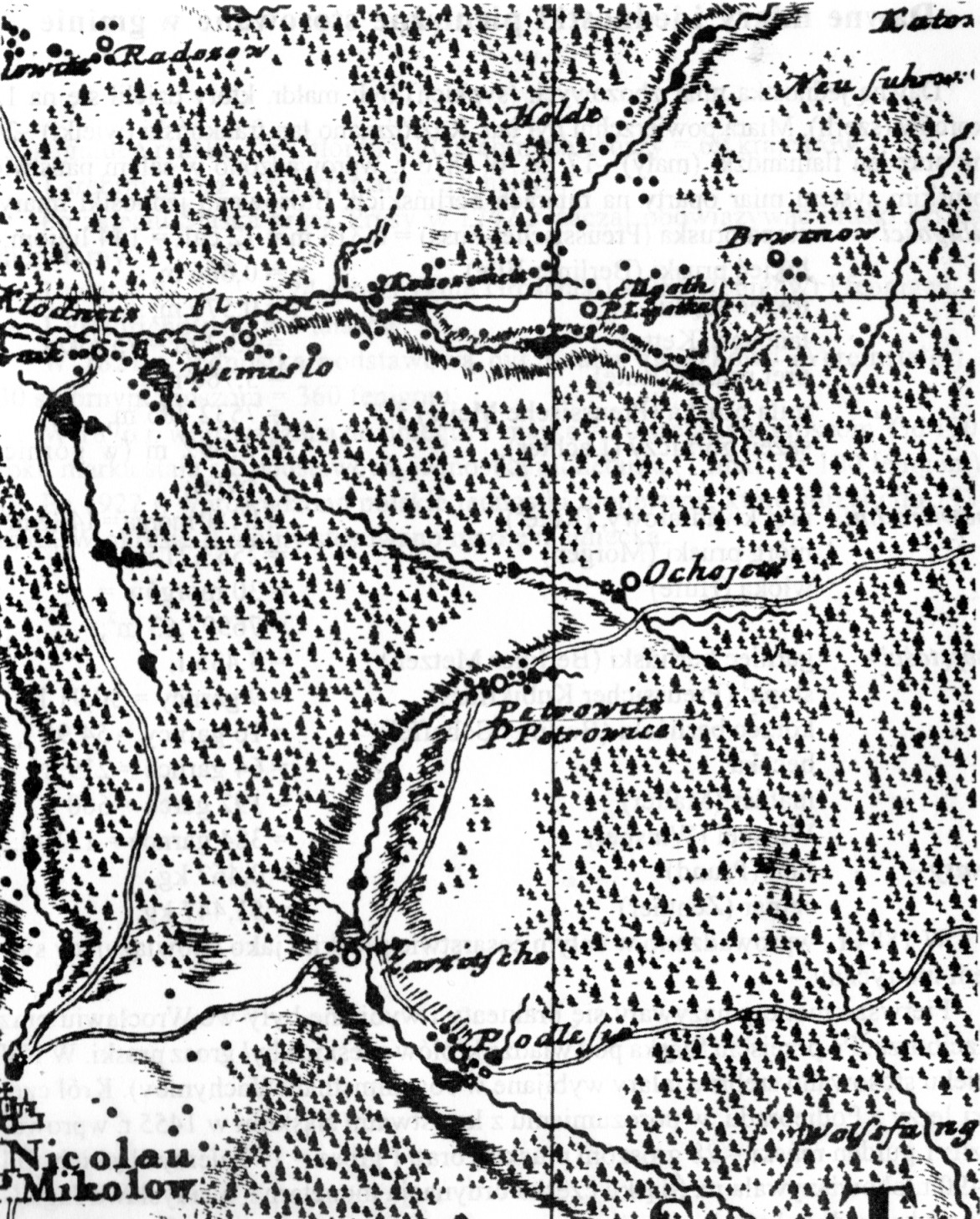
Fragment mapy Johanna Wolfganga Wielanda i Mattheusa von Schubartha Atlas Silesiae... z 1752 roku przedstawiającej część terenów dzisiejszej dzielnicy Ligota-Panewniki, w tym Ligotę, Kokociniec i Wymysłów oraz płynące w tym rejonie rzeki Kłodnica i Ślepiotka

Pierwsze wzmianki o rejonach dzielnicy Ligota-Panewniki pochodzą z XIV wieku. Wówczas to dokument ówczesnego właściciela tych ziem – księcia Mikołaja II opawskiego dla Ottona z Pilicy z 1360 roku wzmiankuje m.in. o Ligocie jako wsi na ziemi pszczyńskiej. Pismo to poświadcza przede wszystkim o postępach kolonizacji i o stopniu zagospodarowywania terenów. Wskazuje ono także o zorganizowanych tutaj na prawie niemieckim wsiach (Ligota mogła zostać przypuszczalnie założona także na tych prawach). Informacja ta jest zarazem pierwszą wzmianką o Ligocie, osada ta znajdowała się na terenie dzisiejszej Starej Ligoty w katowickiej dzielnicy Załęska Hałda-Brynów część zachodnia (rejon współczesnych ulic: Ligockiej, Załęskiej, Hetmańskiej i Rolnej).
Ligota w swojej historii była przez pewien okres opuszczoną wsią. Mogło to się już stać w okresie od lat 20. do lat 30. XV wieku, kiedy to przez tereny Górnego Śląska przetoczyły się działania zbrojne związane z wojnami husyckimi. W kronikach odnotowano Ligotę jako opuszczoną osadę w XVI wieku i w I połowie XVII wieku. O pustej wówczas wsi Ligota wspomina dokument sprzedaży ziemi pszczyńskiej Turzonom przez księcia cieszyńskiego Kazimierza z 1517 roku. Pod koniec XVI wieku osada ta była dalej niezamieszkana, na co wskazuje dokument nadania lasu w Ligocie dla sołtysa z Piotrowic w 1588 roku. Wieś ta nie zniknęła, a istniejące przy niej pola uprawne były użytkowane cały czas przez mieszkańców okolicznych osad. Prawdopodobnie opustoszyła ją szerząca się epidemia lub też zniszczenia wyniku działań wojennych w okresie walk pomiędzy książętami śląskimi. Ligota została zasiedlona ponownie dopiero pod koniec XVII wieku, ale jeszcze w XVIII wieku zwana była Ligotką.
Wcześniej, bo w XVI wieku z państwa pszczyńskiego wyodrębniono ordynację mysłowicką, a w pozostałej jej części powstała osada służebna dla Kuźnicy Pszczyńskiej (współcześnie Stara Kuźnia w południowej części Rudy Śląskiej) zwana obecnie Panewnikami. Zostały one założone około 1580 roku nad Kłodnicą przy ujściu Ślepiotki – późniejsze Stare Panewniki (według Marty Chmielewskiej wieś istniała już prawdopodobnie w XIV wieku), a jego powstaniu sprzyjał panujący wówczas długoletni okres pokoju, kiedy to ówcześni władcy pszczyńscy inicjowali akcje osadnicze. Panewniki po raz pierwszy w źródłach pisanych pojawiły się w 1586 roku. Prawdopodobnie początkowo Panewniki były jedną z osad służebnych, w których wytwarzano panwie dla Kuźnicy Pszczyńskiej. W XVII wieku we wsi Panewniki istniał już zarząd gminny z wójtem na czele, a w tym czasie w Panewnikach prawdopodobnie istniała także karczma w miejscu obecnej posesji Panewnicka 463.

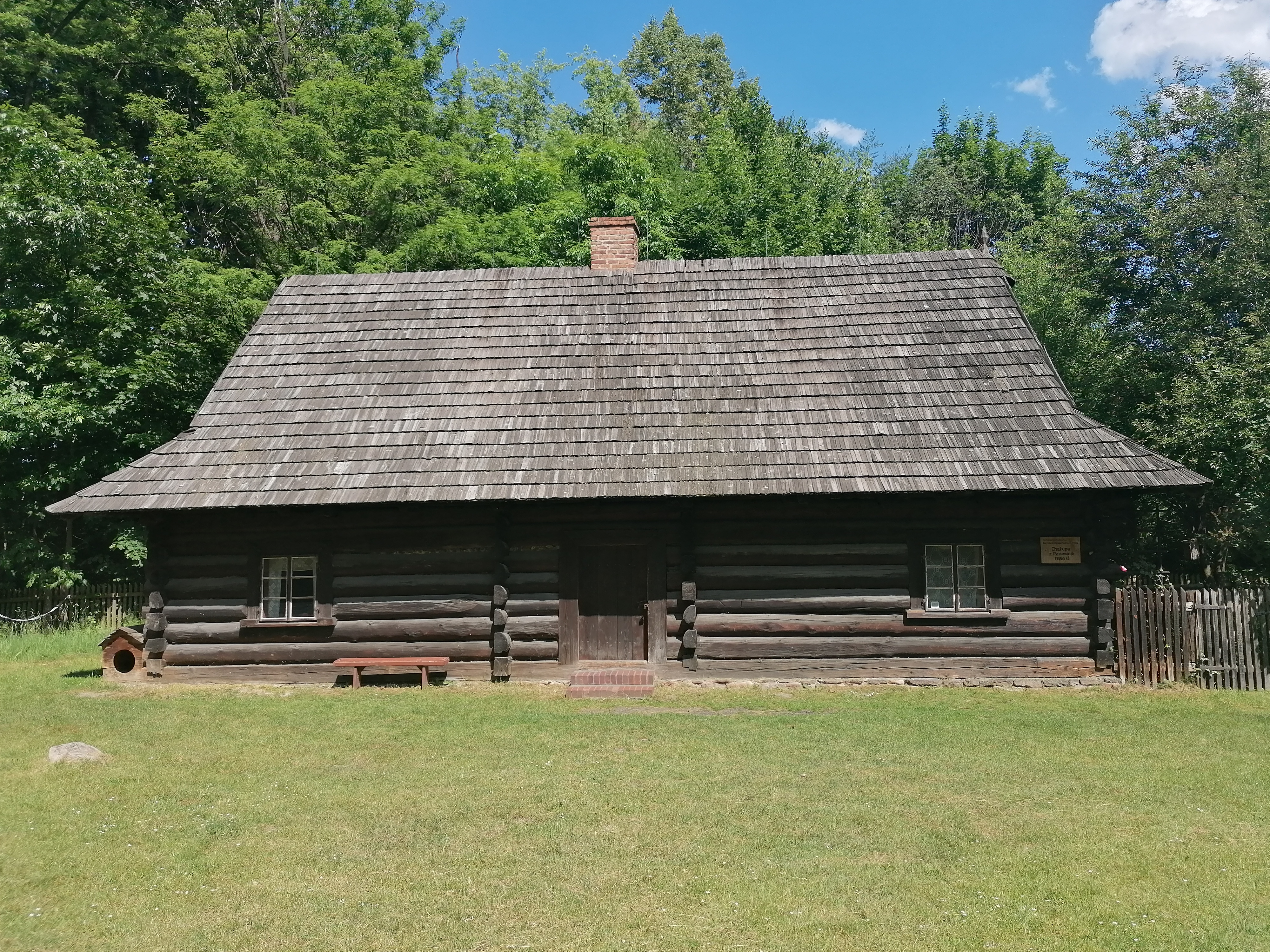
Chata z Panewnik z 1864 roku (Górnośląski Park Etnograficzny)

W XVII wieku powstały dwa panewnickie przysiółki – Kokociniec i Wymysłów. W tym czasie w Kokocińcu powstała kuźnica, przy której rozwijała się także osada. Zakład ten założony był przez właścicieli ziemskich i funkcjonował w ramach ogólnej gospodarki dworu. Kokociniecka kuźnica przestała funkcjonować w połowie XVIII wieku wraz z pojawieniem się konkurencji w postaci fryszerek. Wraz z likwidacją kuźnicy wzrastała za to liczba gospodarstw chłopskich. Pierwsza zaś wzmianka o Wymysłowie – niewielkim przysiółku pomiędzy Panewnikami a Kokocińcem, sięga 1681 roku (według Lecha Szarańca Wymysłów miał zostać założony już w XIV wieku), a jego powstanie łączy się z prawdopodobnie z rozwojem istniejącej wówczas kuźnicy w Kokocińcu
Kryzysowym czasem dla ziem pszczyńskich była trwająca w XVII wieku wojna trzydziestoletnia, szczególnie lata 1621–1646. Na tych ziemiach doszło do strat wskutek plądrowania, rabunków i kontrybucji, a wraz z tym także do strat ludnościowych. Mapa ziemi pszczyńskiej (Ichnoorthographia Plesniaca) autorstwa Andreasa Hinderberga wydana w 1636 roku wskazuje na istnienie zarówno Ligoty (jako Las Ligocki – niem. Ellgott Walde) i Panewnik, a przy ujściu Ślepiotki zaznaczono także panewnicki przysiółek – Wymysłów. Prawdopodobnie już wtedy biegła ścieżka prowadząca wzdłuż Kłodnicy, której wody spiętrzono najprawdopodobniej na potrzeby młyna wzmiankowanego po raz pierwszy w 1620 roku (działał on do połowy XIX wieku, a jego właścicielem był zarząd dóbr dominialnych księstwa pszczyńskiego).
W II połowie XVII wieku nastąpiło ponowne zaludnienie Ligoty. Ruch osadniczy na terenie wsi rozpoczął się najprawdopodobniej po 1680 roku – w dokumentach z 1701 roku odnotowano już istnienie wsi Ligota (de villa Ligotha). Wieś ta przyjęła zaś charakter bardziej chałupniczy niż zagrodniczy. W 1718 roku w Ligocie mieszkało 12 chałupników, a w 1740 roku było ich 23. Ligota status samodzielniej gminy uzyskała na początku XVIII wieku z sołtysem wyznaczonym przez zarząd dominium księstwa pszczyńskiego. Od połowy XVIII wieku do lat 20. XX wieku nad Ślepiotką funkcjonował młyn wodny, który przez wiele lat był własności rodziny Materlów, zaś młyn w Ligocie działał jeszcze na początku XIX wieku, po czym został przerobiony na tartak. Znajdował się przy ulicy Piotrowickiej na wysokości mostu nad Kłodnicą.

### XIX i początek XX wieku

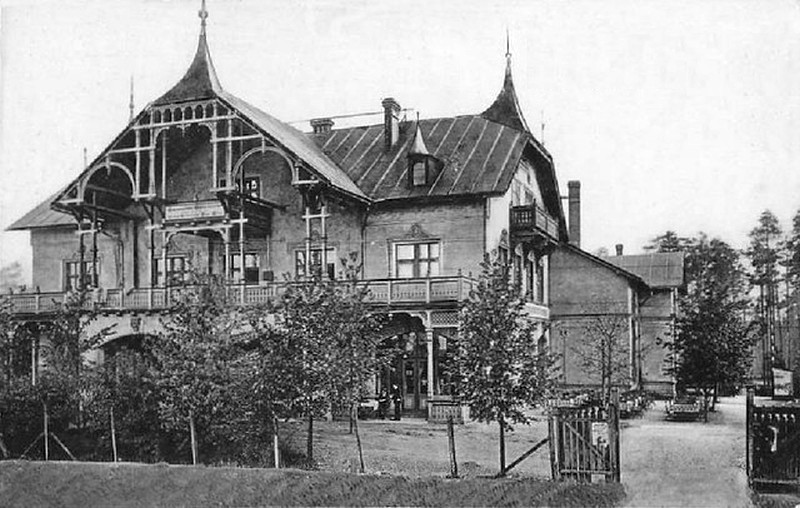
Dawna restauracja „Zum Fürstenhofe” przy obecnej ulicy Franciszkańskiej 2-2b w Ligocie, powstała na przełomie XIX i XX wieku

Obszar współczesnych Katowic do końca XVIII wieku opierał się głównie o gospodarkę rolną i gospodarkę leśną, tutejsze gleby były niskiej wydajności. Prawdziwy rozwój przemysłu na tym obszarze mógł nastąpić od lat 30. XIX wieku wraz z uwłaszczeniem chłopów, którzy od tego momentu mogli się swobodnie przemieszczać, zasilając szeregi robotników przemysłowych. Szybki wzrost liczby ludności Ligoty nastąpił w I połowie XIX wieku. Od XIX wieku osada zaczęła się rozwijać jako miejscowość letniskowa dla mieszkańców Katowic, co nasiliło się po wybudowaniu linii kolejowej łączącej Katowice z Murckami przez Ligotę, oddanej do użytku 1 grudnia 1852 roku. Na przełomie XIX i XX wieku w Ligocie powstawały liczne zakłady przemysłowe jak fabryka farb, zakład przetwórstwa ropy naftowej czy cegielnia, a wraz z rozwojem przemysłu wzrastała też liczba ludności oraz rozwijała się działalność usługowa i oświatowa.
Panewniki przez długi czas rozwijały się jako wieś rolnicza, a stały się miejscem wypoczynkowym, głównie dzięki karczmie znajdującej się w Starych Panewnikach. W połowie XIX wieku z inicjatywy dominium pszczyńskiego powstał kolejny zajazd – późniejszy dom „Maria” (ul. Panewnicka 374b), funkcjonujący potem jako dom starców. W miejscu dawnej kokocinieckiej huty w latach 1846–1847 powstała huta żelaza „Ida”. Składała się ona z dwóch wielkich pieców na koks i węgiel drzewny oraz jednego mniejszego, była własnością książąt pszczyńskich. W połowie XIX wieku w gminie Panewniki prócz huty „Ida” i kopalni węgla kamiennego „Szadok” czynne były dwa warsztaty rzemieślnicze.

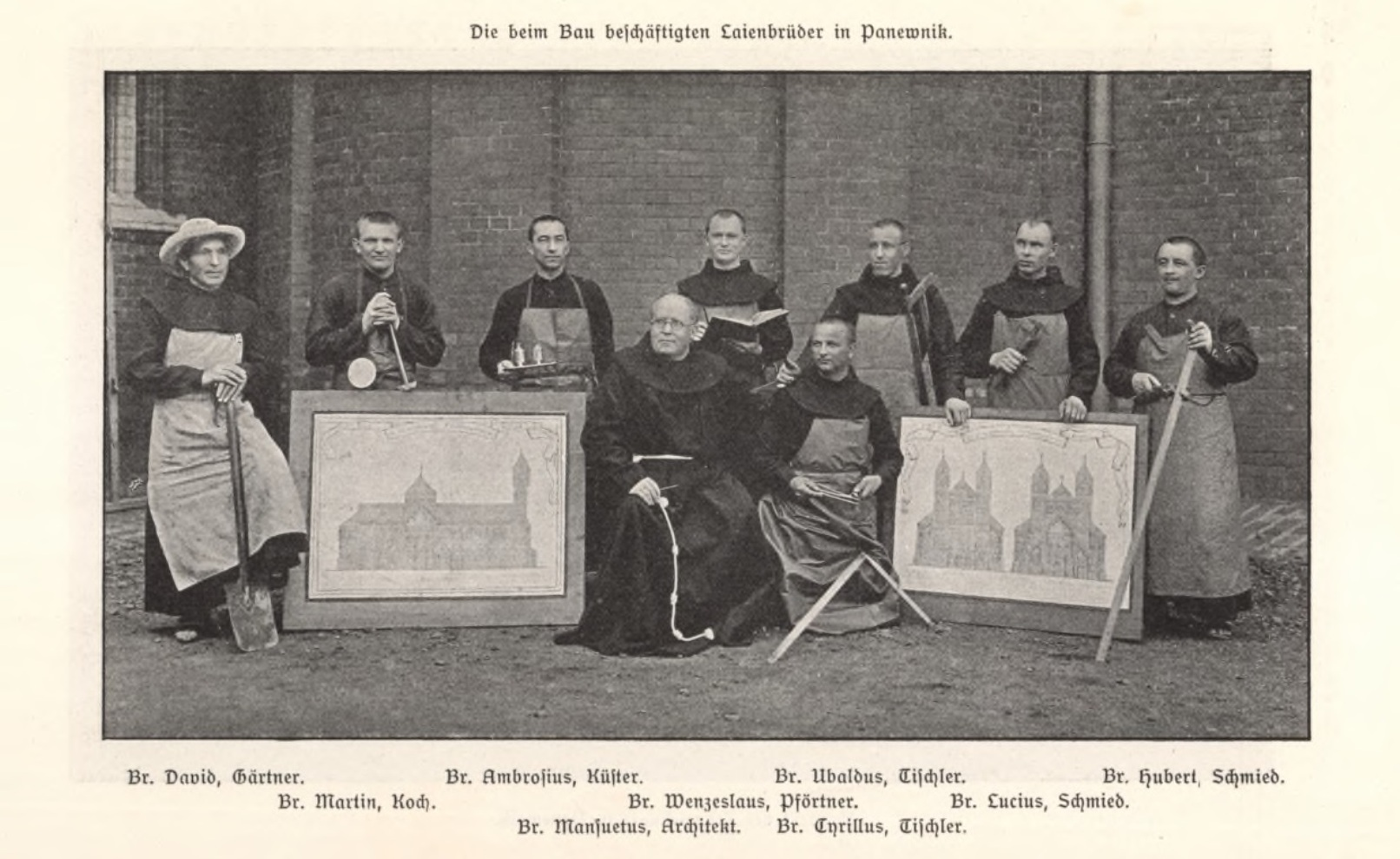
Fotografia z 1908 roku przedstawiająca franciszkanów zaangażowanych w budowę panewnickiego kościoła; część z nich trzyma plansze przedstawiającą plany budowanej świątyni

W XIX wieku jako przysiółek Piotrowic nad Ślepiotką zostało założone Zadole. Osada ta kształtowała się powoli wraz z rozwojem przemysłu na terenie współczesnych Katowic, zwłaszcza od II połowy XIX wieku, po wybudowaniu linii kolejowej Katowice – Rybnik. W 1828 (bądź 1825) roku w Panewnikach powstała pierwsza szkoła, która mieściła się w izbie jednego z zagrodników, Wawrzyńca Matury. W latach 1879–1880 na terenie Starej Ligoty (ul. Hetmańska) powstała szkoła dla dzieci z Ligoty.
Na początku XX wieku w Panewnikach rozpoczęto budowę zespołu klasztornego oo. franciszkanów sprowadzonych z Góry Św. Anny w 1902 roku z inicjatywy ks. Ludwika Skowronka. Pierwszymi zakonnikami byli ojcowie Kamil Bolczyk i Wilhelm Rogosz. Neorenesansowy zespół klasztorny został wzniesiony w latach 1905–1908. Franciszkanie z Panewnik zrodzili m.in. tradycję ustawiania wewnątrz świątyni jednej z bardziej znanych w regionie szopek bożonarodzeniowych. W 1909 roku do Panewnik przybyły z Poręby pod Górą Św. Anny pierwsze siostry ze Zgromadzenia Służebniczek NMP Niepokalanie Poczętej i zamieszkały w budynku późniejszego panewnickiego przedszkola na rogu dzisiejszych ulic Panewnickiej i Medyków.

### Lata międzywojenne i II wojna światowa
Na początku I powstania śląskiego, 17 sierpnia 1919 roku powstańcy na kilka godzin zdobyli stację kolejową w Ligocie, przerywając połączenie Katowic z Żorami. Powstańcy zaatakowali także posterunek Grenschutzu, w efekcie czego zdobyto broń, lecz Niemcy szybo przysłali posiłki, a powstańcy musieli się wycofać w kierunku lasu Szadok. Po zakończeniu powstania 26 sierpnia 1919 roku część powstańców uciekła do Zagłębia Dąbrowskiego, z możliwością powrotu bez konsekwencji za udział w powstaniu dopiero po 1 października, na mocy porozumienia pomiędzy rządem polskim a niemieckim.
Nie zachowały się żadne konkretne informacje dotyczące udziału mieszkańców Ligoty i Panewnik w czasie II powstania śląskiego.
Podczas plebiscytu z 1921 roku 71% głosujących z gminy Ligota i 82% z gminy Panewniki opowiedziało się za przyłączeniem Górnego Śląska do Polski.

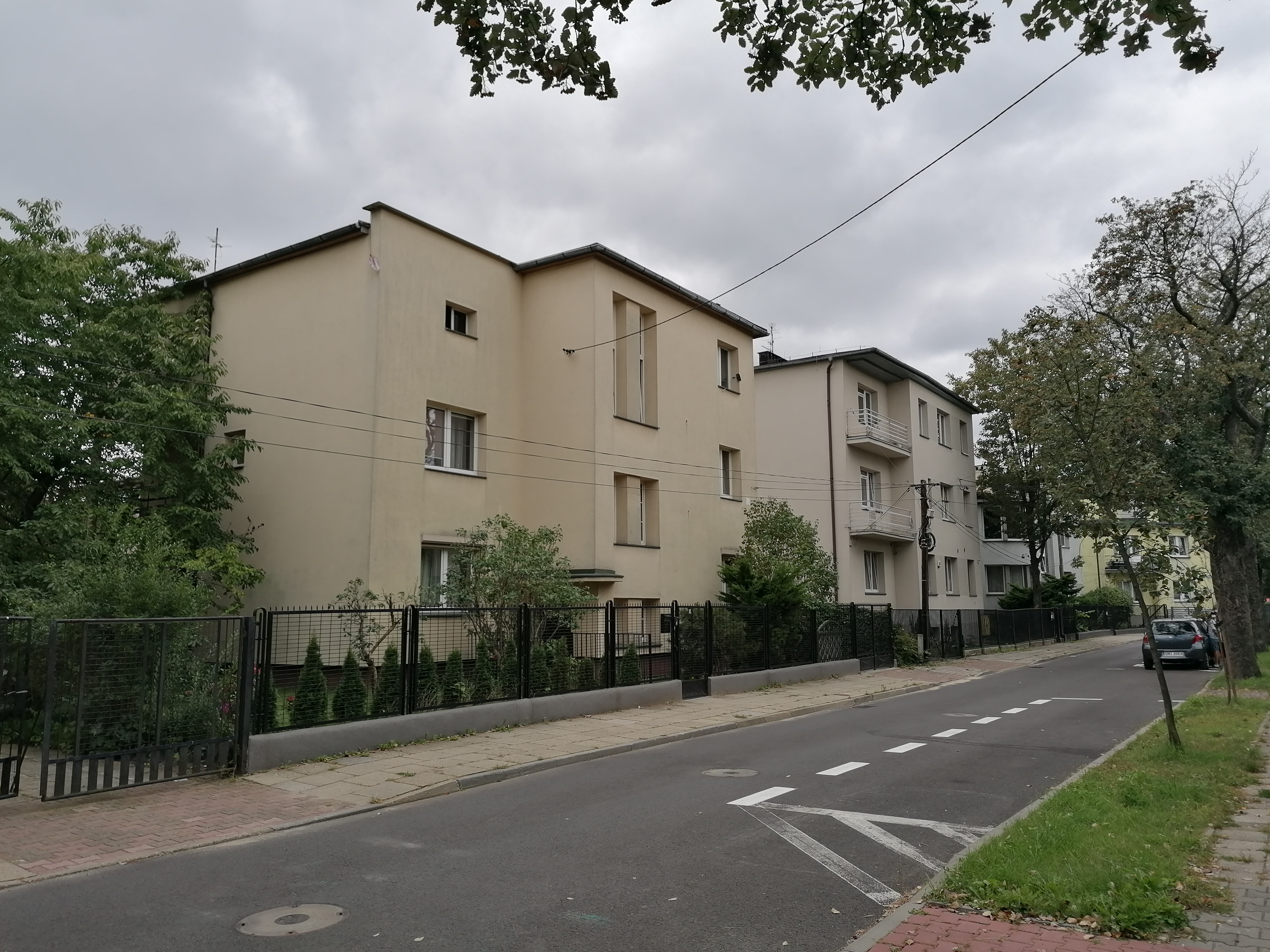
Fragment powstałej w latach 30. XX wieku wojewódzkiej kolonii urzędniczej w Ligocie (ul. Kaszubska)

III powstanie śląskie wybuchło w nocy z 2 na 3 maja 1921 roku. W pierwszych godzinach powstańcy zajęli dworzec kolejowy w Ligocie, budynek Urzędu Gminy, Urząd Pocztowy oraz miejscowe zakłady przemysłowe. Podczas tego powstania Ligota była jednym z miejsc koncentracji sił powstańczych przed atakiem na Katowice, a z ligockiej stacji kolejowej wyjeżdżały pociągi do walk nad Odrą i pod Górą Św. Anny. Z Ligoty pochodzili m.in. dowódcy batalionów: Alojzy Kurtok i Leopold Kocima, kawaler Virtuti Militari. Bataliony te należały 1 Pułku Pszczyńskiego walczącego na linii Odry (Obrowiec – Strzebiniów – Stare Koźle). W tym samym pułku walczyli też panewniccy powstańcy. W tym czasie w walkach powstańczych zginęło kilkunastu mieszkańców Ligoty. Po powstaniach śląskich obszar części Górnego Śląska, w tym tereny dzielnicy Ligota-Panewniki w 1921 roku włączono do Polski. Na tych terenach powstała polska administracja, w tym także w Ligocie i Panewnikach.
15 października 1924 roku Ligota została włączona w granice Katowic. Zaraz po jej przyłączeniu do miasta podjęto decyzję o budowie domów mieszkalnych dla pracowników Śląskiego Urzędu Wojewódzkiego. Ta „Kolonia urzędnicza” powstała pomiędzy Ślepiotką a ulicami Piotrowicką i Panewnicką, samo zaś centrum Ligoty przesunęło się w rejon ulic Franciszkańskiej i Smolnej. Na krótko przed wybuchem II wojny światowej wybudowano w Ligocie nowoczesny budynek szkolny – obecnie siedziba VII Liceum Ogólnokształcącego im. Harcerzy obrońców Katowic w Katowicach.

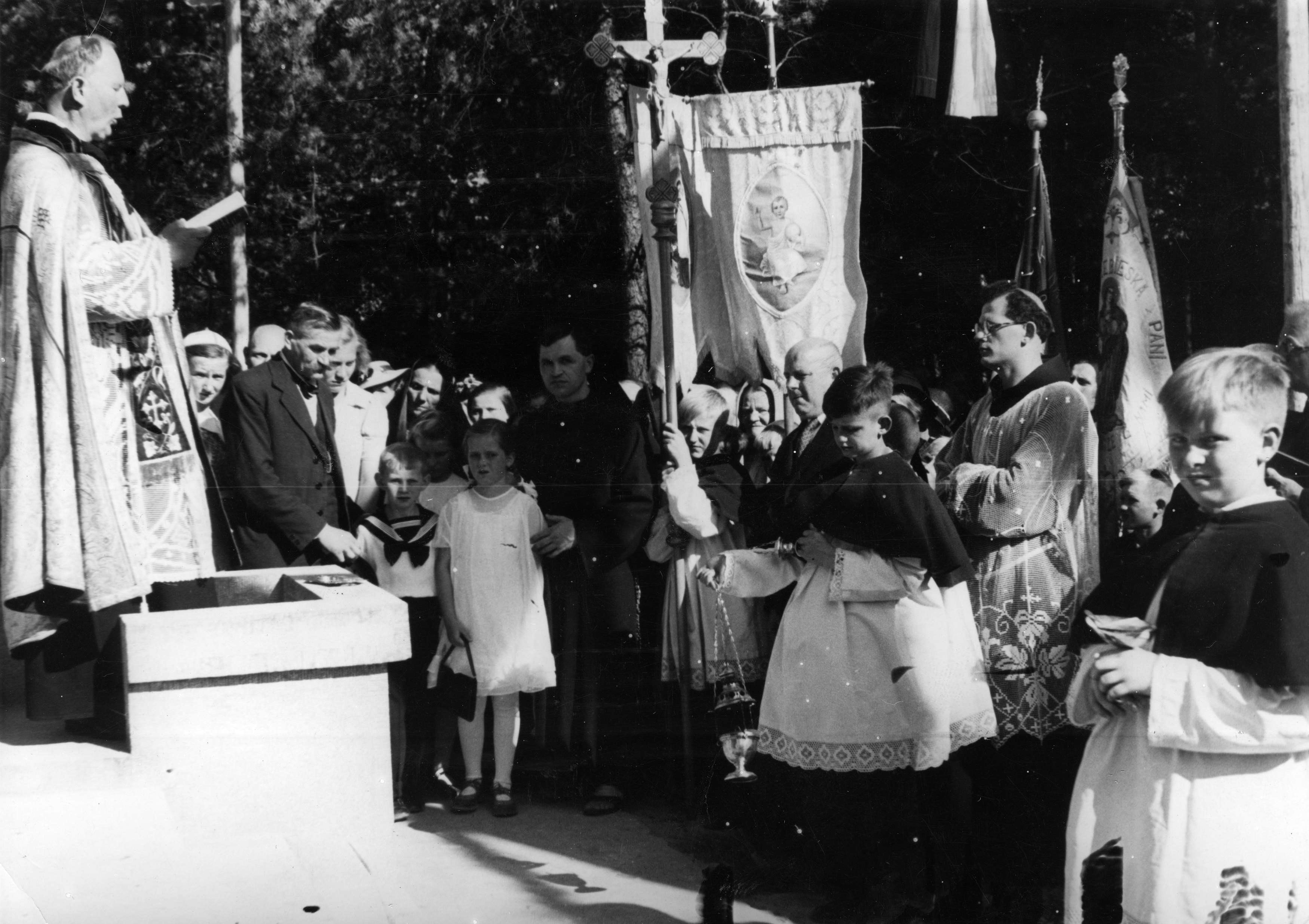
Poświęcenie Kaplicy Piłata na terenie Kalwarii Panewnickiej przez o. Karola Bika-Dzieszowskiego w dniu 16 lipca 1939 roku

W 1934 roku została erygowana, wydzielona z mikołowskiej parafii panewnicka wspólnota parafialna św. Ludwika Króla i Wniebowzięcia NMP, w latach 1936–1958 wzniesiono Kalwarię Panewnicką na terenie wokół klasztoru.
Po zajęciu przez Niemców na początku II wojny światowej terenów dzisiejszej Ligoty-Panewnik, we wrześniu 1939 roku Niemcy w Lasach Panewnickich zamordowali harcerzy i powstańców – obrońców Katowic. Po wojnie ich szczątki ekshumowano i pochowano na cmentarzu przy ulicy Panewnickiej, a w 1961 roku odsłonięto pomnik na ich wspólnej mogile. W okresie niemieckiej okupacji ziem polskich zginęło wielu mieszkańców Ligoty i Panewnik, w tym bracia Ludwik, Jan i Wilhelm Wieczorkowie (Ludwik w zmarł w obozie koncentracyjnym w Buchenwaldzie w 1942 roku, pozostali dwaj bracia w 1944 roku w katowickim więzieniu). 13 października 1944 roku na skraju Lasów Panewnickich rozstrzelany został działacz harcerski Jan Giemza.
W czasach okupacji na terenie Ligoty-Panewnik rozwijała się działalność konspiracyjna. Do najaktywniejszych od 1939 roku należała przede wszystkim Polska Organizacja Powstańcza, która swoją aktywność wykazywała przede wszystkim na terenie Ligoty i Piotrowic. W Ligocie też znajdowała się kwatera komendanta organizacji, a kierował nią były komendant Śląskiej Chorągwi Harcerskiej Józef Pukowiec. Armia sowiecka na teren Ligoty-Panewnik weszła od strony Starej Ligoty 27 stycznia 1945 roku

### Okres powojenny
Po działaniach wojennych zaczęto w Ligocie i Panewnikach organizować struktury nowej komunistycznej władzy. Siedziba komitetu PZPR znajdowała się początkowo w budynku przy skrzyżowaniu ulic Książęcej i Piotrowickiej. 1 kwietnia 1951 roku zniesiono powiat katowicki, a wraz z tym gminę Panewniki, którą włączono w granicę Katowic. Od stycznia 1955 roku działała Dzielnicowa Rada Narodowa Ligota-Południe. W czasie jej działalności, do 1973 roku, zrealizowała kilka dużych inwestycji, w tym budowę ośrodka sportowo-rekreacyjnego wraz z kąpieliskiem przy ulicy Wczasowej, parku i amfiteatru w Zadolu czy oświetlenia ulicznego.

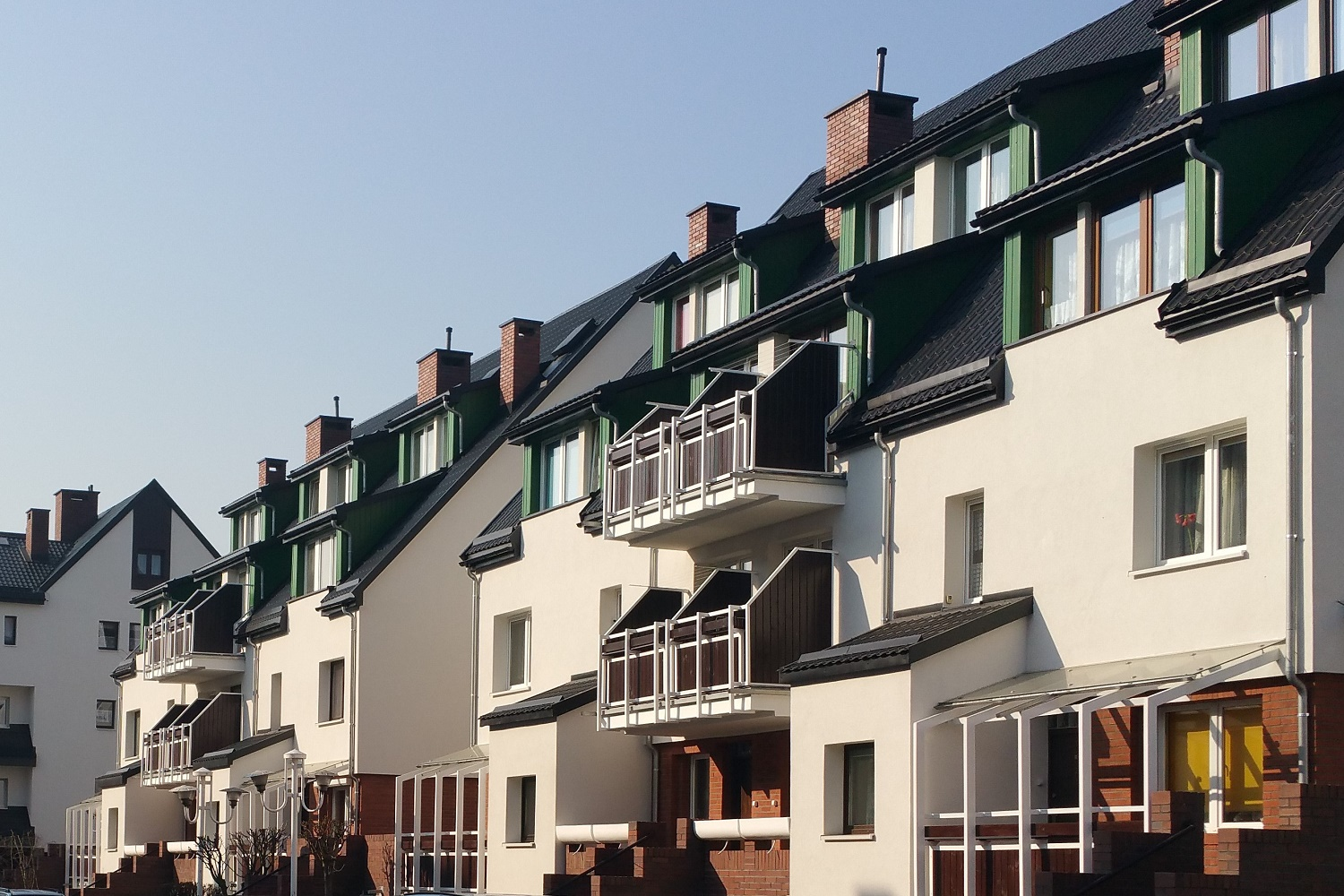
Osiedle Sadyba wybudowane na przełomie lat 80. i 90. XX wieku

Okres Polski Ludowej był także czasem wielu nowych inwestycji na terenie Ligoty-Panewnik. Na początku lat 50. XX wieku w Ligocie rozpoczęto budowę osiedla mieszkalnego przewidzianego dla kilkunastu tysięcy mieszkańców w rejonie ulic Panewnickiej, Piotrowickiej, Zielonogórskiej i Kołobrzeskiej, w 1959 roku oddano do użytku pierwszą katowicką „Tysiąclatkę”. Pod koniec lat 60. XX wieki powstały trzy domy akademickie Uniwersytetu Śląskiego w Katowicach. W latach 70. XX wieku w Kokocińcu powstało osiedle mieszkaniowe dla pracowników kopalni „Śląsk”, a w latach 1980–1982 bloki mieszkalne wzdłuż Kłodnicy. Na granicy Ligoty i Panewnik w 1979 roku rozpoczęto budowę zespołu kliniczno-dydaktycznego Śląskiej Akademii Medycznej w Katowicach przy ulicy Medyków. Na przełomie lat 80. i 90. XX wieku w Kokocińcu powstało osiedle Sadyba.

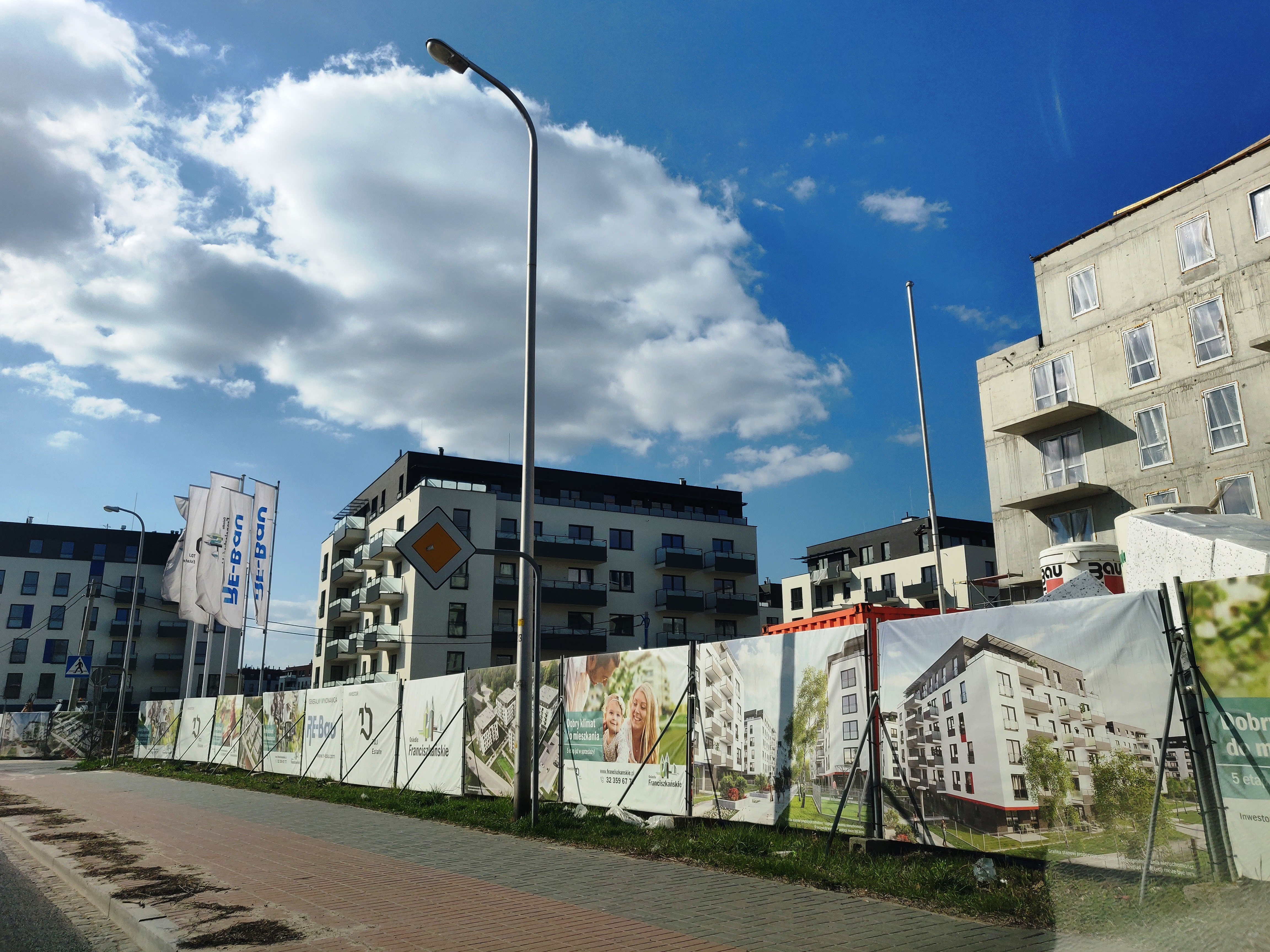
Budowa osiedla Franciszkańskiego na terenach dawnego PEMUG-u w kwietniu 2020 roku

16 września 1991 roku Rada Miejska w Katowicach przyjęła uchwałę, na mocy której 1 stycznia 1992 roku podzielono Katowice na 22 pomocnicze jednostki samorządowe określając obszary ich działania. Tym samym powołano jednostkę samorządową nr 6 „Ligota – Panewniki”. Pierwsze wybory do Rady Jednostki Pomocniczej nr 6 Ligota-Panewniki odbyły się 22 lutego 1994 roku, trzy lata później 29 września 1997 roku wraz z reformą podziału administracyjnego Katowic, wyłączono z terenów Ligoty-Panewniki nową dzielnicę – Załęska Hałda-Brynów część zachodnia, która obejmuje m.in. część terenów Starej Ligoty.
Po 1989 roku na terenie Ligoty-Panewnik dokonano także licznych remontów i inwestycji. Wyremontowano m.in. siedzibę Miejskiego Domu Kultury „Ligota” w Katowicach, gmach dawnego Urzędu Gminy Panewniki oraz szereg placówek oświatowych w dzielnicy. Rozbudowano infrastrukturę głównych ulic i chodników. Rozwinęła się także nowa sieć handlowo-usługowa. Po tym czasie doszło także do przemian gospodarczych na terenie dzielnicy, związanych z przekształceń szeregu przedsiębiorstw na terenie Ligoty-Panewnik i powstaniu nowych. W dzielnicy w rejonie skrzyżowania ulic T. Kościuszki i Kolejowej powstał jeden z większych kompleksów handlowo-usługowych w Katowicach – Galeria Libero, którego budowę ukończono w listopadzie 2018 roku.
Po 1989 roku w Ligocie-Panewnikach nasilił się proces budowy nowych, licznych osiedli mieszkaniowych. W latach 2007–2010 w rejonie skrzyżowania ulic Książęcej i Piotrowickiej powstało osiedle Książęce, a projekt tego osiedla w październiku 2011 roku uzyskał Nagrodę Roku Stowarzyszenia Architektów Polskich 2010. W latach 2014–2022 roku w rejonie ulicy Kijowskiej powstało także inne większe osiedle mieszkaniowe – osiedle Franciszkańskie.

## Demografia
| Okres/ l. osób       | przedprodukcyjny (0–18 lat) | produkcyjny (18–60/65 lat) | poprodukcyjny (pow. 60/65 lat) | Razem  |
| -------------------- | --------------------------- | -------------------------- | ------------------------------ | ------ |
| Ogółem               | 4 590                       | 18 664                     | 6 495                          | 29 749 |
| kobiety              | 2 282                       | 9 299                      | 4 497                          | 16 078 |
| mężczyźni            | 2 308                       | 9 365                      | 1 998                          | 13 671 |
| Wskaźnik feminizacji | 99                          | 99                         | 225                            | 118    |

Jedne z najwcześniejszych danych demograficznych dotyczących terenów Ligoty-Panewnik pochodzą z XVI wieku. Dane z 1586 roku wskazują, iż w Panewnikach mieszkało około 40 osób, w tym 8 zagrodników, a 1620 roku było ich 9, a w 1629 roku pojawił się tutaj pierwszy chałupnik. Według danych z urbarza pszczyńskiego z 1630 roku w Panewnikach mieszkało 9 zagrodników, zaś w 1640 roku żyło tutaj 10 zagrodników i 4 chałupników. Ligotę zaś w XVI wieku i w I połowie XVII wieku opisywano w kronikach jako opuszczoną osadę, a w II połowie XVII wieku nastąpiło ponowne jej zaludnienie. Pierwsi chałupnicy w Ligocie zaczęli osiedlać się w 1680 roku. W 1718 roku było ich 12, a w 1740 roku 23.
W Katastrze Karolińskim z lat 1723–1725 wykazano, iż w Panewnikach było 11 gospodarstw kmiecych i 9 chałupniczych oraz 10 zagrodniczych. Pod koniec XVIII wieku w Panewnikach wraz z Kokocińcem i Wymysłowem było łącznie 10 gospodarstw zagrodniczych, a w Ligocie były wówczas tylko 3 gospodarstwa zagrodnicze i chałupnicze. W 1783 roku w Ligocie (wraz z Kostuchną) mieszkało 80 osób, a w Panewnikach mieszkało w tym czasie 145 osób.
Na początku XIX wieku niemal wszyscy tutejsi mieszkańcy i właściciele dóbr byli polskojęzyczni, zaś panowie zwierzchni i ich urzędnicy byli niemieckojęzyczni.
W I połowie XIX wieku nastąpił szybki wzrost liczby ludności Ligoty – w 1830 roku osada ta liczyła 105 mieszkańców, dwa lata później 165, a w 1845 roku 215 osób. Liczba ta stale wrastała. w 1855 roku w Ligocie mieszkały 442 osoby, zaś w 1858 roku mieszkało tutaj 535 osób, w tym 495 katolików, 25 ewangelików i 15 żydów. W 1861 roku Ligotę zamieszkiwało 566 osób, w tym 23 chałupników, zaś w 1890 roku w Ligocie mieszkało 683 osoby, w tym 680 katolików i 3 ewangelików.
Rozwój ludnościowy Ligoty na początku XX wieku spowodowany był głównie rozwojem miejscowego przemysłu i związanym z tym napływem nowych osób, którzy podejmowali pracę w nowo powstałych zakładach. W 1900 roku w Ligocie mieszkało 1 117 osób, w 1905 roku było ich 2 823 (bądź 1 823), w 1910 roku 4 125, w 1 923 roku 4 763. W 1980 roku na terenie byłej gminy Ligota mieszkało około 25 tysięcy osób.
Liczba ludności Panewnik od XIX wieku także stale rosła. W 1855 roku, więc kilka lat po zakończeniu na ziemi pszczyńskiej procesu uwłaszczenia chłopów, w Panewnikach mieszkało 648 osób. W 1855 liczba ta wzrosła do 648, zaś w 1858 roku do 672. W tym czasie żyło tutaj 655 katolików, 15 ewangelików i 2 żydów. W 1861 roku w Panewnikach mieszkało 718 osób, a w 1861 roku było ich 718 osób, w tym 12 zagrodników i 40 chałupników, pod względem wyznaniowym żyło tutaj wówczas 702 katolików i 14 ewangelików. W 1861 roku liczba mieszkańców Panewnik wzrosła do 718 osób, zaś w 1890 roku do 770 mieszkańców, a pod względem wyznaniowym żyło tutaj w tym czasie 767 katolików i 3 ewangelików.
W 1905 roku w Panewnikach mieszkało 1 000 osób, a zamieszkiwała ją wyłącznie polska ludność. W 1915 roku mieszkało tutaj 1 405 osób, w 1933 roku było ich 2 338, w tym 2 316 katolików, 14 ewangelików i 4 osoby innego wyznania. W 1940 roku w Panewnikach mieszkało 3 738 osób, w 1951 roku żyło tutaj 3 859 osób, zaś w 1980 roku było ich 5 634, zaś w samym Kokocińcu w tym czasie mieszkało około 3 tys. osób.
W 1988 roku tereny dzielnicy Ligota-Panewniki zamieszkiwało 33 252 osoby. Najwięcej wówczas żyło osób w przedziale lat 15-29, a najmniej w wieku powyżej 60 lat. Pod koniec grudnia 2007 roku w dzielnicy mieszkało łącznie 31 879 osób, co stanowiło wówczas 10,1% ludności Katowic. Dzielnica ta była wówczas najludniejszą dzielnicą miasta po Śródmieściu, a gęstość zaludnienia w tym czasie wynosiła 2 533 osoby/km² i była wyższa os gęstości zaludnienia dla całego miasta, wynoszącej wówczas 1916 osób/km².
W 2005 roku Ligotę-Panewniki zamieszkiwało 32016 osób, a w latach 2007–2011 zmiana liczby ludności dzielnicy wykazywała różny trend – w 2007 toku w Ligocie-Panewnikach mieszkało 31 805 osób, w 2010 roku liczba ta spadła do 31 498 osób, zaś w 2011 roku wzrosła do 31 387 osób, a gęstość zaludnienia w tym czasie wynosiła 2493 osób/km². W 2010 roku 13,9% mieszkańców dzielnicy było w wieku przedprodukcyjnym, 67,5% w wieku produkcyjnym, zaś 18,6% mieszkańców miało wiek poprodukcyjny. Pod koniec 2013 roku w dzielnicy mieszkały 30 774 osoby, w tym 3606 osób w wieku 0-14 lat i 2680 osób w wieku powyżej 75 lat.
W badaniu sondażowym przeprowadzonym w 2011 roku na grupie 116 mieszkańców Ligoty-Panewnik, 43,1% osób zadeklarowało się jako Polacy, 15,5% jako Ślązacy, zaś 41,4% zarówno jako Polacy jak i Ślązacy.

Na poniższym wykresie przedstawiono rozwój demograficzny historycznych gmin Ligota i Panewniki (przed 1988 rokiem) i Dzielnicy nr 6 Ligota-Panewniki (od 1988 roku włącznie):
Źródła danych:
1783 (w tym 80 w Ligocie wraz z Kostuchną i 145 w Panewnikach);
1855 (w tym 442 w Ligocie i 648 w Panewnikach);
1861 (w tym 566 osób w Ligocie i 718 w Panewnikach);
1885 (1 grudnia; w tym 658 osób w Ligocie i 790 w Panewnikach);
1890 (w tym 683 w Ligocie i 770 w Panewnikach);
1905 (w tym 2823 osoby w Ligocie i 1000 w Panewnikach; bądź 1823 osoby w Ligocie);
1988;
2005 (31 grudnia);
2010 (31 grudnia);
2015 (31 grudnia);
2020 (31 grudnia).

## Polityka i administracja

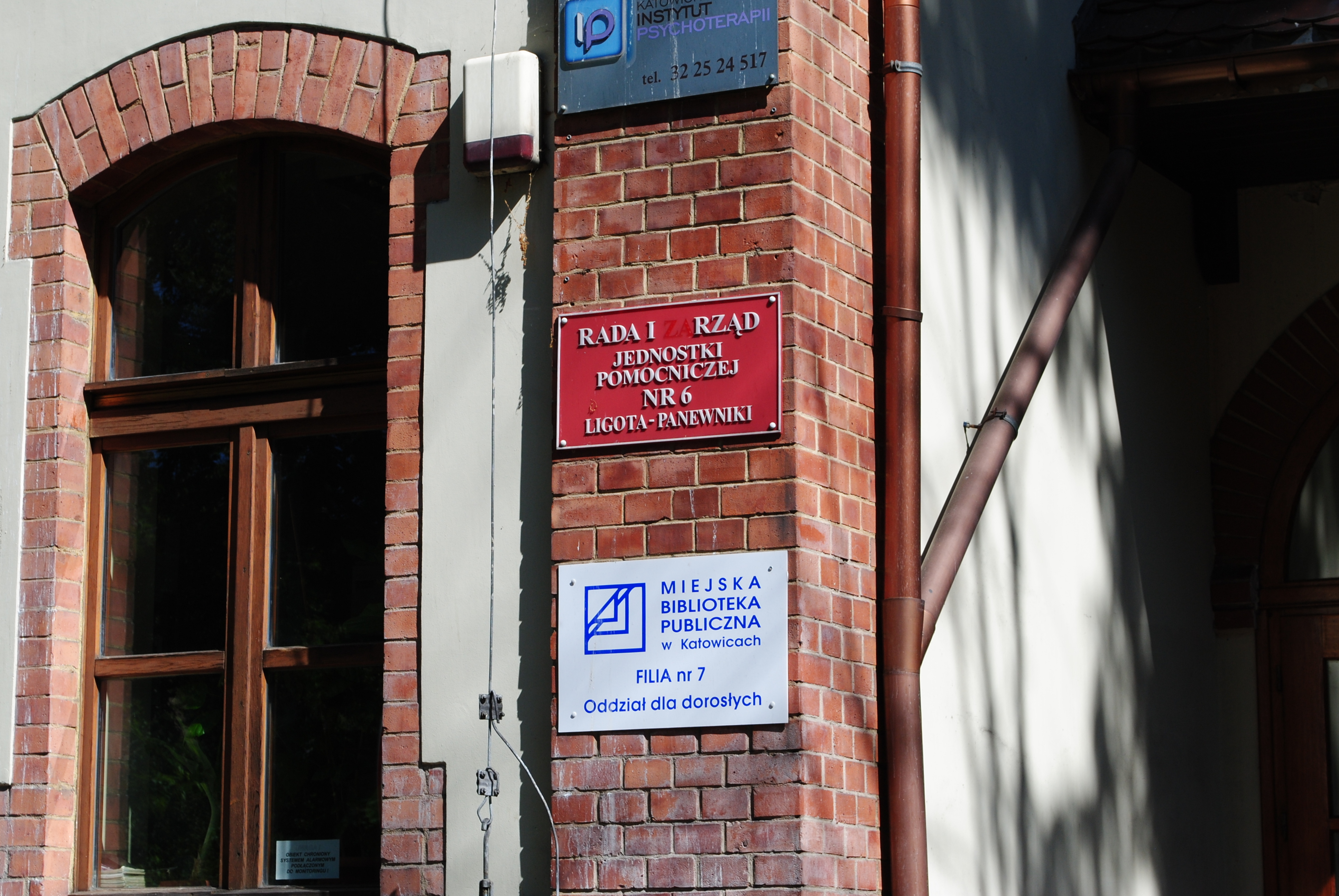
Tabliczka na siedzibie ówczesnej Rady i Zarządu Jednostki Pomocniczej nr 6 Ligota-Panewniki (2021 rok) przy ulicy Franciszkańskiej 25

Dzielnica nr 6 Ligota-Panewniki jest jedną z 22 dzielnic Katowic, stanowiących jednostkę pomocniczą gminy. Została ona powołana na mocy uchwały Rady Miejskiej w Katowicach jako jednostka samorządowa nr 6 Ligota-Panewniki dnia 1 stycznia 1992 roku. Według Uchwały nr XLVI/449/97 Rady Miejskiej Katowic z dnia 29 września 1997 roku Ligota-Panewniki jest statutową dzielnicą w zespole dzielnic zachodnich. Obowiązujący statut dzielnicy został ustanowiony na mocy Uchwały Nr XLI/896/21 Rady Miasta Katowice z 25 listopada 2021 roku. Zgodnie z przepisami statutu, organami dzielnicy jest Rada Dzielnicy oraz Zarząd Dzielnicy. Rada Dzielnicy składa się z 21 radnych wybieranych na pięcioletnią kadencję. Jest ona organem stanowiącym dzielnicy, a do zadań Rady Dzielnicy należy m.in. występowania do organów miasta Katowice w sprawie wniosków mieszkańców dzielnicy w zakresie jej działania, inicjowanie i organizowanie obchodów okolicznościowych, imprez kulturalnych, sportowych czy rekreacyjnych, opiniowanie inicjatyw lokalnych czy też wnioskowanie w sprawach miasta dotyczących obszaru Ligoty-Panewnik. Zarząd Dzielnicy zaś jest organem wykonawczym dzielnicy. Przewodniczący Zarządu reprezentuje dzielnicę na zewnątrz, a do zadań Zarządu należy m.in. przyjmowanie wniosków mieszkańców dzielnicy, organizowanie i koordynowanie inicjatyw społecznych, informowanie mieszkańców o sprawach dzielnicy bądź też przygotowywanie projektów uchwał Rady Dzielnicy.
W Ligocie-Panewnikach funkcjonuje Rada oraz Zarząd Dzielnicy nr 6 Ligota-Panewniki. Swoją siedzibę ma przy ulicy Franciszkańskiej 25. 

Herb Ligoty

Herb Panewnik

Ligota-Panewniki łączy ze sobą dwie historyczne jednostki administracyjne – dawne gminy Ligota i Panewniki. Historycznie tereny dzielnicy w granicach politycznych Śląska znalazły się pod koniec XII lub na początku XIII wieku i początkowo chodziły prawdopodobnie w skład kasztelanii mikołowskiej, lecz jeszcze w XIII wieku na czoło zaczęła wysuwać się Pszczyna. W 1337 roku tereny dzielnicy wraz z księstwem raciborskim przeszły pod panowanie Mikołaja II z dynastii Przemyślidów opawskich. W 1375 roku Jan – syn Mikołaja II przekazał zwierzchnictwo nad okręgami pszczyńskimi i mikołowskimi księciu opolskiemu Władysławowi II, który przez 1386 rokiem oddał Przemyślidom opawskim. W późniejszych latach ziemia ta przechodziła na różne osoby.
Na początku XVI wieku ziemiami pszczyńskimi zainteresowani byli przedstawiciele dwóch rodów mieszczańskich z Krakowa: Turzonowie i Salomonowie w związku z korzystnymi uwarunkowaniami tych terenów, tj. obecnością rud żelaza, kuźnic i łatwych do eksploatacji terenów leśnych. W 1517 roku Aleksy Thurzon nabył obszar pszczyński od Wacława II, który potem odstąpił teren bratu Janowi w 1525 roku. W 1527 roku tereny te uzyskały status państwa stanowego. W 1548 Jan Turzon sprzedał państwo pszczyńskie biskupowi wrocławskiemu Baltazarowi Promnitzowi i od tego czasu aż do 1763 roku ziemia pszczyńska była pod panowaniem Promnitzów, a potem rodu Anhalt-Cöthen. Spadkobiercami po rodzie Anhaltów był ród Hochbergów. W 1847 roku po śmierci księcia Henryka von Anhalt-Cöthen majątek pszczyński przejął Jan Henryk X Hochberg.
W XVII wieku we Panewniki istniał zarząd gminny z wójtem na czele, zaś Ligota status samodzielniej gminy uzyskała na początku XVIII wieku z sołtysem wyznaczonym przez zarząd dominium księstwa pszczyńskiego.
Gmina Ligota używała pieczęci z godłem, w którym pośrodku znajdowało się drzewo liściaste, po prawej stronie dwa mniejsze, a po lewej siedzący na kamieniu ptak ujęty w profilu z uniesionymi do góry skrzydłami. Gmina Panewniki zaś miała pieczęcie z godłem przedstawiającym pierwotnie kociołek z długa rączką stojący na trzech nóżkach na szerokim blacie, a pod nim był ogień. Godło na poczęci z lat 1863–1913 przedstawiało już sam kociołek z długą rączką stojący na trzech nóżkach. Symbole te są współcześnie używane m.in. przez Radę Dzielnicy nr 6 Ligota-Panewniki.
Po 1742 roku, kiedy to tereny dzielnicy Ligota-Panewniki weszły w skład państwa pruskiego, na Górnym Śląsku utworzono powiaty. Obszary dzielnicy znalazły się zaś w powiecie pszczyńskim. W dniu 1 stycznia 1874 roku na Śląsku ustanowiono nowe jednostki administracyjne, zwane okręgami urzędowymi (niem. Amtsbezirk), obejmujących kilka gmin i obszarów dworskich. W powiecie pszczyńskim powstały m.in. okręgi urzędowe Piotrowice, obejmujący m.in. gminę wiejską Ligota (pierwszy naczelnik urzędował w Mikołowie) i Śmiłowice z gminą wiejską Panewniki (pierwszy urzędnik urzędował w Śmiłowicach). W dniu 1 maja 1913 roku utworzono z gmin Ligota i Panewniki nowy okręg urzędowy Ligota.

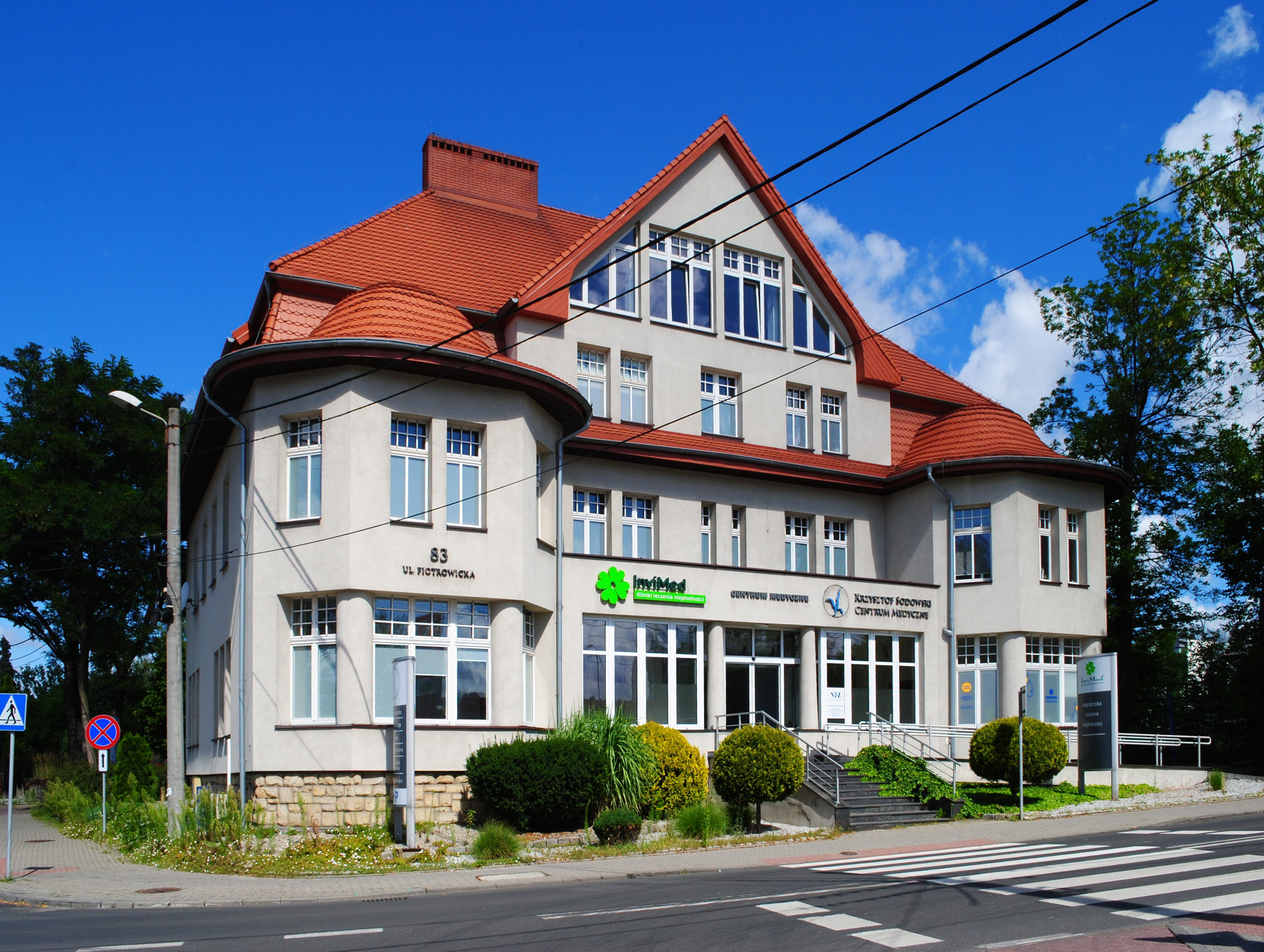
Dawna siedziba urzędu gminy Ligota (ul. Piotrowicka 83)

W 1922 roku przyłączono do Polski m.in. obszar dzisiejszych Katowic wraz z dawnymi gminami Ligota i Panewniki, które stały się częścią powiatu pszczyńskiego w autonomicznym województwie śląskim. W 1923 roku oddano do użytku budynek Urzędu Gminy Panewniki przy dzisiejszej ulicy Panewnickiej 75, zaś Urząd Gminy Panewniki został tam przeniesiony rok później. W nowym budynku znalazła się także placówka pocztowa. Budynek ten w czasach Polski Ludowej do 1973 był m.in. siedzibą wydziałów Dzielnicowej Rady Narodowej. Ustawą Sejmu Śląskiego z dnia 15 lipca 1924 roku postanowiono o poszerzeniu granic miasta Katowice o gminy Bogucice, Brynów, Dąb (bez Józefowca) i Załęże z powiatu katowickiego oraz Ligotę Pszczyńską z powiatu pszczyńskiego. Ustawa ta weszła w życie 15 października 1924 roku. Ratusz dawnej gminy Ligota przed włączeniem dzielnicy do miasta znajdował się przy ulicy Piotrowickiej 83. Do 1924 roku budynek ten był siedzibą Urzędu Gminy Ligota, zaś potem stał się komisariatem Policji. Na początku XXI wieku gmach dawnego ratusza był placówką medyczną. W 1925 roku nastąpił podział Katowic na cztery dzielnice, w tym na dzielnicę Ligota-Brynów.
W 1936 roku książę pszczyński Jan Henryk XV Hochberg spotkał się z wojewodą Michałem Grażyńskim celem uregulowania stosunków w państwem polskim, rok później oddał on część swoich terenów, a także zniesiono fideikomis pszczyński.
Niedługo przed wybuchem II wojny światowej, 1 kwietnia 1938 roku powiększono obszar Katowic o parcele z gmin Piotrowice i Panewniki o łącznym obszarze 182,91 ha. Włączono wówczas tereny osiedla domów jednorodzinnych i lasów na południe od obecnej ulicy Panewnickiej i okolice obecnej ulicy Kolejowej. Obie zaś gminy Decyzją Sejmu Śląskiego z 7 marca 1939 roku zostały w dniu 1 kwietnia tego samego roku wyłączone z powiatu pszczyńskiego i przyłączone do powiatu katowickiego.

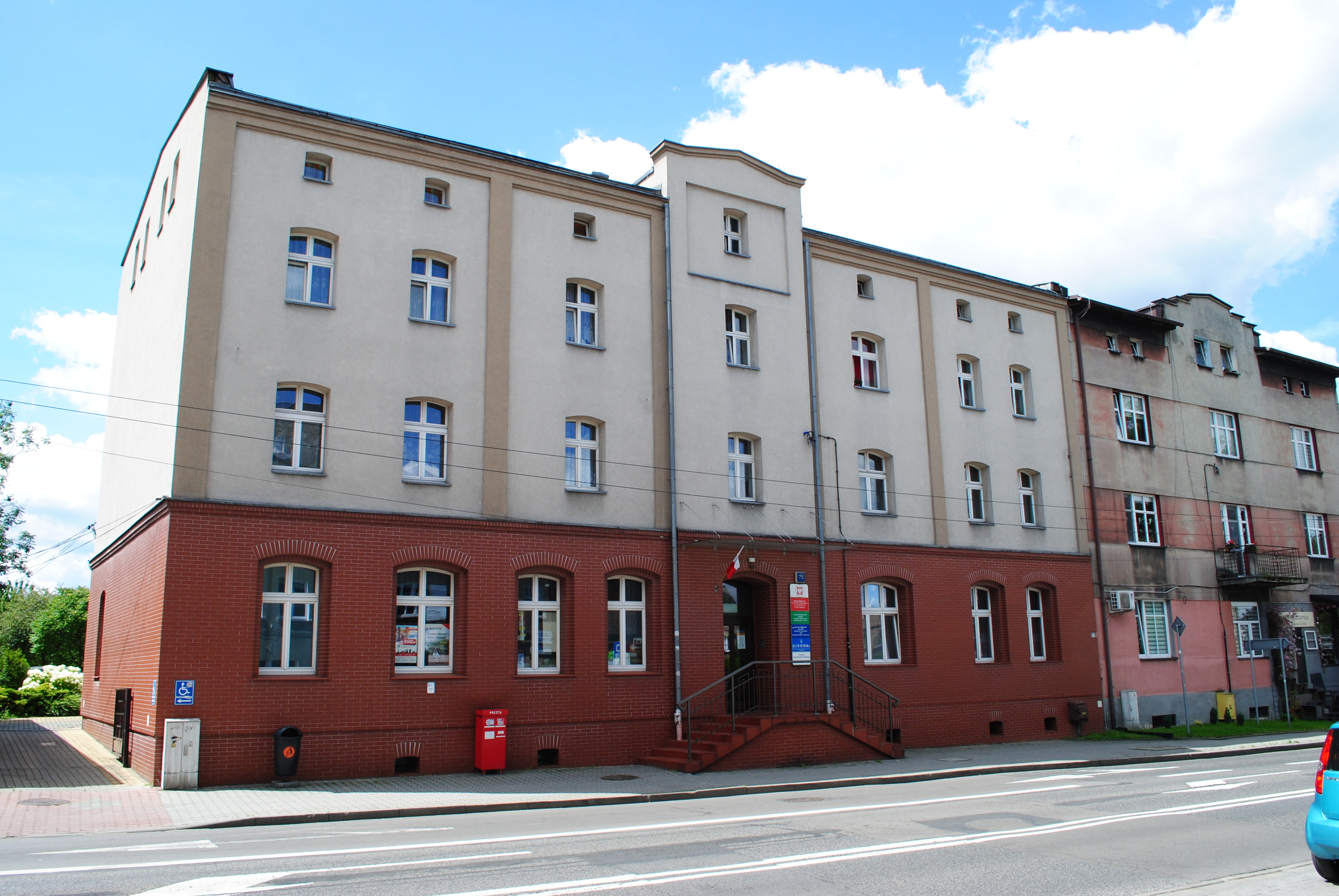
Dawna siedziba urzędu gminy Panewniki (ul. Panewnicka 75)

Po zajęciu Polski przez III Rzeszę Niemiecką nowe władze okupacyjne przywróciły nazewnictwa miejscowości według stanu z 1922 roku pozostawiając nieruszone wszelkie zmiany administracyjne, które nastąpiły do tej pory. Podczas wojny planowano także zmianę nazwy gminy Panewniki na Pfannendorf, a zmiany te miano wcielić w życie po zakończeniu wojny. 3 lutego 1942 roku rozporządzeniem nadprezydenta prowincji górnośląskiej zmieniono nazwy dzielnic Katowic – powstała wówczas m.in. dzielnica Kattowitz-Idaweiche, obejmująca tereny Ligoty.
Po objęciu przez polskie władze terenów Górnego Śląska w 1945 roku przywrócono na terenie Katowic stan prawny z 1 września 1939 roku, nie uznając przekształceń dokonanych przez niemieckie władze okupacyjne. Podjęto zaś przygotowania do przekształcenia dotychczasowych wiejskich gmin jednostkowych w gminy zbiorowe dzielące się na gromady. Gmina Panewniki znajdująca się wówczas w powiecie katowickim była dosyć silna i samowystarczalna finansowo, dlatego jej nie przekształcono. 1 kwietnia 1951 roku zniesiono powiat katowicki, a wraz z tym gminę Panewniki włączono w granicę miasta Katowice, stając się jej częścią. Na mocy uchwały Wojewódzkiej Rady Narodowej w Stalinogrodzie z 5 października 1954 roku Katowice podzielono na trzy dzielnice, w tym na dzielnicę Ligota. Siedziba Prezydium Dzielnicowej Rady Narodowej początkowo znajdowała się przy ulicy Panewnickiej 40, a w później działała przy ulicy Franciszkańskiej 33. W 1973 roku podział Katowic na dzielnice został zniesiony.
Jednostka samorządowa nr 6 Ligota-Panewniki została powołana 1 stycznia 1992 roku. Pierwsze wybory do Rady Wspólnoty Samorządowej Jednostki Pomocniczej nr 6 Ligota-Panewniki odbyły się 22 lutego 1994 roku, 14 marca tego samego roku powołano Samorządową Jednostkę Pomocniczą nr 6 Ligota-Panewniki. W 1997 roku zreformowano podział administracyjny Katowic, wydzielając północną część Ligoty-Panewnik, powołując nową dzielnicę – Załęską Hałdę-Brynów część zachodnią, która swoim zasięgiem objęła Starą Ligotę.

## Gospodarka

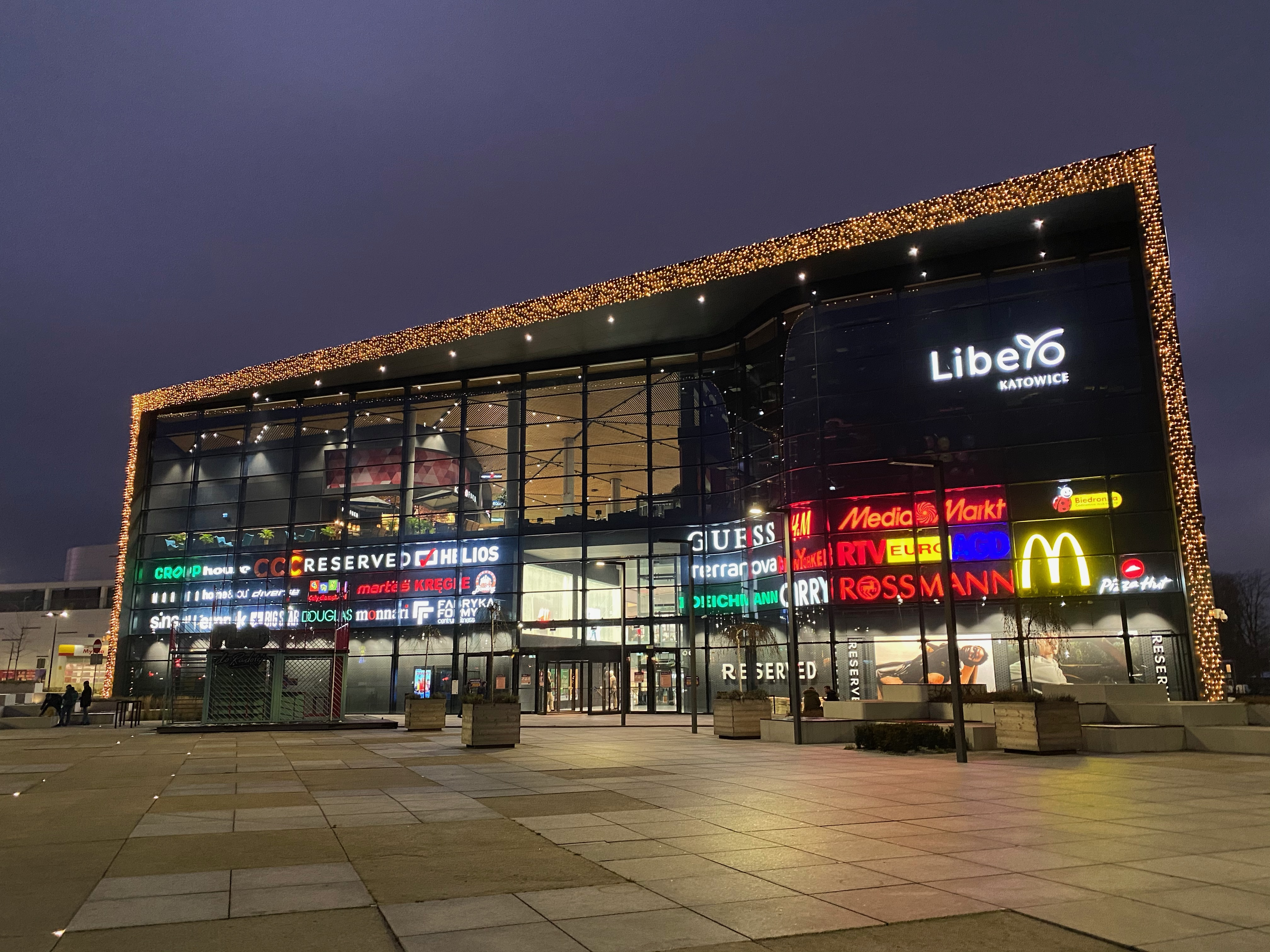
Galeria Libero przy granicy Ligoty-Panewnik i Piotrowic-Ochojca (ul. T. Kościuszki 229)

Ligota-Panewniki jest dzielnicą wielofunkcyjną, głównie mieszkaniową oraz usługową o charakterze lokalnym, a istotne dopełnienie gospodarki dzielnicy stanowią funkcje logistyczne i magazynowe oraz przemysłowe. Tereny przemysłowe i usługowe dzielnicy, w tym składy i bocznice kolejowe koncentrują się głównie w kilku rejonach, w tym przy ulicy Kolejowej, gdzie siedzibę mają według stanu z początku 2023 roku m.in. firmy logistyczne JAS-FBG (ul. Kolejowa 17) i Transbud-Katowice, w sąsiedztwie przy ulicy Stalowej 1 dystrybutor wyrobów hutniczych ArcelorMittal Distribution Solutions Poland. Pozostałe miejsca koncentracji działalności gospodarczej to ulice: Piotrowicka i Książęca (Zakład Badań i Rozwoju spółki akcyjnej Zakłady Remontowe Energetyki Katowice – ul. Książęca 12), A. Asnyka i Śląska (producent wyrobów budowlanych Farby KABE Polska – ul. Śląska 88) oraz Owsiana (dystrybutor elementów stalowych Stalprofil – ul. Owsiana 60a i producent części samochodowych Autoneum Poland – ul. Owsiana 60a). Dodatkowo, w granicach dzielnicy przy ulicy T. Kościuszki 227 siedzibę ma spółka Senetic specjalizująca się w dostarczaniu rozwiązań IT dla firm oraz instytucji publicznych.
W Ligocie-Panewnikach przy ulicy T. Kościuszki działa galeria handlowa Libero. Galeria ta składa się z ponad 150 sklepów i punktów usługowych, a także strefą restauracyjną. Wraz z nimi działają także obiekty kulturalno-rekreacyjne – kino sieci Helios, kręgielnia i centrum fitness. Inwestorem galerii była spółka Echo Investment.

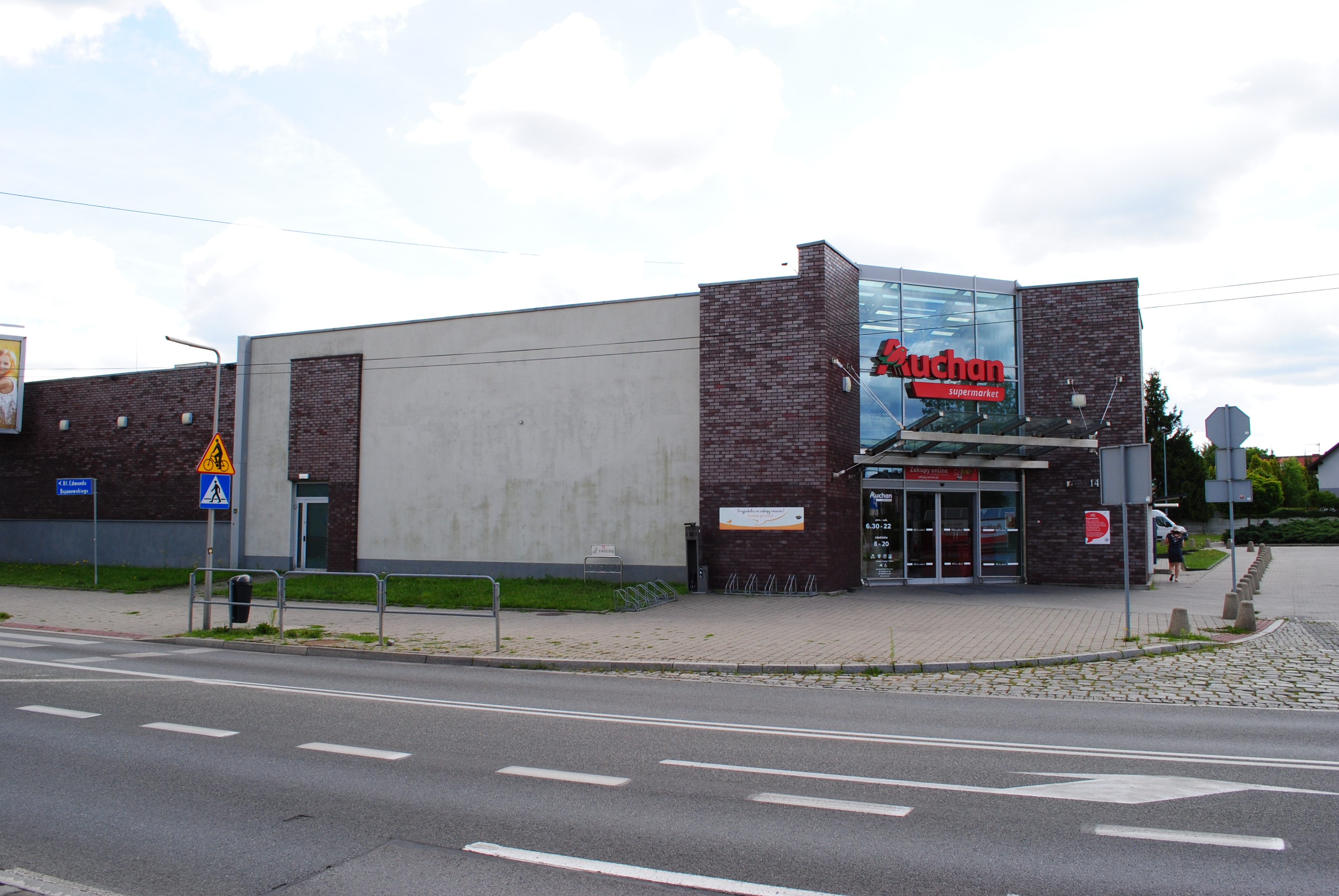
Sklep Auchan (ul. Panewnicka 172)

W dzielnicy wykształciły się także lokalne ośrodki usługowo-handlowe o znaczeniu podstawowym z dominacją handlu i usług podstawowych. W Ligocie-Panewnikach wykształciły się cztery takie ośrodki: Zadole (rejon ulic Zadole, Zielonogórskiej, Kołobrzeskiej i Gorzowskiej), Panewniki (skrzyżowanie ulic: Panewnickiej, Medyków i Kijowskiej), Kokociniec (pomiędzy ulicami: Kijowską a Małą) i Ligota (ulice: Panewnicka od ulicy Franciszkańskiej od ulicy Mazowieckiej, Piotrowicka od ulicy Franciszkańskiej do ulicy Słupskiej, Franciszkańska i Grunwaldzka).
Pod koniec 2013 roku w systemie REGON zarejestrowanych było 4058 podmiotów gospodarczych z siedzibą w Ligocie-Panewnikach (8,9% wszystkich firm w Katowicach; największy odsetek po Śródmieściu), z czego 3895 z nich to były mikrofirmy (127 podmiotów na 1000 mieszkańców). Pod koniec 2013 roku zarejestrowanych było 801 bezrobotnych osób mieszkających w Ligocie-Panewnikach, co stanowiło wówczas 2,6% mieszkańców dzielnicy.

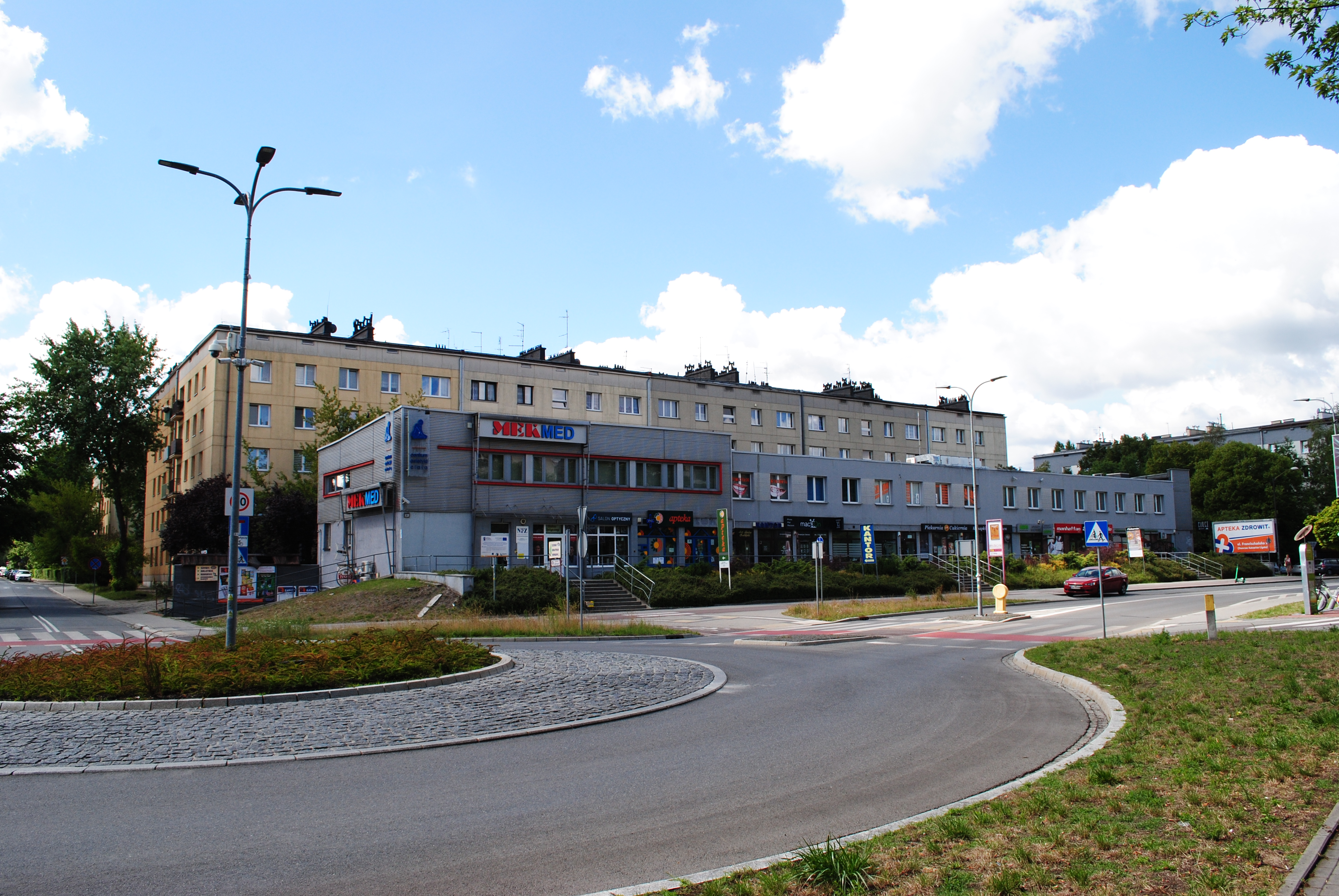
Pawilony handlowo-usługowe przy ul. Panewnickiej w Nowej Ligocie

Historycznie jednym z pierwszych zakładów rzemieślniczych na terenie Ligoty-Panewnik była kuźnica w Kokocińcu. Powstała ona na początku XVII wieku, zaś według Lecha Szarańca i Ludwika Musioła kokociniecka kuźnica została założona w 1650 roku. Znajdowała się na brzegu stawu kuźniczego, powstałego w wyniku spiętrzenia wód potoku Kokociniec i rzeki Kłodnica i była jedną z czterech funkcjonujących w różnym czasie tego typu zakładów na terenie państwa pszczyńskiego. Nie była ona dużym zakładem – była wyposażona w niski piec łukowy, w 1670 roku przetopiono w niej 440 wiader rudy żelaza. Do 1670 roku była dzierżawiona przez prywatnego kuźnika, a później przeszła pod zarząd pszczyńskiego dominium. Produkcji w kokocinieckiej kuźnicy zaprzestano na początku XVIII wieku.
W XIX wieku wpływ industrializacji na rozwój Ligoty-Panewnik, a także innych południowych dzielnic Katowic był mniejszy aniżeli dla pozostałych rejonów miasta. Obszar ten należał wówczas do księstwa pszczyńskiego i rozwijał się zdecydowanie mniej intensywnie niż pozostałe. W tym czasie w gminie Panewniki funkcjonowała tylko jedna huta żelaza – „Ida”, dla której węgiel kamienny wydobywała nieodległa kopalnia „Szadok”. Czynne były w XIX wieku także dwa warsztaty rzemieślnicze i dwa zajazdy. Nie prowadzono tutaj budownictwa patronackiego. Na przełomie XIX i XX wieku Panewniki dalej miały charakter rolniczy. Ludność w tym czasie utrzymywała się z uprawy ziemi, a część mieszkańców podjęła się także pracy w okolicznych kopalniach – zwłaszcza w „Oheim” („Wujek”) i „Cleophas” („Kleofas”) i w okolicznych hutach i zakładach przemysłowych. W tym czasie przemysł poza małymi zakładami rzemieślniczymi nie był tutaj obecny. Dzięki powstaniu w latach 1905–1908 kompleksu klasztornego oo. franciszkanów w Panewnikach, a wraz z tym pojawieniu się ruchu pielgrzymkowego, zaczął się w rejonie rozwijać handel i zakłady gastronomiczne.
Ligota początkowo rozwijała się jako wieś rolnicza z młynem i karczmą. Uprawiano tutaj żyto, jęczmień i owies, a także tatarkę, groch i chmiel. Od XIX wieku przekształciła się w wieś wypoczynkową.

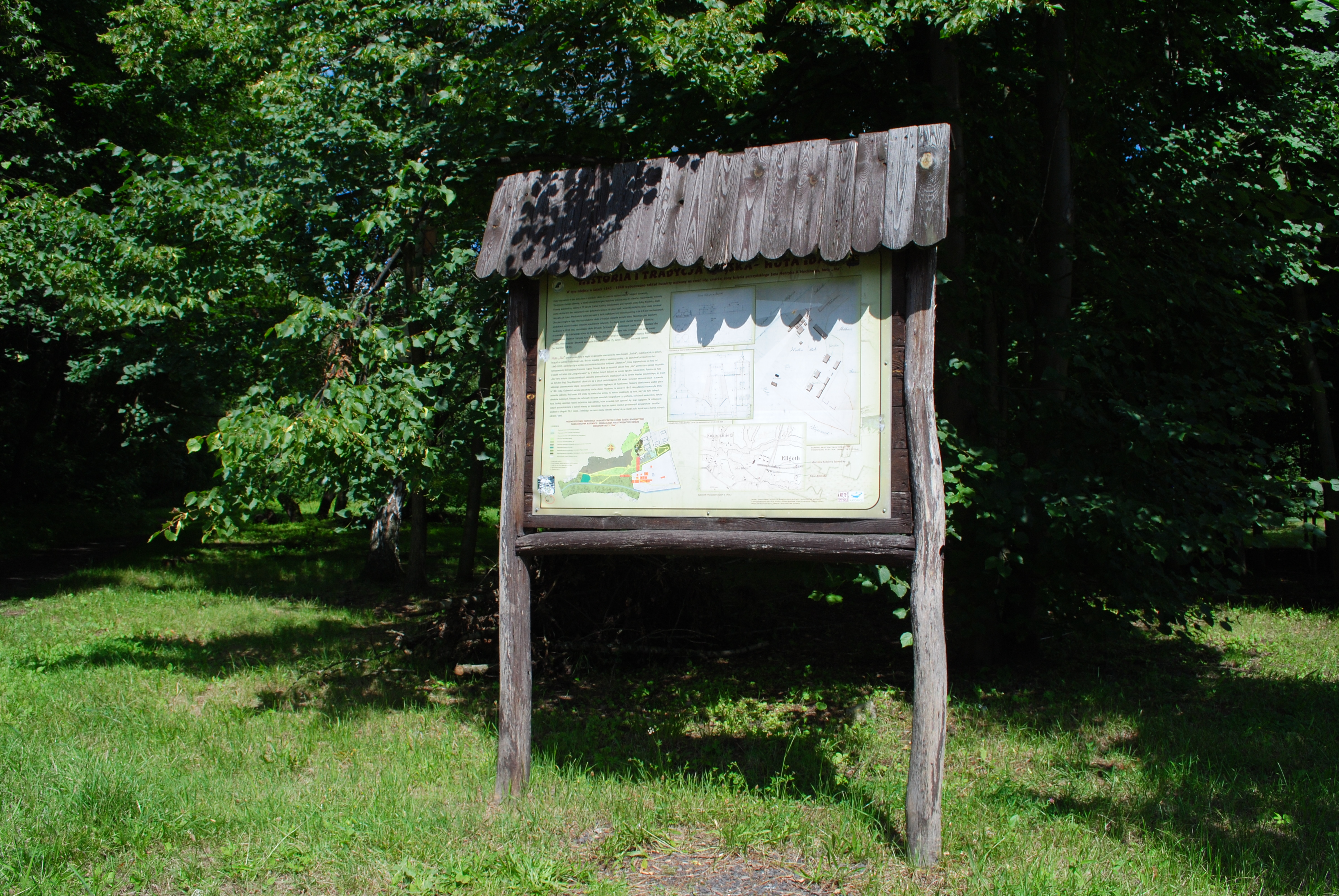
Tablica informacyjna o dawnej hucie „Ida” przy ul. Kijowskiej

Huta „Ida” pracowała tylko przez 13 lat – od 1848 do 1861 roku, znajdowała się przy obecnej ulicy Kijowskiej w Kokocińcu, obok siedziby Nadleśnictwa Katowice. Główną część zakładu stanowiły dwa wielkie piece opalane koksem z przylegającymi do nich wieżami gichtowymi oraz halami lejniczymi, w których spuszczano surówkę. Rudę żelaza do huty pozyskiwano z okolicznych kopalń, a także z drobnych złóż znajdujących się w ligockich lasach. Od 1855 roku zaczęła działać odlewnia, w 1858 roku w hucie „Ida” pracowało 28 osób, produkcja w tamtym roku wynosiła łącznie 19 014 cetnarów surówki. Huta odstawała wyposażeniem od innych tego typu górnośląskich zakładów, a w tym czasie także i książę pszczyński zdecydował się o skupieniu swojej działalności na branży górniczej. Ostatecznie w 1861 roku wygaszono w hucie wielkie piece, a na przełomie XIX i XX wieku rozebrano wszystkie zabudowania produkcyjne dawnej huty „Ida”.
W rejonie Kokocińca, w latach 1845–1853 działała kopalnia węgla kamiennego „Szadok”. Jej dokładna lokalizacja nie jest znana, ale szacuje się, że istniała w rejonie obecnego osiedla Sadyba. Została założona w celu zaopatrywania w węgiel kamienny położoną w pobliżu hutę żelaza „Ida”. W 1849 roku do huty kopalnia dostarczyła 6,1 tys. ton węgla kamiennego. Kopalnia w 1853 roku została unieruchomiona – prace górnicze na krótko wznowiono w latach 1881–1883. Ponieważ huta „Ida” nie działała od 1862 roku, w ponownie uruchomionym zakładzie pozyskiwano tylko około 500 ton węgla rocznie na potrzeby lokalne. Kopalnia ta ostatecznie została zlikwidowana w 1897 roku. W latach 70. XX wieku zaprojektowano w tym rejonie nową, wielką kopalnię, zwaną „Panewniki” lub „Radoszowy”. Rozpoczęto jej budowę jako Pole Zachodnie Kopalni Wujek, ale ostatecznie powstał jedynie jeden szyb nazwany „Radoszowy”, który został szybem pobliskiej kopalni „Śląsk”.
Powstanie i rozbudowa linii kolejowej biegnącej przez Ligotę w znaczący sposób przyczyniła się do rozwoju przemysłu i budownictwa na jej terenie. Ligota z ośrodka rolniczego przekształciła się w osadę przemysłową. Zakłady przemysłowe powstawały w rejonie wybudowanej w 1851 roku bocznicy kolejowej do huty „Ida” (wzdłuż obecnych ulic bp. T. Szurmana i Książęcej). Po likwidacji huty nie rozebrano bocznicy, a wzdłuż niej zaczęły powstawać także inne zakłady. Szczególnie intensywnie przemysł w Ligocie rozwijał się do czasu I wojny światowej, po tym czasie nie zrealizowano tutaj żadnych większych inwestycji.
Od końca XIX wieku przy obecnej ulicy Piotrowickiej, w miejscu gdzie znajduje się dyskont spożywczy Netto, działała Fabryka Chemiczna „Silesia”. Produkowano w niej m.in. kwas solny i sól glauberską. Fabryka ta należała do największych zakładów chemicznych w regionie. Zakład ten istniał do lat 60. XX wieku, a pozostałością po niej był budynek przy ulicy Piotrowickiej 100, wyburzony w 2017 roku. W sąsiedztwie znajdowała się Ligocka Fabryka Chemiczna (Rafineria), w której najpierw produkowano tlen i wodór, zaś po przebranżowieniu na rafinerię przerabiano w niej naftę oraz oleje mineralne i tłuszcze maszynowe. Po II wojnie światowej w jej miejscu znajdowały się magazyny paliwowe CPN, a potem baza Orlenu.
W sąsiedztwie bocznicy do dawnej huty „Ida”, w rejonie ulicy Książęcej w latach 20. XX wieku został założony tartak „Ligota”, nastawiony głównie na obsługę kopalń księstwa pszczyńskiego. Przy tej samej bocznicy ulokowano filię „Kuźni Ustroń”, w której w czasach II wojny światowej produkowano elementy wyposażenia łodzi podwodnych. Zakład był czynny do lat 60. XX wieku.
W latach międzywojennych przy ulicy Starej Kłodnickiej powstał zakład poznańskiego Towarzystwa Robót Inżynierskich (z własną bocznicą kolejową) – późniejszy Zakład Produkcji Kruszyw „Silesit”, a po wojnie skład opałowy oraz skład materiałów budowlanych. W sąsiedztwie przedsiębiorstwa powstała Fabryka Tłuszczów Technicznych Wilczek, następnie fabryka Walentego Jerzykiewicza produkująca farby mineralne, a po wojnie Spółdzielnia Pracy „Barwint”, potem P.P. „Mikrogran”. Dalej na wschód Franciszek Czaja założył wędzarnię ryb czynną do lat 90. XX wieku. Przy obecnej ulicy Kolejowej powstał na przełomie lat 20. i 30. XX wieku Zakład Gazowy „Dissous”, następnie „Gazakumulator”. Pod koniec swojego istnienia, na początku XXI wieku wchodził on w skład „Polgazu”.

Fragment Hałdy Panewnickiej powstałej na terenie dawnej kopalni piasku „Panewniki”

W Lasach Panewnickich na granicy Katowic i Mikołowa działała kopalnia piasku „Panewniki”, która eksploatowała surowiec w latach 1936–1960 na potrzeby kopalni węgla kamiennego „Wujek”. Pierwsze plany budowy nowej kopalni piasku połączonej z kopalnią „Wujek” dwutorową linią wąskotorową zostały opracowane przez zarząd Zakładów Hohenlohego w latach 20. XX wieku. Linię tę wybudowano w latach 1936–1938, a kopalnia miała wówczas powierzchnię 540 ha. W 1952 roku kopalnia dostarczyła 574 tys. m³ piasku, który wywożono do szybów wentylacyjnych kopalni „Wujek” i otworu posadzkowego II kopalni „Kleofas”. W tym czasie powierzchnia ówczesnej największej piaskowni w Katowicach wynosiła 609 ha. Z biegiem czasu dostawy piasku z Panewnik nie zaspokajały zapotrzebowania kopalni Wujek, dlatego też doprowadzono do niej normalnotorową linię kolei paskowej. Piasek w Panewnikach wydobywano do 1960 roku, a po jej likwidacji teren zrekultywowano. Współcześnie na terenie dawnej piaskowni znajduje się Hałda Panewnicka.
W czasach Polski Ludowej na terenie Ligoty-Panewnik nadal trwał rozwój działalności przemysłowej. W miejscu tartaku „Ligota” ulokowało się Przedsiębiorstwo Montażu Urządzeń Górniczych (późniejsze Przedsiębiorstwo Montażu Konstrukcji Stalowych i Urządzeń Górniczych, z własną szkołą zawodową, ulokowaną najpierw przy ulicy Kijowskiej, a potem przy ulicy Książęcej), powstałe w 1951 roku na bazie Fabryki Sprzętu Górniczego i Odpylaczy Kopalnianych, w 1948 roku przekształcone w Główne Warsztaty Mechaniczno-Kotarskie. W sąsiedztwie PEMUG-u powstała Baza Transportu Energomontażu Południe i Baza Przedsiębiorstwa Montażu Urządzeń Energetycznych Przemysłu Węgłowego.
Jednym z największych przedsiębiorstw działających w czasach Polski Ludowej na terenie Ligoty-Panewnik był założony w 1945 roku Centrostal Górnośląski przy ulicy Stalowej, który zajmował się obrotem wyrobami hutniczymi na rynku krajowym i zagranicznym. W sąsiedztwie w tamtym okresie działały także: magazyny chemiczne (ul. Kolejowa 19) oraz Baza Transportowa Budownictwa Przemysłowego – późniejszy Transbud-Katowice (ul. Kolejowa 17). W latach 70. XX wieku w Starych Panewnikach w rejonie ulic Kuźniczej i Owsianej czynna była fabryka elementów domów z wielkiej płyty. W miejsce Fabryki Domów w Panewnikach powstały po 1989 roku nowe firmy, w tym w 1992 roku PBU „Panewnik”, które produkuje elementy prefabrykowane z betonu i żelbetu.
Okres współczesny, trwający od lat 90. XX wieku charakteryzuje się schyłkiem surowcowych czynników miastotwórczych Katowic, stopniową eliminacją uciążliwych funkcji produkcyjnych i rewitalizacją terenów poprzemysłowych, a także likwidacją znacznej części bocznic kolejowych. To również czasy przemian dla dużych przedsiębiorstw na terenie Ligoty-Panewnik, w tym dla przekształconej firmy PEMUG i zlikwidowanej firmy WIMACH, a także terenów dawnej Fabryki Domów. Od czasów przemian ustrojowych większość miejscowych terenów przemysłowych była sukcesywnie zabudowywana przez nowe inwestycje mieszkaniowe, przekształcając stopniowo Ligotę-Panewniki w ośrodek mieszkaniowy, w tym o powstałe na terenach dawnej firmy PEMUG osiedle Franciszkańskie. W czasach transformacji ustrojowej w latach 90. XX wieku przybywało w dzielnicy sklepów spożywczych i placówek usługowych. Pojawiły się także nowe apteki, a także lokale gastronomiczne z fast-foodem.

## Infrastruktura techniczna

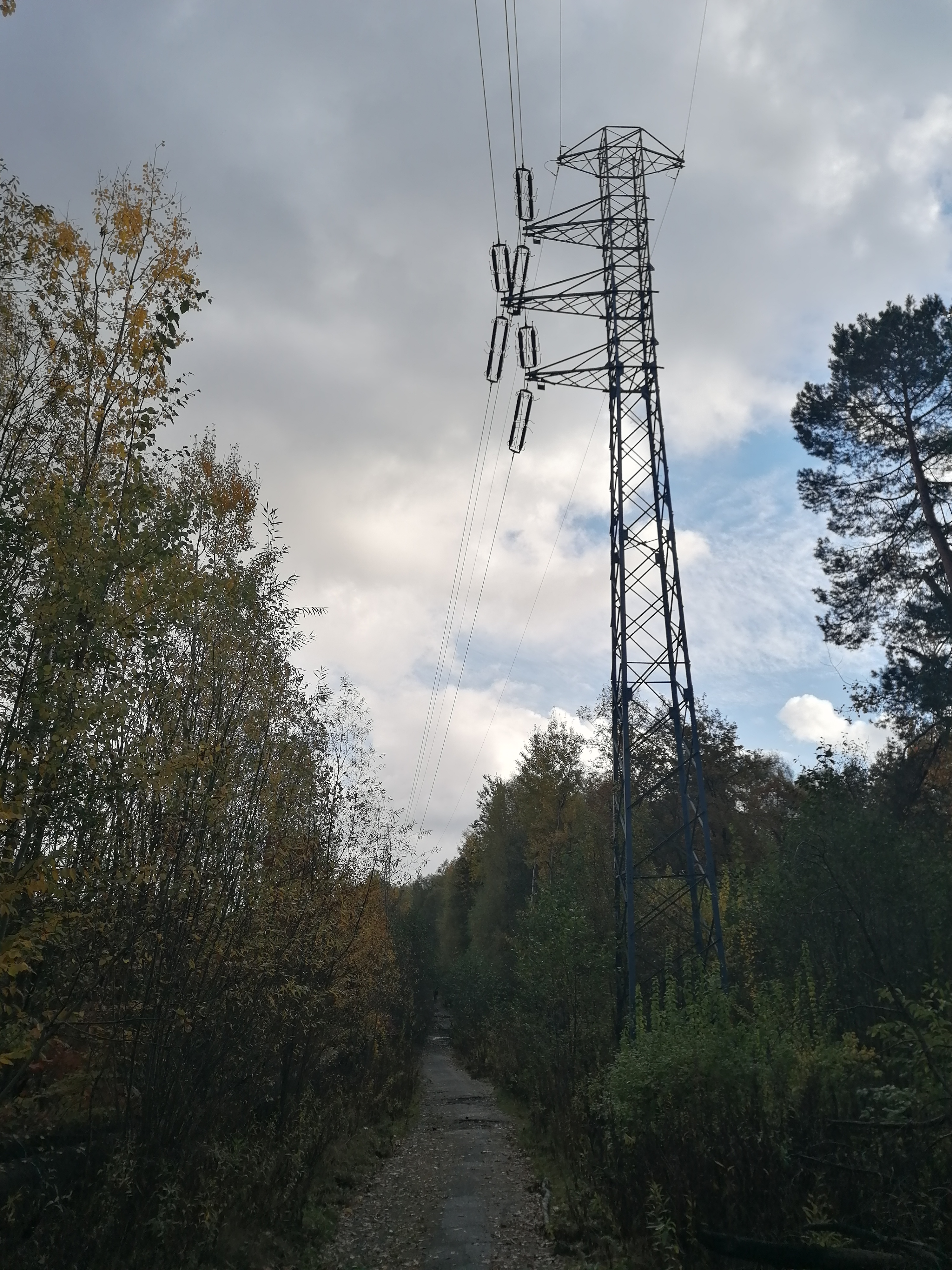
Słup elektroenergetyczny w Lasach Panewnickich

Zaopatrzenie Ligoty-Panewnik w bieżącą wodę odbywa się przez zbiorniki sieciowe w Mikołowie i Murckach. Są one zasilane ze stacji uzdatniania wody w Dziećkowicach, Goczałkowicach-Zdroju i Kobiernicach. Wody te są tłoczone do wspólnego systemu rozrządu Górnośląskiego Przedsiębiorstwa Wodociągowego, skąd za pomocą systemu magistral wodociągowych i sieci rozdzielczej Katowickich Wodociągów zaopatrywana jest Ligota-Panewniki w wodę. Ligotę-Panewniki na wysokości Wymysłowa przecina biegnący południkowo wodociąg tranzytowy GPW. Wodociągi magistralne katowickich wodociągów ciągną się wzdłuż głównych ulic dzielnicy, a jednym z nich jest wodociąg o średnicy 500 mm Panewniki – Ligota.
W 1931 roku pod północną częścią placu K. Miarki powstał zbiornik podziemny z hydroforem, który umożliwił zaopatrywanie w wodę południowej części miasta wraz z Ligotą. Oddano go do użytku w 1932 roku. W 1937 roku położono sieć wodociągową o przekroju 400/350/300 mm na odcinku Dąb przepompownia – Załęże – kopalnia „Wujek” – Ligota – Ochojec – Piotrowice.
Eksploatacją sieci kanalizacji sanitarnej i ogólnospławnej w dzielnicy zajmuje się należący do Katowickich Wodociągów Oddział Eksploatacji Sieci Kanalizacyjnej – Południe, kanalizacją deszczową zarządza Miejski Zarząd Ulic i Mostów w Katowicach. Dzielnica ta leży w całości w zlewni Oczyszczalni Ścieków Panewniki, która położona jest przy ulicy Panewnickiej 330, ale już na terenie sąsiedniej Rudy Śląskiej. Oczyszczalnia Ścieków Panewniki obsługuje Panewniki, Ligotę, część Ochojca i część wschodnią Brynowa. Podłączono do niej około 50 tys. osób na terenie zlewni o powierzchni 661 ha. Właścicielem oczyszczalni jest spółka Katowickie Inwestycje (dawniej Katowicka Infrastruktura Wodociągowo-Kanalizacyjna), a jej eksploratorem jest spółka Katowickie Wodociągi.
Sieć kanalizacji ogólnospławnej występuje w częściach dzielnicy ze starą zabudową i są to głównie kanały najstarsze, budowane w latach 1929–1935 lub w latach 60. i 70. XX wieku. Większość z nich jest w złym stanie technicznych, na początku XXI wieku do najbardziej zniszczonych należały te w rejonie ulic J.K. Chodkiewicza i Śląskiej. Kanalizacja rozdzielcza (sanitarna i deszczowa) w Ligocie-Panewnikach występuje głównie na terenach osiedli mieszkaniowych zrealizowanych w II połowie XX wieku – w Wymysłowie i Kokocińcu. Wiek kanałów zlewni Oczyszczalni Ścieków Panewniki jest zróżnicowany, z przewagą tych wybudowanych w latach 60. i 80. XX wieku. Na pogorszenie ich stanu technicznego wpływ ma przede wszystkim ich wiek, szkody górnicze oraz warunki geologiczne (kurzawka).
Sieć kanalizacyjna w Ligocie powstała na początku lat 30. XX. Oczyszczalnia Ścieków Panewniki została uruchomiona w latach 60. XX wieku jako oczyszczalnia mechaniczna głównie dla oczyszczenia ścieków powstałych wcześniej osiedli mieszkaniowych przede wszystkim w Ligocie, a prowadzony od Ligoty kolektor umożliwił także podłączenie Panewnik do oczyszczalni.
Zaopatrzenie dzielnicy w energię elektryczną odbywa się poprzez sieć wysokich napięć 110 kV, powiązaną z pobliskimi elektrowniami. Sieć ta przecina Ligotę-Panewniki pomiędzy Wymysłowem a Kokocińcem, a przy kompleksie szpitalnym Śląskiego Uniwersytetu Medycznego w Katowicach znajduje się stacja energetyczna „Ligota” 110/20 kV. W grudniu 2004 roku była ona obciążona na poziomie 35%. Napowietrzna sieć elektroenergetyczna zarządzana jest przez spółkę Polskie Sieci Elektroenergetyczne.
Ligota została zelektryfikowana w 1913 roku i zasilana była przez powstałą w 1917 roku firmę Überlandwerk Ellgoth GmbH (Elektrownia Okręgowa Ligota). Spółka ta została w 1934 roku została wchłonięta przez Zakłady „Elektro”. Eksploatowała ona linie przesyłowe, w tym linię 20 kV Boże Dary – Murcki – Ligota – Panewniki. Dystrybuowana wówczas energia elektryczna pochodziła z elektrowni kopalnianych księstwa pszczyńskiego, a częściowo z Zakładów „Elektro” i kopalni „Silesia”.
Część Ligoty jest zaopatrywana w ciepło z Wydziału nr VI „Wujek” dawnego ZEC-u Katowice (obecnie Dalkia Polska Energia), zaś część tej części dzielnicy, a także część Panewnik pozostaje poza zasięgiem systemów ciepłowniczych miasta Katowice.
Dzielnica zaopatrywana jest w gaz ziemny wysokometanowy GZ-50, zaś system zaopatrzenia Katowic w gaz nie posiada własnych źródeł zasilania i jest dostarczany układów o charakterze ogólnopolskim. Gazyfikację Ligoty rozpoczęto stopniowo w latach 60. i 70. XX wieku.

## Transport

### Transport drogowy

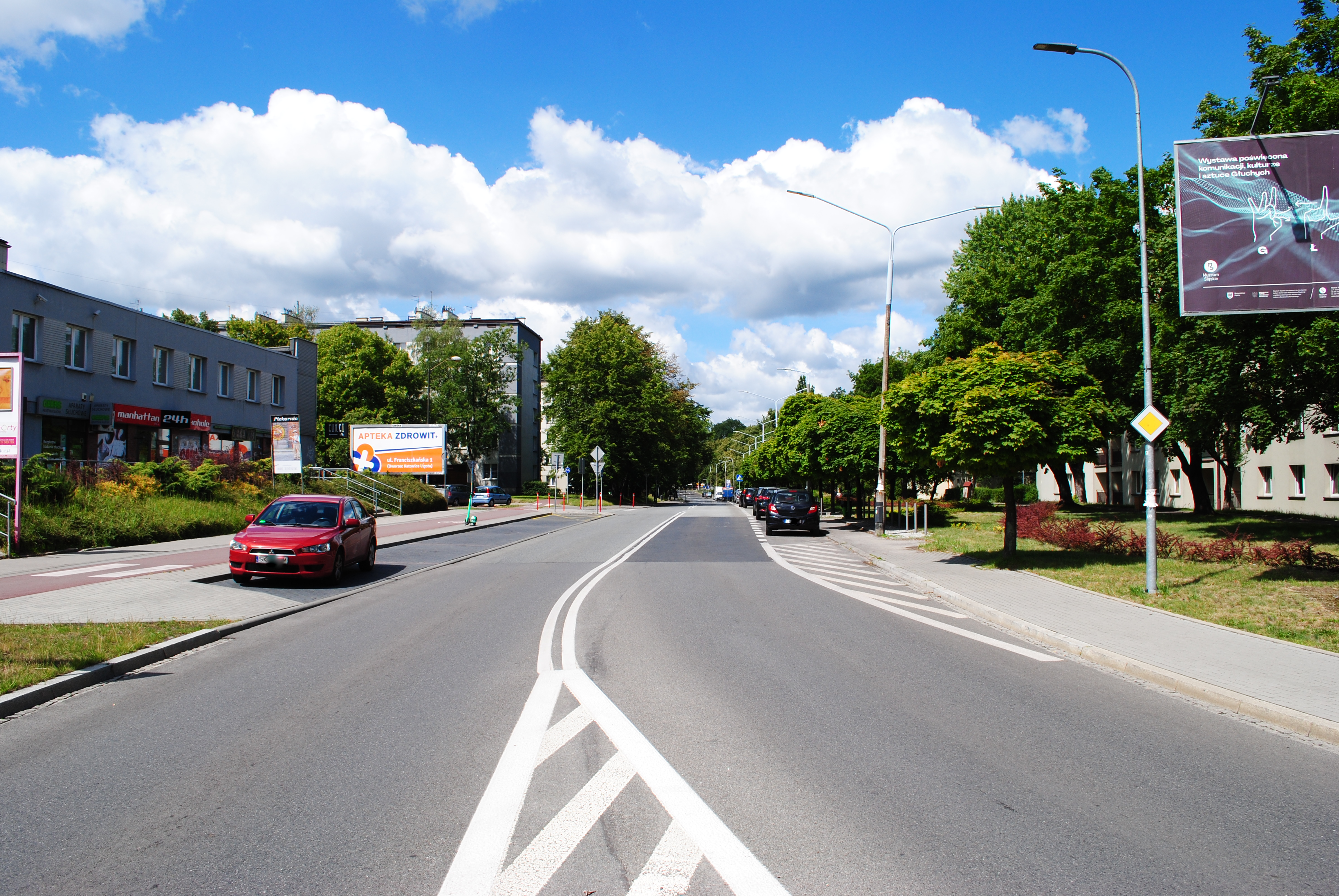
Fragment ulicy Panewnickiej w rejonie Nowej Ligoty (widok na zachód)

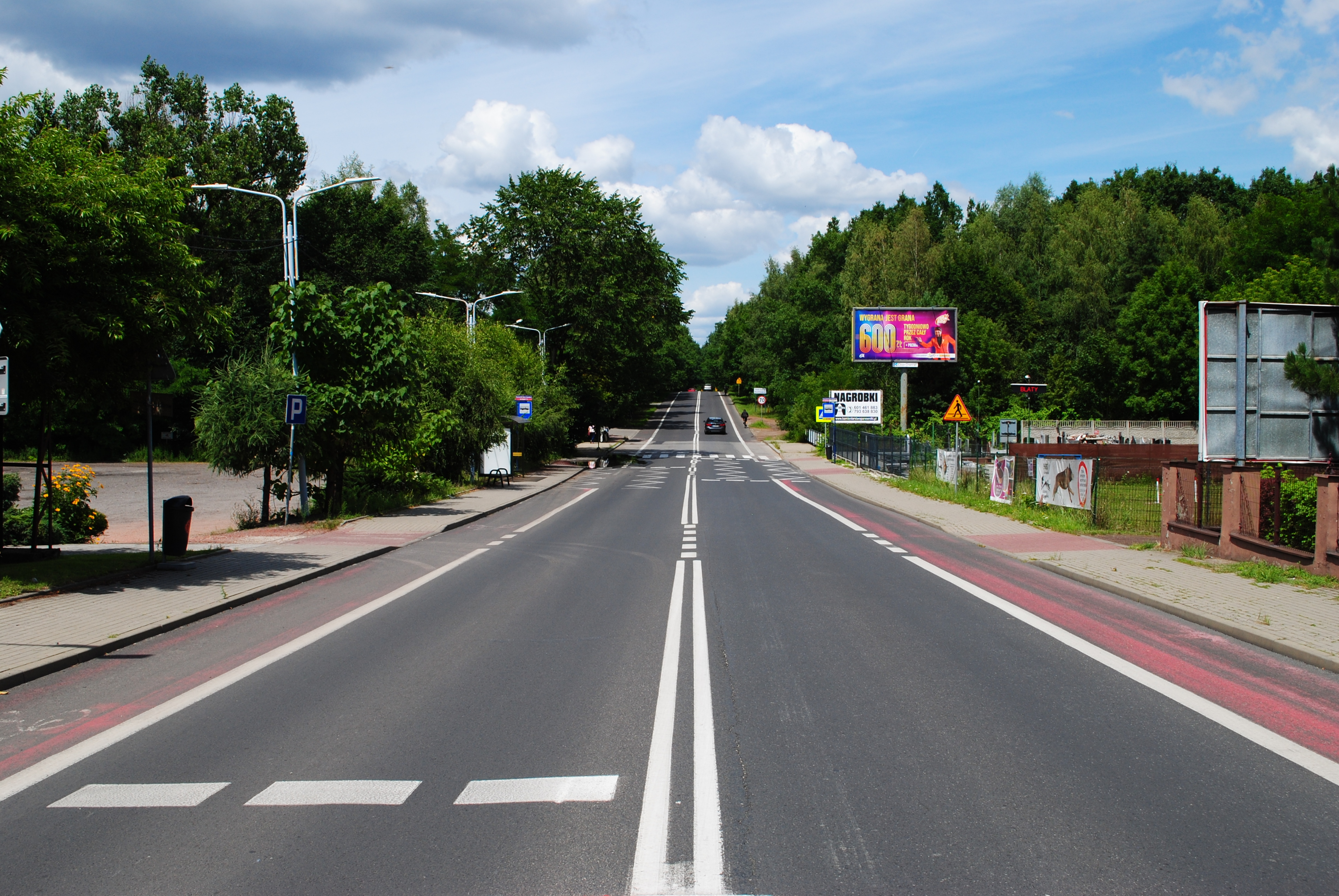
Fragment ulicy Panewnickiej przy granicy Katowic i Rudy Śląskiej

Przez Ligotę-Panewniki nie przebiega żadna droga kategorii krajowej ani wojewódzkiej. Do ważniejszych ulic biegnących przez dzielnicę należą następujące drogi:
- Ulica Franciszkańska – lokalna droga w centralnej części dzielnicy, położona w Nowej Ligocie, biegnąca prawie na całym odcinku w przybliżeniu równoleżnikowo, łącząca bezpośrednio ligocki dworzec kolejowy na stacji Katowice Ligota na wschodzie z terenami panewnickiego kompleksu klasztornego na zachodzie; jest to droga powiatowa klasy drogi lokalnej (L),
- Ulica Kijowska – droga w centralnej części dzielnicy, biegnąca z Nowych Panewnik w kierunku północnym do Kokocińca przez osiedle Franciszkańskie; jest to jest to droga powiatowa klasy drogi zbiorczej (Z),
- Ulica Kłodnicka – droga we wschodniej części Ligoty-Panewnik, biegnąca w przybliżeniu równoleżnikowo; łączy Nową Ligotę z Brynowem w rejonie Centrum Przesiadkowego Brynów w dzielnicy Piotrowice-Ochojec; jest to droga powiatowa klasy drogi lokalnej (L),
- Ulica Panewnicka – jedna z najważniejszych dróg w dzielnicy, o długości około 5 km; biegnie w przybliżeniu równoleżnikowo przez całą dzielnicę i jest łącznikiem tej części Katowic z Rudą Śląską[72]; jest to droga powiatowa klasy drogi zbiorczej (Z),
- Ulica Piotrowicka – droga w centralnej części Ligoty-Panewnik, biegnąca w przybliżeniu południkowo; łączy ona na północy Starą Ligotę z Piotrowicami na południu przez Nową Ligotę i Zadole; jest to droga powiatowa klasy drogi zbiorczej (Z).

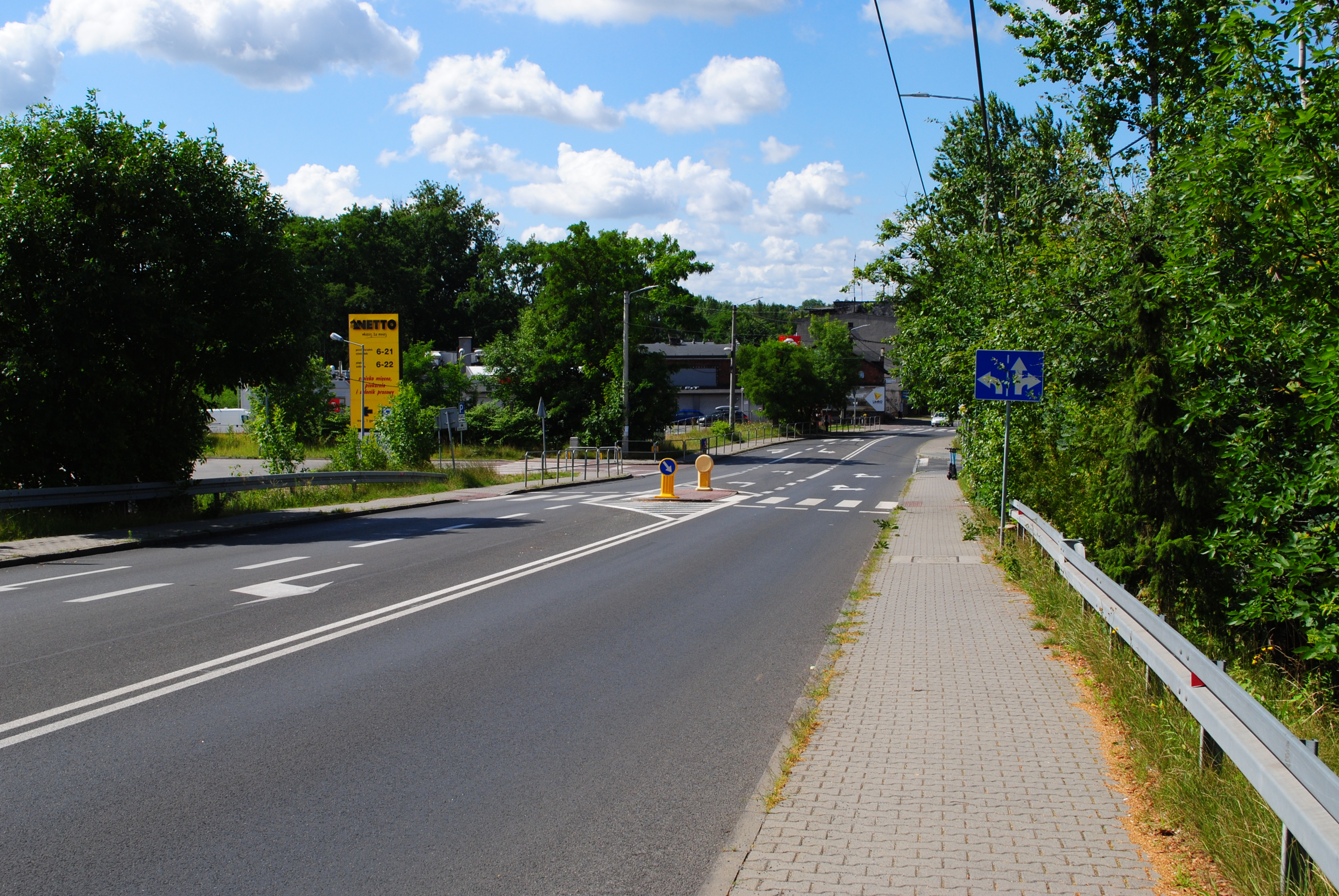
Fragment ulicy Piotrowickiej (widok w kierunku Nowej Ligoty)

Spośród powyższych dróg skomunikowanie dzielnicy zapewniają głównie ulice: Piotrowicka (połączenie z ulicą T. Kościuszki przez ulicę Armii Krajowej oraz połączenie z ulicą Brynowską przez ulice Rolną i Ligocką) i Panewnicka (połączenie z ulicą T. Kościuszki przez ulicę Kłodnicką lub ulicę Kolejową, a także ulicą Owsianą). Pod względem powiązań wewnętrznych pomiędzy poszczególnymi makroregionami Katowic, Ligota z Brynowem ma bardzo dobre powiązania z centrum Katowic – dojazd jest możliwy dwoma ciągami ulic: Ligocka – Mikołowska oraz Rolna (lub Kłodnicka – T. Kościuszki), zaś do innych makroregionów niedostateczna jakość powiązań zauważalna jest pomiędzy Bogucicami i Pniakami oraz Józefowcem i Koszutką, zaś bardzo dobra jakość powiązań jest pomiędzy Piotrowicami i Kostuchną. Czas przejazdu samochodem w godzinach szczytu ze Starych Panewnik do centrum miasta Katowice wynosi około 20, zaś z Ligoty około 10-15 minut.
Negatywną cechą sieci drogowej Ligoty-Panewnik jest przeciążenie ruchem głównych dróg, szczególne w okresach szczytu porannego i popołudniowego, utrudniający dojazd do centrum Katowic. Częściowym rozwiązaniem problemu stała się otwarta w 2013 roku tzw. obwodnica Panewnik, będąca łącznikiem ulicy Panewnickiej z autostradą A4 w rejonie węzła Chorzów Batory. Do najbardziej obciążonych dróg przez ruch indywidualny w 2008 roku należały następujące ciągi ulic w Ligocie-Panewnikach: Piotrowicka – Panewnicka – Krucza – J. Wybickiego – St. Hadyny, Franciszkańska – Kolejowa / Kłodnicka oraz ulice: Piotrowicka (od Zadola w kierunku Piotrowic-Ochojca) i Śląska. Problemem w układzie drogowym dzielnicy jest także brak parkingów i miejsc postojowych, a wraz z rozwojem nowych osiedli mieszkaniowych także przejazd przez te osiedla z uwagi na tworzące się w ich rejonie zatory.

### Transport kolejowy

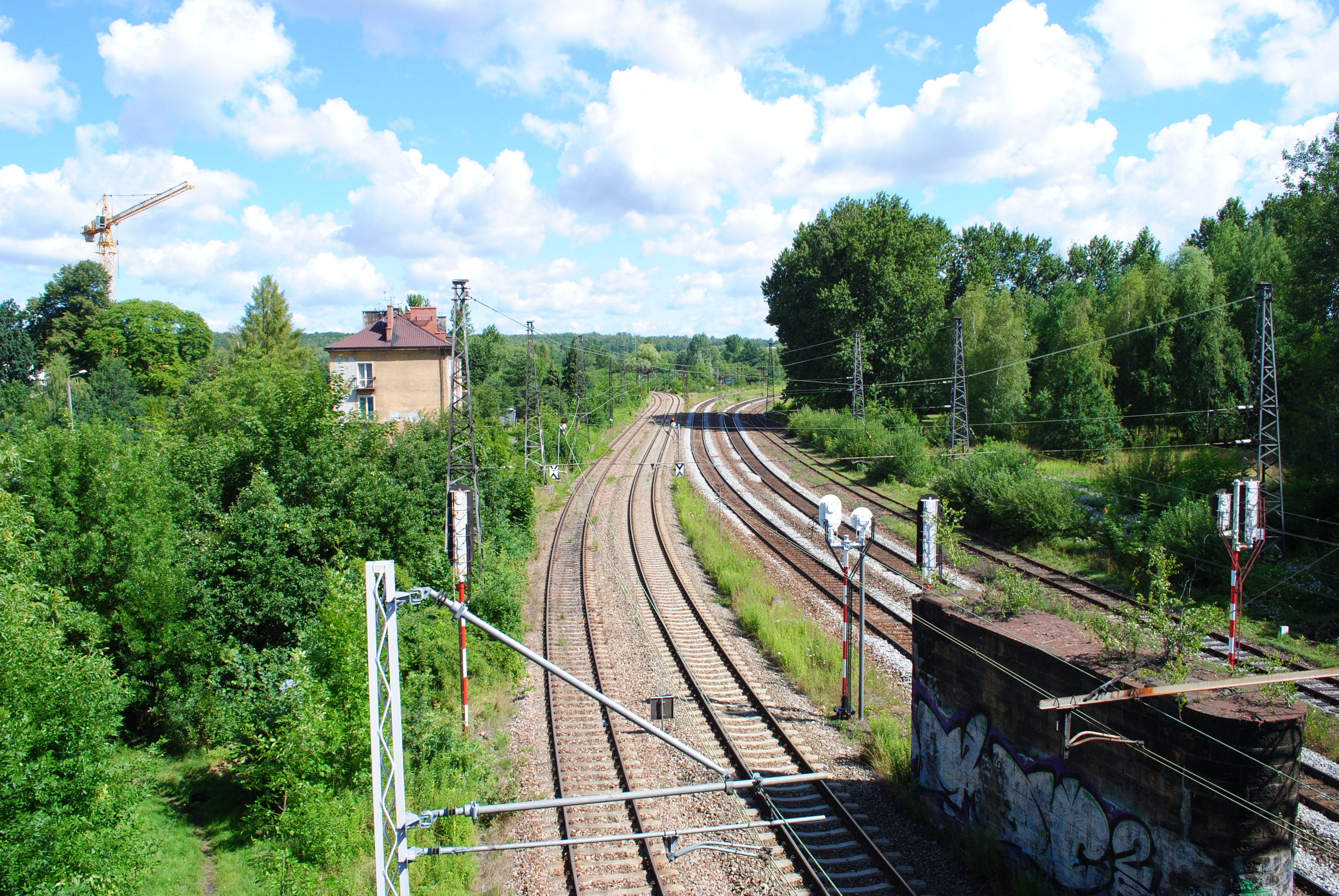
Fragment linii kolejowych nr: 139 (po prawej), 141 (po lewej) i 864 (skrajny prawy tor) (widok z wiaduktu w ciągu ulic Piotrowickiej i Ligockiej)

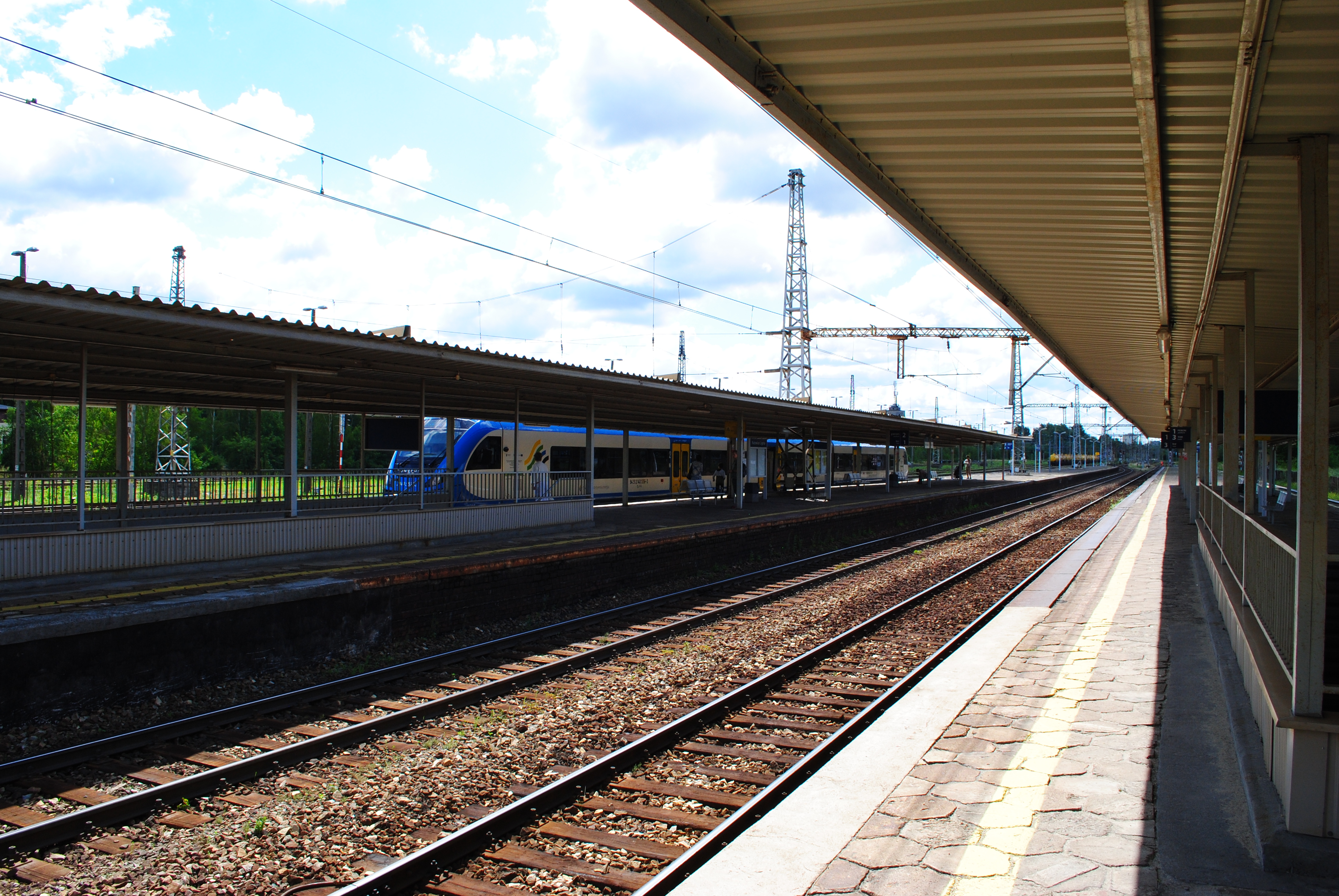
Perony na stacji Katowice Ligota

Przez Ligotę-Panewniki według stanu z początku 2023 roku przebiegają bądź przebiegały następujące normalnotorowe linie kolejowe:
- Linia kolejowa nr 139 Katowice – Katowice Ligota – Zwardoń; linia magistralna znaczenia państwowego; zelektryfikowana i dwutorowa, na której prowadzony jest ruch pasażerski i towarowy[221]; linia ta na teren Ligoty-Panewnik od strony północnej wkracza z dzielnicy Załęska Hałda-Brynów część zachodnia, stanowiąc początkowo granicę obydwu dzielnic; linia dalej biegnie na południe, przekracza dwupoziomowo ulice Piotrowicką i Ligocką, a dalej Kłodnicę, po czym wkracza na teren stacji Katowice Ligota; dalej ta linia skręca na południowy zachód i po przekroczeniu Ślepiotki wkracza na teren Piotrowic-Ochojca[222],
- Linia kolejowa nr 141 Katowice Ligota – Gliwice; linia pierwszorzędna znaczenia państwowego, zelektryfikowana i dwutorowa, na której prowadzony jest ruch towarowy[221]; linia ta ze stacji Katowice Ligota kieruje się na północ, po czym skręca na zachód okalając od północy Kokociniec, a za nim przekracza granice Katowic i Rudy Śląskiej[223],
- Linia kolejowa nr 142 Katowice Ligota – Tychy; linia pierwszorzędna znaczenia lokalnego[221], jednotorowa i zelektryfikowana, na której odbywa się ruch towarowy; linia ze stacji Katowice Ligota kieruje się łukiem w kierunku południowo-wschodnim, wkraczając do Piotrowic-Ochojca[224],
- Linia kolejowa nr 864 Katowice Ligota – KWK Wujek; nieczynna od 2021 roku, niezelektryfikowana i jednotorowa linia kolejowa, po której odbywał się ruch towarowy; w granicach Ligoty-Panewnik biegnie ona równolegle do linii kolejowej nr 139[225],
- Linia kolejowa nr 896 podg Panewnik – KWK Śląsk; zamknięta przed 2015 rokiem linia kolejowa, po której odbywał się ruch towarowy; linia ta biegnie w granicach dzielnicy równolegle do linii nr 141[226],
- Linia kolejowa nr 897 podg Panewnik – KWK Śląsk; nieczynna od 2021 roku linia kolejowa, po której odbywał się ruch towarowy; linia ta biegnie w granicach dzielnicy równolegle do linii nr 141[227].

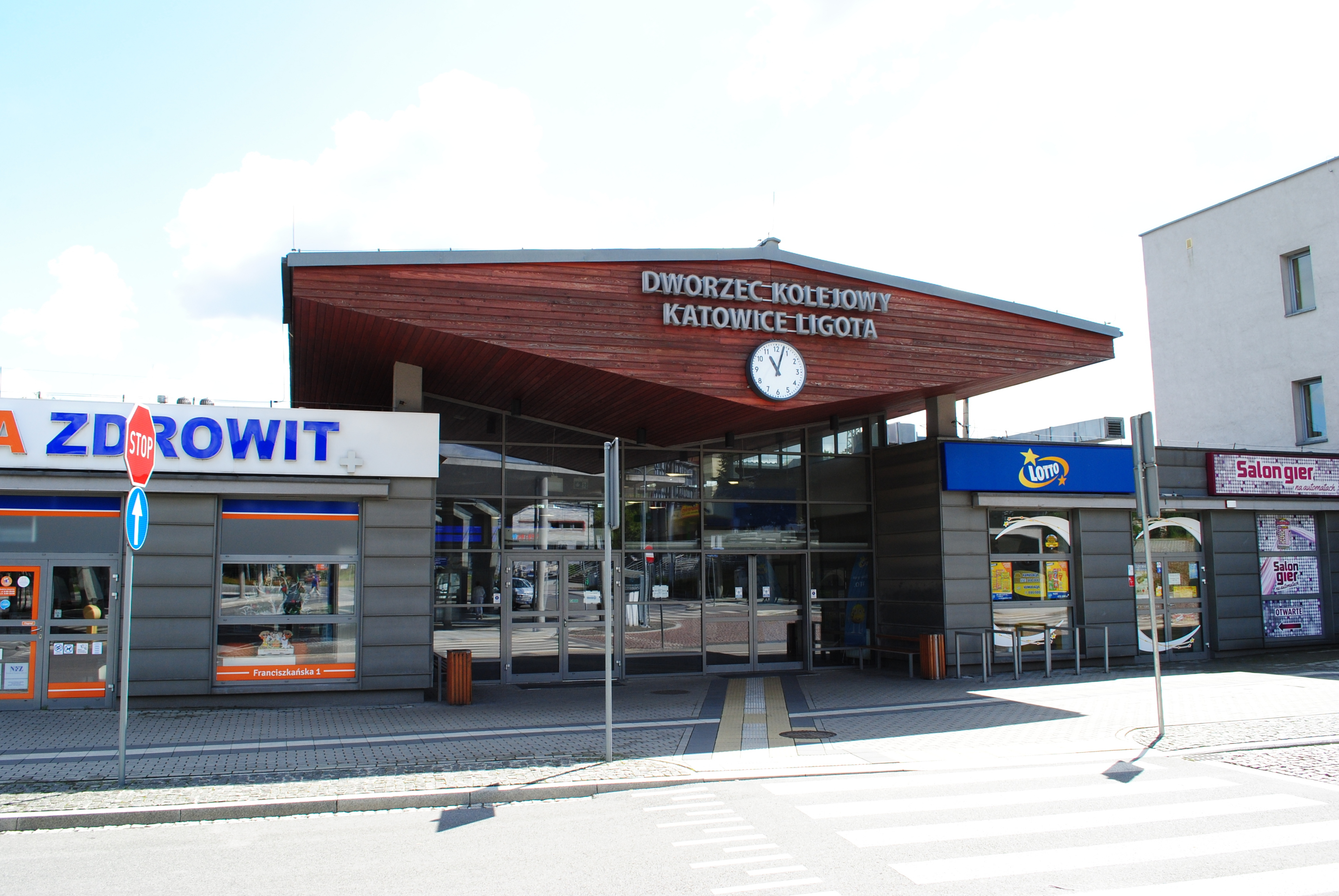
Budynek dworca kolejowego na stacji Katowice Ligota (widok od strony zachodniej)

W Ligocie-Panewnikach pomiędzy ulicami Zielonogórską a Kolejową położona jest stacja kolejowa Katowice Ligota. Na stacji tej znajduje się dworzec kolejowy, semafory świetlne, dodatkowe tory, a także dwa zadaszone perony, do których prowadzi przejście podziemne. Dworzec kolejowy znajduje się przy skrzyżowaniu ulic Panewnickiej i Franciszkańskiej, ale za to znajduje się tutaj biletomat Kolei Śląskich. Dworzec wyposażony jest w elektroniczne tablice z rozkładami jazdy i monitoring, obok niego znajduje się parking i stojaki na rowery. Na stacji Katowice Ligota według rozkładu ważnego w okresie od 11 grudnia 2022 roku do 11 marca 2023 roku zatrzymywały się pociągi dwóch spółek: Koleje Śląskie i Leo Express. Głównymi kierunkami połączeń w tym czasie były stacje i przystanki: Chałupki, Częstochowa, Dąbrowa Górnicza Ząbkowice, Katowice, Oświęcim, Praha hlavní nádraží, Racibórz, Tychy Lodowisko, Wisła Głębce, Zakopane (sezonowo), Zwardoń i Żywiec.
Sieć kolejowa na terenie Ligoty-Panewnik rozwinęła się po 1850 roku, kiedy to na terenie Górnego Śląska następował proces rozwoju połączeń lokalnych, który umożliwiłyby wywóz surowców i produktów z zakładów przemysłowych na rynki zbytu na zachodzie. 1 grudnia 1852 roku oddano do użytku linię kolejową na trasie Katowice – Ligota – Murcki, prowadząca do kopalni węgla kamiennego „Emanuelssegen” („Murcki”). Inwestorem linii było Towarzystwo Kolei Górnośląskiej, a wydzierżawiono ją raciborskiej Kolei Wilhelma. W tym samym czasie oddano do użytku bocznicę kolejową z linii kolejowej Kolei Górnośląskiej do huty „Ida”, a w nieodległym od tego miejscu utworzono stację kolejową zwaną Idaweiche (niem. rozjazd do [huty] Idy). Posterunek odgałęźny Idaweiche z biegiem czasu zyskał status przystanku osobowego. Pierwotny parterowy budynek przystanku istniał na wysokości dawnej rafinerii, później bazy CPN-u (obecnie baza Orlenu). Bocznica do dawnej huty „Ida”, nieco skrócona, przetrwała do lat 90. XX wieku. Ciągnęła się ona w śladzie dzisiejszych ulic bp. T. Szurmana i Książęcej.

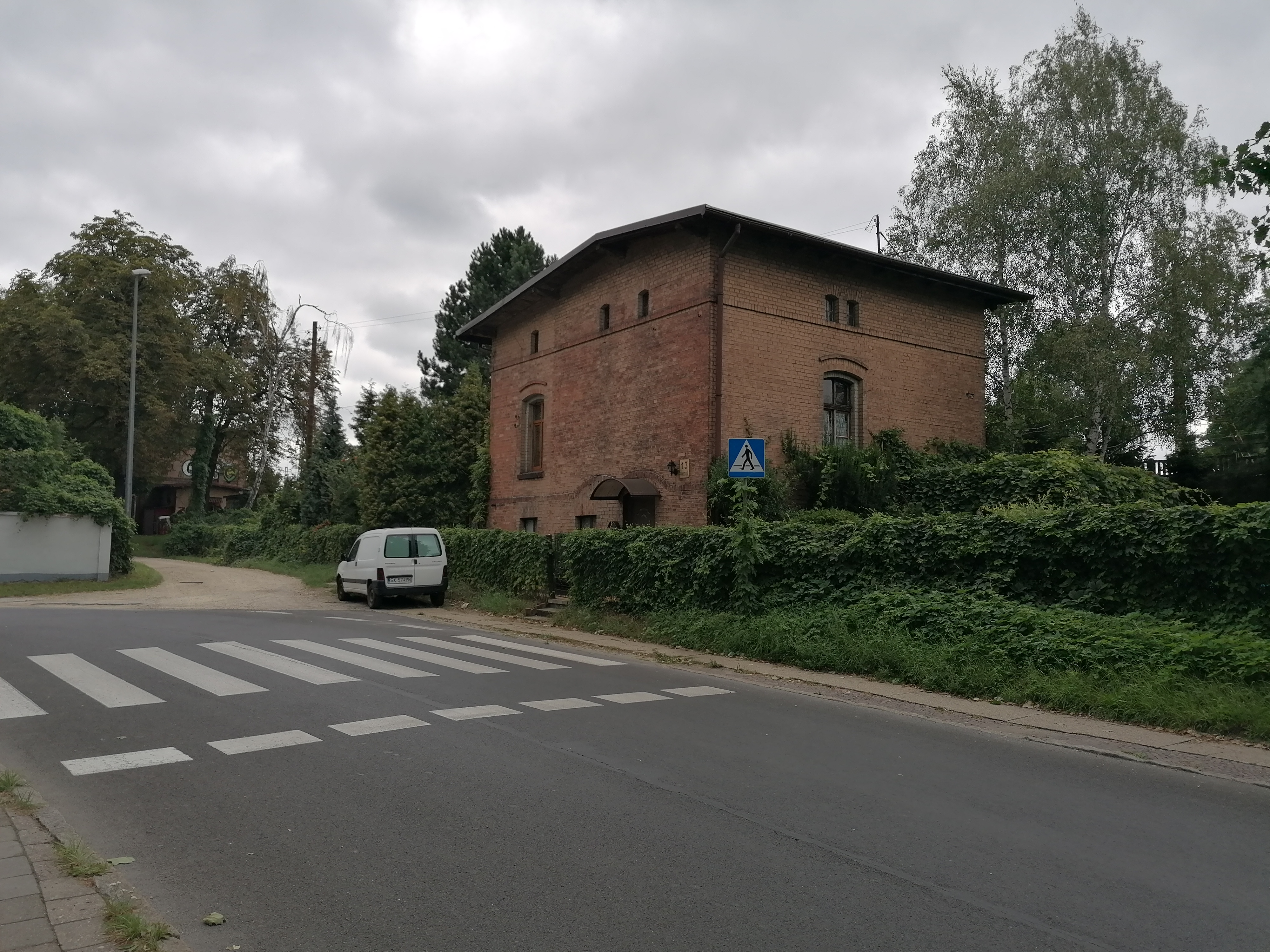
Dawna poczekalnia i kasa biletowa drugiego ligockiego dworca kolejowego (ul. Franciszkańska 13) z 1888 roku

Kolej Wilhelma prowadziła nowe inwestycje kolejowe. Jedną z nich była linia z Nędzy do Mikołowa i dalej do Ligoty. Odcinek pomiędzy Mikołowem a Ligotą oddano do użytku 20 grudnia 1858 roku, przez co połączono ją z liniami Kolei Górnośląskiej. W 1884 roku nastąpiło upaństwowienie kolei na terenie Królestwa Prus i od tej pory wszystkie linie kolejowej na terenie współczesnych Katowic stały się własnością państwa. Wiosną 1887 roku przebudowano układ torowy stacji, rok później wybudowano nowy budynek dworca kolejowego. Dawna poczekalnia i kasa biletowa drugiego ligockiego dworca kolejowego znajduje się przy ulicy Franciszkańskiej 13. Powstał też budynek stacyjny z mieszkaniem na piętrze przy ulicy Franciszkańskiej 13a.
1 października 1904 roku oddano do użytku linię kolejową Ligota – Bielszowice (i dalej do Gliwic), a 2 listopada 1912 roku trasę Ligota – Podlesie – Tychy.

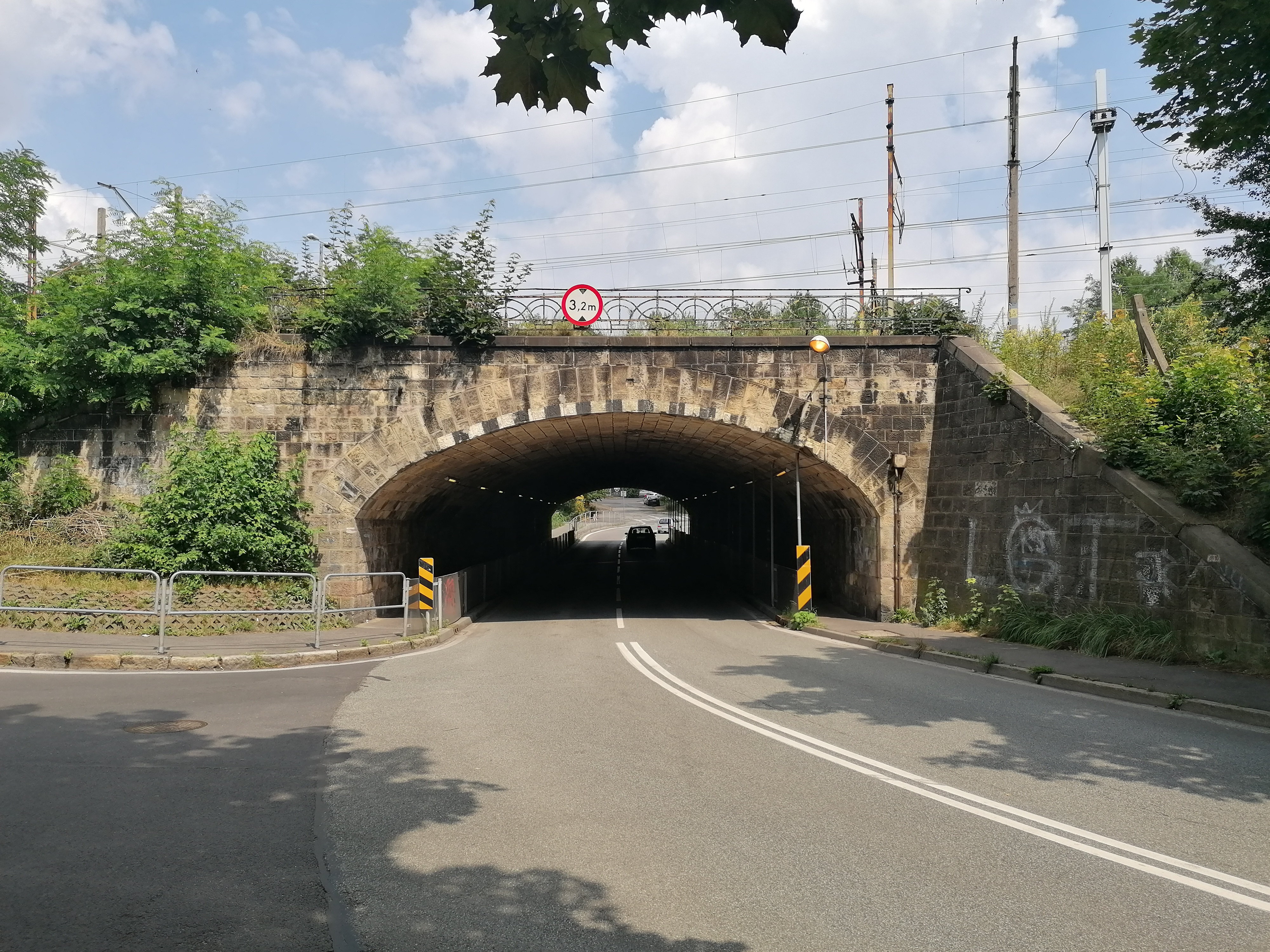
Wiadukt kolejowy nad ulicą Kłodnicką, wzniesiony podczas rozbudowy ligockiej stacji kolejowej na początku XX wieku

Do 1908 roku bądź też w latach 1909–1914 na południe od dotychczasowego dworca kolejowego wybudowano nowy duży węzeł kolejowy ze stacją rozrządową sięgającą ulicy Zadole. W ramach tej inwestycji powstała parowozownia z obrotnicą i czterostanowiskową halą oraz wieża ciśnień. Zlikwidowano tor do Murcek, przesuwając wylot w tamtym kierunku w rejon ulicy Zadole. W tym samym okresie powstał także wiadukt dla sześciu torów nad nową wówczas szosą z Panewnik do Brynowa, w ciągu którego biegnie obecnie ulica Kłodnicka, a także nowy gmach dworca kolejowego (trzeci wówczas w kolejności), oddany do użytku 5 grudnia 1908 roku (bądź też wybudowano go w latach 1909–1914). Jego powstanie wiązało się z konieczności obsługi wzrastającego ruchu pielgrzymkowego do Panewnik oraz rozwijającego się w Ligocie przemysłu.
W latach międzywojennych na terenie Katowic wybudowano kilka nowych odcinków, w tym w 1930 roku Ligota – Janów, w trakcie II wojny światowej nie doszło do większych zniszczeń na katowickiej sieci kolejowej. W tym okresie w celach wojskowych na linii Katowice Ligota – Tychy w latach 1940–1943 powstał drugi tor.
W czasach Polski Ludowej rozpoczęto prace elektryfikacyjne sieci, w tym na terenie Ligoty-Panewnik. Odcinek Katowice Ligota – Tychy otwarto po elektryfikacji 4 marca 1961 roku, zaś trasę Katowice Ligota – Mikołów 2 grudnia 1977 roku. Na początku lat 70. XX wieku wyburzono dotychczasowy gmach dworca kolejowego na stacji Katowice Ligota, a nowy budynek w miejsce wyburzonego oddano do użytku 24 kwietnia 1972 roku. Został on zaprojektowany przez Karola Fojcika z katowickiego Biura Projektów Kolejowych. Nowa wiaty na peronach wykonano w latach 1982–1985.
Lata 80. i 90. XX wieku to czas stopniowego ograniczania i zawieszania przewozów osobowych. 25 września 1994 roku zawieszono połączenia pasażerskie na odcinku Katowice Ligota – Katowice Murcki – Tychy, a 1 czerwca 1997 roku na trasie Katowice Ligota – Ruda Kochłowice – Gliwice. W latach 2014–2015 przeprowadzono modernizację gmachu dworca kolejowego na stacji Katowice Ligota. Dworzec po remoncie oddano do użytku 25 września 2015 roku.

### Transport rowerowy

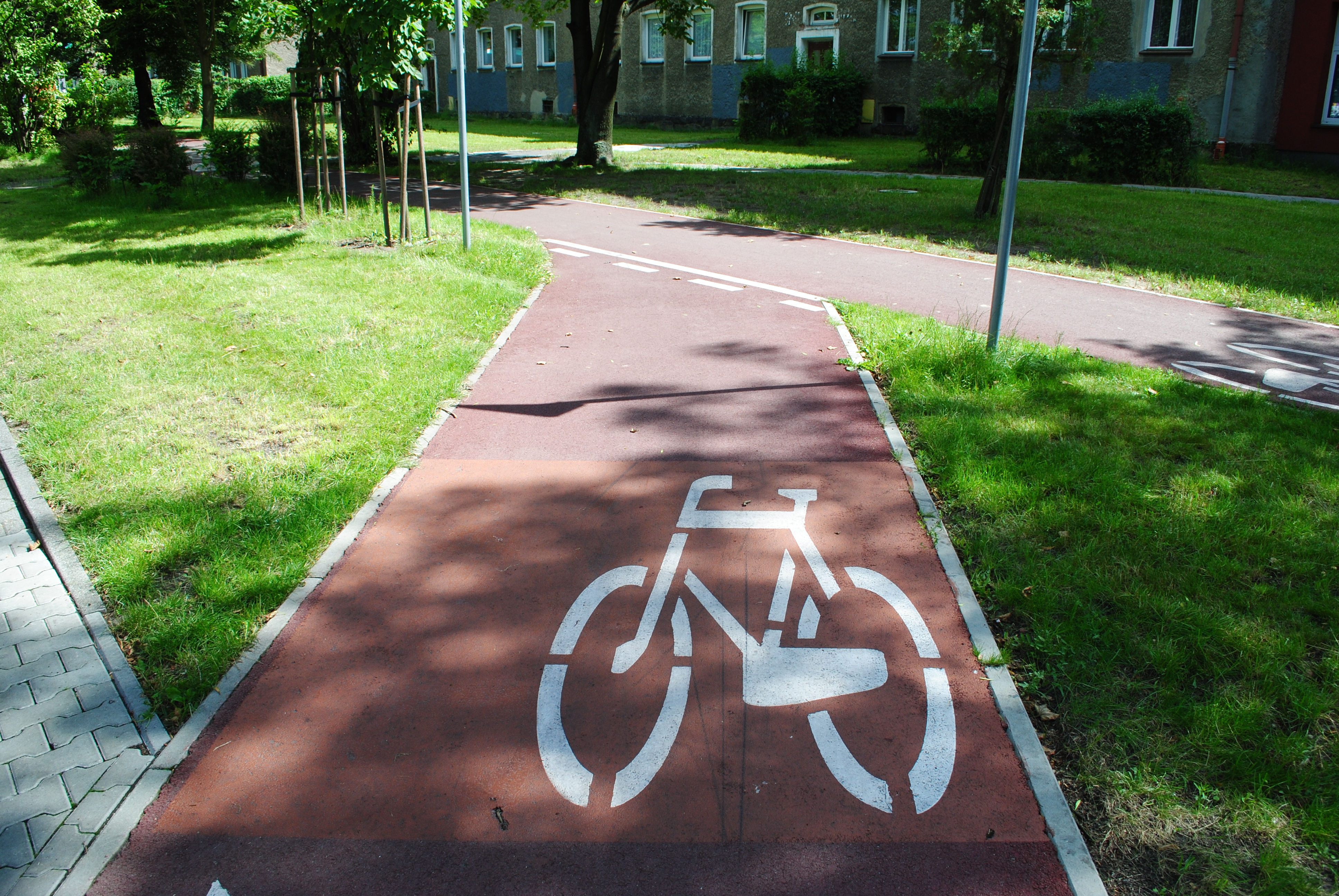
Fragment drogi dla rowerów o nawierzchni mineralno-bitumicznej w rejonie ulicy Piotrowickiej

Sieć infrastruktury rowerowej na terenie Ligoty-Panewnik jest rozwinięta nierównomiernie, według docelowej sieci ścieżek rowerowych opublikowanej przez Urząd Miasta Katowice pod względem ścieżek o funkcji transportowych jest w stanie z początku 2023 roku częściowo rozwinięta – brakującymi do tego czasu są m.in. trasy w ciągach ulic Kłodnickiej i Poleskiej. Docelowo trasy o funkcji transportowej wytyczono w dwóch ciągach: wzdłuż ulic Kłodnickiej / Kolejowej – Panewnickiej – Piotrowickiej – Poleskiej – T. Zarańskiego – Medyków – Kijowskiej – bp. T. Szurmana – Piotrowickiej oraz trasę okalającą od południa Nowe Panewniki, biegnącą dalej na zachód ulicami Panewnicką i Gościnną.
Na początku 2023 roku na terenie Ligoty-Panewnik istniały następujące rodzaje dróg rowerowych:
- Drogi dla rowerów – wzdłuż ulic: Panewnickiej (pomiędzy ulicami Świdnicką i Koszalińską oraz Partyzantów i Owsianą), Piotrowickiej (pomiędzy skw. B. Szabelskiego a ulicą Słupską) i Medyków (pomiędzy ulicami Panewnicką i T. Zarańskiego)[246],
- Pasy ruchu dla rowerów – wzdłuż ulicy Medyków na odcinku pomiędzy ulicami T. Zarańskiego i Śląską[246],
- Ciągi pieszo-rowerowe odseparowane – wzdłuż ulic: Kolejowej, bp. T. Szurmana, Ostrawskiej, Owsianej (do budynku nr 60), Kijowskiej (do budynku nr 7), Panewnickiej (rejon Centrum Przesiadkowego Ligota) i Koszalińskiej (szlak na wysokości VII Liceum Ogólnokształcącego im. Harcerzy Obrońców Katowic w Katowicach)[246],
- Ciągi pieszo-rowerowe nieodseparowane – wzdłuż ulicy Panewnickiej (północna strona pasa drogowego pomiędzy ulicami Grunwaldzką i Piotrowicką)[246],
- Ciągi z dopuszczalnym ruchem po chodniku – ścieżki w Parku Zadole[246],
- Kontrapasy – wzdłuż ulicy Zielonogórskiej[246].

W ramach projektu „Rowerem po Śląsku” wydzielono na terenie miasta szlaki rowerowe, z czego na obszarze dzielnicy Ligota-Panewniki przecinają się następujące z nich:
- nr 2 Park Kościuszki – Załęska Hałda-Brynów cz. zachodnia – Ligota-Panewniki (ulice: St. Hadyny, Kijowska, Medyków, Śląska i Wczasowa – Park Zadole – ulice Studencka i Śląska – Lasy Panewnickie – ul. Owsiana – granica Katowic z Mikołowem)[247],
- nr 3 Giszowiec – Piotrowice-Ochojec – Ligota-Panewniki (ul. Studencka – Lasy Panewnickie – ulice Owsiana i Kuźnicka – las w Starych Panewnikach)[247],
- nr 103 Park Śląski – Osiedle Tysiąclecia – Załęże – Osiedle Witosa – Załęska Hałda-Brynów cz. zachodnia – Ligota-Panewniki (ul. Ogrodowa – granica miasta Katowice)[247],
- nr 122 Ligota-Panewniki (ulice: Medyków, Ludowa, Krucza i Ogrodowa) – Załęska Hałda-Brynów cz. zachodnia[247].

W Ligocie-Panewnikach funkcjonuje część miejskiej sieci wypożyczalni rowerów miejskich – Metrorower, który zastąpił system City by bike. Był to największy system tego typu w Górnośląsko-Zagłębiowskiej Metropolii, będący jednym z systemów firmy Nextbike. Na początku 2023 roku na terenie dzielnicy znajdowało się łącznie 10 stacji City by bike: Os. Franciszkańskie (ul. Książęca), Kokociniec S.P. nr 67 (ul. Zielona), Ligota – Centrum Przesiadkowe (ul. Panewnicka), Skwer Bolesława Szabelskiego (ul. Piotrowicka), Ligota Medyków (ul. Medyków), Panewnicka Szkoła Podstawowa nr 9 (ul. Zamiejska), Rondo Huchrackiego (ul. Panewnicka), Galeria Libero (ul. Kolejowa), Zadole Kościół (ul. Gdańska) i Śląska – Medyków (ul. Studencka).

### Publiczny transport zbiorowy

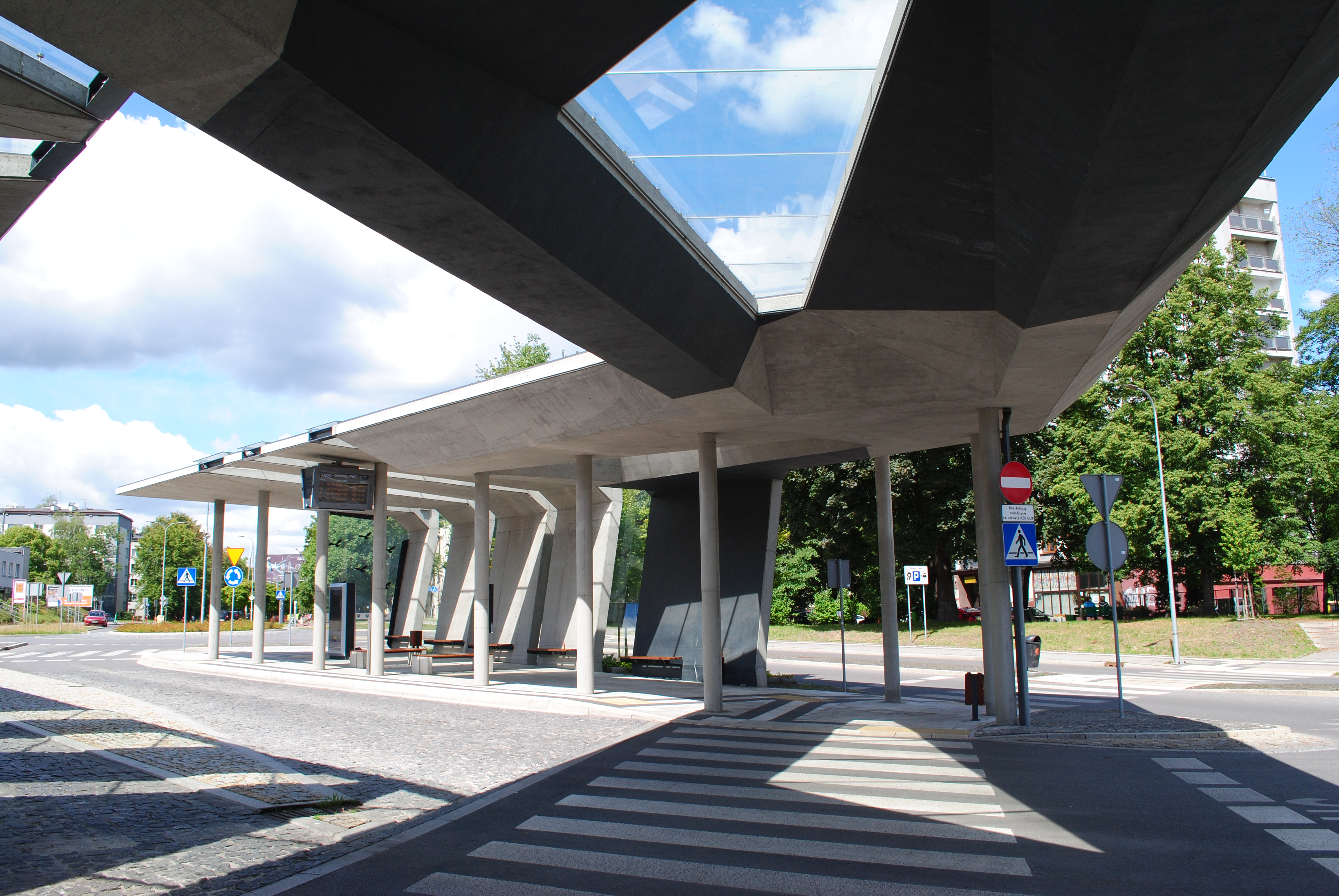
Fragment otwartego w 2018 roku Centrum Przesiadkowego Ligota

Publiczny transport zbiorowy w granicach dzielnicy realizowany jest wyłącznie w formie połączeń autobusowych organizowanych przez Zarząd Transportu Metropolitalnego (ZTM), zaś głównym operatorem linii przebiegających przez teren dzielnicy jest PKM Katowice. Przystanki autobusowe są rozlokowane w najważniejszych punktach dzielnicy, a do dróg, po których jeździło najwięcej autobusów transportu zbiorowego w 2008 roku należały ciągi ulic: Piotrowicka – Panewnicka – Kijowska – J. Wybickiego – Krucza – Panewnicka, Piotrowicka do Piotrowic-Ochojca, Panewnicka – Kłodnicka i Śląska. Czas dojazdu autobusem w godzinach szczytu z Ligoty do centrum miasta wynosi około 26 minut, zaś ze Starych Panewnik około godzinę.
Na początku 2023 roku z przystanku Ligota Poleska odjeżdżało 15 linii autobusowych (w tym 2 nocne), z przystanku Ligota Medyków 11 linii (w tym 2 nocne), z przystanku Kokociniec Kijowska 5 linii (w tym 2 nocne), z przystanku Panewniki Skrzyżowanie 4 linie (w tym 2 nocne). Autobusy te zapewniają połączenia zarówno do innych części Katowic, jak i też do innych miast Górnośląsko-Zagłębiowskiej Metropolii, w tym do Chorzowa, Rudy Śląskiej czy Gliwic.
Naprzeciw dworca kolejowego Katowice Ligota, u zbiegu ulic Panewnickiej i Franciszkańskiej znajduje się Centrum Przesiadkowe Ligota. Jest ono wyposażony w stanowiska autobusowe, parking dla rowerów i dla 110 samochodów, miejsca dla taksówek, stację rowerów miejskich i punkt Kiss & Ride. Pierwsze autobusy z centrum przesiadkowego zaczęły kursować 5 listopada 2018 roku, a w momencie otwarcia zatrzymywały się tutaj autobusy 4 linii: istniejące wówczas linie 13, 51 i dwie nowe – 912 i 913. Budowa centrum przesiadkowego kosztowała około 9,1 mln złotych.

## Architektura i urbanistyka

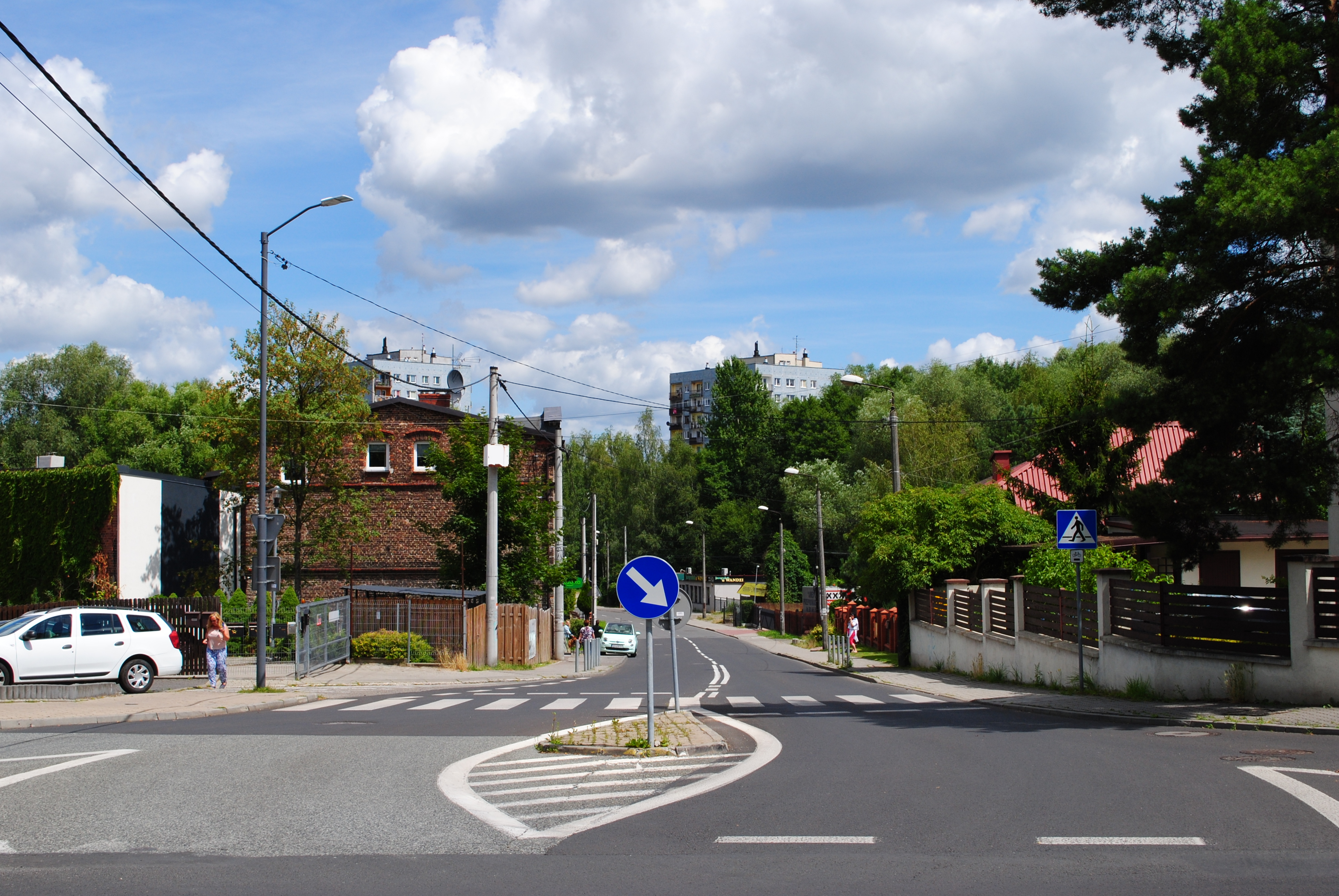
Początek ulicy Kruczej w Kokocińcu z widokiem na zabudowę powstałą w różnych okresach historycznych

Zabudowa Ligoty-Panewnik ma charakter zróżnicowany zarówno pod względem formy architektonicznej, jak i też okresu jej powstawania. Zabudowa jednorodzinna dominuje na zachód od ulicy Piotrowickiej, a także w ciągu ulicy Panewnickiej, która jest także miejscem koncentracji nowej zabudowy jednorodzinnej i szeregowej. Zabudowa wielorodzinna średniowysoka i wysoka zlokalizowana jest w Kokocińcu, Zadolu, Wymysłowie i centralnej części Ligoty (Nowa Ligota). Wysokie budynki mieszkalne (9-11 kondygnacji) w dzielnicy koncentrują się w Kokocińcu, Zadolu oraz przy ulicach Koszalińskiej i Świdnickiej w Ligocie.
Pierwotnie zabudowa Ligoty rozwijała się w rejonie dzisiejszej Starej Ligoty w katowickiej dzielnicy Załęska Hałda-Brynów część zachodnia (rejon współczesnych ulic: Ligockiej, Załęskiej, Hetmańskiej i Rolnej), zaś Panewnik nad Kłodnicą przy ujściu Ślepiotki – późniejsze Stare Panewniki.
W XVIII wieku na terenie współczesnych Katowic dominowała zabudowa drewniana w formie zrębowych chat i budynków gospodarczych. Mapa Christiana Friedricha von Wrede z 1749 roku ukazuje zarys obecnej ulicy Panewnickiej. W tym czasie zabudowa Ligoty koncentrowała się w rejonie Starej Ligoty, a w rejonie współczesnego skrzyżowania ulic Piotrowickiej i Panewnickiej był las. W pobliżu rozwidlenia do Kokocińca i Panewnik znajdowało się kilka zagród chłopskich, a w rejonie Wymysłowa zagrody koncentrowały się bliżej ujścia Ślepiotki do Kłodnicy. Ówczesna zabudowa Panewnik ciągnęła się od obecnego skrzyżowania ulic Panewnickiej i Owsianej do skrzyżowania ulic Panewnickiej i Kuźnickiej (rejon obecnych Starych Panewnik). W tym czasie zwarte osadnictwo koncentrowało się w Panewnikach, Wymysłowie, Kokocińcu, a Ligota miała wówczas zabudowę rozproszoną.

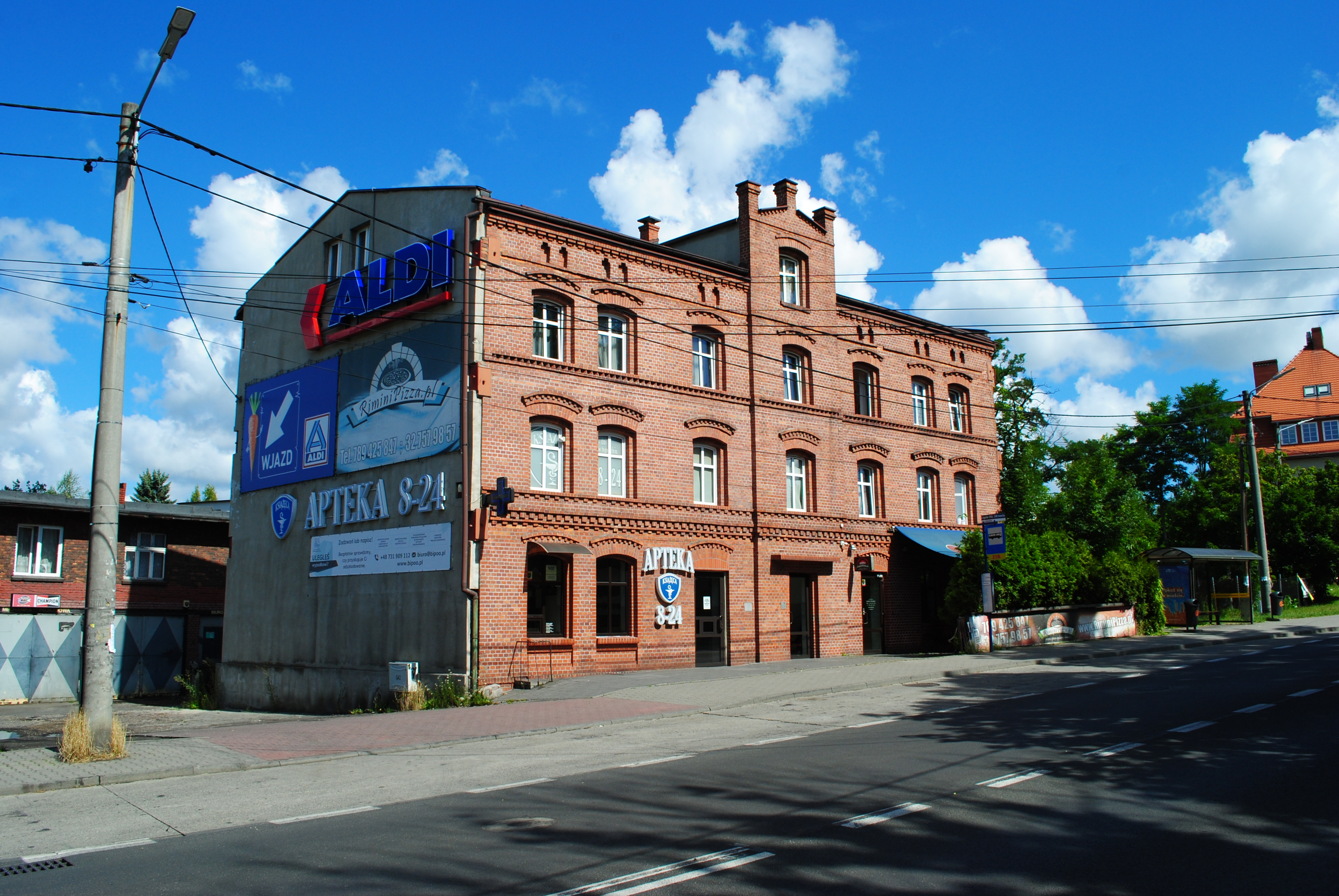
Kamienica przy ul. Piotrowickiej 79 z przełomu XIX i XX wieku

Mapy wydane do I połowy XIX wieku ukazują stopniowy wzrost gęstości zabudowy w rejonie Kokocińca, Wymysłowa i Panewnik, a dalszy rozwój zabudowy Ligoty-Panewnik w XIX wieku związany jest z industrializacją tych ziem. Mapa generalna księstwa pszczyńskiego z lat 1863–1867 wskazuje na wkroczenie nowej zabudowy Ligoty już na teren współczesnej dzielnicy Ligota-Panewniki, tj. po drugiej stronie Kłodnicy, po czym kieruje się ona na południe, choć nadal w tamtym okresie obecne skrzyżowanie ulic Panewnickiej i Piotrowickiej oraz odcinek ulicy Panewnickiej do skrzyżowania z ulicą Kijowską był pozbawiony zabudowy. Był to równocześnie czas ustępowania drewnianej zabudowy na rzecz murowanej, nasilonego przede wszystkim od połowy XIX wieku po wprowadzeniu w życie administracyjnego zakazu budowy z drewna celem lepszej ochrony przeciwpożarowej. Murowano tutaj przede wszystkim z cegły.

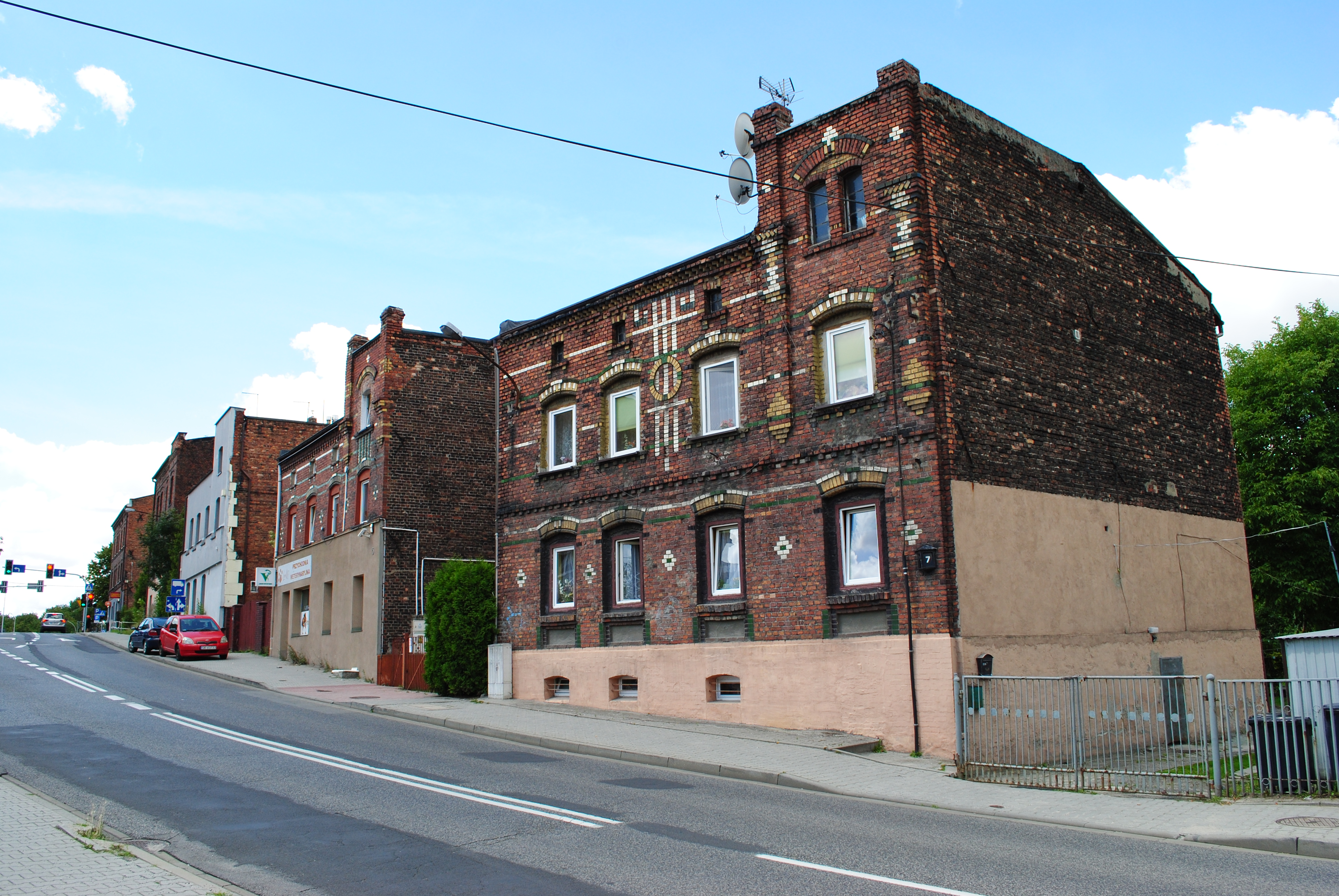
Zespół czterech tradycyjnych domów mieszkalnych – ul. Kijowska 1, 3, 5 i 7 z początku XX wieku

W Starych Panewnikach wzdłuż ulicy Panewnickiej zachowało się część chałup wiejskich z XIX wieku. Z pierwotnej zabudowy Kokocińca zachowały się fragmenty górnośląskiego budownictwa drewnianego w rejonie ulic Braci Wieczorków, Płochej i Stolarskiej. Jeden z tych domów znajduje się przy ulicy Braci Wieczorków 17. Jest nią chata rodziny Mrowców, pochodząca prawdopodobnie z I połowy XIX wieku. Składa się na nią drewniana część mieszkalna i murowana obórka. W narożnikach części mieszkalnej znajdują się wiązania belek na tzw. „rybi ogon”. Chata kryta jest dwuspadowym dachem, krokwiowym, kryta papą. Wewnątrz chaty znajduje się kwadratowa sień, kuchnia, komora i pokój z izdebką.
Przy hucie „Ida”, w rejonie ulicy Kijowskiej około 1842 roku powstała kolonia robotnicza, w jej skład wchodziło pierwotnie sześć budynków.

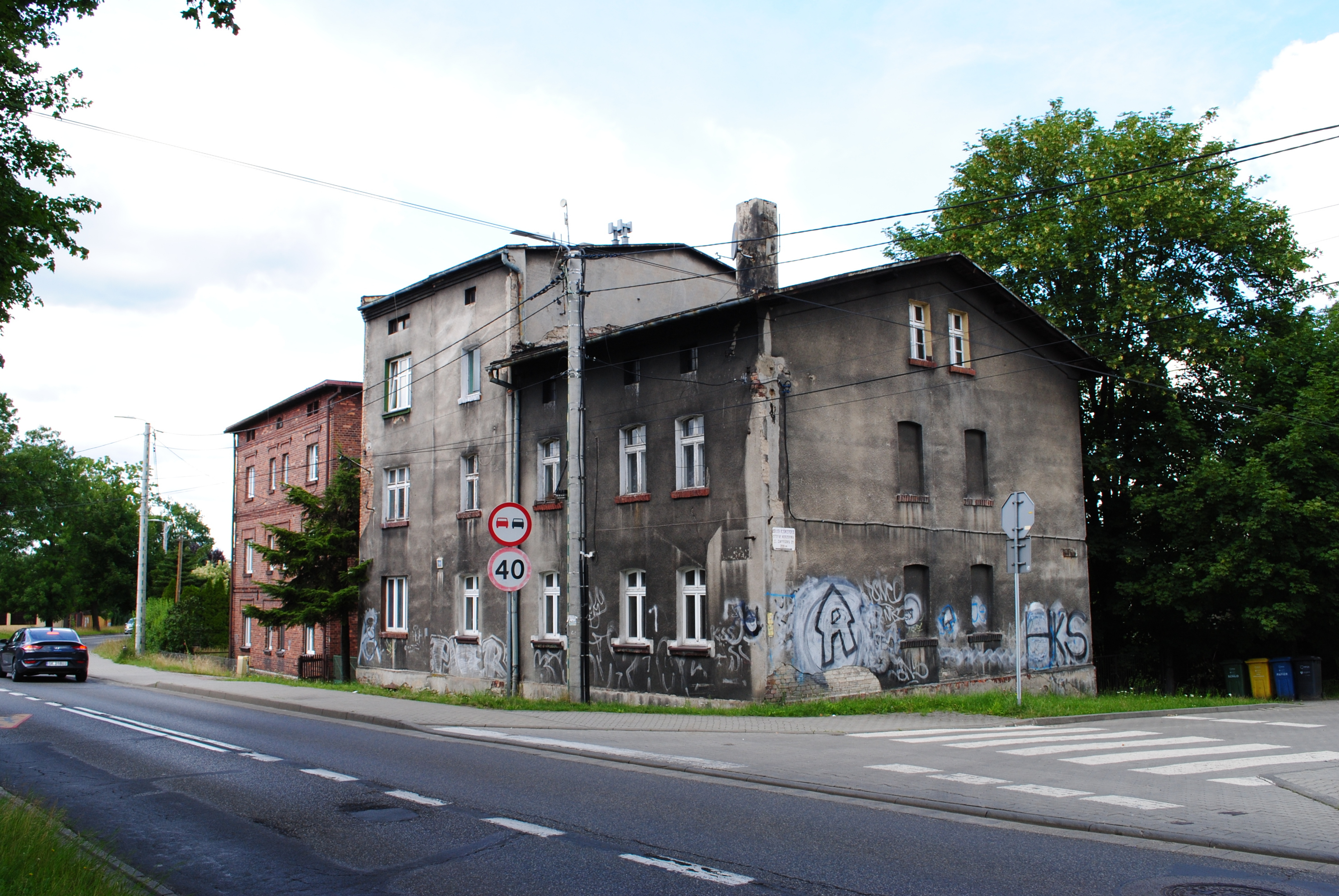
Budynki przy ul. Panewnickiej 180 i 182 z początku XX wieku

W latach 1865–1922 na układ urbanistyczny dzielnicy znaczący charakter miało powstanie linii kolejowej, a przy niej stacji kolejowej. Przy tej stacji w Ligocie zaczęła się formować zwarta zabudowa, zaś w Panewnikach na początku XX wieku, w latach 1905–1907 powstało neoromańskie założenie klasztorne oo. franciszkanów, zaprojektowane przez Mansuetusa Fromma OFM. Od czasu powstania panewnickiego klasztoru franciszkanów na początku XX wieku zabudowa Ligoty i Panewnik powoli zaczęła się do siebie zbliżać, a granica pomiędzy obydwoma historycznymi gminami zaczęła zacierać (nie była widoczna w linii zabudowy). Na mapie z 1914 roku obecna ulica Panewnicka była już w pełni zabudowana na odcinku pomiędzy współczesnymi ulicami Kijowską i Kruczą, a także wokół klasztoru.

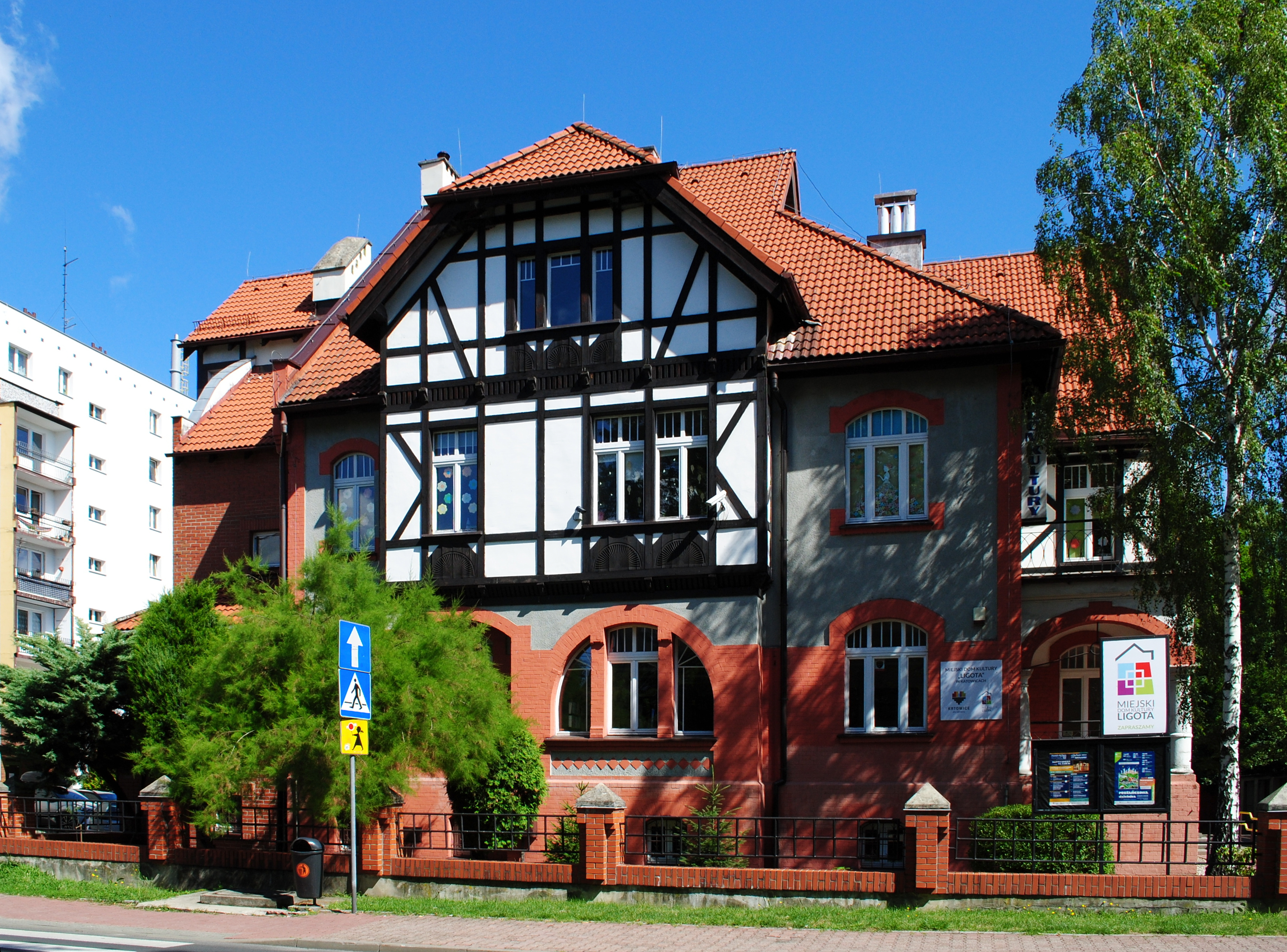
Willa dyrektora Ligockiej Fabryki Chemicznej z 1910 roku – obecnie siedziba MDK „Ligota” w Katowicach

Przy ulicy Franciszkańskiej 33 w 1910 roku został oddany budynek dla dyrektora Ligockiej Fabryki Chemicznej – obecnie jest to siedziba Miejskiego Domu Kultury „Ligota” w Katowicach. W 1913 roku oddano do użytku modernistyczny budynek szkolny przy ulicy Panewnickiej 172. Został on w 1933 roku przebudowany, a w 1937 roku otwarto przy nim nowe skrzydło.
W latach międzywojennych Brynów z Ligotą były dzielnicami Katowic o charakterze częściowo rolniczymi z terenami rekreacyjnymi i parcelami przeznaczonymi częściowo pod budownictwo indywidualne. Nowa zabudowa Ligoty powstała na wschód i południe od panewnickiego klasztoru, zaś w Panewnikach w rejonie ulicy Owsianej i w Wymysłowie w tym okresie następował niewielki rozrost wiejskiej zabudowy. Również Kokociniec się rozwijał w kierunkach północnych i południowych. W rejonie ulicy Medyków, w pobliżu klasztoru powstało nowe centrum Panewnik (tzw. Nowe Panewniki).

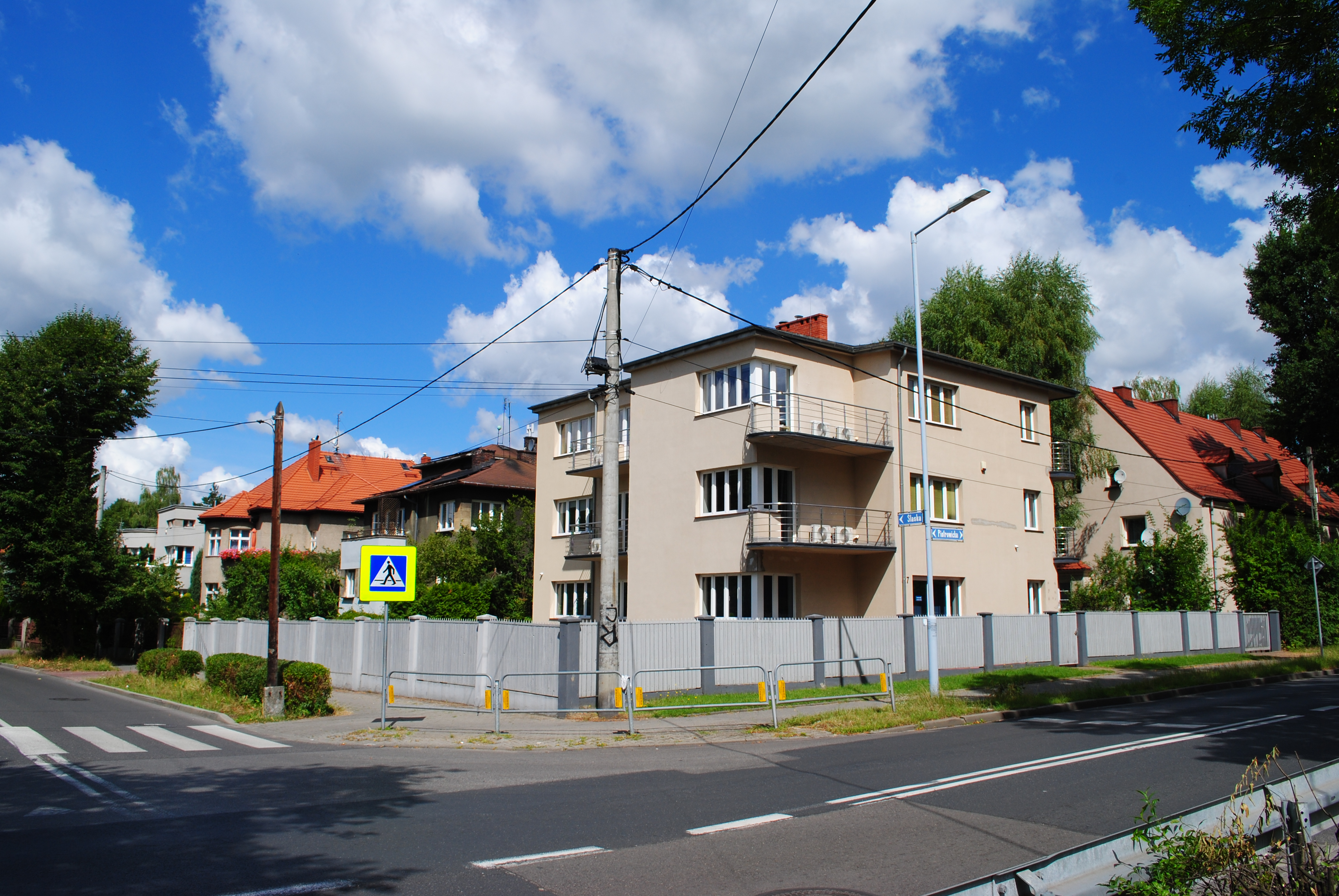
Fragment urzędniczej kolonii domów jednorodzinnych (ul. Śląska)

W Ligocie powstało w okresie międzywojennym nowe założenie urbanistyczne – urzędnicza kolonia domów jednorodzinnych. Tereny pod jej zabudowę Urząd Wojewódzki odkupił od dyrekcji kopalni księcia pszczyńskiego w 1929 roku. Urząd sprawował później nadzór nad parcelacją i akcją budowlaną. Kolonia ta, budowana od 1936 roku była przemyślana jako modelowa dzielnica mieszkaniowa z zastosowaniem nowoczesnych modeli architektonicznych i urbanistycznych. Plan kolonii nawiązuje do idei „miasta-ogrodu”, otrzymując szachownicowy układ ulic. Charakterystyczne jest również nazewnictwo ulic nawiązujące do nazw polskich wówczas regionów, w tym m.in.: Śląska, Małopolska, Pomorska, Wileńska, Poleska i Małopolska. W zespole kolonii urzędniczej w Ligocie wyróżnia się kilka budynków: willa Antoniego Pająka (ul. Poleska 16; lata budowy 1936–1937), willa dr. Władysława Kowala (ok. Mazowiecka 16; z 1937 roku; projektant: Kazimierz Sołtykowski), willa dr. Bolesława Mroczkowskiego (ul. Mazowiecka 1; z 1937 roku; projektant: Lucjan Sikorski) czy willa przy ulicy Mazowieckiej 11 (z lat 1936–1938 z charakterystycznymi zaokrągleniami). Późniejsza zabudowa Nowej Ligoty z okresu okupacji niemieckiej oraz PRL-u spowodowała zaburzenie pierwotniej koncepcji urbanistycznej osiedla.

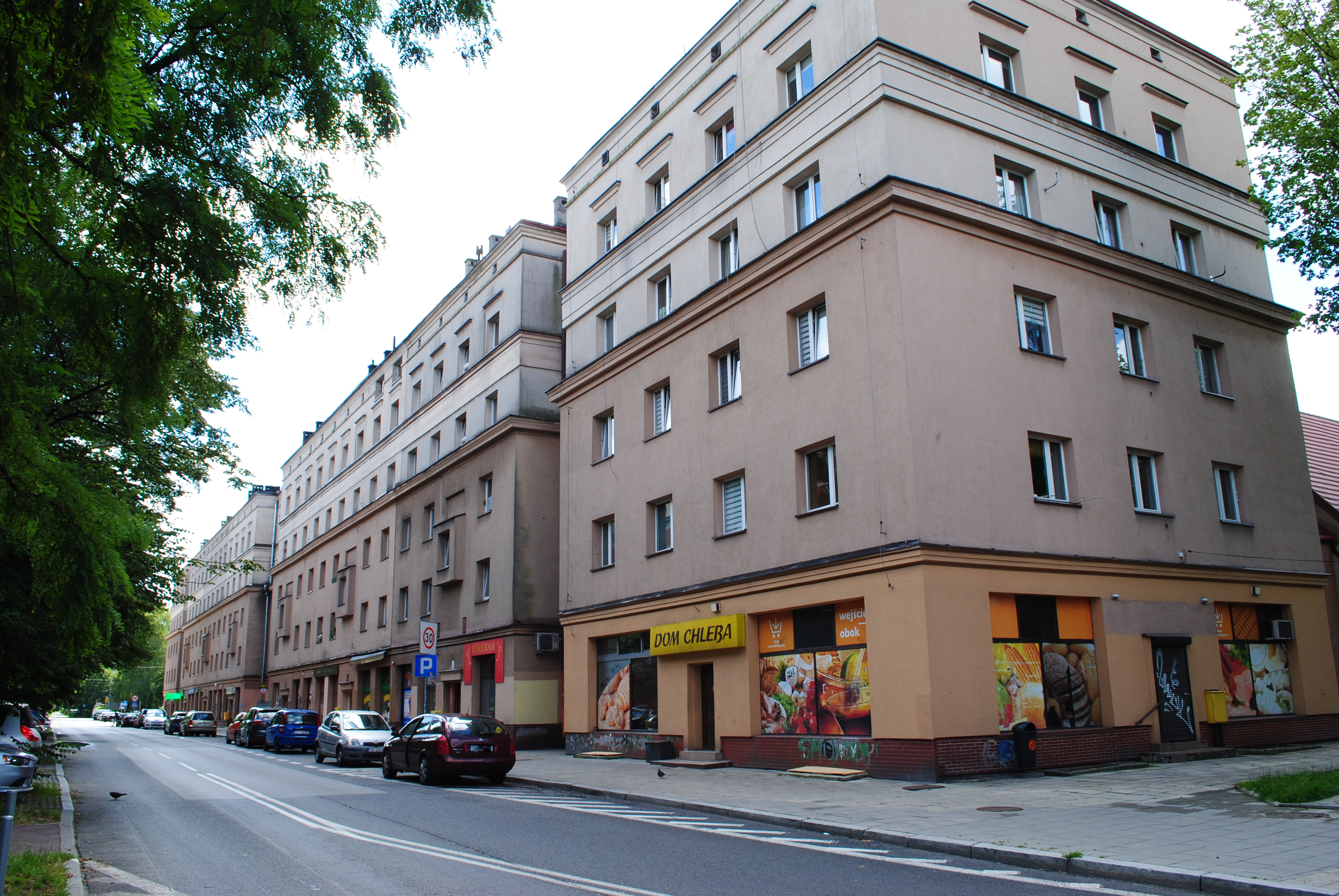
Fragment socrealistycznej zabudowy Nowej Ligoty z lat 50. XX wieku (ul. Słupska)

Po północnej stronie ulicy Panewnickiej, w rejonie ulic Emerytalnej i Zagrody wybudowano w latach 1926–1927 osiedle dla pracowników kolei. Zostało ono sfinansowane przez Dyrekcję Okręgową Kolei Państwowej. W 1937 roku zostało ono przyjęte przez miasto. W Zadolu zaś przy ulicy Zadole powstały w latach 30. XX wieku nowe domy mieszkalne, a w Ligocie w latach 1936–1938 przy ulicy Panewnickiej 13 wybudowano funkcjonalistyczny budynek szkolny.
W czasie II wojny światowej rozbudowa Ligoty-Panewnik została przerwana, powstało jedynie kilka typowych jednopiętrowych domów wielorodzinnych w rejonie ulic Piotrowickiej, Mazowieckiej i Bronisławy, przez miejscowych zwanych „niemieckimi stodołami” lub „stodołami”.
Lata 1945–1989 były czasem asymilacji urbanistycznej Zadola i Ligoty, Panewnik i Kokocińca. Następowała rozbudowa Starych Panewnik na wschód, ulokowano tam kościół. W Wymysłowie i Kokocińcu pomiędzy starymi gospodarstwami powstały nowe osiedla mieszkaniowe. W Ligocie dalsza rozbudowa następowała pomiędzy linią kolejową a kolonią urzędniczą. W tym okresie powstał także zespół szpitali oraz akademiki wyższych uczelni.

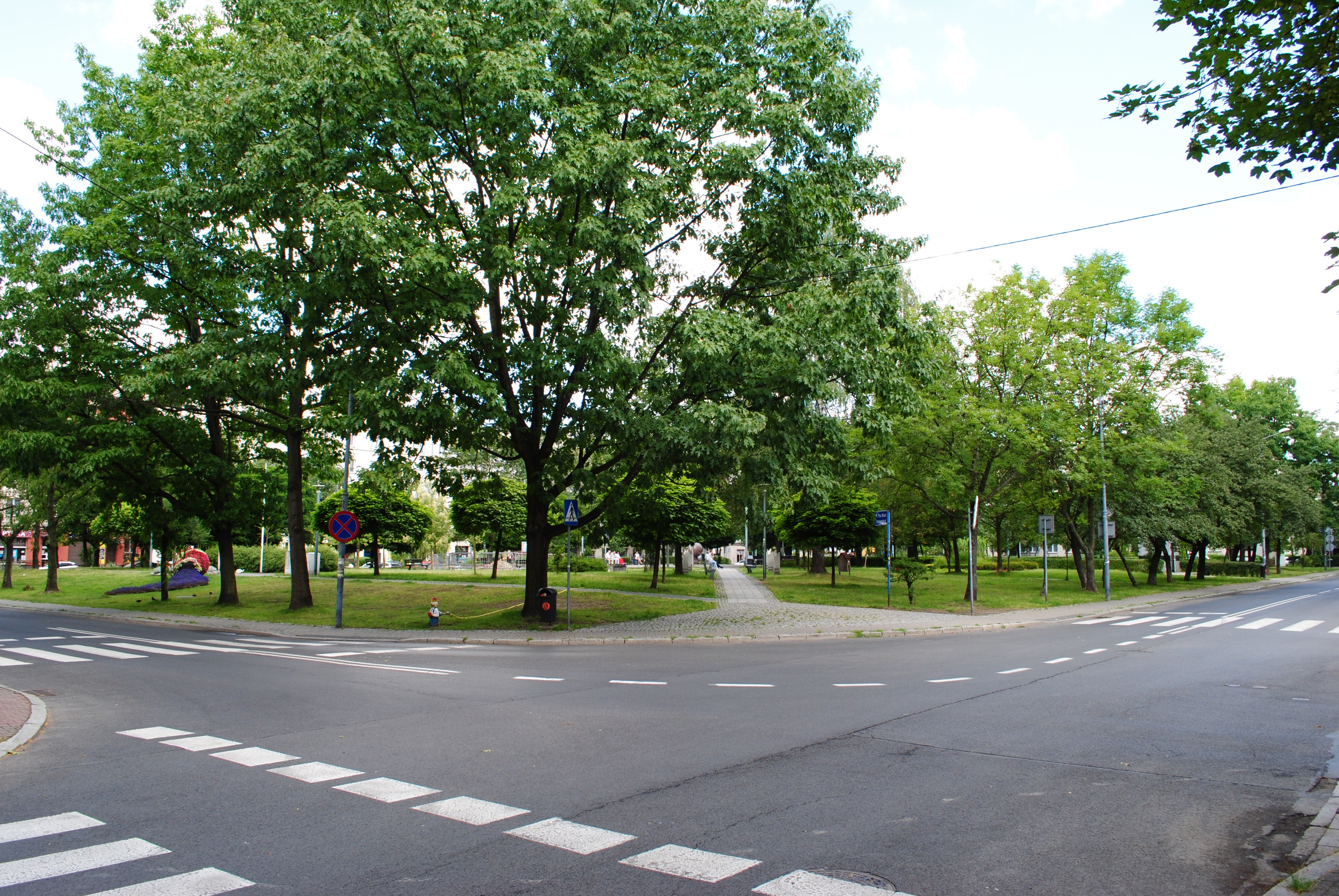
Fragment placu Miast Partnerskich

W latach 50. XX wieku, na południe od ulicy Panewnickiej, na odcinku pomiędzy torami kolejowymi a skrzyżowaniem z ulicą Piotrowicką zostały wzniesione socrealistyczne budynki mieszkalne (rejon ulic: Panewnickiej, Piotrowickiej, Kołobrzeskiej i Zielonogórskiej). W I etapie powstały bloki czteropiętrowe wokół prostokątnych placów wewnętrznych, w II etapie pierwsze, eksperymentalne bloki z wielkiej płyty, zaś w III etapie wieżowce mieszkalne. Jest to osiedle wewnętrznym placem zieleni, a centralnym miejscem tego założenia urbanistycznego jest plac Miast Partnerskich. Plac ten początkowo pełnił rolę skweru osiedlowego, obecnie popularnie nazywany jest placem centralnym Ligoty. Swoją obecną nazwę Rada Miasta Katowice nadała 31 maja 2010 roku.

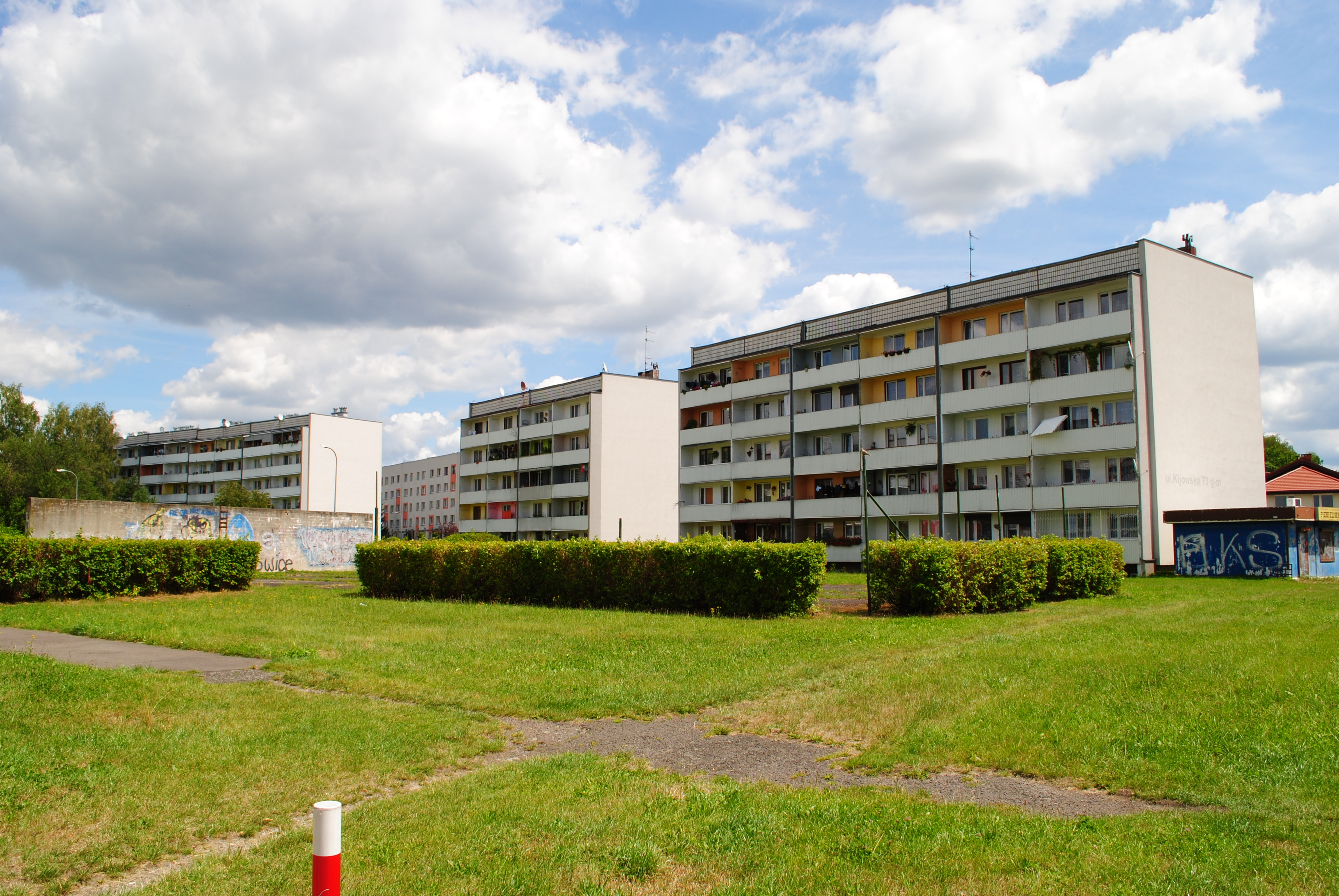
Fragment osiedla mieszkaniowego w Kokocińcu z lat 70. XX wieku (ul. Kijowska)

Pod koniec lat 60. XX wieku w Zadolu przy ulicy Studenckiej powstało osiedle Akademickie Uniwersytetu Śląskiego w Katowicach, składające się z trzech domów studenckich. Również w Zadolu na początku lat 70. XX wieku wzdłuż ulicy Bieszczadzkiej wybudowano szereg domów jednorodzinnych tzw. „osiedla kolejowego”. W 1976 roku w rejonie ulic Zadole i Gdańskiej oraz wzdłuż Ślepiotki zaczęto budowę osiedle jedenastokondygnacyjnych bloków mieszkalnych dla 4 tys. osób. Osiedle Spółdzielni Mieszkaniowej „Górnik” zaprojektował inżynier architekt Henryk Trzcionkowski z katowickiego „Miastoprojektu”.
W latach 70. XX wieku w Kokocińcu w rejonie ulic Kruczej, Zielonej, Kijowskiej i J. Wybickiego wybudowano osiedle mieszkaniowe dla pracowników kopalni „Śląsk”, a w latach 1980–1982 wzdłuż Kłodnicy wielokondygnacyjne bloki mieszkalne – siedem dziesięciokondygnacyjnych wieżowców.

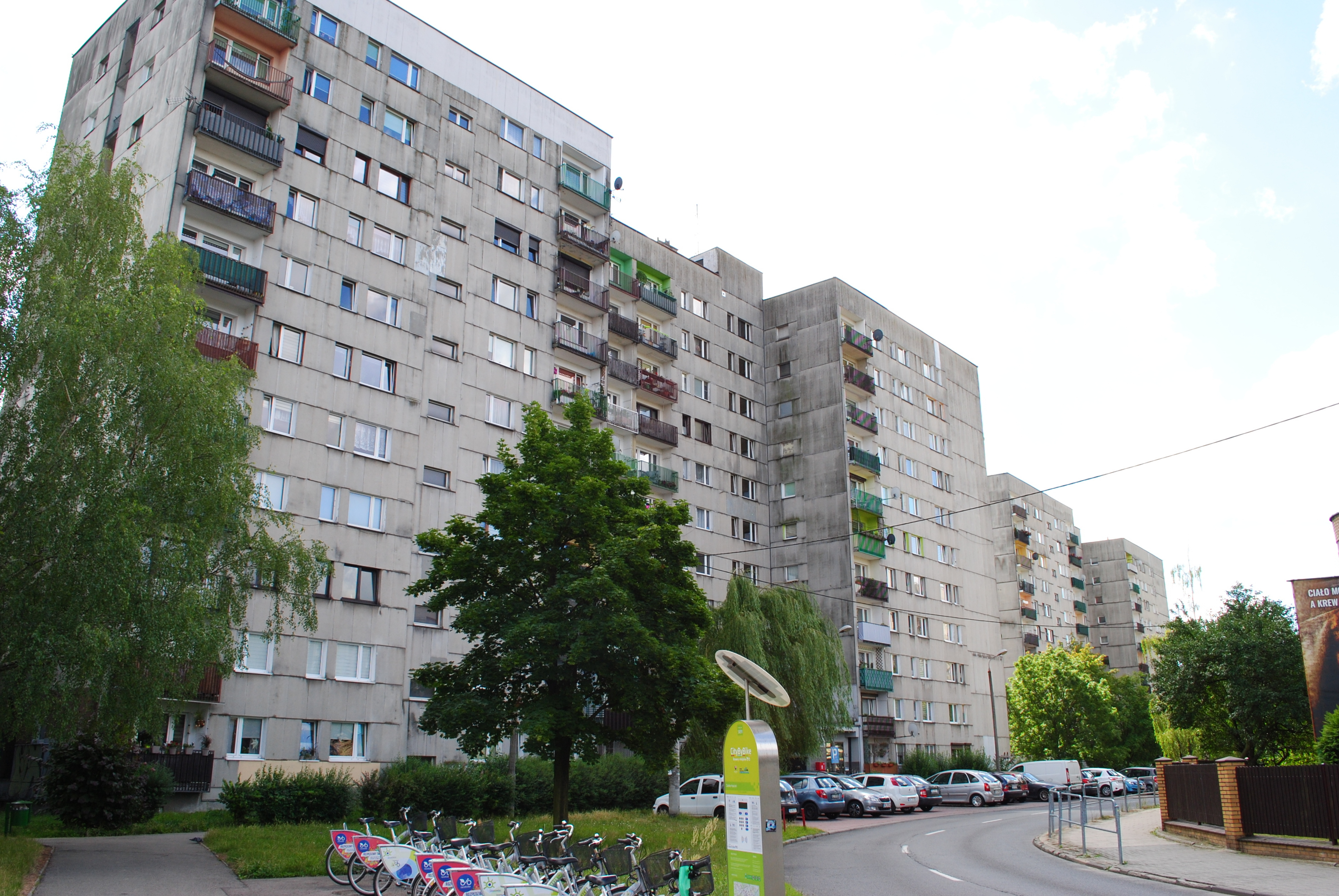
Fragment osiedla mieszkaniowego w Zadolu (ul. Zadole)

W Wymysłowie w latach 1977–1979 pomiędzy ulicami Panewnicką, bałtycką i Partyzantów Katowicka Spółdzielnia Mieszkaniowa wybudowała osiedle trzypiętrowych domów mieszkalnych, w latach 1979–1983 w rejonie ulicy Bałtyckiej Spółdzielnia Mieszkaniowa „Silesia” postawiła dwa zespoły domów jednorodzinnych w zabudowie zwartej, w latach 1981–1984 Spółdzielnia Mieszkaniowa „Górnik” postawiła zaś osiedle mieszkaniowe z wielkiej płyty – bloki trzy- i czterokondygnacyjne.
Na przełomie lat 80. i 90. XX wieku w Kokocińcu w rejonie ulic Kruczej i Szafirowej powstało osiedle Sadyba. Postawiła je Spółdzielnia Mieszkaniowa „Sadyba”, a składa się ono z kilkunastu trzy- i czterokondygnacyjnych bloków zaprojektowanych przez spółkę architektów AIR pod kierownictwem Ryszarda Jurkowskiego. W latach 1985–1992 w Zadolu został wzniesiony kościół Matki Bożej Różańcowej według projektu Michała Kuczmińskiego.

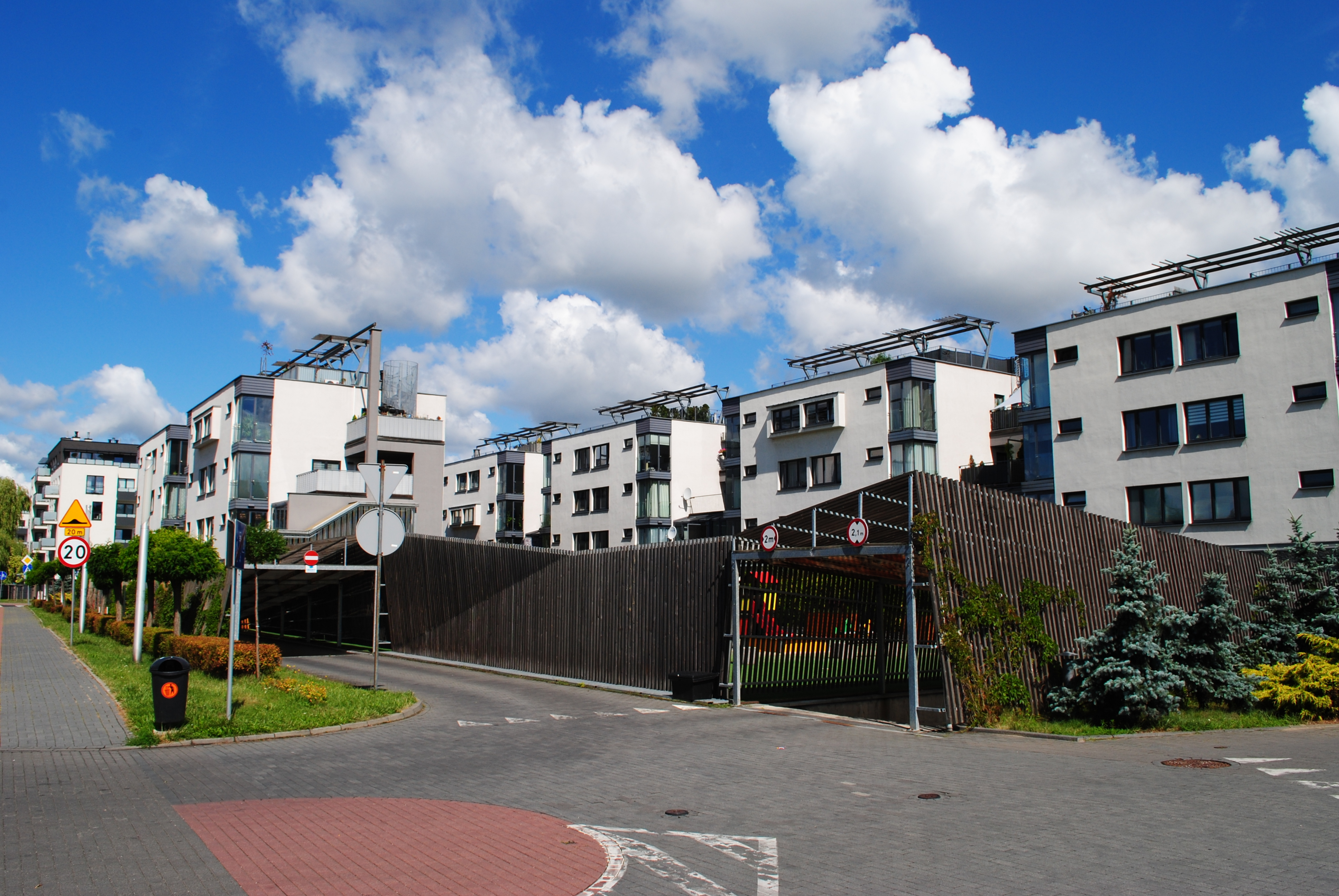
Fragment os. Książęcego

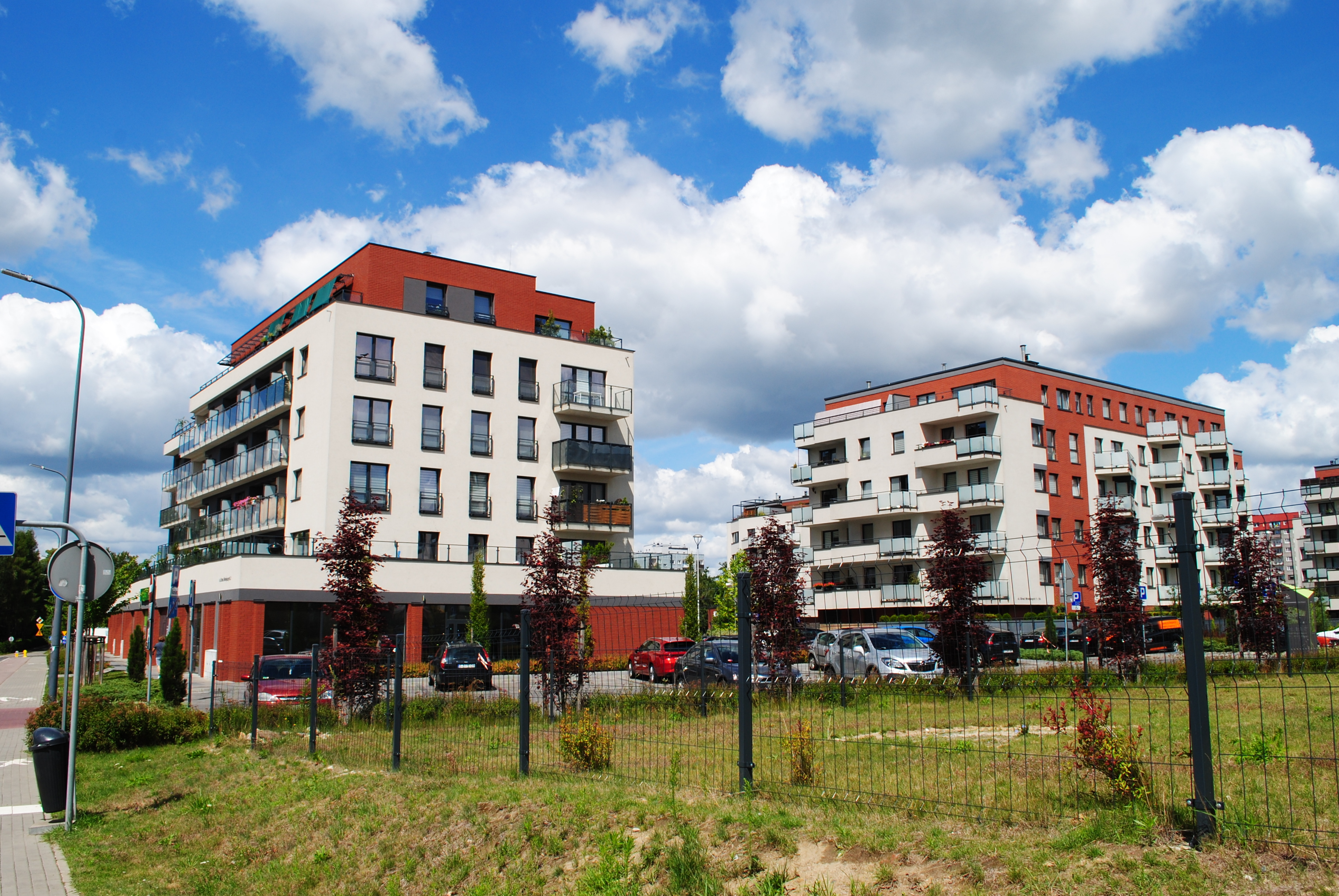
Fragment os. Franciszkańskiego w rejonie ul. Braci Mniejszych

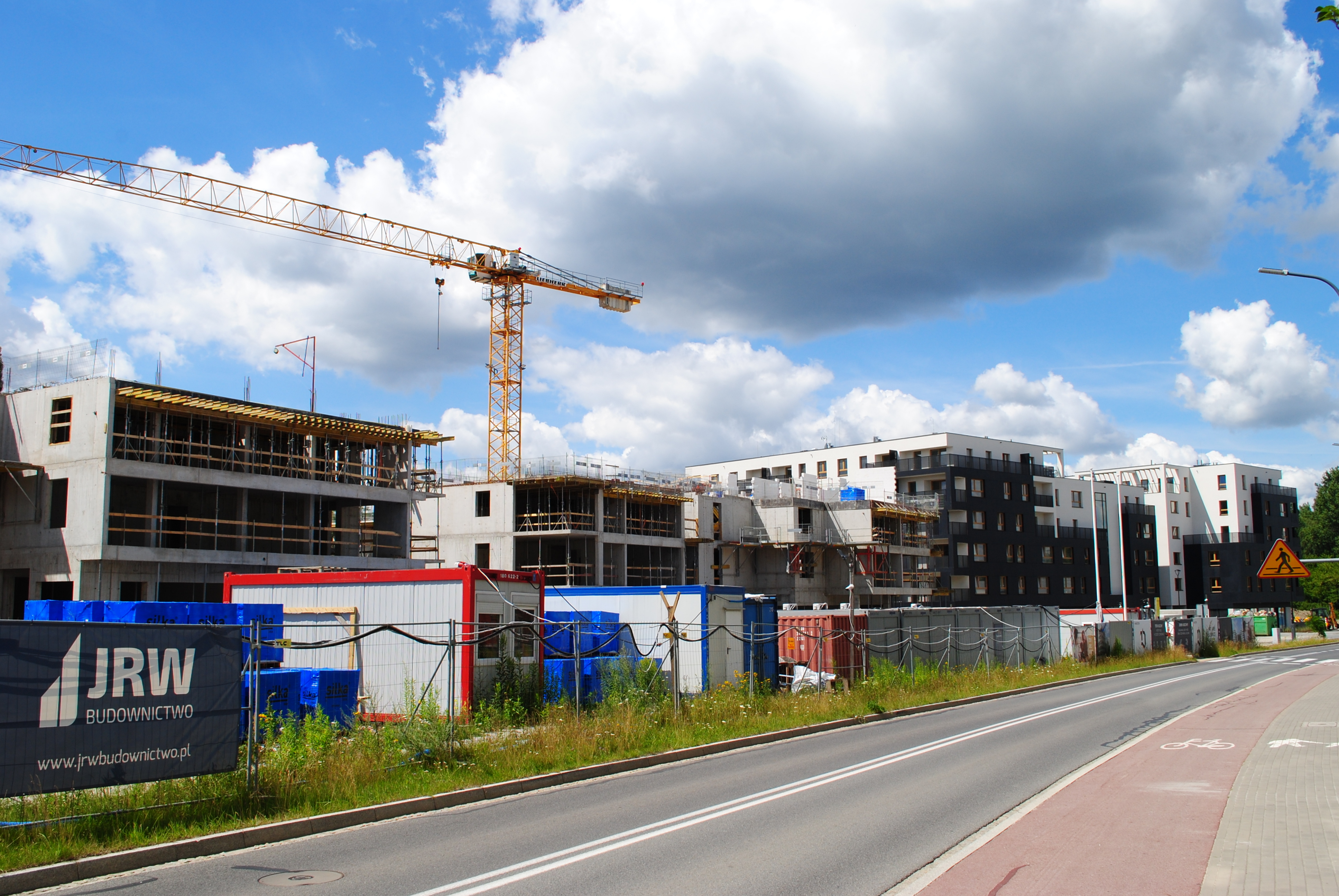
Budowa os. Franciszkańskie Południe (lipiec 2022 roku)

Po 1989 roku w architekturze i urbanistyce południowej części Katowic zaznacza się trend budowy nowej zabudowy mieszkaniowej, głównie domów jednorodzinnych i szeregowych oraz osiedli mieszanych. Powstaje tutaj najwięcej deweloperskich osiedli mieszankowych w Katowicach. Nowa zabudowa harmonizuje z dotychczasową zabudową dzielnicy zwłaszcza pod względem wysokości zabudowy. Nowa zabudowa Ligoty-Panewnik w tym czasie w szczególności powstawała pomiędzy Starymi Panewnikami a Kokocińcem.
Wraz z rozwojem osadnictwa w południowych dzielnicach Katowic widoczny jest także niedorozwój dróg w stosunku do rozwijającego się tutaj budownictwa mieszkaniowego. Dodatkowo lokalizacja wielu osiedli na południu, na niezagospodarowanych dotychczas terenach wymusza stawianie obiektów usługowo-handlowych, kulturalnych i rozrywkowych. Największym tego typu obiektem jest położona przy ulicy T. Kościuszki Galeria Libero, której budowę ukończono w 2018 roku.
W latach 1989–2011 w granicach dzielnicy Ligota-Panewniki powstały m.in. następujące inwestycje mieszkaniowe:
- Zielona Aleja (ul. Panewnicka) – osiedle zamknięte, składające się z 24 domów; inwestor: Centrum Developer,
- ul. Koszykowa – zespół 46 domów jednorodzinnych i 2 bloków wielorodzinnych po 9 mieszkań; inwestor: Dombud[275],
- ul. Koszykowa – zespół 5 budynków wielorodzinnych; inwestor: Exland,
- ul. Łąkowa – osiedle zamknięte, składające się z 32 domów jednorodzinnych i 3 budynków wielorodzinnych po 6 mieszkań; inwestor: Exland,
- ul. Owsiana – zespół 4 domów jednorodzinnych i 1 bloku z 14 mieszkaniami; inwestor: Exland,
- ul. Panewnicka – zespół 3 domów wielorodzinnych (łącznie 30 mieszkań); inwestor: Dombud,
- ul. Panewnicka i Partyzantów – zespół 2 bloków mieszkalnych (łącznie 70 mieszkań); inwestor: Exland,
- osiedle Uroczysko (ul. Bałtycka) – zespół 3 budynków 3-piętrowych (łącznie 25 mieszkań); inwestor: J.W. Construction Holding,
- ul. Panewnicka – osiedle zamknięte, składające się z 59 domów szeregowych; inwestor: PB Feniks,
- ul. Panewnicka – osiedle zamknięte, składające się z około 100 domów jednorodzinnych w zabudowie szeregowej i bliźniaczej; inwestor: Dombud,
- ul. bł. E. Bojanowskiego i Zamiejska – zespół 59 domów jednorodzinnych i 8 domów wielorodzinnych; inwestor: Dombud,
- Kolonia Ogrody (ul. Panewnicka i Rzeczna) – osiedle zamknięte, składające się z 9 domów szeregowych; inwestor: Eurodom 2004,
- osiedle Sadyba (ul. Jutrzenki, Urocza, Szojdy i Szafirowa) – zróżnicowana zabudowa jednorodzinna i wielorodzinna z lat 90. XX wieku,
- ul. Zielona – zespół 2 budynków wielorodzinnych 4-piętrowych; inwestor: Dombud,
- osiedle Świerkowe (ul. Twarda) – osiedle zamknięte, składające się z 25 domów jednorodzinnych; inwestor: Katowicka Spółdzielnia Mieszkaniowa,
- Osiedle Książęce (ul. Piotrowicka) – zespół 22 bloków po 10 mieszkań; inwestor: CK Modus,
- Apartamenty Borsall (ul. Franciszkańska i Smolna) – ekskluzywny apartamentowiec; inwestor: BD Inwestor,
- Mieszkania Żeromskiego (ul. St. Żeromskiego) – blok mieszkalny 4-piętrowy; inwestor: BD Inwestor.

W latach 2007–2010 w rejonie skrzyżowania ulic Książęcej i Piotrowickiej powstało osiedle Książęce, którego generalnym projektantem był Ryszard Jurkowski. Projekt tego osiedla w październiku 2011 roku uzyskał Nagrodę Roku Stowarzyszenia Architektów Polskich 2010. Osiedle to wyróżniono m.in. za udaną próbę wskrzeszenia ducha śląskiej architektury mieszkaniowej. W latach 2014–2022 roku w rejonie ulicy Kijowskiej powstało także kolejne duże osiedle mieszkaniowe – osiedle Franciszkańskie. Deweloperem osiedla była katowicka firma TDJ Estate. Osiedle to wybudowano etapami na terenach dawnego zakładu PEMUG.

### Osiedla, osady i kolonie

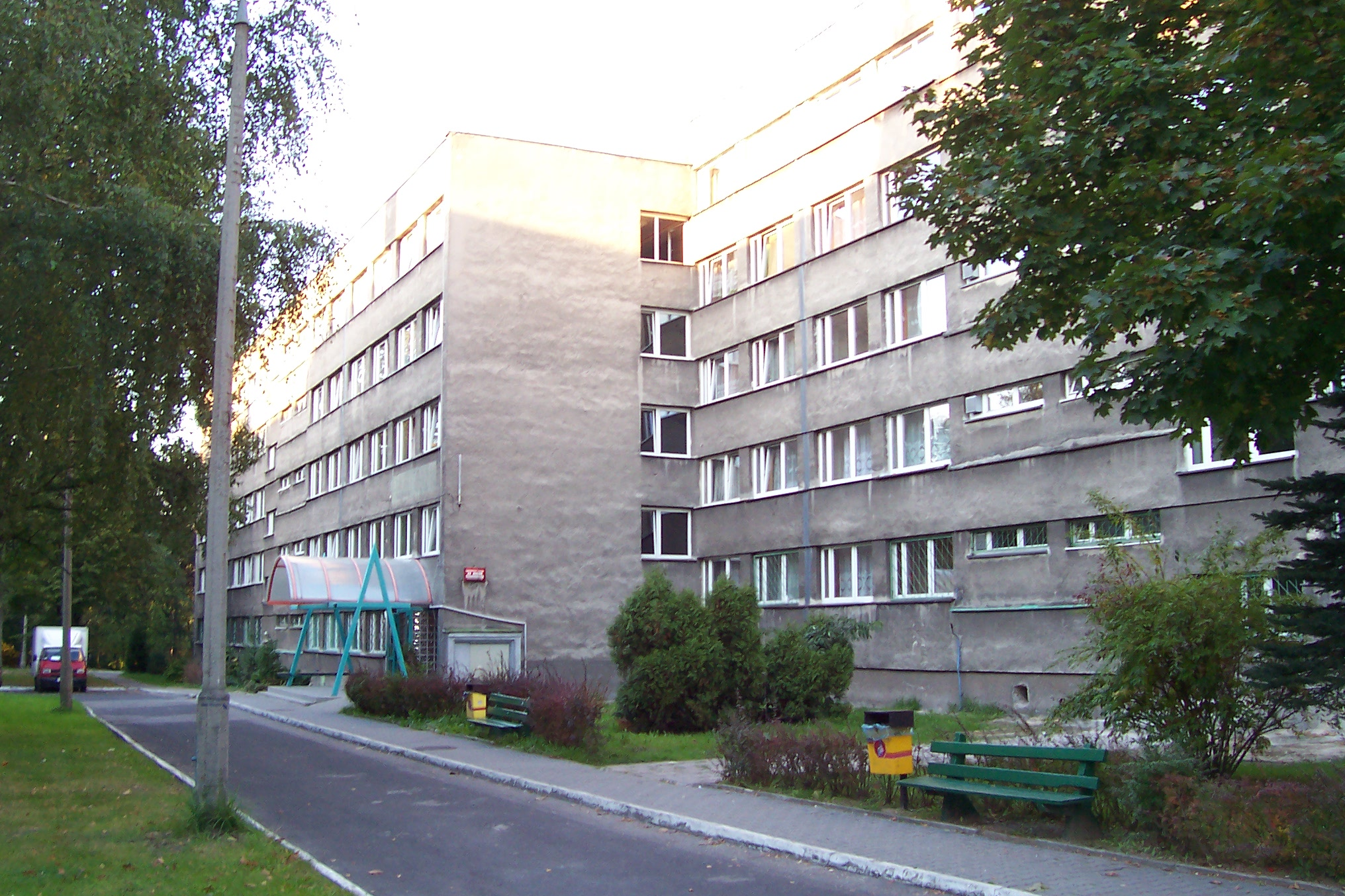
Dom Studencki nr 2 na osiedlu Akademickim Uniwersytetu Śląskiego w Katowicach (2006)

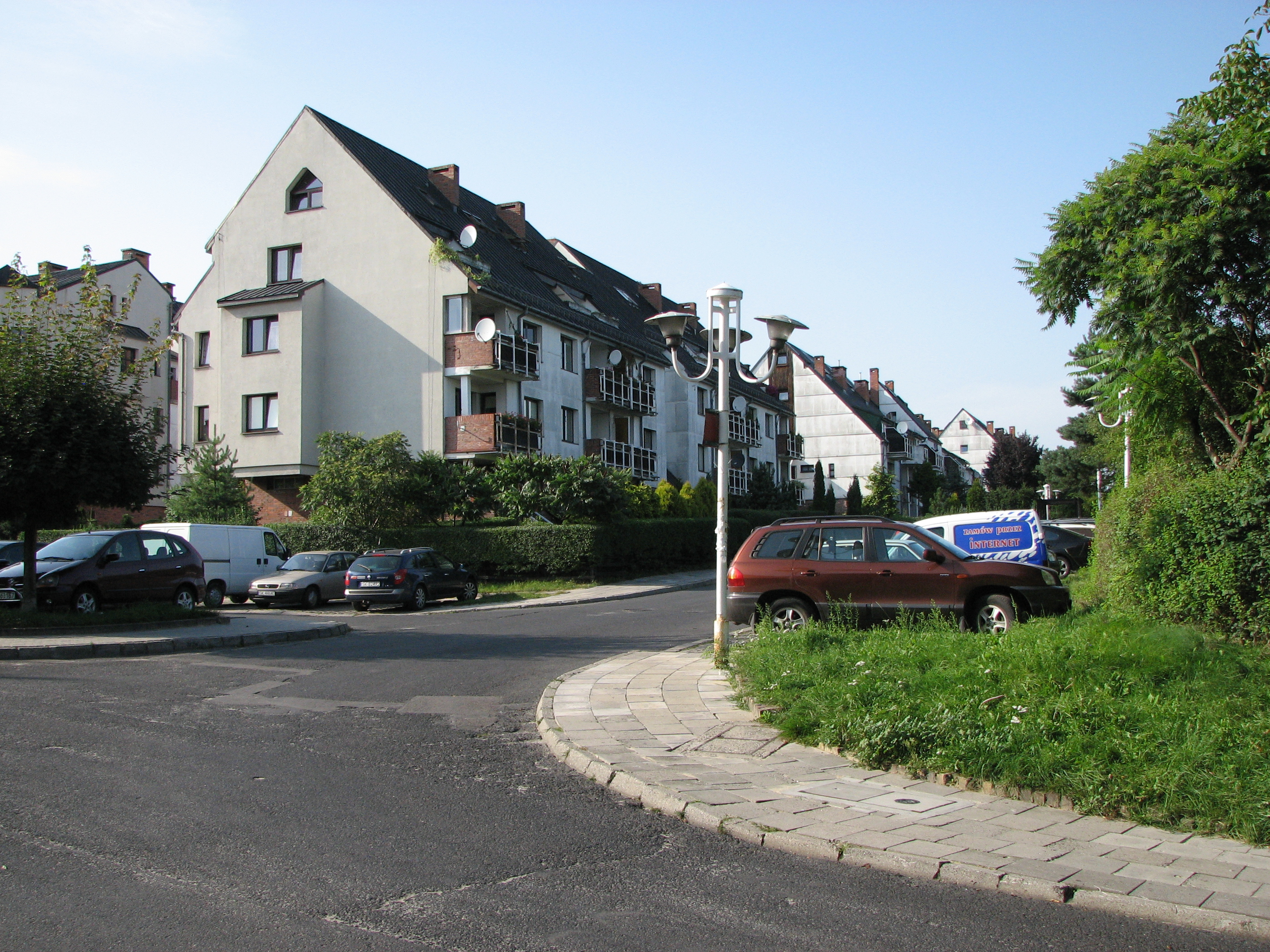
Fragment osiedla Sadyba

- Kokociniec – część Katowic, znajdująca się przy granicy Katowic z Rudą Śląską, nad Kłodnicą; powstała ona w pobliżu Panewnik, wokół kuźnicy żelaza wybudowanej w połowie XVII wieku; w latach 70. i 80. XX wieku wybudowano w Kokocińcu osiedle mieszkaniowe[75],
- Osiedle Akademickie – osiedle zlokalizowane przy ulicy Studenckiej, w pobliżu Parku Zadole; składa się z trzech domów studenckich z lat 60. XX wieku: nr 1 (d. „Stonoga”), nr 2 (d. „Aplikant”), nr 7 (d. „Szpital”)[116],
- Osiedle Franciszkańskie – osiedle mieszkaniowe wybudowane w latach 2014–2022, znajdujące się w rejonie ulicy Kijowskiej; składa się z 21 budynków liczących ponad 1 000 mieszkań[118],
- Osiedle Książęce – osiedle mieszkaniowe z lat 2007–2010, położone w rejonie ulic Książęcej i Piotrowickiej; składa się z 22 czterokondygnacyjnych budynków[116],
- Osiedle Sadyba – osiedle mieszkaniowe w rejonie ulic Kruczej i Szafirowej; składa się z trzypiętrowych bloków oraz domów jednorodzinnych[268],
- Wojewódzka Kolonia Urzędnicza – kolonia położona w rejonie ulic noszących nazwy regionów polski w latach międzywojennych (m.in. Wileńska, Mazowiecka, Pomorska, Poleska, Śląska, Małopolska i Huculska); składa się z modernistycznych willi mieszkalnych powstałych dla urzędników pracujących w centrum Katowic; późniejsza zabudowa spowodowała zaburzenie pierwotniej koncepcji urbanistycznej miasta-ogrodu[263],
- Wymysłów – część Katowic, będąca dawnym przysiółkiem Panewnik; położona jest pomiędzy Kłodnicą a Ślepiotką, w rejonie ulic Panewnickiej, Partyzantów i Bałtyckiej; część wiejska osady przetrwała do lat 40. XX wieku, zaś w okresie Polski Ludowej powstały tutaj osiedla kilkupiętrowych bloków mieszkalnych oraz domów jednorodzinnych[276],
- Zadole – część Katowic, położona na pograniczu Piotrowic-Ochojca i Ligoty-Panewnik, w rejonie ulic Zadole, Śląskiej, Studenckiej, Traktorzystów, A. Asnyka, Armii Krajowej i Polarnej; powstało ono jako przysiółek Piotrowic w XIX wieku[276].

### Zabytki i obiekty historyczne

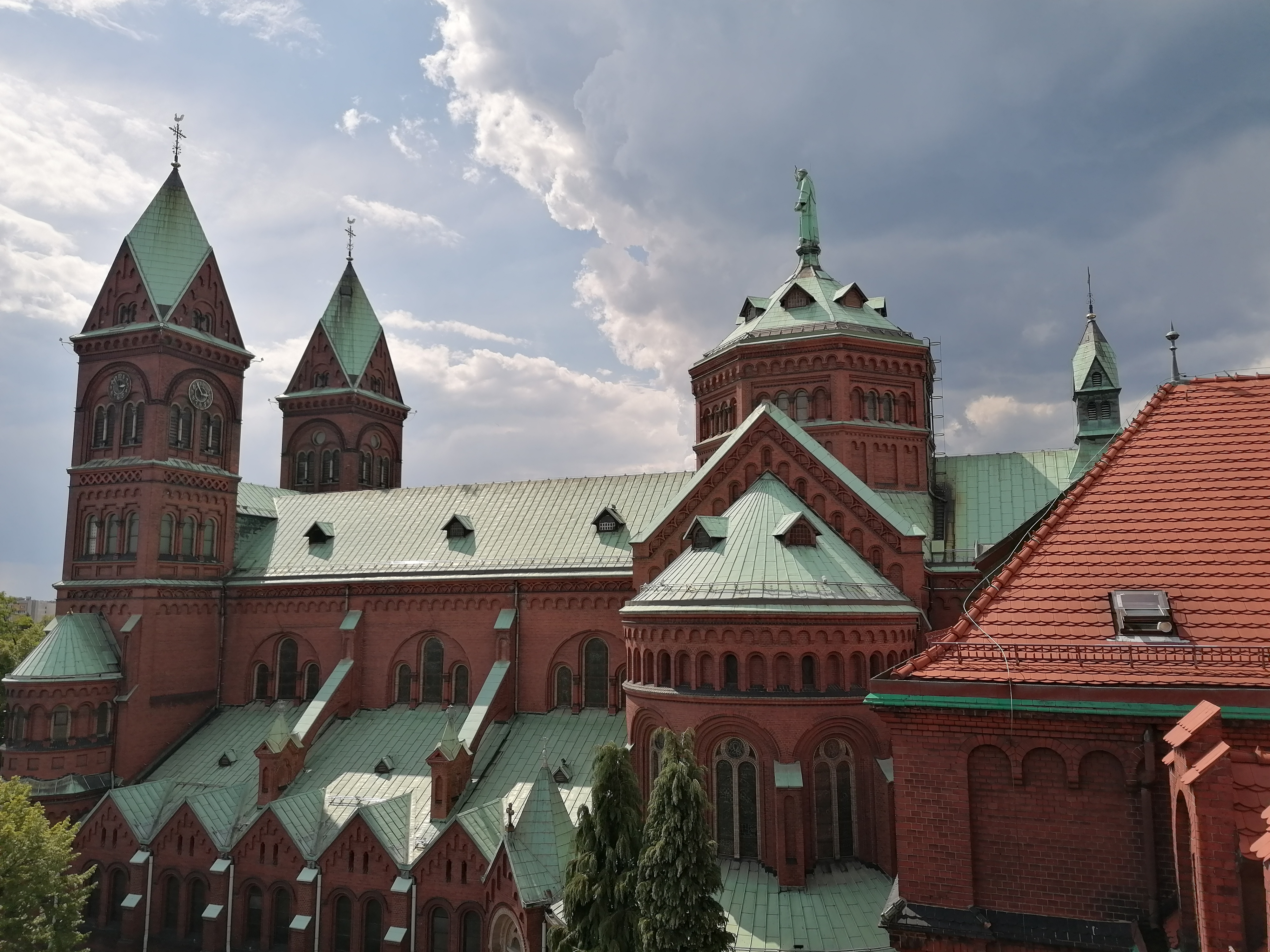
Bazylika pw. św. Ludwika Króla i Wniebowzięcia Najświętszej Maryi Panny

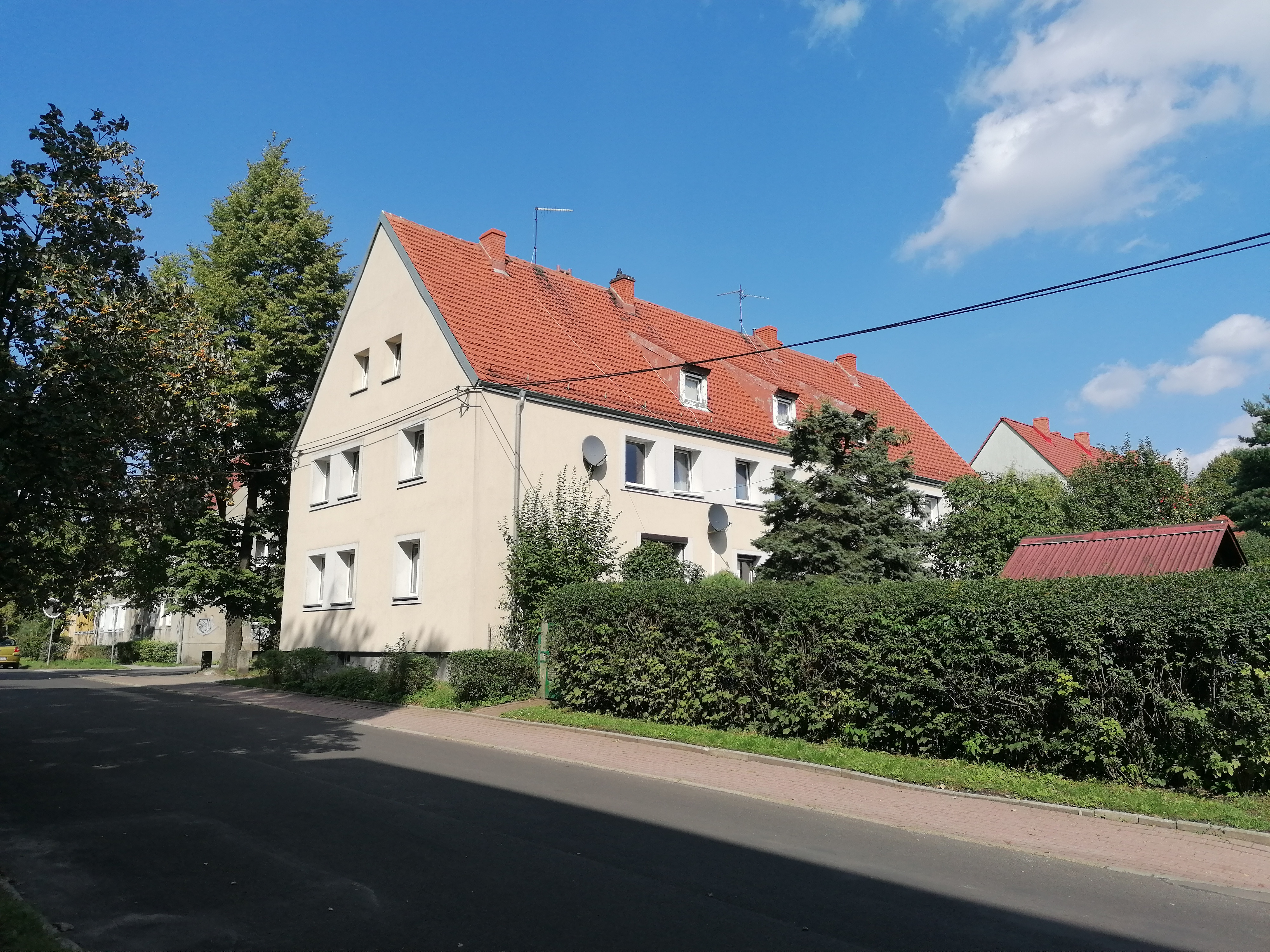
Domy mieszkalne wielorodzinne, tzw. „stodoły” (ul. Bronisławy)

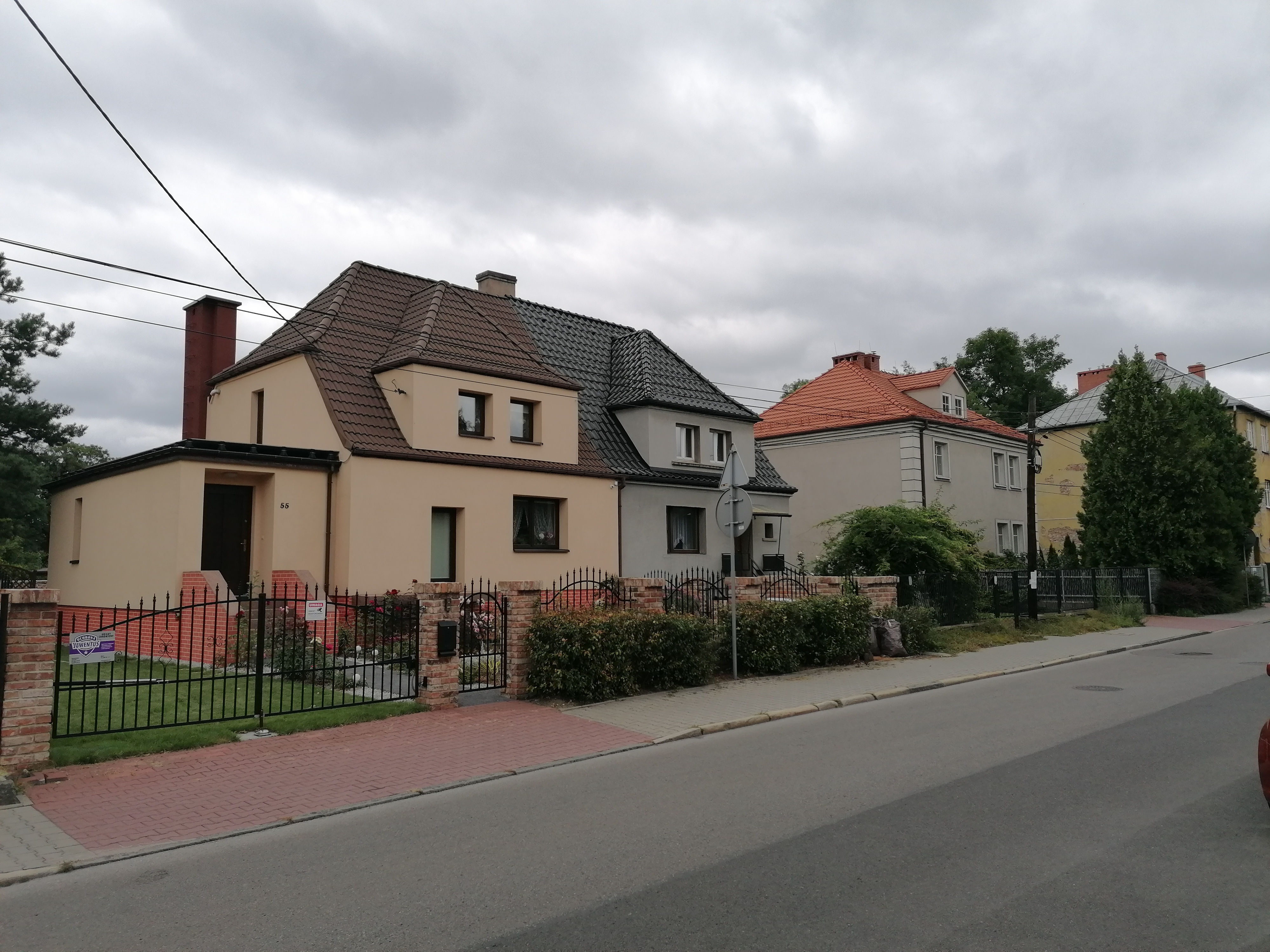
Domy w ogrodzie, położone przy ul. Franciszkańskiej

Jedynym obiektem wpisanym do rejestru zabytków nieruchomych znajdującym się na terenie Ligoty-Panewnik jest zespół klasztorny franciszkanów z lat 1905–1908, na który składają się następujące obiekty: bazylika pw. św. Ludwika Króla i Wniebowzięcia NMP, klasztor i ogród (park). Neoromańska panewnicka świątynia zbudowana jest na planie krzyża łacińskiego. Ma trzy nawy, w tym nawę główną o długości 76 m i szerokości 12 m, w miejscu skrzyżowania nawy głównej z transeptem wznosi się 3-metrowa kopuła zwieńczona 7-metrową spiżową figurą przedstawiającą św. Franciszka z Asyżu. Projekt architektoniczny świątyni wykazuje dużą zależność od nadreńskich świątyń dojrzałego romanizmu, ale nie brak w nim nawiązań do ceglanego neośredniowiecza – tzw. „stylu przejściowego”. Kompleks został wpisany do rejestru zabytków 19 lutego 1973 roku pod znakiem 1202/73.
Na obszarze Ligoty-Panewnik znajdują się następujące obiekty objęte ochroną na podstawie miejscowych planów zagospodarowania przestrzennego (X 2009 roku):
- budynek (ul. Kijowska 79) z lat 20.–30. XX wieku z zachowanymi elementami historyzmu na elewacji,
- budynek (ul. K. Opalińskiego 10) z 1935 roku w stylu historyzmu ceglanego,
- budynki (ul. K. Grzesika 2; Kijowska 91, 93 i 95) z początku XX wieku w stylu historyzmu ceglanego,
- dom mieszkalny z usługami (ul. Piotrowicka 63),
- dom w ogrodzie (ul. Zagrody 26),
- domy mieszkalne (ul. Panewnicka 23, Piotrowicka 37) z lat 40. XX wieku,
- domy mieszkalne wielorodzinne, tzw. „stodoły” (ul. Piotrowicka 22, 24, 26, 28, 30, 32, 38, 40, 42, 44, 46 i 48) z lat 40. XX wieku,
- domy w ogrodzie (ul. Franciszkańska 48, 49, 51, 53/55, 63 i 67),
- kamienica (ul. Panewnicka 30) z lat 30. XX wieku w stylu funkcjonalizmu,
- kamienica – d. restauracja, pensjonat (ul. Panewnicka 40) z lat 30. XX wieku,
- kamienice w ogrodzie (ul. Franciszkańska 4; Panewnicka 36/38; Piotrowicka 58/60) z lat 30. XX wieku w stylu funkcjonalizmu,
- szkoła (ul. Panewnicka 13) z lat 1936–1938 w stylu funkcjonalizmu, przebudowana w latach 50. XX wieku,
- willa w ogrodzie (ul. Smolna 13),
- willa w ogrodzie (ul. Piotrowicka 61) z I ćwierćwieczy XX wieku w stylu modernistycznym,
- wille w ogrodzie (ul. o. K. Bika 4, 6, 7[279] i 9; Kaszubska 2, 3, 4, 5, 6, 8, 9, 10, 11 i 13; Kłodnicka 7; Mazowiecka 1, 3, 5, 9 i 11; Mazurska 2, 4, 6, 8 i 10; Panewnicka 27, 34 i 38a) w większości z lat 30. XX wieku w stylu funkcjonalizmu,
- zabudowa mieszkaniowa wielorodzinna (ul. Kołobrzeska 1-15 nieparz., 4-22 parz., 10a, b i c, 22-44 parz., 34a, b, c i d, 36a, b, c, i d; Piotrowicka 26a, b, c i d, 30a, b, c i d, 34, 36, 46a, b i c, 50a, b, i c; Słupska 2-14 parz., 1-13 nieparz.; Koszalińska 2, 2a, b i c) z lat 50. XX wieku w stylu socrealistycznym.

Na terenie Ligoty-Panewnik występują następujące strefy ochrony konserwatorskiej bądź obszary postulowane do ochrony:
- budynki mieszkalne – tzw. „stodoły” z lat 40. XX wieku,
- budynki mieszkalne dawnej huty „Ida” i leśniczówka,
- domy w ogrodach – kolonia kolei z lat międzywojennych,
- kolonia urzędnicza – domy w ogrodach w stylu funkcjonalistycznym, głównie z lat 30. XX wieku,
- klasztor sióstr służebniczek i cmentarz,
- osiedle – zabudowa socrealistyczna z lat 50. XX wieku,
- zespół zabudowy mieszkalnej w ogrodach – z początku XX wieku i z okresu międzywojnia.

### Pomniki i miejsca pamięci

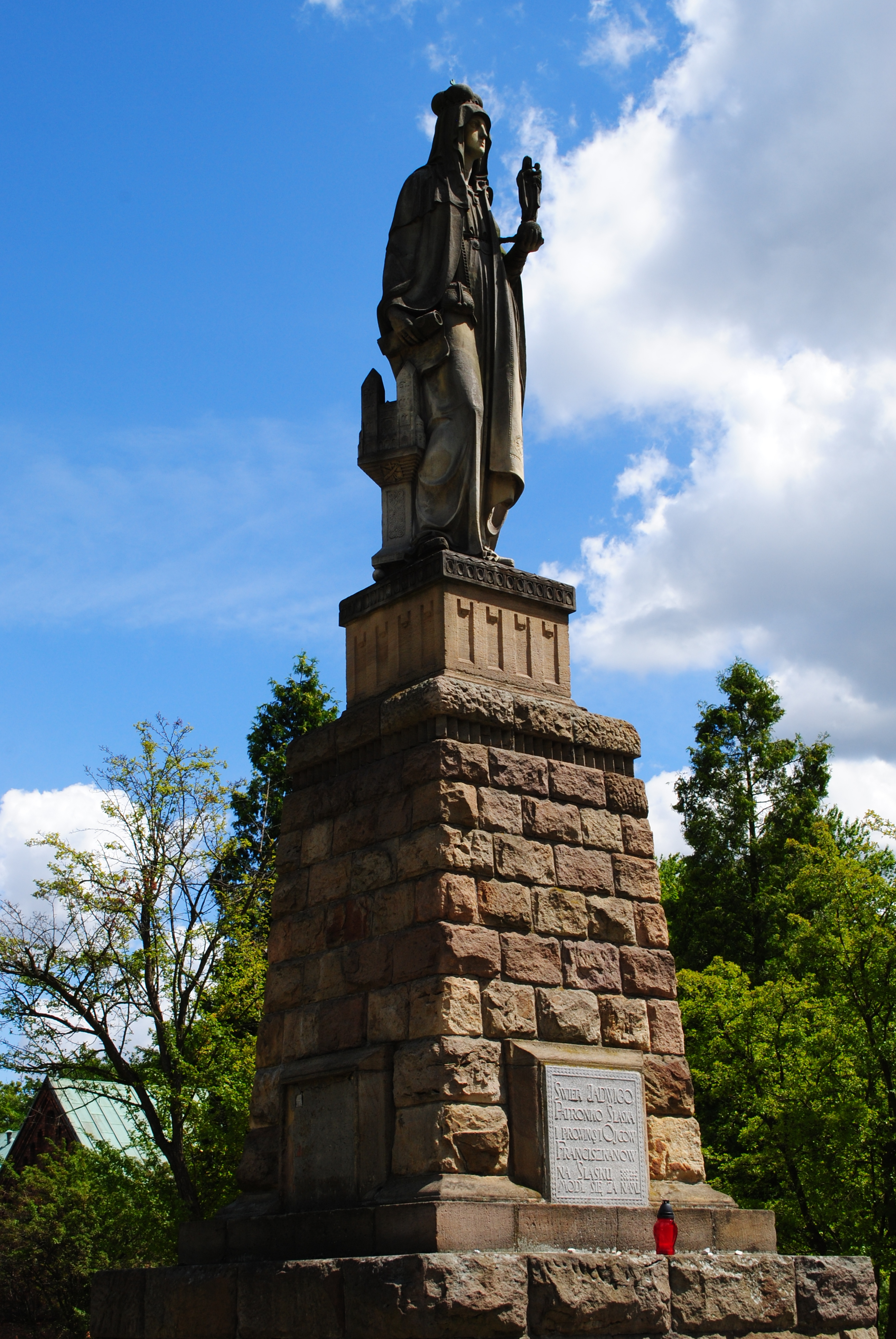
Pomnik św. Jadwigi Śląskiej z 1912 roku (pl. Klasztorny)

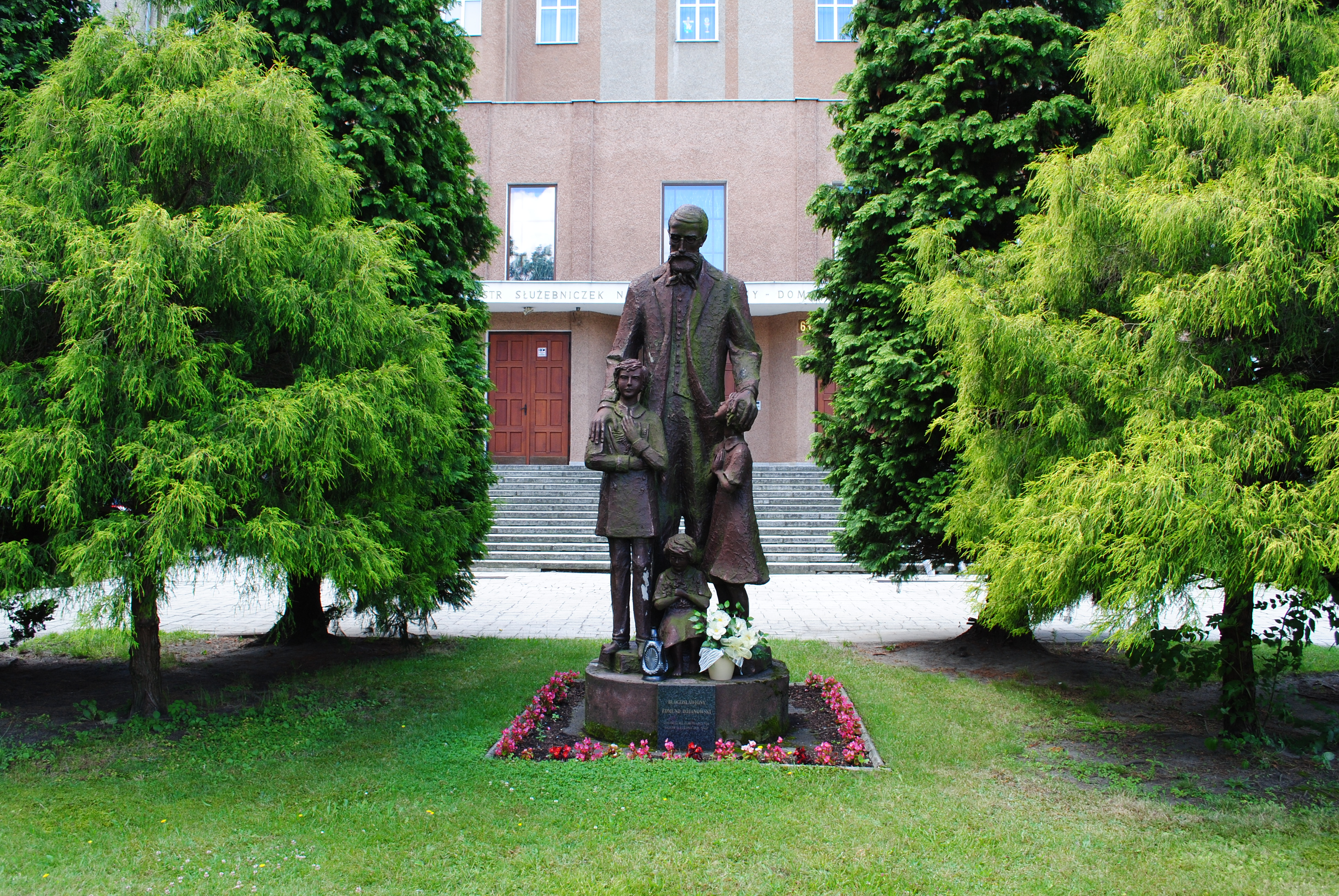
Pomnik bł. E. Bojanowskiego (ul. Panewnicka 63; przez domem prowincjalnym sióstr służebniczek)

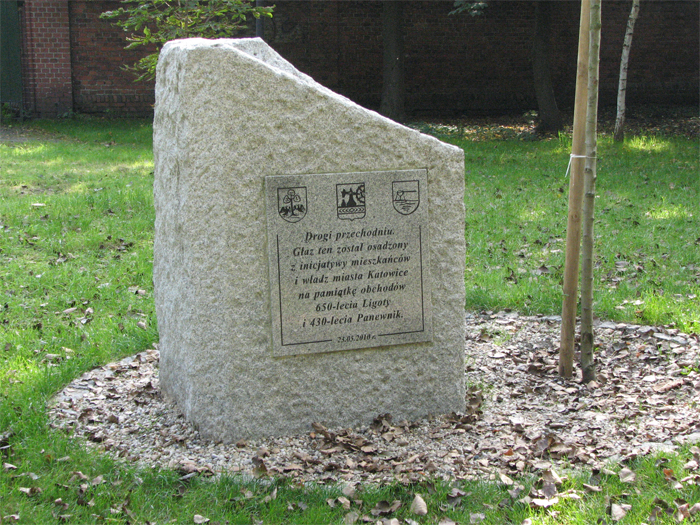
Głaz upamiętniający 650-lecie Ligoty i 430-lecie Panewnik

Pomniki i miejsca pamięci:
- Dąb Papieski (pl. Klasztorny), posadzony 18 maja 2008 roku,
- Kalwaria Panewnicka – zespół 14 stacji drogi krzyżowej i 15 kaplic różańcowych na powierzchni 8 ha; na tym terenie znajduje się też kopia groty lourdzkiej z 1905 roku; ponadto mieszczą się na terenie kalwarii głazy upamiętniające przybycie franciszkanów do Panewnik, 650-lecie Ligoty i 430-lecie Panewnik; Kalwaria Panewnicka powstawała przez wiele lat, w okresie 1936–1963, a jednym z inicjatorów jego założenia był panewnicki proboszcz o. Karol Bik-Zdzieszowski OFM[281],
- kapliczka (ul. Panewnicka 274) – murowana; z początku XX wieku,
- krzyż przydrożny (ul. Panewnicka 260) z początku XX wieku,
- krzyż upamiętniający bitwę pod Monte Cassino w 1944 roku (ul. Panewnicka; bazylika oo. franciszkanów – boczna kaplica)[282],
- krzyż więźniów obozu koncentracyjnego w Oświęcimiu (ul. Panewnicka; bazylika oo. franciszkanów – boczna kaplica)[282],
- pomnik bł. Edmunda Bojanowskiego (ul. Panewnicka 63; przez budynkiem domu prowincjonalnego sióstr służebniczek) – pomnik ustanowiony na niewielkim cokole przedstawiający bł. Edmunda Bojanowskiego obejmującego trójkę dzieci; został on zaprojektowany przez s. Czesławę Marek,
- pomnik św. Jadwigi Śląskiej (pl. Klasztorny) – pomnik znajdujący się przez panewnicką bazyliką, wystawiony w 1912 roku; projektantem był Bruno Tschötschel; przedstawia on św. Jadwigę Śląską, której figura została usytuowana na cokole,
- Pomnik Obrońców Katowic (cmentarz przy ul. Panewnickiej) – pomnik poświęcony obrońcom Katowic poległym w 1939 roku z rąk Niemców,
- Pomnik Ofiar Stalinizmu (cmentarz przy ul. Panewnickiej) – pomnik upamiętniający ofiary okresu stalinizmu, z napisem „Gloria Victis” oraz krzyżem i godłem narodowym,
- symboliczna mogiła Jana Giemzy (ul. Bałtycka) – mogiła w miejscu, na którym został zamordowany przez Niemców 13 października 1944 roku[282],

Tablice pamiątkowe:
- tablica pamiątkowa Adeli Korczyńskiej ps. „Zośka”, komendantki Wojskowej Służby Kobiet Okręgu Śląskiego Armii Krajowej (ul. Zielonogórska 23; Szkoła Podstawowa nr 35),
- tablica pamiątkowa ks. Rafała Grzondziela (ul. Panewnicka; bazylika oo. franciszkanów),
- tablica pamiątkowa poświęcona harcerkom i harcerzom śląskim poległym i zamęczonym w latach 1939–1945 (ul. Panewnicka 13, VII Liceum Ogólnokształcące im. Harcerzy Obrońców Katowic w Katowicach; wewnątrz budynku) – tablice nagrobne harcerzy i powstańców śląskich zamordowanych w Katowicach w 1939 roku przeniesione z mogiły na cmentarzu w Panewnikach,
- tablica upamiętniająca jeńców stalinowskich pomordowanych wiosną 1940 roku w obozach Kozielsku, Ostaszkowie i Starobielsku (ul. Panewnicka; bazylika oo. franciszkanów),
- tablica upamiętniająca konsekrację w 1908 roku bazyliki oo. franciszkanów pw. św. Ludwika Króla i Wniebowzięcia NMP (ul. Panewnicka 76; fasada bazyliki),
- tablica upamiętniająca uczestników walk w szeregach Konspiracyjnego Wojska Polskiego, Armii Krajowej, Narodowych Sił Zbrojnych, ugrupowania Wolność i Niepodległość oraz innych organizacji podziemia niepodległościowego zamordowanych i bezimiennie pogrzebanych – na mocy wyroku katowickiego Sądu Wojskowego w latach 1945–1956 (ul. Panewnicka; bazylika oo. franciszkanów),
- tablica upamiętniająca zakonników poległych i pomordowanych w obozach koncentracyjnych w latach II wojny światowe (ul. Panewnicka; bazylika oo. franciszkanów),
- tablica upamiętniająca żołnierzy Polskich Sił Zbrojnych na Zachodzie, którzy w latach 1939–1945 walczyli na frontach zachodnich o wolność i niepodległość Polski (ul. Panewnicka; bazylika oo. franciszkanów – boczna kaplica) – tablica odsłonięta w 53 rocznicę bitwy o Bolonię,
- tablica upamiętniająca 100. rocznicę przybycia franciszkanów do Panewnik (ul. Panewnicka 439) – tablica odsłonięta 22 grudnia 2002 roku na fasadzie budynku pierwszej siedziby zakonu oo. franciszkanów w Panewnikach[283],
- tablice upamiętniające miejsca kaźni z okresu II wojny światowej (Lasy Panewnickie)[284].

### Zagospodarowanie przestrzenne
Dzielnica Ligota-Panewniki jest jednym z miejsc koncentracji zabudowy mieszkaniowej jednorodzinnej – powierzchnia tych obszarów w grudniu 2007 roku wynosiła ponad 100 ha. Wyraźnie się tutaj także zaznaczał obszar zabudowy wielorodzinnej. Znaczne tereny (50-100 ha) zajmowały w tym czasie także tereny produkcyjno-usługowe, a ponad 75 ha obszaru dzielnicy obejmowały tereny zieleni nieurządzonej. Udział powierzchni zabudowanej w powierzchni terenu dzielnicy Ligota-Panewniki w 2007 roku wynosił 22%, wskaźnik intensywności zabudowy (netto) był na poziomie 0,37, zaś średnia liczba kondygnacji wynosiła wówczas 1,68.
W Studium uwarunkowań i kierunków zagospodarowania przestrzennego miasta Katowice miasto podzielono na jednostki urbanistyczne, w tym na jednostkę Ligota-Panewniki sięgającą zarówno dzielnicę, jak i część Piotrowic-Ochojca do ulicy T. Kościuszki i linii kolejowej Katowice – Mikołów. Pod względem faktycznego użytkowania terenu w styczniu 2008 roku dla jednostki urbanistycznej Ligota-Panewniki (1563,22 ha), największą powierzchnię zajmowały: tereny zabudowy mieszkaniowej jednorodzinnej (155,05 ha), tereny usług (100,74 ha), tereny komunikacji (116,99 ha), tereny zieleni nieurządzonej (116,51 ha) i lasy (740,22 ha). Najmniej zaś było terenów infrastruktury technicznej (2,33 ha), terenów rolnych (10,71 ha), terenów wód (15,53 ha) i nieużytków (4,69 ha). Obszar jednostki urbanistycznej Ligota-Panewniki w lipcu 2009 roku był pokryty przepisami miejscowych planów zagospodarowania przestrzennego w 3,72%, zaś w tym czasie w trakcie sporządzania były plany dla 99,50% powierzchni jednostki.

## Oświata

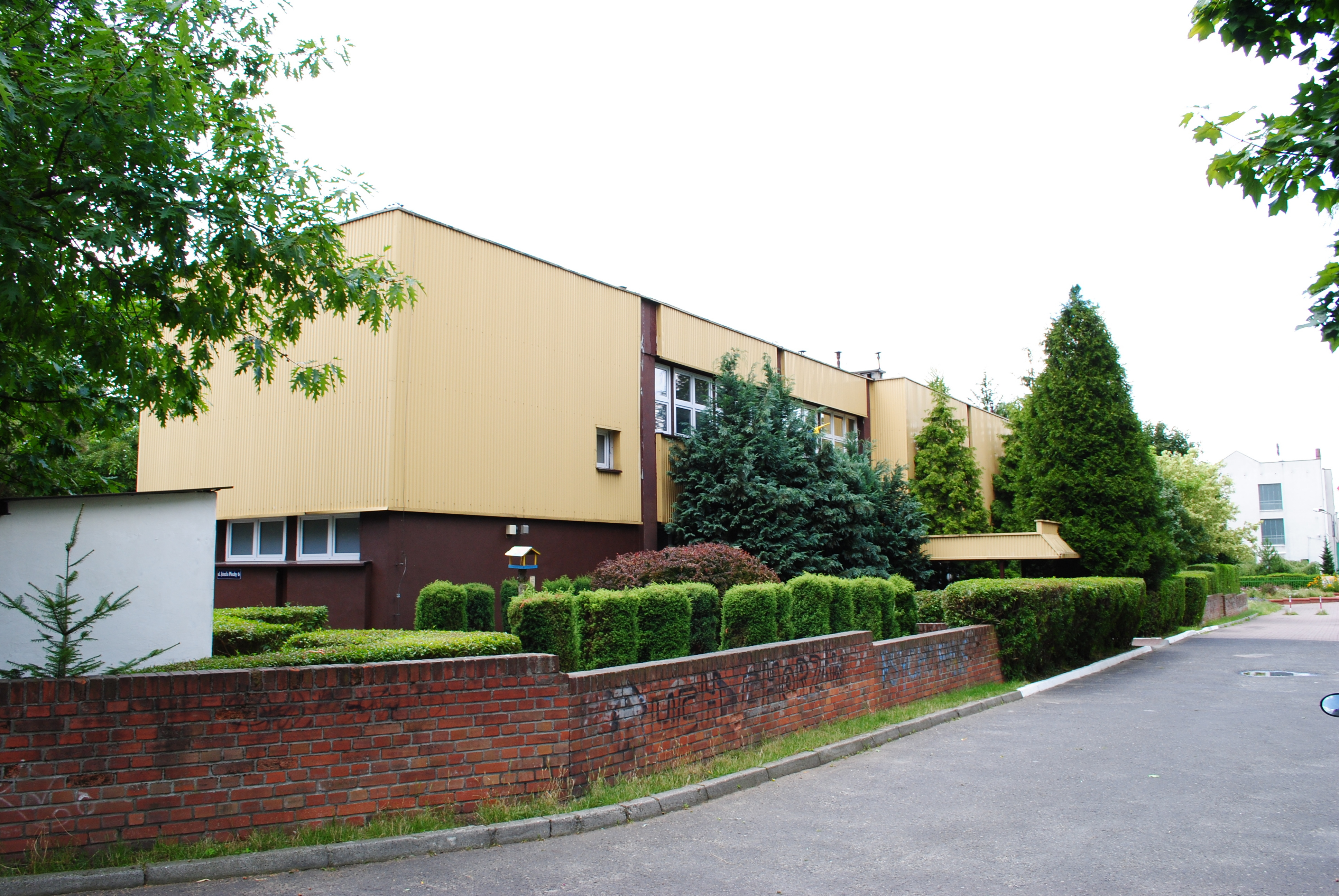
Budynek Miejskiego Przedszkola nr 99 w Katowicach (ul. J. Płochy 6)

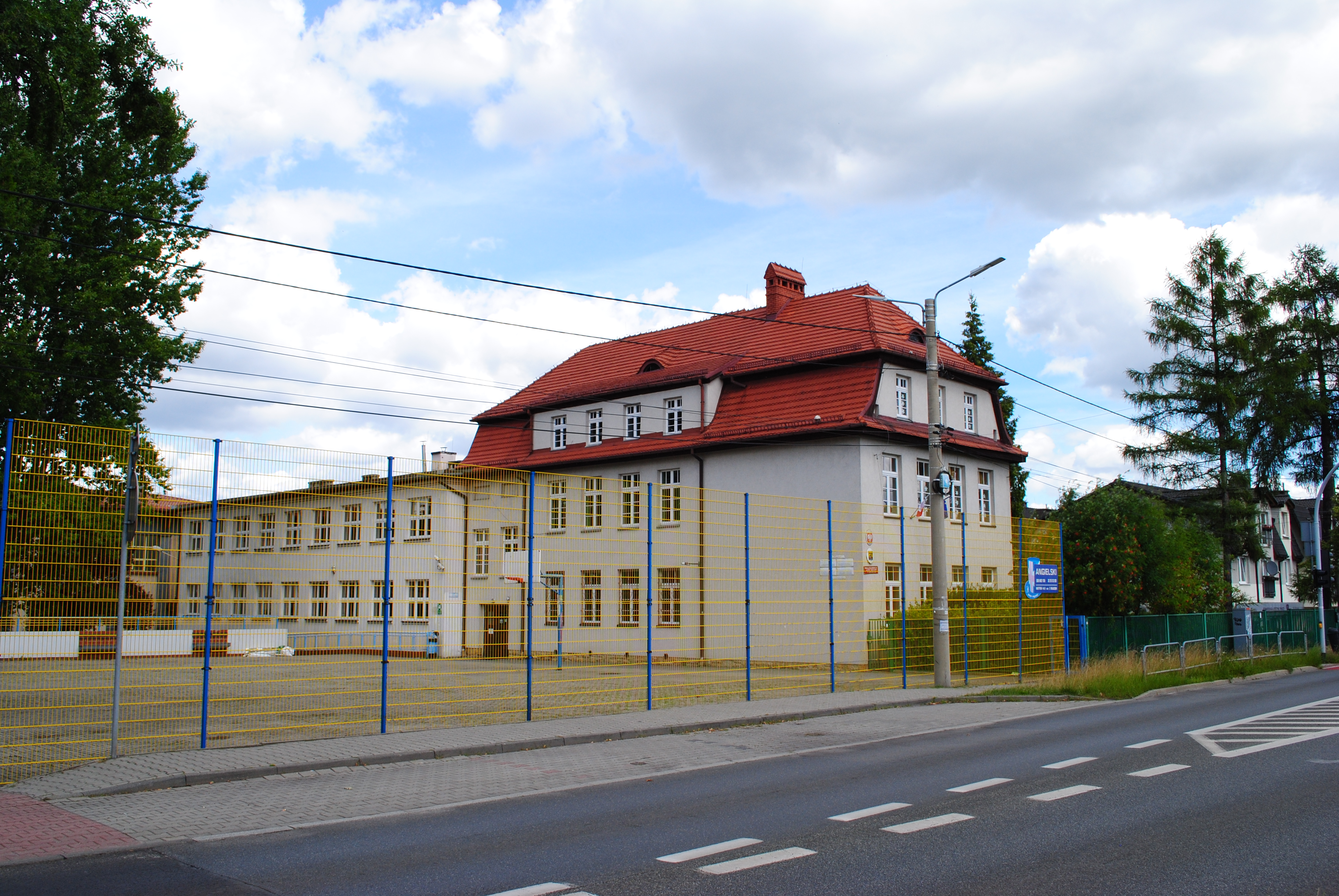
Gmach Szkoły Podstawowej nr 9 im. Jana Brzechwy w Katowicach (ul. Panewnicka 172)

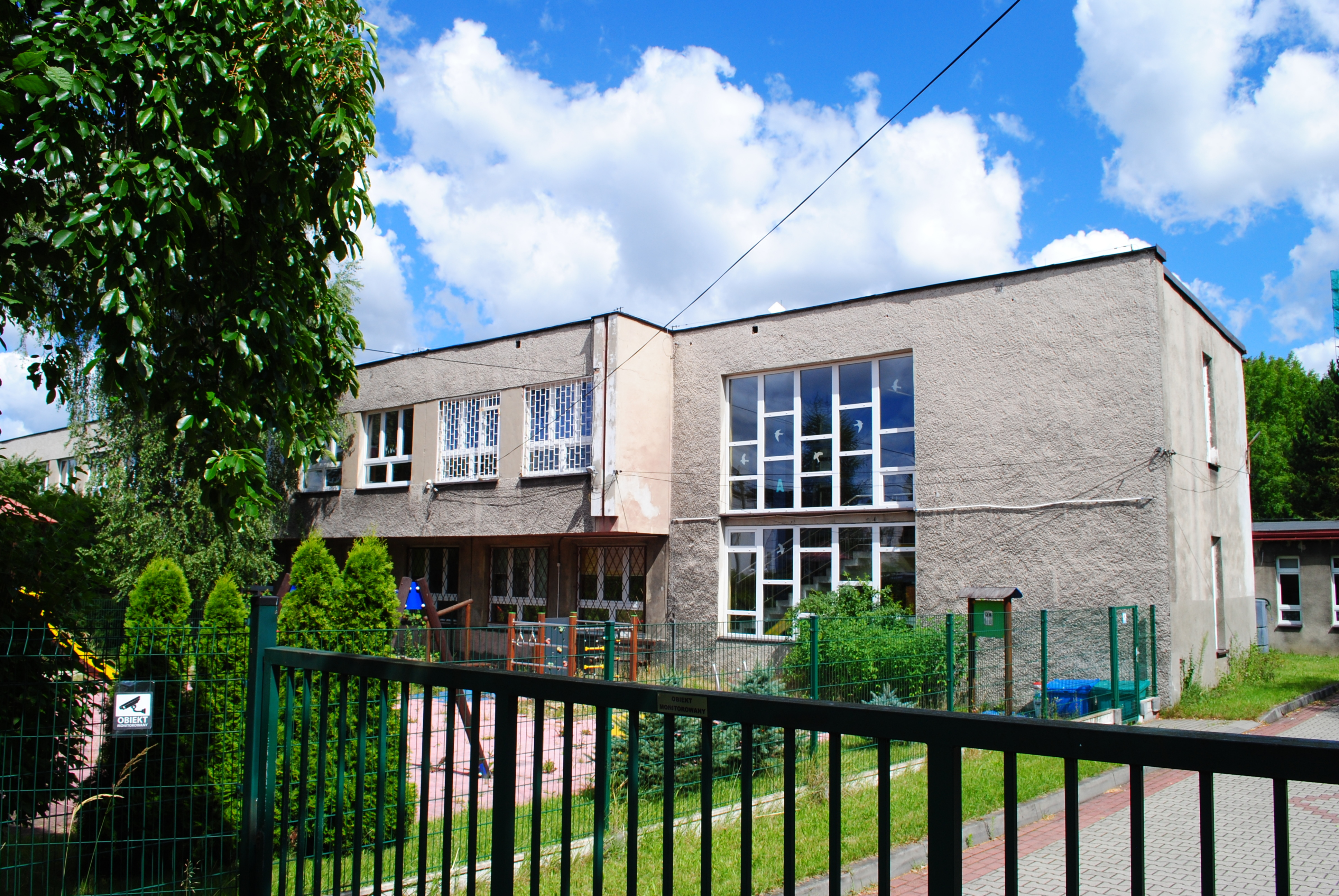
Gmach Szkoły Podstawowej nr 61 im. Polskich Kawalerów Maltańskich Specjalna w Katowicach (ul. Kołobrzeska 8)

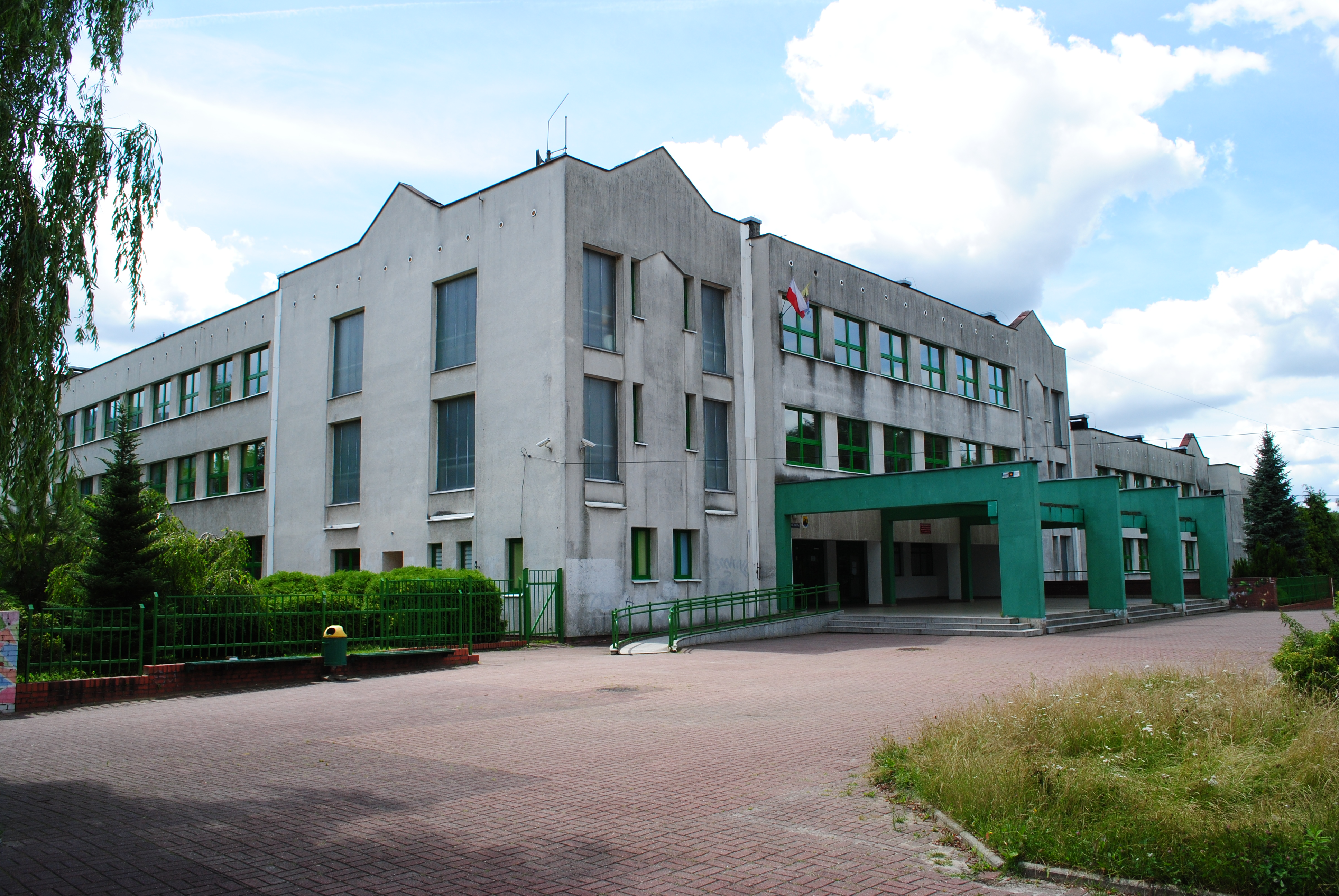
Gmach Szkoły Podstawowej nr 67 z Oddziałami Integracyjnymi im. Komisji Edukacji Narodowej w Katowicach (ul. Zielona 5)

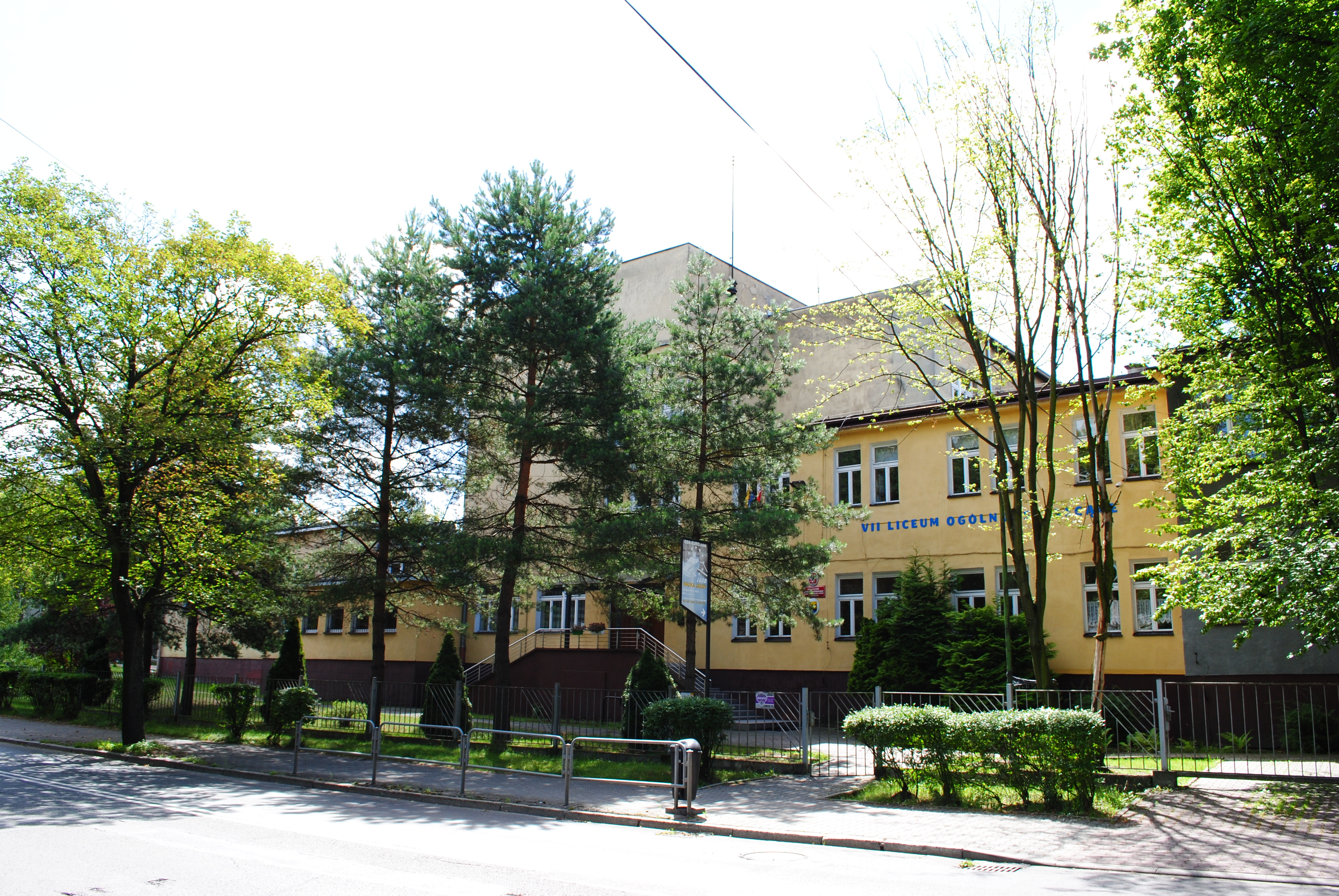
Gmach VII Liceum Ogólnokształcącego im. Harcerzy Obrońców Katowic w Katowicach (ul. Panewnicka 13)

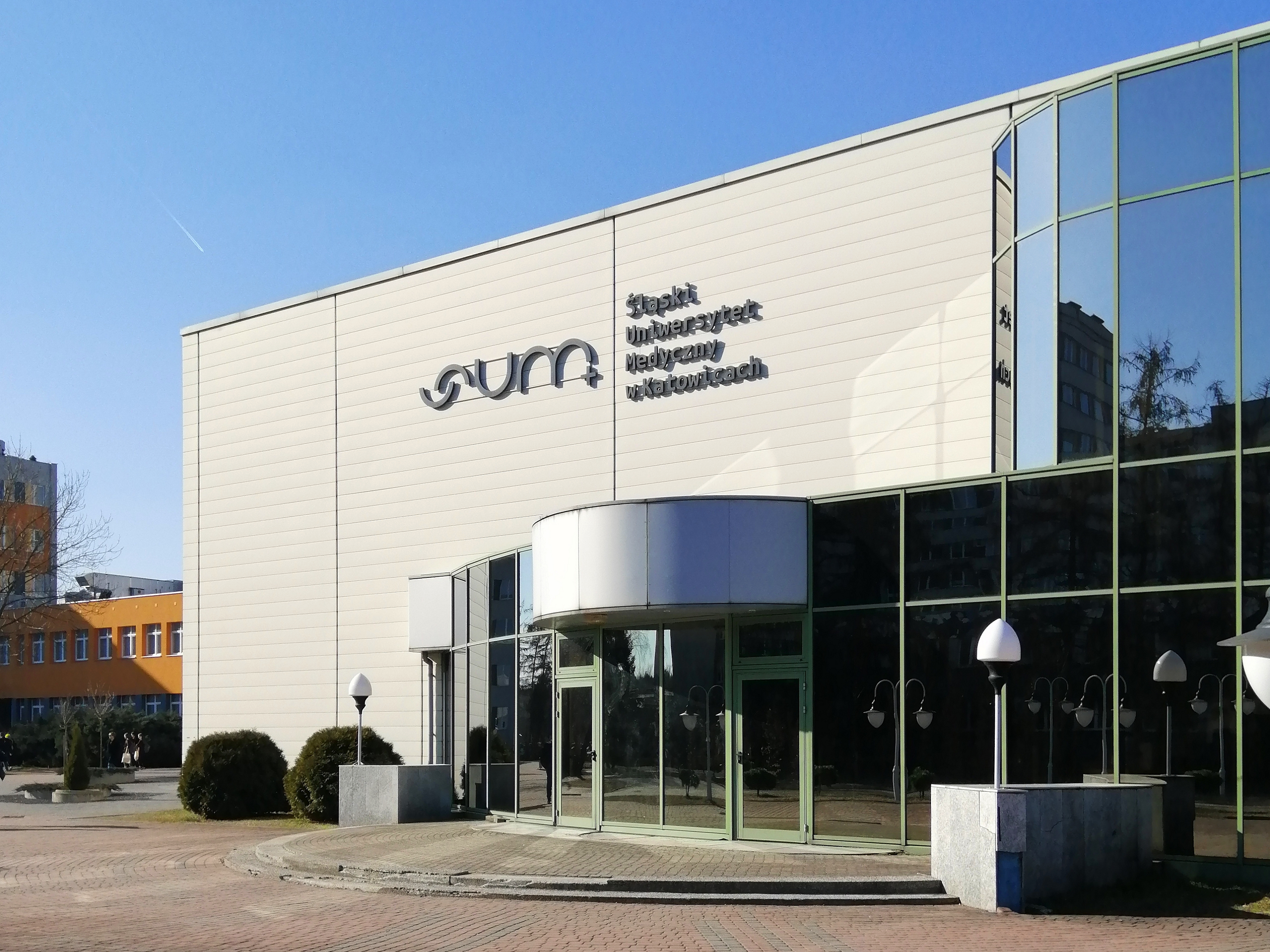
Budynek Wydziału Nauk Medycznych w Katowicach Śląskiego Uniwersytetu Medycznego (ul. Medyków 18)

Na początku 2023 roku na terenie Ligoty-Panewnik swoją siedzibę miały następujące placówki oświatowo-wychowawcze:
Żłobki
- Niepubliczny Żłobek Akademia Malucha „Puchatkowo” (ul. Huculska 7)[289],
- Niepubliczny Żłobek „Aktywne Bobasy” (ul. Śląska 34a)[290],
- Niepubliczny Żłobek „Elementarz Przyjazny Rodzinie” (ul. Studencka 20)[291],
- Niepubliczny Żłobek „Konsek Świata” (ul. Braci Mniejszych 4)[292],
- Niepubliczny Żłobek „Wesołe Misie” (ul. Piotrowicka 76c)[293],
- Żłobek Miejski w Katowicach. Oddział Żłobka Miejskiego (ul. Zadole 24a)[294],

Przedszkola
- Miejskie Przedszkole nr 16 w Katowicach (ul. Koszalińska 6a)[295],
- Miejskie Przedszkole nr 40 w Katowicach (ul. Panewnicka 73)[296],
- Miejskie Przedszkole nr 99 w Katowicach (ul. J. Płochy 6)[297],
- Niepubliczne Przedszkole „Elementarz” (ul. Studencka 20)[298],
- Niepubliczne Przedszkole Językowe „Madzik Place Kindergarten” (ul. Szafirowa 14)[299],
- Niepubliczne Przedszkole „Sezamkowo” (ul. Panewnicka 154)[300],
- Niepubliczne Przedszkole „Skrable” (ul. Szafirowa 5)[301],
- Niepubliczne Przedszkole Specjalne „aAcademy” (ul. Zielonogórska 1)[302],
- Niepubliczne Przedszkole Zgromadzenia Sióstr Służebniczek NMP NP im. bł. Edmunda Bojanowskiego (ul. Panewnicka 63)[303],

Szkoły podstawowe
- Niepubliczna Ogólnokształcąca Szkoła Muzyczna I stopnia „Elementarz” w Katowicach (ul. Studencka 20)[304],
- Niepubliczna Specjalna Szkoła Podstawowa „Arka Noego” (ul. Gromadzka 59)[305],
- Niepubliczna Szkoła Podstawowa „aAcademy” (ul. Zielonogórska 1)[302],
- Niepubliczna Szkoła Podstawowa FEP w Katowicach (ul. Studencka 18)[306],
- Prywatna Szkoła Podstawowa Fundacji „Elementarz” w Katowicach (ul. Studencka 18)[307],
- Szkoła Podstawowa nr 9 im. Jana Brzechwy w Katowicach (ul. Panewnicka 172)[308],
- Szkoła Podstawowa nr 61 im. Polskich Kawalerów Maltańskich Specjalna w Katowicach (ul. Kołobrzeska 8)[309],
- Szkoła Podstawowa nr 64 im. Ratowników Górskich w Katowicach (ul. Medyków 27)[310],
- Szkoła Podstawowa nr 67 z Oddziałami Integracyjnymi im. Komisji Edukacji Narodowej w Katowicach (ul. Zielona 5)[311],

Szkoły średnie
- VII Liceum Ogólnokształcące im. Harcerzy Obrońców Katowic w Katowicach (ul. Panewnicka 13)[312],

Zespoły szkół
- Zespół Szkolno-Przedszkolny Nr 14 w Katowicach (ul. Zielonogórska 23)[313]:
Miejskie Przedszkole nr 15 z Oddziałami Integracyjnymi w Katowicach (ul. Zielonogórska 23)[314],
  - Miejskie Przedszkole nr 76 w Katowicach (ul. Kołobrzeska 20)[315],
  - Miejskie Przedszkole nr 89 w Katowicach (ul. Zadole 26a)[316],
  - Szkoła Podstawowa nr 35 z Oddziałami Dwujęzycznymi im. Adeli Korczyńskiej w Katowicach (ul. Zielonogórska 23)[317],
- Zespół Szkolno-Przedszkolny Nr 15 w Katowicach (ul. Zielonogórska 3)[318]:
  - Miejskie Przedszkole nr 17 w Katowicach (ul. Zielonogórska 6a)[319],
  - Szkoła Podstawowa nr 34 im. Mikołaja Kopernika w Katowicach (ul. Zielonogórska 3)[320].

Pierwotnie uczniowie z Ligoty i Panewnik uczęszczali do szkoły w Mikołowie. Pierwsza zaś wzmianka o placówce przy parafii św. Wojciecha pochodzi z 1575 roku. Z tej szkoły uczniowie Ligoty i Panewnik korzystali w wyjątkowych wypadkach – według danych statystycznych z 1818 roku do Mikołowa uczęszczało 15 dzieci z Panewnik. W 1819 roku w nowym budynku szkolnym rozpoczęła działalność szkoła w Piotrowicach, a w koszt jej wybudowania dołożyły się również gminy Ligota i Panewniki. W 1824 roku do tej placówki uczęszczały 72 dzieci z Panewnik i 36 z Ligoty.
Pierwsza placówka szkolna w Panewnikach została otwarta w 1828 (bądź 1825) roku w izbie jednego z zagrodników Wawrzyńca Matury. Uczniowie domu Matury uczyli się w latach 1828–1840, a jego dom znajdował się w miejscu obecnego budynku przy ulicy Panewnickiej 364. Pierwszym nauczycielem w Panewnikach był zaś Jan Krause.
Budowę nowej murowanej szkoły w Panewnikach rozpoczęto w 1831 roku, budowę ukończono w 1840 roku. Otrzymała ona nazwę Katolicka Szkoła w Panewniku i na początku była szkołą jednoklasową dla dzieci ze Starej Kuźnicy i Panewnik, zaś dzieci z Ligoty dalej uczęszczały do Piotrowic. Nowa szkoła znajdowała się przy dzisiejszej ulicy Panewnickiej 435 i powstała dzięki wsparciu księcia pszczyńskiego. W budynku tym obok izb lekcyjnych na około 100 uczniów były mieszkania dla nauczyciela i jego pomocnika. Budynek ten pełnił swoje funkcje do momentu budowy nowego gmachu w 1913 roku bądź też do lat 30. XX wieku.
Dla dzieci z Ligoty pierwszy budynek szkolny został oddany do użytku na terenie obecnej Starej Ligoty w 1880 roku.
W 1908 roku władze gminy Panewniki podjęły starania o budowę nowej szkoły katolickiej na terenie Kokocińca, którą oddano do użytku przy obecnej ulicy Panewnickiej 172 w 1913 (bądź w 1912) roku (późniejsza Szkoła Podstawowa nr 9 im. J. Brzechwy w Katowicach). W 1933 roku szkole w Kokocińcu nadano imię Jana III Sobieskiego, a od 23 lutego 1934 roku placówka ta nosiła nazwę Siedmioklasowa Publiczna Szkoła Powszechna im. Króla Jana Sobieskiego w Panewniku. W latach 1936–1939 budynek szkoły powiększono o lewe skrzydło.
Pierwszy rok szkolny już w polskich szkołach rozpoczął się 5 września 1922 roku mszą świętą w panewnickim kościele, skąd uczniowie rozeszli się do swoich szkół.
Przy obecnej ulicy Panewnickiej 13 w 1938 roku oddano do użytku nowy budynek szkolny, do którego 26 stycznia 1939 roku z ulicy Hetmańskiej 10 przeniesiono Publiczną Szkołę Powszechna nr 31 w Katowicach.
Po wkroczeniu wojsk niemieckich do Ligoty i Panewnik na początku II wojny światowej szkoły zostały zajęte przez nowe władze okupacyjne. 1 kwietnia 1940 roku rozpoczął się niemiecki nowy rok szkolny, po działaniach wojennych i wyzwoleniu z niemieckiej okupacji, nowy rok szkolny w Ligocie-Panewnikach rozpoczął się 20 lutego 1945 roku. W tym czasie na terenie współczesnej dzielnicy działały dwie szkoły:
- Publiczna Szkoła Powszechna nr 31 w Katowicach (ul. Panewnicka 13; tzw. „szkoła leśna”)[331],
- Siedmioklasowa Publiczna Szkoła Powszechna im. króla Jana Sobieskiego w Panewnikach (ul. Panewnicka 435)[331].

W 1948 roku połączono Szkoły Podstawowe nr 8 i nr 31 przy ulicy Panewnickiej w jedną szkołę rozwojową. W 1959 roku szkoła otrzymała nr 7, stając się Szkołą Podstawową i Liceum Ogólnokształcącym (obecne VII Liceum Ogólnokształcące im. Harcerzy Obrońców Katowic w Katowicach), a w gmachu tym działało również przedszkole. W 1961 roku do istniejącego budynku dobudowano nowe skrzydło. 9 maja 1961 roku szkoła otrzymała imię Harcerzy Obrońców Katowic, a 1 września 1966 roku rozdzielono szkołę podstawową i liceum ogólnokształcące – samą zaś powstałą Szkołę Podstawową nr 29 rozwiązano w roku szkolnym 1969/1970.
W 1952 roku przy ulicy Zielonogórskiej 3 rozpoczęto budowę gmachu obecnej Szkoły Podstawowej nr 34 im. M. Kopernika w Katowicach. Nim placówkę oddano do użytku, dzieci uczyły się na jednym z pięter gmachu VII Liceum Ogólnokształcącego. Nowy budynek szkolny oddano do użytku jesienią 1956 roku. Oddany w 1959 roku budynek Szkoły Podstawowej nr 35 był jedną z „Tysiąclatek”. Szkoła Podstawowa nr 64 im. Ratowników Górskich w Katowicach przy ulicy Medyków 27 powstała w 1966 roku także jako jedna z „Tysiąclatek”.
Pod koniec 1966 roku na granicy Ligoty i Panewnik rozpoczęto budowę zespołu kliniczno-dydaktycznego Śląskiej Akademii Medycznej w Katowicach, w tym w 1971 roku domów akademickich i hotelu dla pielęgniarek. W 1975 roku utworzono Wydział Lekarski i Wydział Pielęgniarski. W latach 70. XX wieku Śląska Akademia Medyczna stała się największą uczelnią medyczną w kraju. Uczelnia od początku stała się ważnym ośrodkiem naukowym – przygotowano tutaj do 2010 roku około 60 tys. różnego typu publikacji. Od 1996 roku uczelnia ma także akredytację na prowadzenie lekarskich studiów anglojęzycznych, dzięki czemu w czasie roku akademickiego uczą się tutaj studenci z wielu krajów świata. W 2007 roku Śląska Akademia Medyczna w Katowicach przemianowana została na Śląski Uniwersytet Medyczny w Katowicach, natomiast od 1 października 2019 roku Wydział Lekarski nosi nazwę Wydział Nauk Medycznych w Katowicach.
W 1995 roku w Kokocińcu oddano do użytku Szkołę Podstawową nr 67 im. Komisji Edukacji Narodowej w Katowicach. W wyniku reformy oświaty z 1999 roku część szkół na terenie dzielnicy przekształcono w gimnazja. Były to:
- Szkoła Podstawowa nr 35 – Gimnazjum nr 21[339] (w Zespole Szkół Ogólnokształcących nr 21 w Katowicach)[334],
- Szkoła Podstawowa nr 64 – Gimnazjum nr 23[339] (w Zespole Szkół Ogólnokształcących nr 23 w Katowicach)[341].

Później zespoły te likwidowano, przekształcając je w samodzielne gimnazja. W 2000 roku Zespół Szkół Ogólnokształcących nr 21 w Katowicach przekształcono w Gimnazjum nr 21 w Katowicach, zaś 3 grudnia 2004 roku szkole nadano imię Adeli Korczyńskiej. W 2004 roku Zespół Szkół Ogólnokształcących nr 23 w Katowicach przekształcono w Gimnazjum nr 23 w Katowicach. Dnia 30 sierpnia 2005 roku Szkole Podstawowej nr 67 z Oddziałami Integracyjnymi w Katowicach nadano imię Komisji Edukacji Narodowej. W 2019 roku w wyniku kolejnej reformy oświaty Gimnazjum nr 21 im. A. Korczyńskiej w Katowicach przekształcono w Szkołę Podstawową nr 35 z Oddziałami Dwujęzycznymi im. A. Korczyńskiej w Katowicach, zaś wcześniej, bo 1 września 2017 roku Gimnazjum nr 23 Oddziałami Integracyjnymi im. Ratowników Górskich w Katowicach przekształcono w Szkołę Podstawową im. Ratowników Górskich w Katowicach.

## Bezpieczeństwo publiczne i socjalne

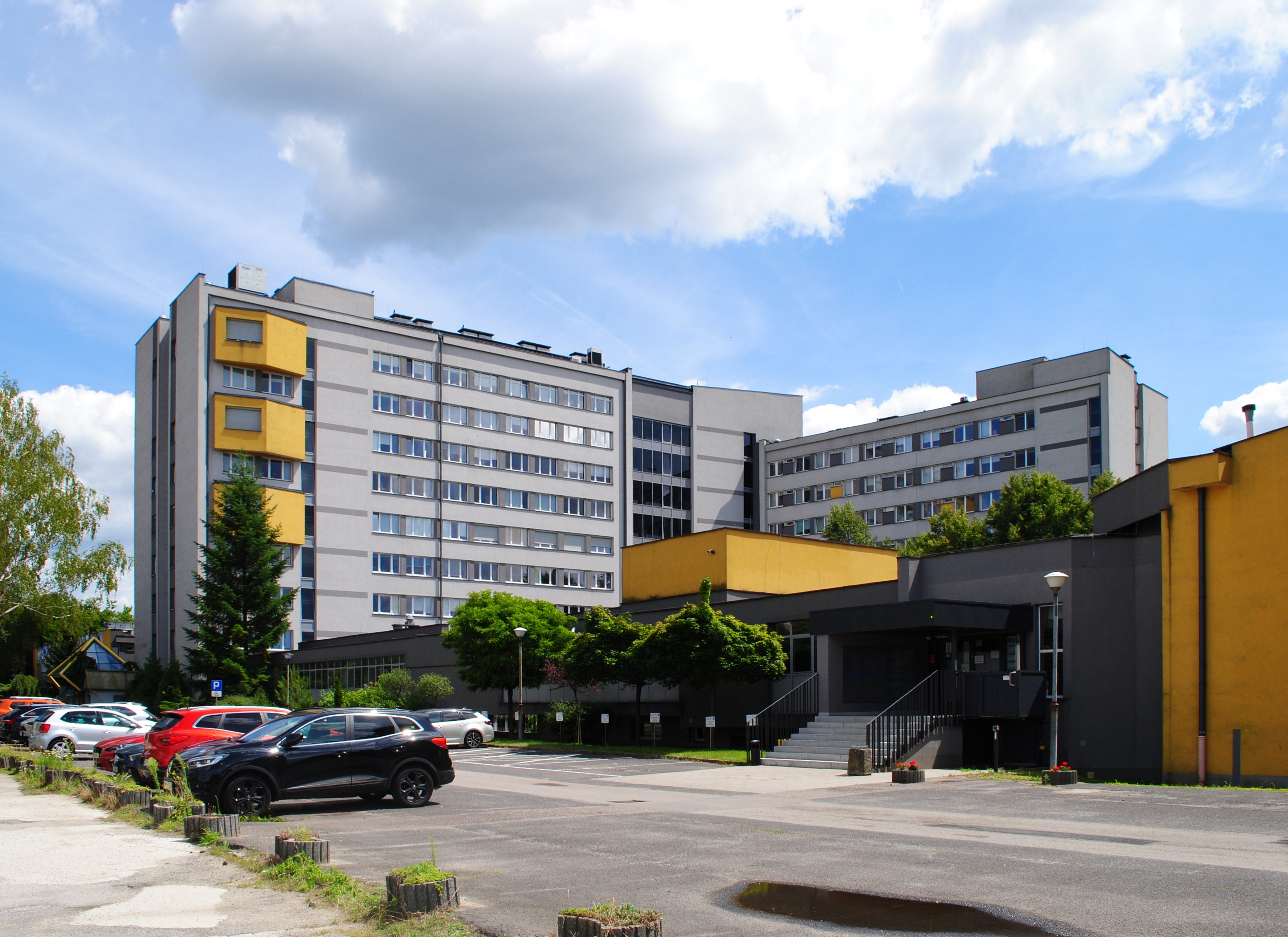
Uniwersyteckie Centrum Kliniczne im. prof. Kornela Gibińskiego Śląskiego Uniwersytetu Medycznego w Katowicach (ul. Medyków 14)

Ligota-Panewniki pod względem współczynnika przestępczości należy do bardziej bezpiecznych dzielnic Katowic. W 2007 roku doszło tutaj do 2,21 aktów przestępczych na 100 mieszkańców (średnia dla całych Katowic wówczas to 3,08 przestępstw). W 2013 roku doszło do 530 przestępstw na terenie Ligoty-Panewnik, co daje w przeliczeniu 1,7 przestępstw na 100 mieszkańców dzielnicy. Spośród nich 7 aktów to rozboje, a 27 to wybryki chuligańskie. W badaniach sondażowych z 2011 roku 70,7% ankietowanych mieszkańców Ligoty-Panewnik zadeklarowało, że czuje się bezpiecznie w swojej dzielnicy, 26,7% było przeciwnego zdania, zaś trudno było ten stan ocenić 2,6% ankietowanym.

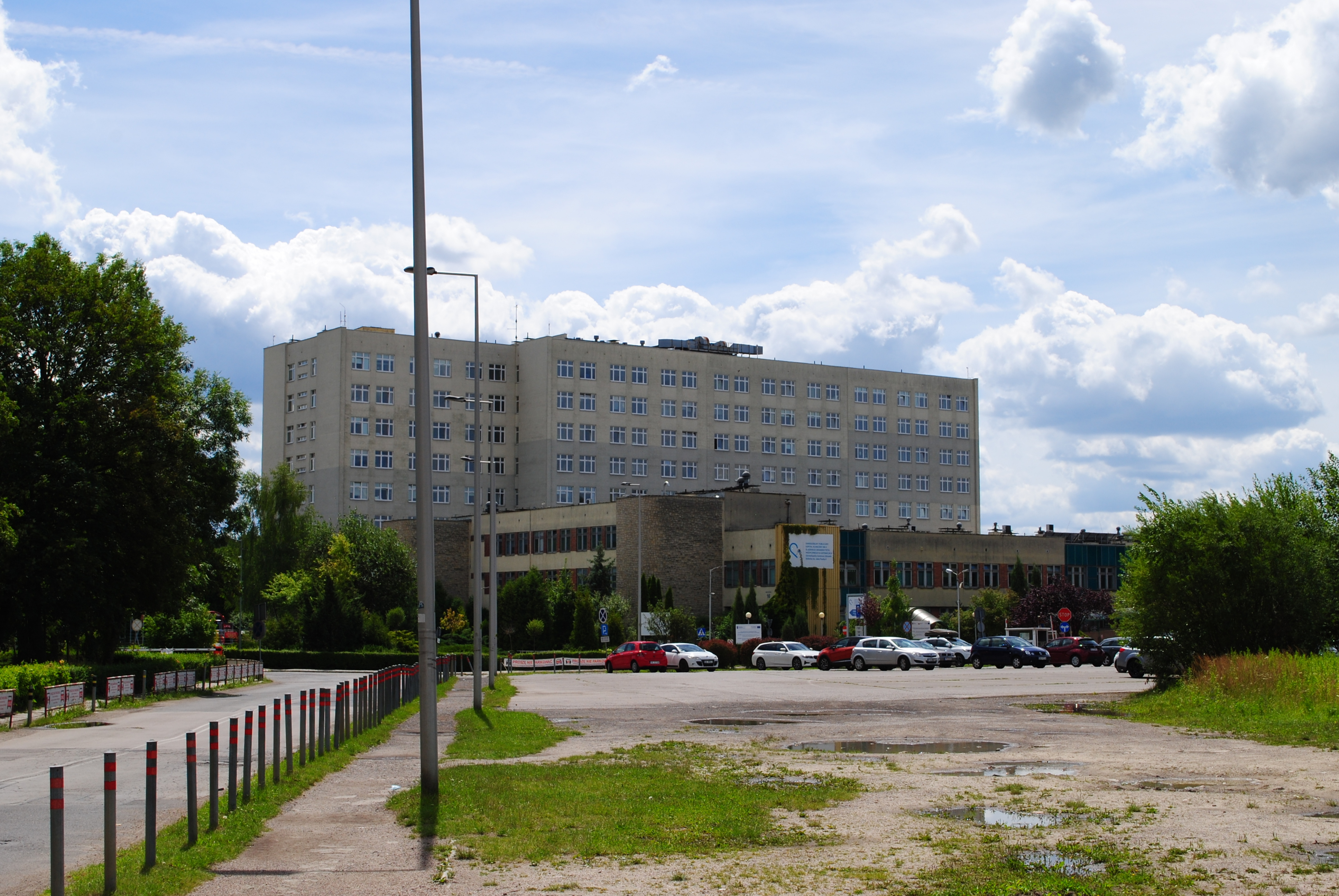
Górnośląskie Centrum Zdrowia Dziecka im. Jana Pawła II Śląskiego Uniwersytetu Medycznego w Katowicach (ul. Medyków 16)

W Ligocie-Panewnikach przy ulicy Książęcej 20 siedzibę ma Komisariat III Komendy Miejskiej Policji w Katowicach. Działa tu też część sieci miejskiego systemu monitoringu wizyjnego zarządzanego przez Wydział Zarządzania Kryzysowego Urzędu Miasta Katowice. W dzielnicy znajduje się centrum obserwacji monitoringu miejskiego.
W Ligocie-Panewnikach znajduje się kilka placówek szpitalnych:
- Szpitale Śląskiego Uniwersytetu Medycznego w Katowicach – Uniwersyteckie Centrum Kliniczne im. prof. Kornela Gibińskiego (jedna z dwóch placówek; ul. Medyków 14[350]) i Górnośląskie Centrum Zdrowia Dziecka im. Jana Pawła II (ul. Medyków 16)[177],
- Szpitale Województwa Śląskiego – Okręgowy Szpital Kolejowy w Katowicach (ul. Panewnicka 65)[177].

Decyzja o budowie Centralnego Szpitala Klinicznego została podjęta przez Radę Ministrów 1 stycznia 1960 roku. W październiku 1966 roku odbyło się uroczyste wmurowanie aktu erekcyjnego pod budowę głównego zespołu klinicznego, natomiast pierwszy pacjent no nowego szpitala został przyjęty do szpitala 19 sierpnia 1974 roku.

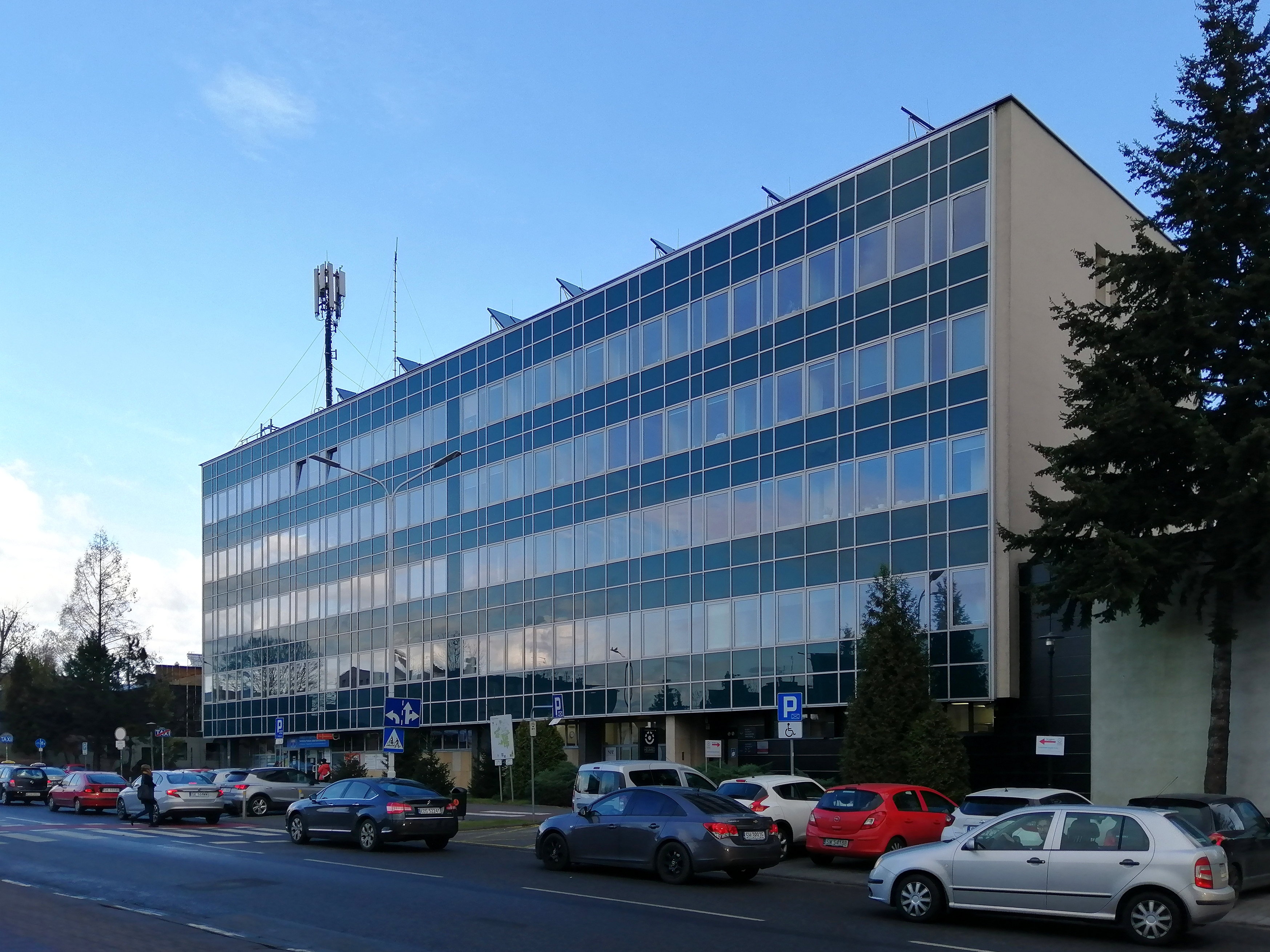
Okręgowy Szpital Kolejowy w Katowicach (ul. Panewnicka 65)

Pierwszym dyrektorem Centralnego Szpitala Klinicznego był dr Zbigniew Kalina, który zaczął pełnić obowiązki 1 stycznia 1974 roku. Centralny Szpital Kliniczny im. prof. Kornela Gibińskiego w Katowicach w 2010 roku składał się z 13 oddziałów szpitalnych i przychodni przyklinicznej z 22 poradniami, a w tym czasie hospitalizowano tutaj około 12 tys. chorych, udzielono ponad 40 tys. porad w specjalistycznych poradniach przyklinicznych. W 2016 roku szpital ten został połączony wraz z Uniwersyteckim Centrum Okulistyki i Onkologii w Katowicach w jedną placówkę – Uniwersyteckie Centrum Kliniczne im. prof. K. Gibińskiego Śląskiego Uniwersytetu Medycznego w Katowicach.
W 1965 roku otwarto nowy ośrodek zdrowia przy ulicy Piotrowickiej, w niewykończonej części domu prowincjalnego sióstr służebniczek NMP w 1970 (bądź w 1969) roku oddano do użytku szpital kolejowy, w 1982 roku powiększony o nowy budynek przy ulicy Medyków. Zarządzeniem wojewody katowickiego z 31 grudnia 1992 roku powołano Wojewódzką Stację Pogotowia Ratunkowego w Katowicach, a w jej skład znalazł się m.in. pododdział w Ligocie.
Pod koniec 1996 roku – po 22 latach od zatwierdzenia założeń programowych i techniczno-ekonomicznych, powołano Szpital Kliniczny nr 6 – Górnośląskie Centrum Zdrowia Dziecka i Matki w Katowicach. Został on otwarty 29 maja 1999 roku. Górnośląskie Centrum Zdrowia Dziecka in. Jana Pawła II w Katowicach to jeden z największych szpitali dziecięcych w Polsce. W 2007 roku szpital ten przyjął 16 342 pacjentów.
W Ligocie-Panewnikach przy ulicy Świdnickiej 35a placówkę ma Terenowy Ośrodek Pomocy Społecznej nr 7, Dom Noclegowy dla Bezdomnych i Dom Pomocy Społecznej. TPPS obejmuje swoim zasięgiem Ligotę, Panewniki i Brynów.

## Kultura

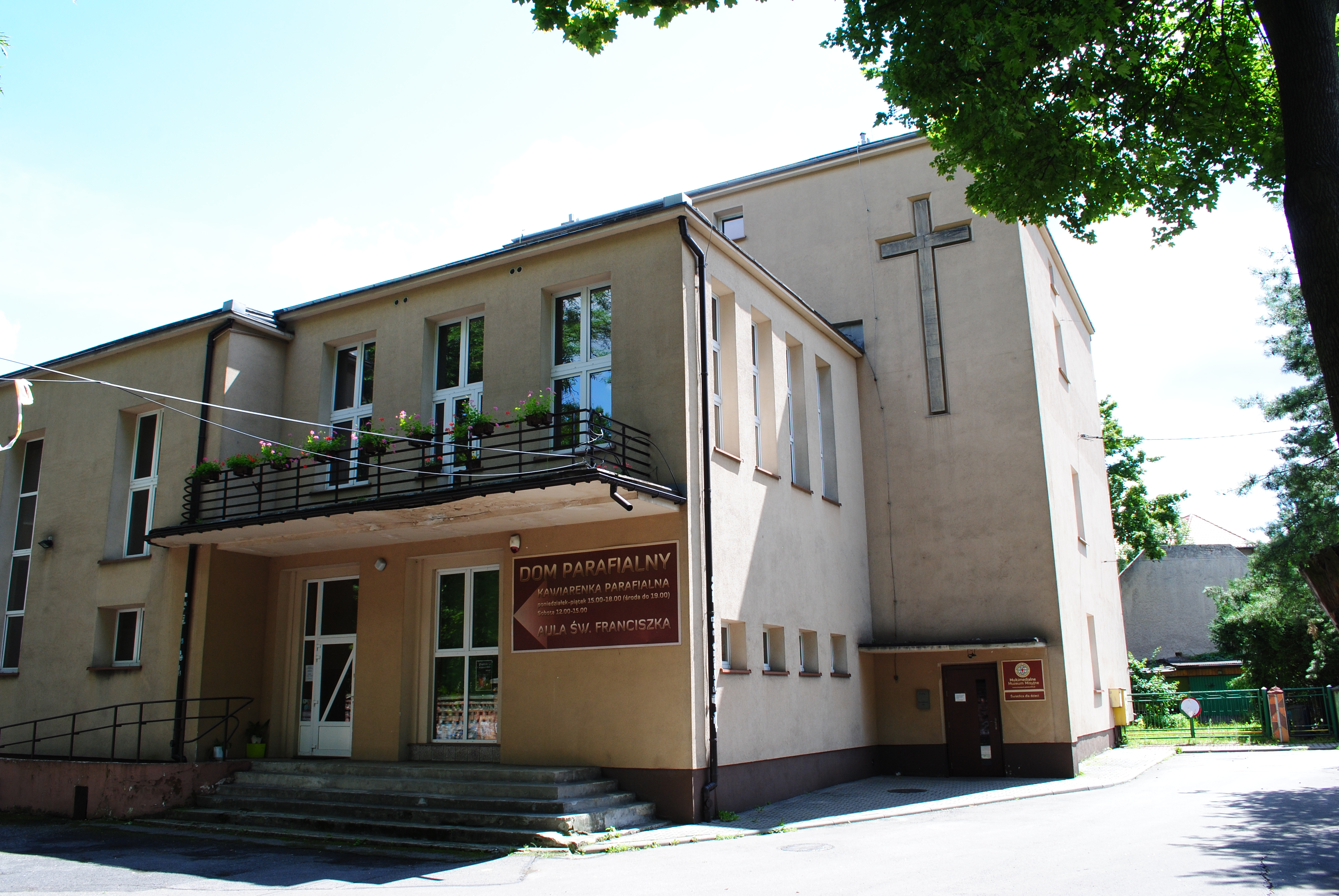
Dom Związkowy przy ulicy Związkowej 20 z 1935 roku – jedno z miejsc rozwoju działalności kulturalnej Panewnik w okresie międzywojennym, obecnie m.in. siedziba Muzeum Misyjnego oo. franciszkanów

Początki działalności kulturalnej na terenie dzielnicy Ligota-Panewniki sięgają II połowy XIX wieku. W 1881 roku w Kokocińcu założono bibliotekę Towarzystwa Czytelni Ludowych – jedną z pierwszych na Górnym Śląsku. Zadole w późniejszym czasie stało się miejscem pierwszego spotkania śląskich zespołów śpiewaczych, które odbyło się 19 września 1909 roku, a 8 października 1911 roku odbył się tutaj I Zjazd Chórów Związku Śląskich Kół Śpiewaczych. Zadole od tego czasu do końca XX wieku było stałym miejscem zjazdów śpiewaczych oraz koncertów chórów i orkiestr. W 1910 roku w Ligocie powstał chór „Lutnia” – początkowo im. St. Wyspiańskiego, a później im. P. Maszyńskiego. Funkcjonował on do 1954 roku.
Tradycje kulturalne w Ligocie-Panewnikach rozwinęły się w okresie międzywojnia. W 1923 roku powstał w Panewnikach chór „Wanda”, który oprócz występów śpiewaczy organizował często przedstawienia amatorskie. W 1935 roku oo. franciszkanie przy pomocy dyrekcji huty „Pokój”, spółki Hohenlohe, cementowni „Saturn” i „Grodziec” wybudowali Dom Związkowy. W budynku tym odbywały się liczne wykłady, wieczornice i spotkania. W domu tym przy ulicy Związkowej 20 funkcjonuje Muzeum Misyjne, który prezentuje historię Zakonu Braci Mniejszych, a także związek współczesnych misji ojców franciszkanów z wyprawami św. Franciszka z Asyżu.

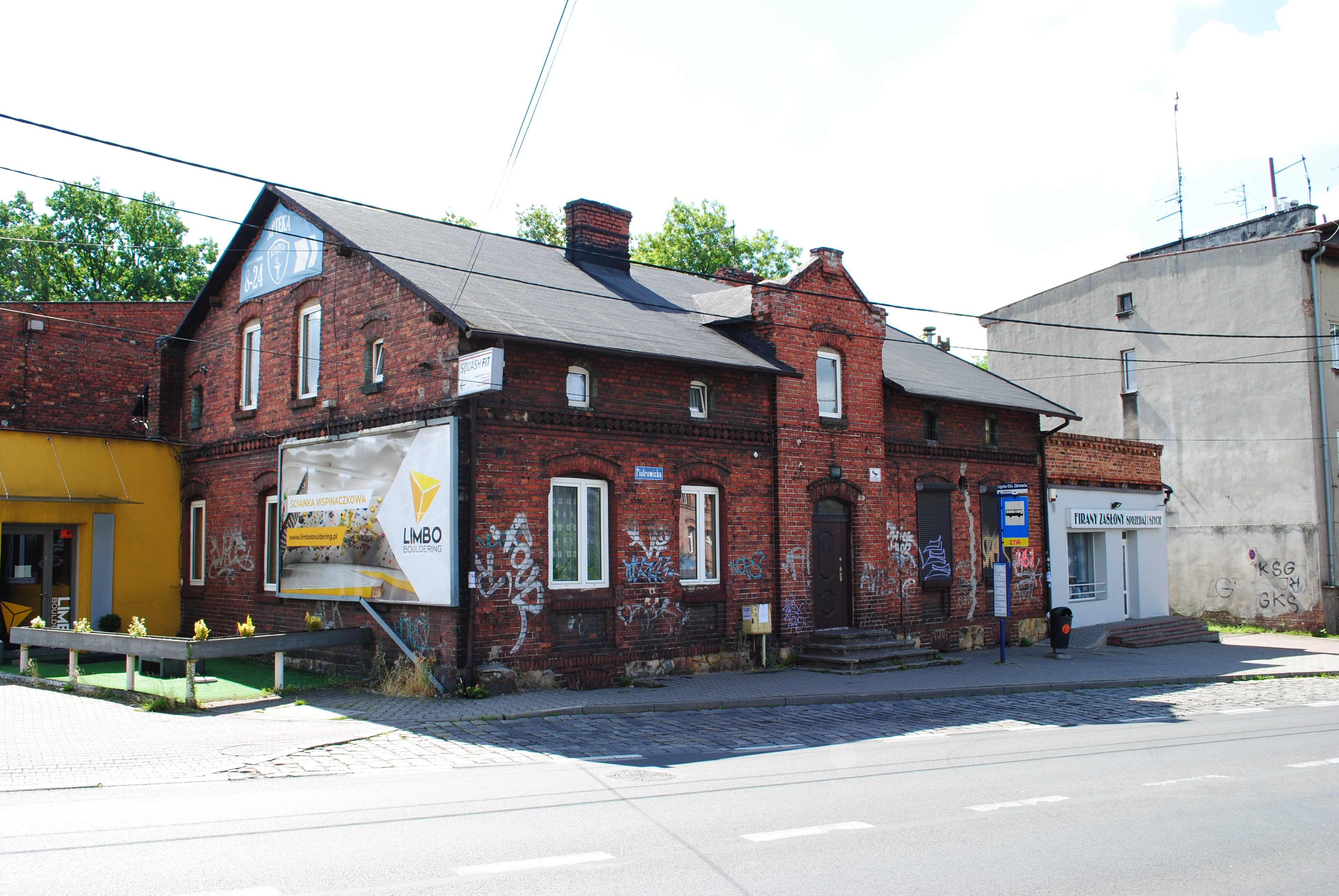
Budynek dawnej restauracji St. Mandeckiego, a później J. Jeselli przy ul. Piotrowickiej 90, w którym działało od lat 50. XX wieku kino „Bajka”

W latach międzywojennych w Ligocie działała biblioteka Towarzystwa Czytelni Ludowych. W 1935 roku ligocka filia posiadała 1 330 tomów, z których korzystało wówczas 346 czytelników. W czasach Polski Ludowej przez krótki czas funkcjonował Zakładowy Kom Kultury przy zakładzie „PEMUG”, który zajmował pomieszczenia po dawnej restauracji Hildebrandt. W latach 50. XX wieku (bądź w okresie międzywojennym) zbudowano nieistniejące współcześnie kino „Bajka”. Kino to powstało w budynku dawnej restauracji Stanisława Mandeckiego, a później J. Jeselli przy ulicy Piotrowickiej 90.

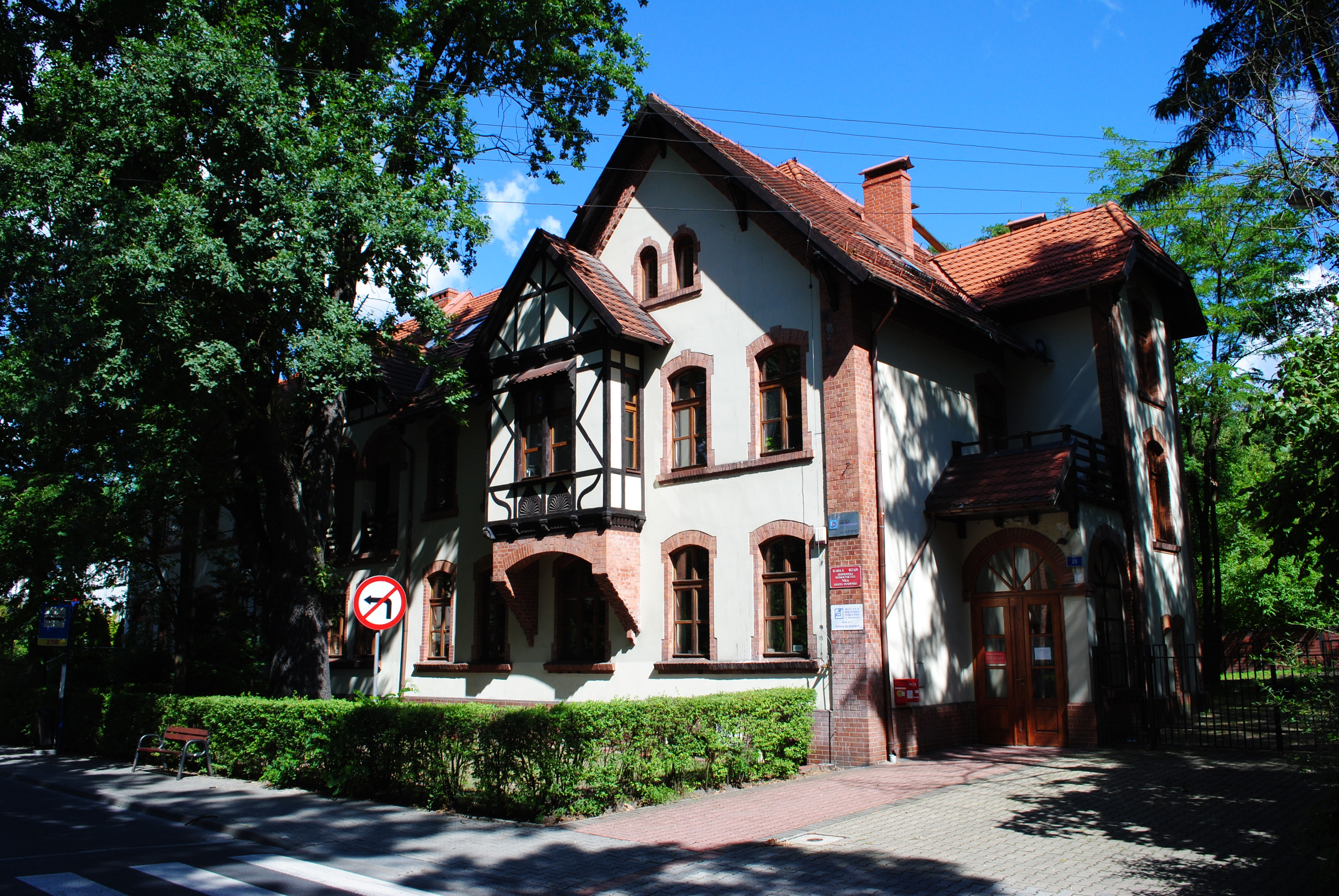
Siedziba Filii nr 7 Miejskiej Biblioteki Publicznej w Katowicach (ul. Franciszkańska 25)

Od 1972 roku w budynku dawnego panewnickiego ratusza przy ulicy Panewnickiej 75 siedzibę miała Filia nr 7 Miejskiej Biblioteki Publicznej w Katowicach – później została ona przeniesiona na ulicę Franciszkańską 25. Swoją obecną siedzibę ma od 18 lutego 2000 roku. Poza tym na terenie Ligoty-Panewnik według stanu z początku 2023 roku działały też inne filie MBP w Katowicach: nr 5 (ul. Braci Mniejszych 2), nr 18 (ul. Studencka 16), nr 34 (ul. Medyków 14) i nr 38 (ul. Medyków 16).
W 1982 roku kierująca jednym ze Społecznych Ognisk Muzycznych Elżbieta Jasiok uzyskała na siedzibę ogniska oraz filię Miejskiej Biblioteki Publicznej w Katowicach siedzibę dzisiejszego MDK „Ligota” w Katowicach przy ulicy Franciszkańskiej 33. Rok później utworzono w nim Miejski Dom Kultury, a początkowo w latach 1982–1987 dom ten działał jako filia Miejskiego Domu Kultury „Koszutka” w Katowicach. W latach 1991–1993 przeprowadzono kapitalny remont gmachu MDK Ligota oraz dobudowano nowe pomieszczenia od strony zachodniej. W MDK „Ligota” odbywają się różnego rodzaju zajęcia dla dzieci, dorosłych i seniorów. Spośród zajęć stałych na początku 2023 roku organizowano tutaj m.in.: zajęcia plastyczne dla dzieci, malarskie dla dzieci i młodzieży, nauki gry na instrumentach muzycznych, lekcje śpiewu, zajęcia z ceramiki dla dzieci i dorosłych, zajęcia teatralne dla dzieci i dorosłych czy lekcje zumby. Działa tu też m.in. grupa malarska „Impast” i zespół marżonetek „Akcent”.

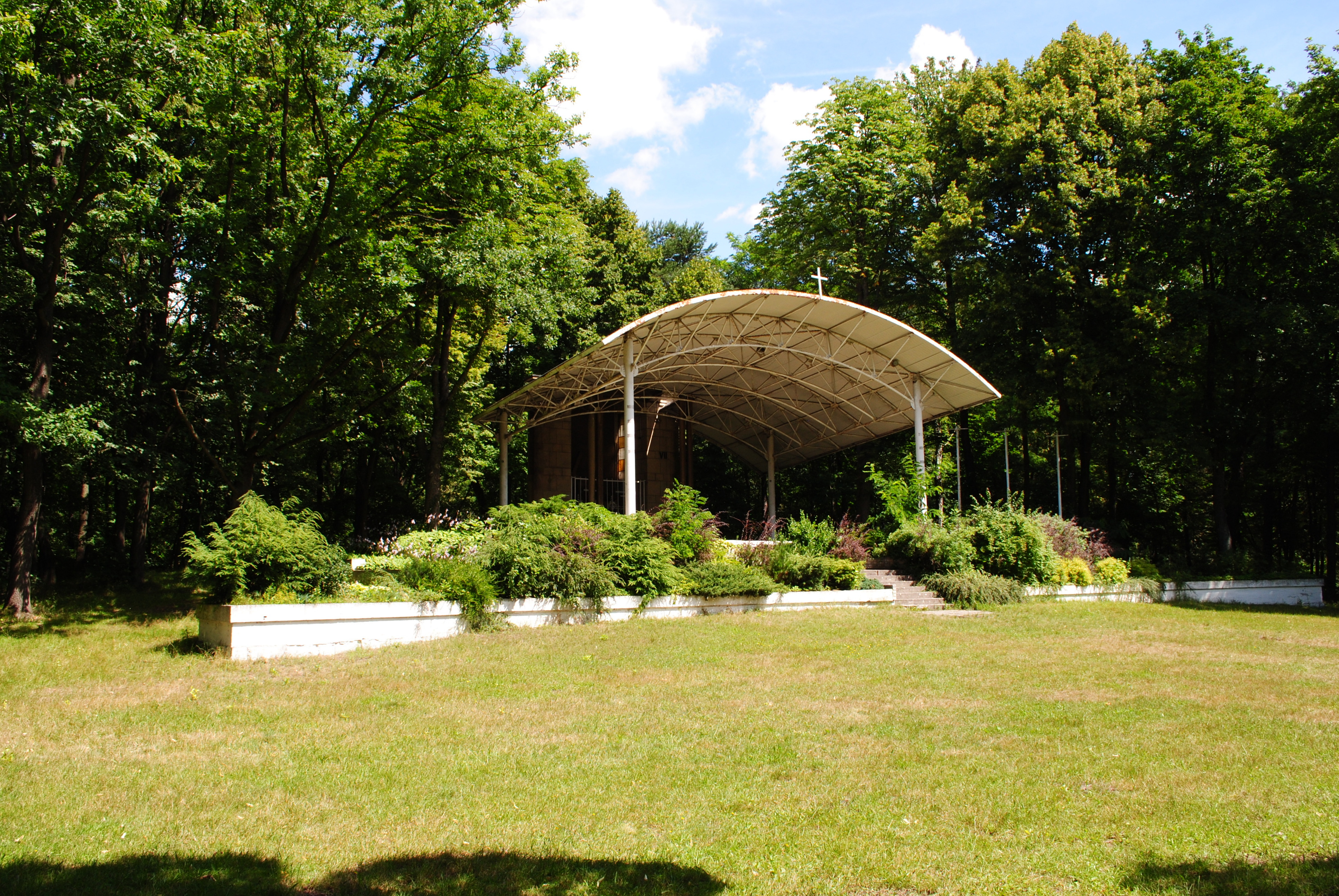
VII Stacją Drogi Krzyżowej w Kalwarii Panewnickiej – miejsce organizacji Festiwau Piosenki Ekologicznej – Ekosong

W latach 1986–1991 przy MDK Ligota działał Teatr GuGalander. Z tego teatru wywodzą się Kabaret Mumio oraz Teatr Gry i Ludzie. Od 1995 roku Miejski Dom Kultury „Ligota” w Katowicach zaczął organizować rokrocznie w maju Święto Kwitnących Głogów – cykliczną imprezę plenerową, na której prezentowano swoje osiągnięcia artystyczne, a także odbywały się parady orkiestr, teatry uliczne i występy estradowe. Wydarzenie to odbywa się przy amfiteatrze w Zadolu.
W latach 1990–2003 i 2008–2019 organizowano w dzielnicy Festiwal Piosenki Ekologicznej – Ekosong. Odbywał się on rokrocznie na terenie Kalwarii Panewnickiej przed VII Stacją Drogi Krzyżowej przez franciszkanów z Prowincji Wniebowzięcia Najświętszej Maryi Panny Zakonu Braci Mniejszych w Katowicach. W czasie swojej historii na festiwalu Ekosong zagrało m.in. szereg znanych polskich artystów i zespołów muzycznych, jak m.in.: Stare Dobre Małżeństwo, De Mono, Skaldowie, Voo Voo, Ewa Bem, Piasek, Lombard, Brathanki, Czerwone Gitary czy Krzysztof Krawczyk.
W Domu Studenta nr 1 przy ulicy Studenckiej 15 znajduje się Studenckie Studio Radiowe „Egida” emitujące Radio Egida. Jest to jedna z agend kulturalnych Uniwersytetu Śląskiego w Katowicach. Radio to rozpoczęło swoją działalność 21 listopada 1969 roku sukcesywnie obejmując swoim zasięgiem kolejne domy na osiedlu Akademickim Uniwersytetu Śląskiego w Katowicach. W radiu tym nadawane są przede wszystkim programy autorskie z różnych dziedzin kultury, współpracując także z innymi instytucjami kultury i wydawnictwami.

## Religia

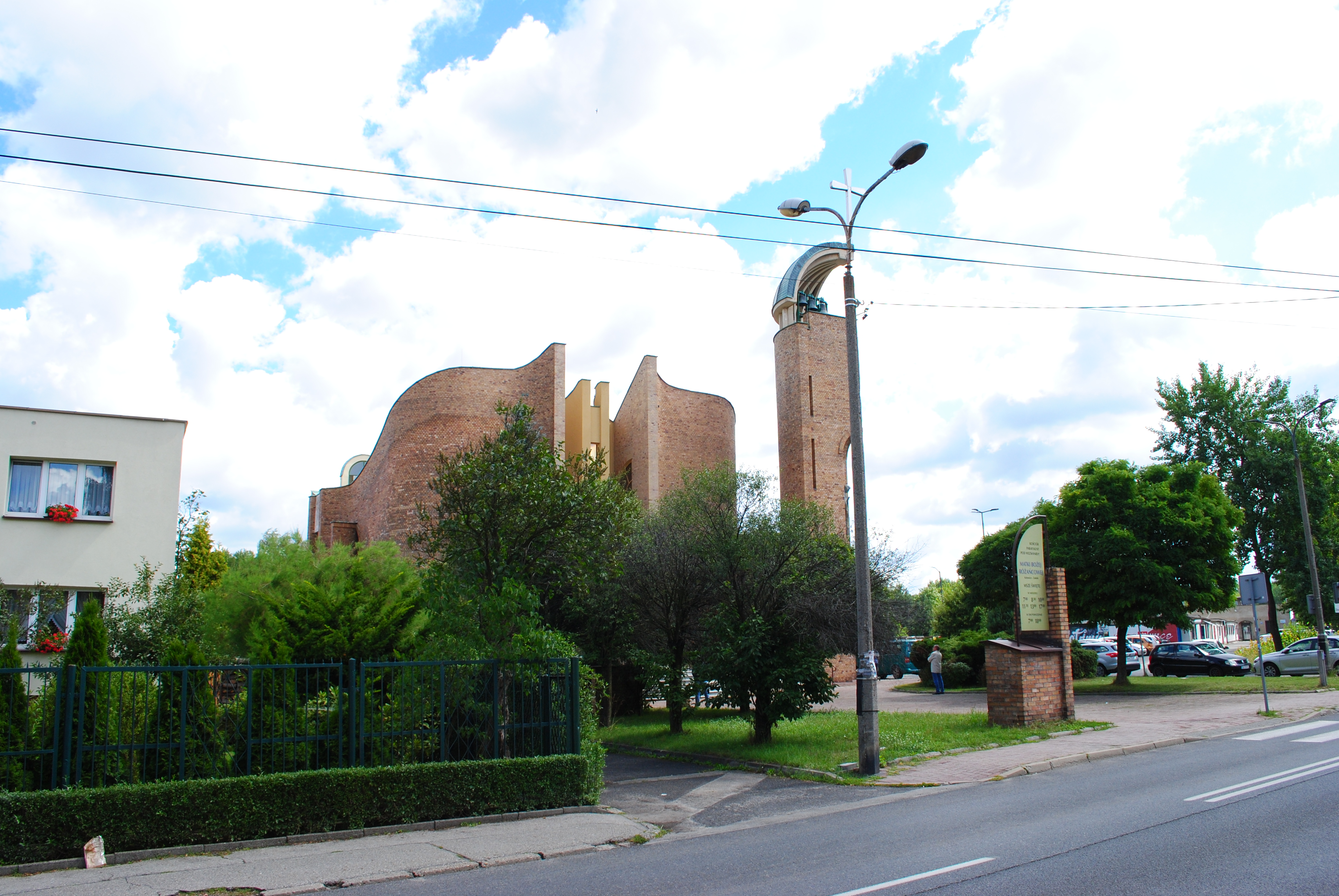
Kościół parafialny parafii Matki Bożej Różańcowej (ul. Zadole)

W Ligocie-Panewnikach swoją siedzibę mają następujące wspólnoty wyznaniowe:
- Buddyjska Szkoła Zen Kwan Um w Polsce – Katowicki Ośrodek Zen (ul. Zagrody 22)[373],
- Kościół Ewangelicznych Chrześcijan w Katowicach (ul. Franciszkańska 19/1)[374],
- Rzymskokatolicka parafia Matki Bożej Różańcowej (ul. Zadole 36)[375],
- Rzymskokatolicka parafia Świętego Antoniego z Padwy (ul. Panewnicka 451)[376],
- Rzymskokatolicka parafia Świętego Ludwika Króla i Wniebowzięcia Najświętszej Maryi Panny (ul. Panewnicka 76)[377].

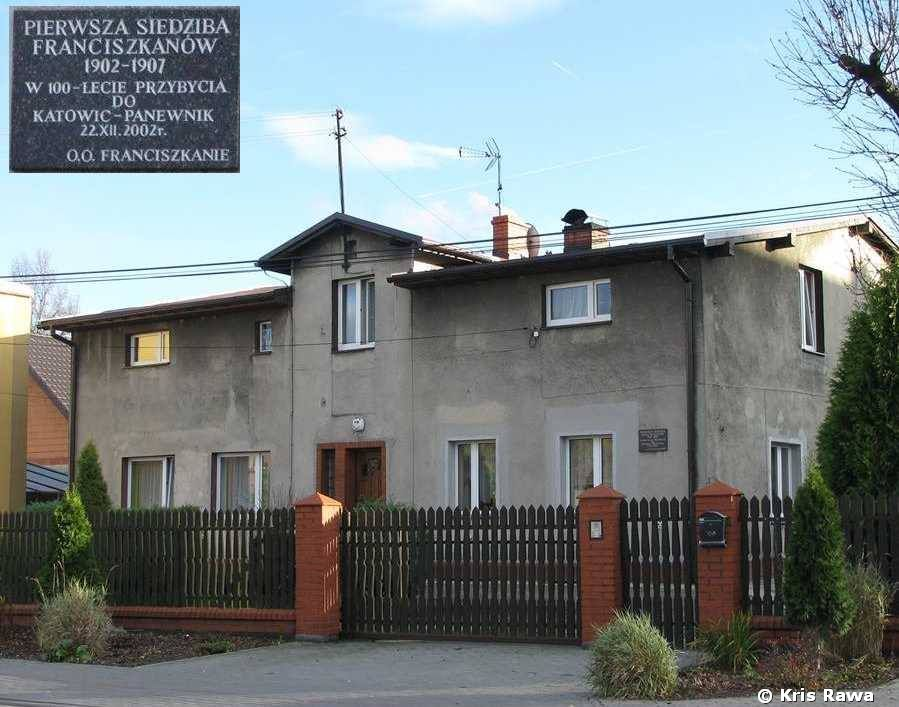
Pierwsza siedziba oo. franciszkanów w Starych Panewnikach (ul. Panewnicka 439)

Największą wspólnotą religijną w dzielnicy jest kościół rzymskokatolicki, pierwotnie rzymskokatoliccy wierni z terenów Ligoty-Panewnik przynależeli do położonej dawniej w diecezji krakowskiej parafii św. Wojciecha w Mikołowie, będącej częścią dekanatu pszczyńskiego od połowy XIV wieku. Powstała w 1222 roku parafia św. Wojciecha w Mikołowie obejmowała m.in. tereny Podlesia, Piotrowic, Panewnik, Ligoty i Zarzecza. Wraz z rozwojem w XIX wieku przemysłu na teren Katowic przybywali także i tutaj ewangelicy i żydzi. W Panewnikach w 1840 roku żyło 13 ewangelików – najwięcej spośród wszystkich współczesnych południowych części Katowic. W tym też czasie niewiele osiedlało się żydów w południowych dzielnicach, a w Ligocie nie było ich w tym czasie w ogóle.
W Ligocie w 1881 roku urodził się późniejszy działacz społeczny i biskup sufragan diecezji katowickiej ks. Teofil Bromboszcz.

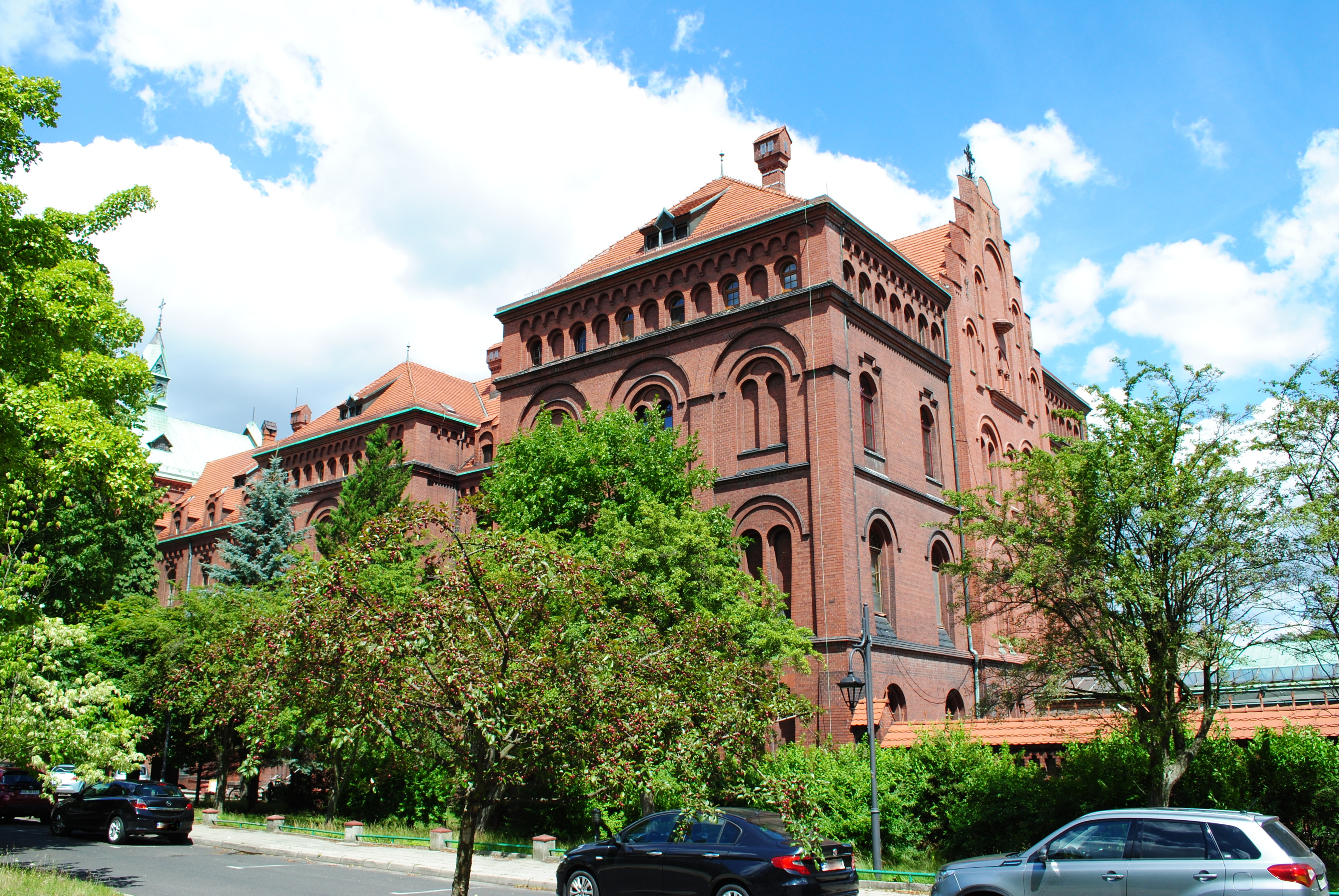
Budynek klasztoru franciszkanów w Panewnikach (ul. Panewnicka 76)

Pierwsi ojcowie franciszkanie do Panewnik przybyli w 1902 roku. Stało się to z inicjatywy proboszcza bogucickiego ks. Ludwika Skowronka, który częściowo pokrył koszty zakupu gruntów pod kościół i klasztor. Pierwszymi zakonnikami byli ojcowie Kamil Bolczyk i Wilhelm Rogosz. Braci tych osiedlono w domu mieszkalnym, który został zaadaptowany na tymczasowy klasztor erygowany 22 grudnia 1902 roku. W latach 1904–1905 zbudowano grotę lourdzką na terenie późniejszej Kalwarii Panewnickiej, budowę klasztoru i kościoła rozpoczęto w październiku 1905 roku według projektu Mansuetusa Fromma OFM. Ojcowie franciszkanie do nowego budynku klasztoru przeprowadzili się we wrześniu 1907 roku, a nowy kościół został konsekrowany w 1908 roku. Jeszcze w tym samym roku rozpoczęto coroczną tradycję budowania panewnickiej stajenki betlejemskiej.

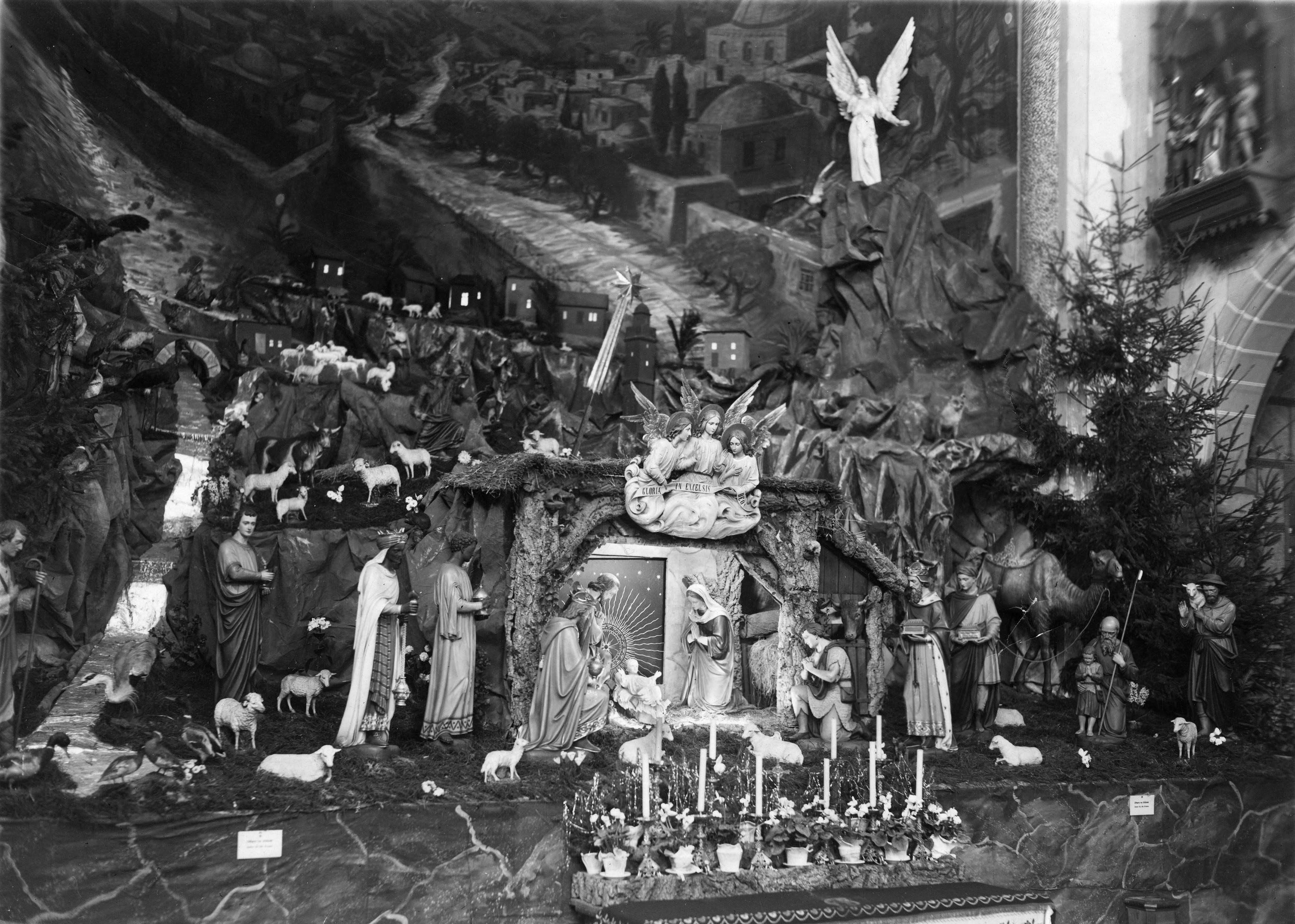
Szopka w Panewnikach prezentowana w panewnickiej bazylice na przełomie 1933 i 1934 roku

W 1914 roku franciszkanie bez tworzenia osobnej parafii przejęli duszpasterstwo w Ligocie, Panewnikach, Piotrowicach i Kostuchnie. Kuracja została zaś ustanowiona 1 września 1933 roku, a 12 lutego 1934 roku została ona podniesiona do rangi parafii. W dniu 17 marca 1923 roku panewnicki dom przyłączono do Prowincji Niepokalanego Poczęcia Najświętszej Maryi Panny, a w tym czasie panewnicki dom został siedzibą prowincjała. W latach 1921–1929 mieściło się tutaj kolegium serafickie, a w 1932 roku powstały nowicjat i drukarnia. W latach 1934–1935 powstał parafialny Dom Związkowy. W 1937 roku rozpoczęto budowę kaplic Kalwarii Panewnickiej, którą ukończono po II wojnie światowej, w latach 1955–1963 wzniesiono kaplice różańcowe.

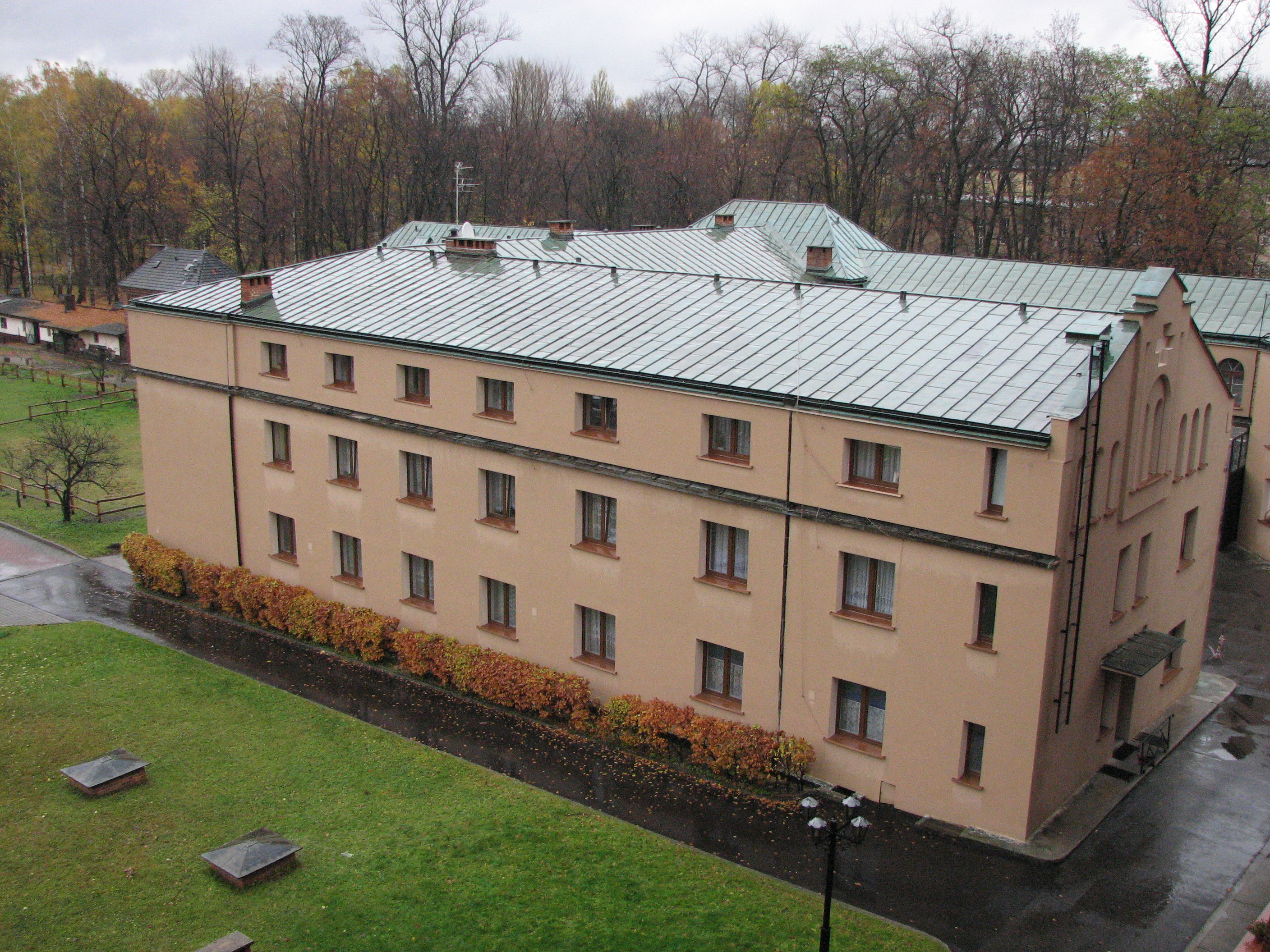
Budynek Wyższego Seminarium Duchownego Braci Mniejszych w Katowicach (ulicy Panewnicka 76)

Podczas II wojny światowej, w październiku 1939 roku zajęto część Domu Związkowego na biura NSDAP, a we wrześniu i październiku 1940 roku okupanci niemieccy skonfiskowali dom związkowy i klasztor celem umieszczenia w nich przesiedleńców z Besarabii i Bukowiny, a jedynie kilku ojców mogło tam pozostać i pracować w klasztornej parafii. Wrócili oni do klasztoru w 1945 roku.
Po II wojnie światowej panewnicki klasztor stał się ośrodkiem kształcenia kandydatów do zakonu. W latach 1949–1970 działało tutaj Studium Teologiczne, a od 1970 roku funkcjonuje Wyższe Seminarium Duchowne. Wyższe Seminarium Duchowne Braci Mniejszych w Katowicach działa przy ulicy Panewnickiej 76, a studenci seminarium m.in. wydawali do 2017 roku kwartalnik Śladami Patriarchy.
13 maja 1955 roku powołano dekanat Katowice-Południe, przemianowany 1 stycznia 1998 roku na dekanat Katowice-Panewniki. Do niego też dekanatu należą m.in. wszystkie wspólnoty parafialne z terenów Ligoty-Panewnik.

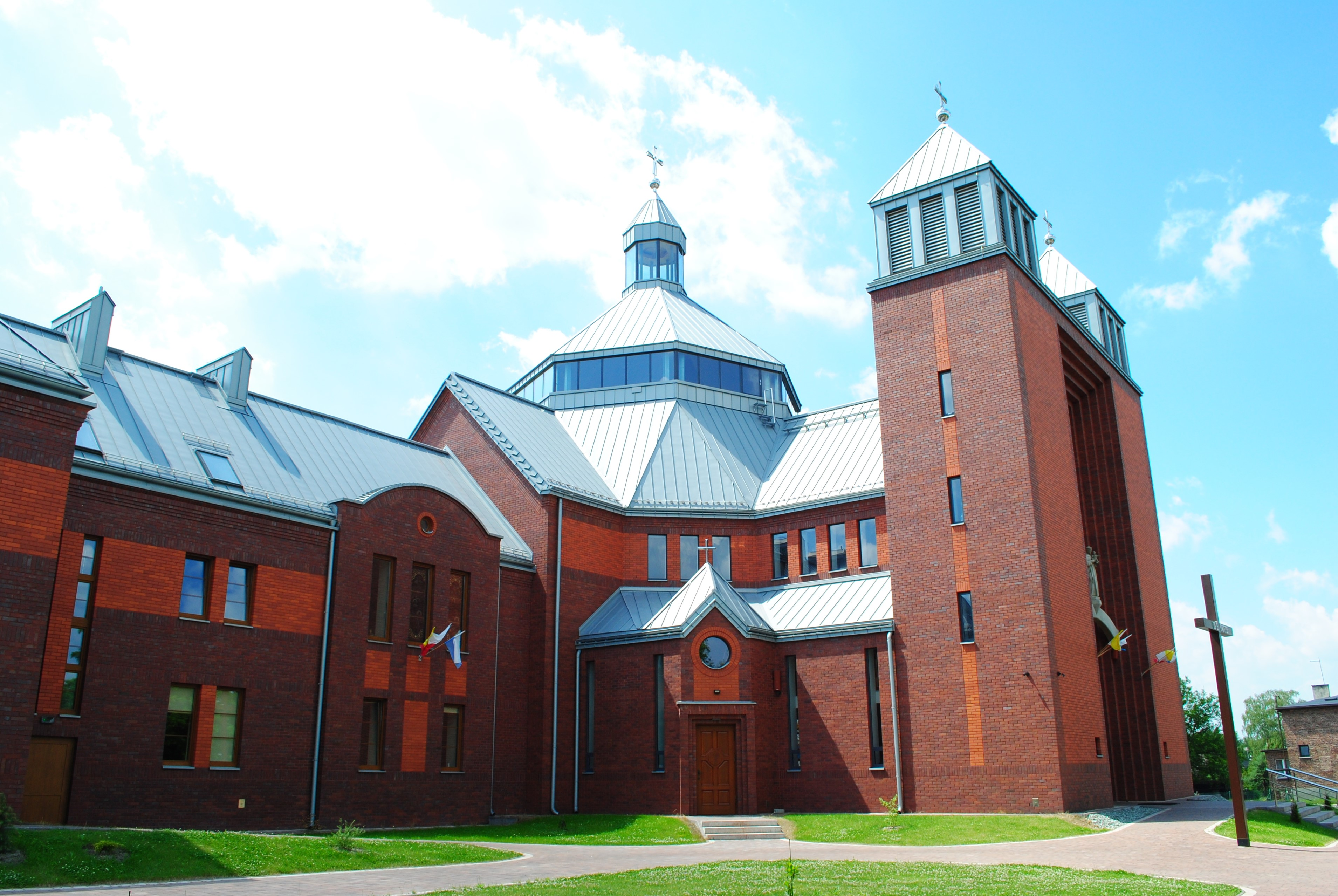
Kościół parafialny parafii św. Antoniego (ul. Panewnicka 451)

W Starych Panewnikach w budynku dawnej restauracji Valeski Schwertfeger przy obecnej ulicy Panewnickiej 463 dnia 23 lutego 1958 roku otwarto kaplicę franciszkanów pw. św. Antoniego. Wyposażenie przeniesiono z kaplicy domu starców „Marianówka”. W latach 1965–1968 na nawę kościelną przebudowano dawną salę taneczną, dom zakonny erygowano w 1980 roku, zaś 22 marca 1981 roku erygowano nową parafię rzymskokatolicką poprzez wyłączenie z parafii św. Ludwika Króla i Wniebowzięcia NMP. W 1966 roku powołano Franciszkański Ośrodek Duszpasterstwa Akademickiego, w 1974 roku panewnicki kościół pw. św. Ludwika Króla podniesiono do rangi bazyliki mniejszej. W 2012 roku w klasztorze ojców franciszkanów w Panewnikach mieszkało 34 ojców, 33 alumnów seminarium duchownego i 14 braci.
4 czerwca 2023 roku abp Wiktor Skworc uroczyście poświęcił nowy kościół parafialny staropanewnickiej parafii, który zastąpił dotychczasowy budynek.

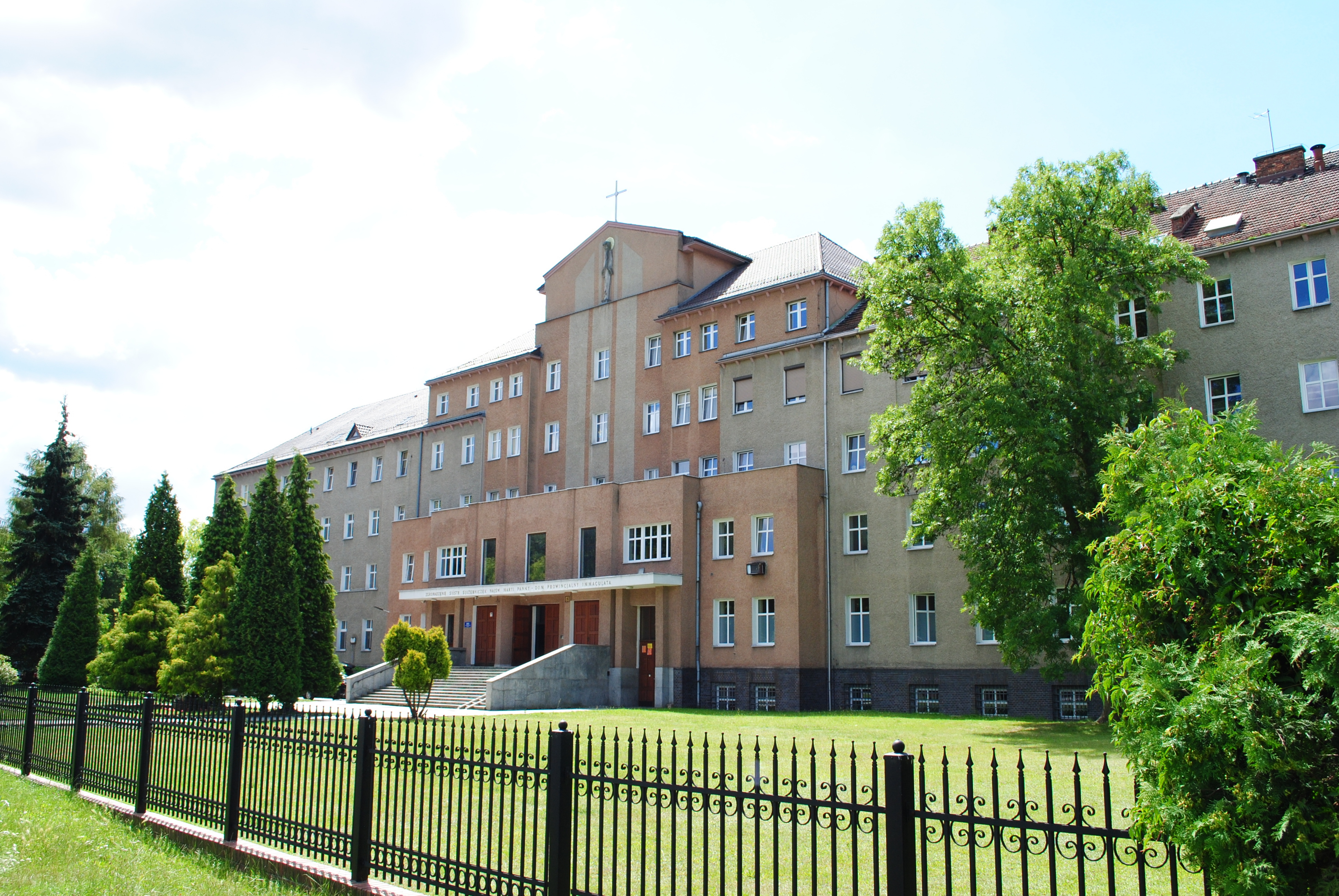
Siedziba Prowincji Katowickiej Zgromadzenia Sióstr Służebniczek NMP Niepokalanie Poczętej (ul. Panewnicka 63)

W obrębie pierwotnie piotrowickiej parafii Najświętszego Serca Pana Jezusa i św. Jana Bosko, na terenie Zadola w latach 1985–1992 powstał kościół Matki Bożej Różańcowej. Sama parafia Matki Bożej Różańcowej została erygowana 19 sierpnia 1984 roku, została wydzielona z parafii św. Jacka w Ochojcu, św. Ludwika Króla w Panewnikach i Najświętszego Serca Pana Jezusa w Piotrowicach. Powstała ona przede wszystkim dla mieszkańców osiedli mieszkaniowych, które powstały w rejonie ulic Zadole i Gdańskiej w latach 70. XX wieku oraz części Nowej Ligoty w rejonie ulicy Słupskiej. Wierni zaś z tej części Ligoty uczęszczali początkowo do panewnickiej parafii, lecz potrzeby duszpasterskie były zbyt duże i powstanie nowej parafii było koniecznością.
Przy ulicy Panewnickiej 63 siedzibę ma Prowincja Katowicka Zgromadzenia Sióstr Służebniczek Najświętszej Maryi Panny Niepokalanie Poczętej. W domu prowincjalnym mieszczą się kandydatura, postulat i drugi rok nowicjatu, a siostry służebniczki pełnią funkcję katechetek i pielęgniarek w Okręgowym Szpitalu Kolejowym w Katowicach, ambulatoryjnie opiekują się chorymi, a także prowadzą katechezy i organizują jadłodajnię dla ubogich. W klasztorze mieści się także niepubliczne przedszkole im. bł. Edmunda Bojanowskiego oraz Dom Rekolekcyjny Archidiecezji Katowickiej. W 2006 roku w Domu Prowincjonalnym mieszkało 47 sióstr, zaś w Domu św. Anny przy ulicy Panewnickiej 84 mieszkało wówczas 36 sióstr emerytek, z których część pracowała wówczas w szpitalu. 

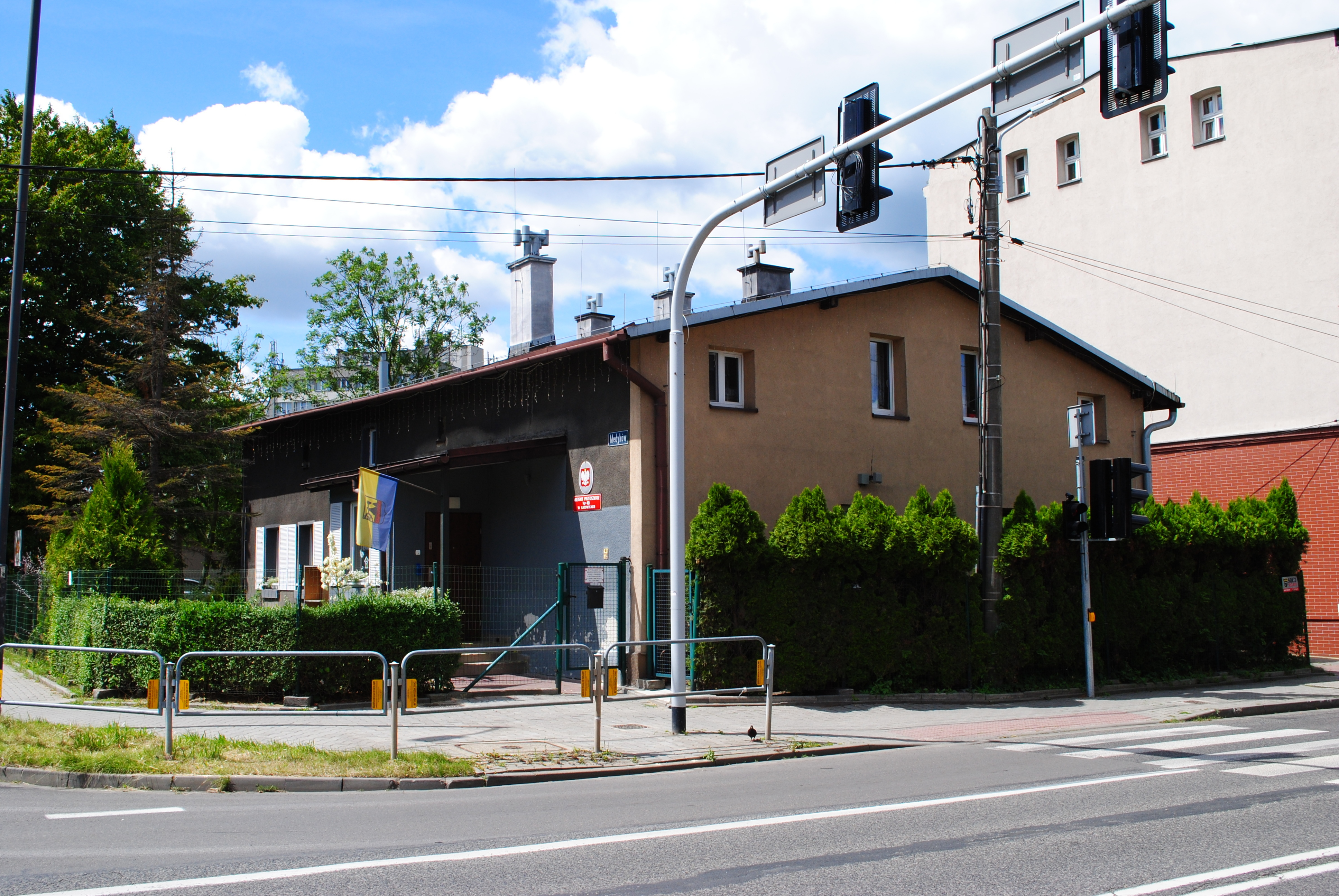
Budynek przy ulicy Panewnickiej 73 - pierwsza panewnicka siedziba sióstr służebniczek, zakupiona w 1912 roku; obecnie budynek Miejskiego Przedszkola nr 40 w Katowicach

Siostry Służebniczki Najświętszej Maryi Panny Niepokalanie Poczętej z domu macierzystego w Porębie w 1912 roku zakupiły od Johanny Lippa dom parterowy z poddaszem przy obecnej ulicy Panewnickiej 73 i mieszkały w nim jako lokatorki od 26 września 1909 roku. W 1921 roku przeniosły się do większego domu przy obecnej ulicy Panewnickiej 84 – Dom św. Franciszka, zaś dotychczasowy wynajęły lokatorom świeckim. Na mocy uchwały Rady Generalnej w Leśnicy z 27 czerwca 1923 roku, zatwierdzonej 4 lipca tego samego roku ustanowiono siedzibę prowincji (od 1928 roku polsko-śląska) sióstr Służebniczek Najświętszej Maryi Panny. Pierwszą przełożoną została s. M. Zofia Pawleta. W klasztorze 8 maja 1925 roku erygowano półpubliczną kaplicę, a 29 kwietnia 1946 roku erygowano drugą kaplicę przeznaczoną dla profesek.

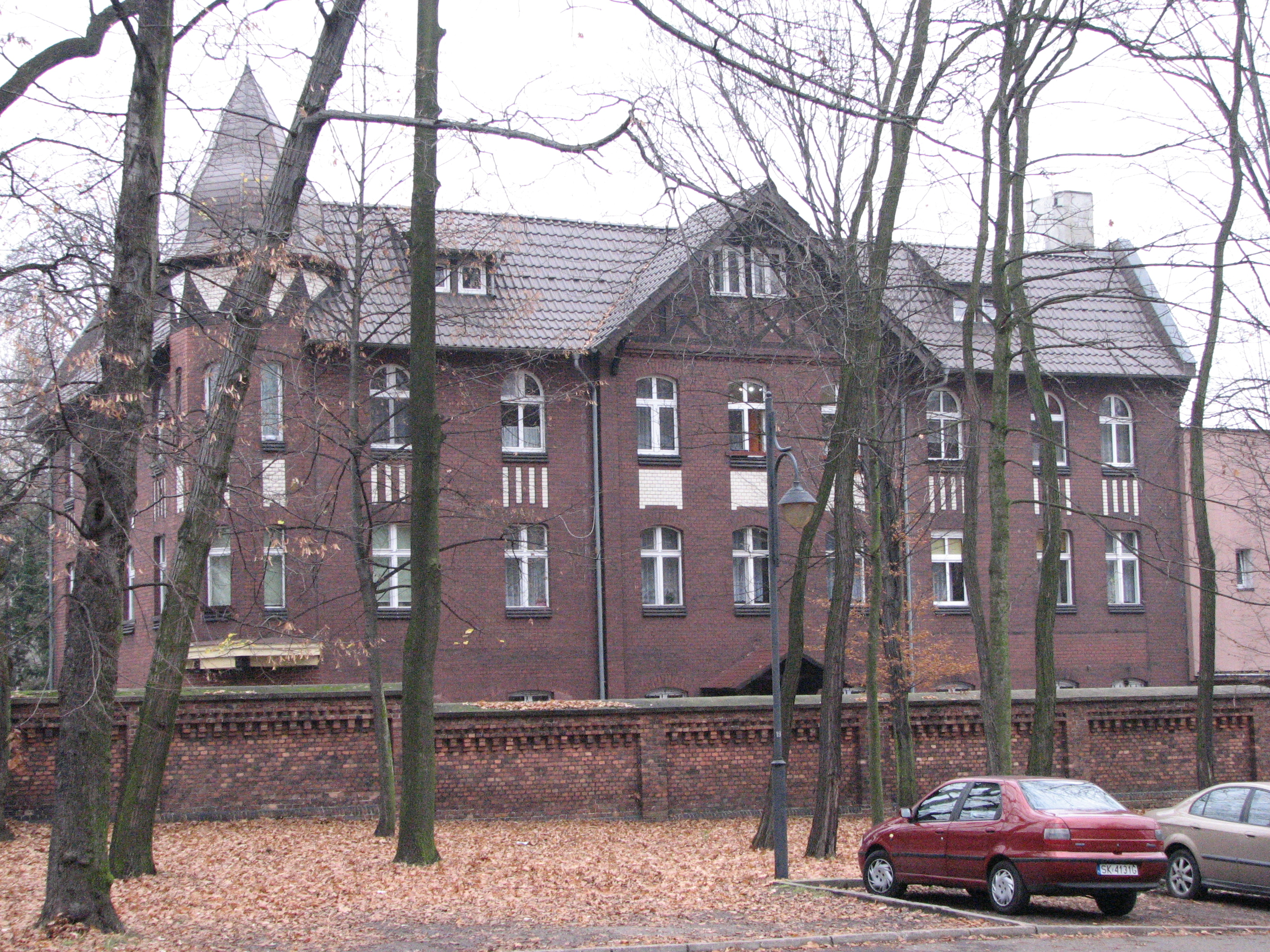
Dom św. Anny

17 sierpnia 1934 roku siostry rozpoczęły budowę nowego Domu Prowincjalnego przy obecnej ulicy Panewnickiej 63, pod który 14 maja 1936 roku wmurowano kamień węgielny. W 1939 roku w domu mieszkały 54 siostry. Po otwarciu nowego Domu Prowincjalnego w poprzednim klasztorze mieścił się Zakład św. Anny, przeznaczony dla chorych sióstr. W dniu 18 października 1940 roku nowo budowany gmach został zajęty przez władze na cele świeckie, a 1943 roku został skonfiskowany przez Gestapo na rzecz Rzeszy Niemieckiej. W 1941 roku skonfiskowano też najstarszy budynek klasztorny, który zagospodarowano na przedszkole (tę samą funkcję budynek pełnił także po wojnie).
W 1949 roku nowicjat przeniesiono do nowego gmachu, w którym wykończono wówczas jedno skrzydło. W 1950 roku władze nakazały wstrzymanie prac, z 3 maja tego samego roku zajęły zachodnią część domu. Dnia 29 grudnia 1951 roku państwowa komisja zajęła gmach na cele szpitalne. Po przemiana październikowych 1956 roku, 17 listopada tego samego roku budynek został zwrócony siostrom służebniczkom.
Przy ulicy Ojca Karola Bika 6 od 18 grudnia 2003 roku działał dom Zgromadzenia Sióstr Boskiego Zbawiciela (salwatorianki). W tym czasie zamieszkały cztery siostry z domu macierzystego w Goczałkowicach-Zdroju. 5 września 2005 roku poświęcono w nim kaplicę pw. św. Józefa. Siostry salwatorianki prócz pracy w szpitalu obsługują kancelarię oo. franciszkanów.

### Cmentarze

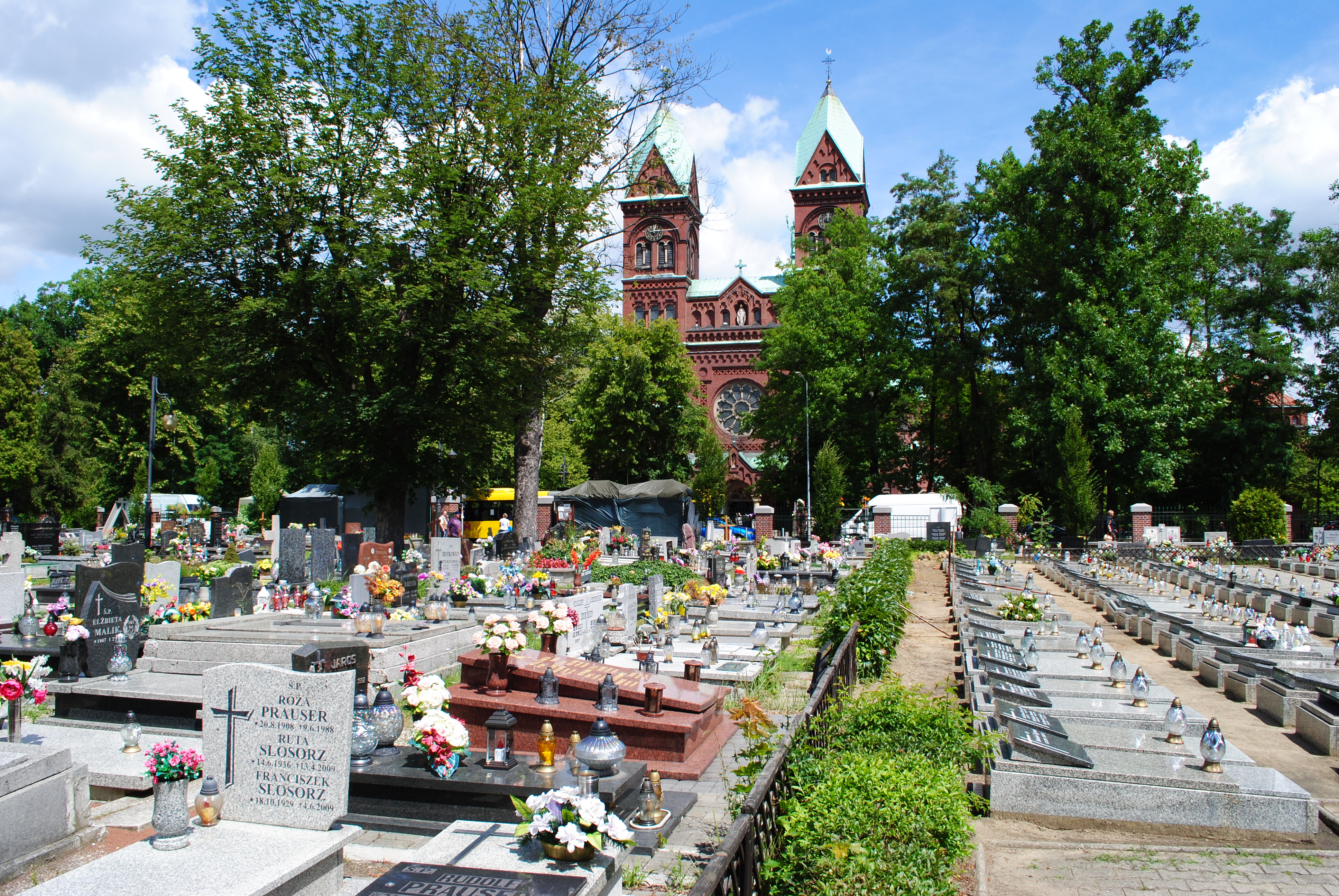
Panewnicki cmentarz komunalny

Przy ulicy Panewnickiej 45 znajduje się cmentarz komunalny – jeden z większych (5,5 ha) na terenie Katowic, znajduje się na nim ponad 10 tys. mogił, z czego w centralnej części cmentarza wydzielone kwatery oo. franciszkanów oraz sióstr Najświętszej Maryi Panny.
Założenie tego cmentarza ustalano w 1913 roku, mieli go założyć franciszkanie, na co nie zgodziła się rejencja opolska. Zdecydowano wtedy, że to gmina założy własny cmentarz. Powstał on naprzeciwko kościoła. Fundatorem i założycielem cmentarza został naczelnik gminy i urzędu okręgowego w Ligocie Pszczyńskiej Nepomucen Wielebski.
Początkowo cmentarz służył wyłącznie zakonnikom, ale z czasem stał się też miejscem spoczynku dla pozostałych wiernych, jest na nim pochowany Bolesław Szabelski – kompozytor i twórca śląskiej szkoły kompozytorów.

## Sport i rekreacja

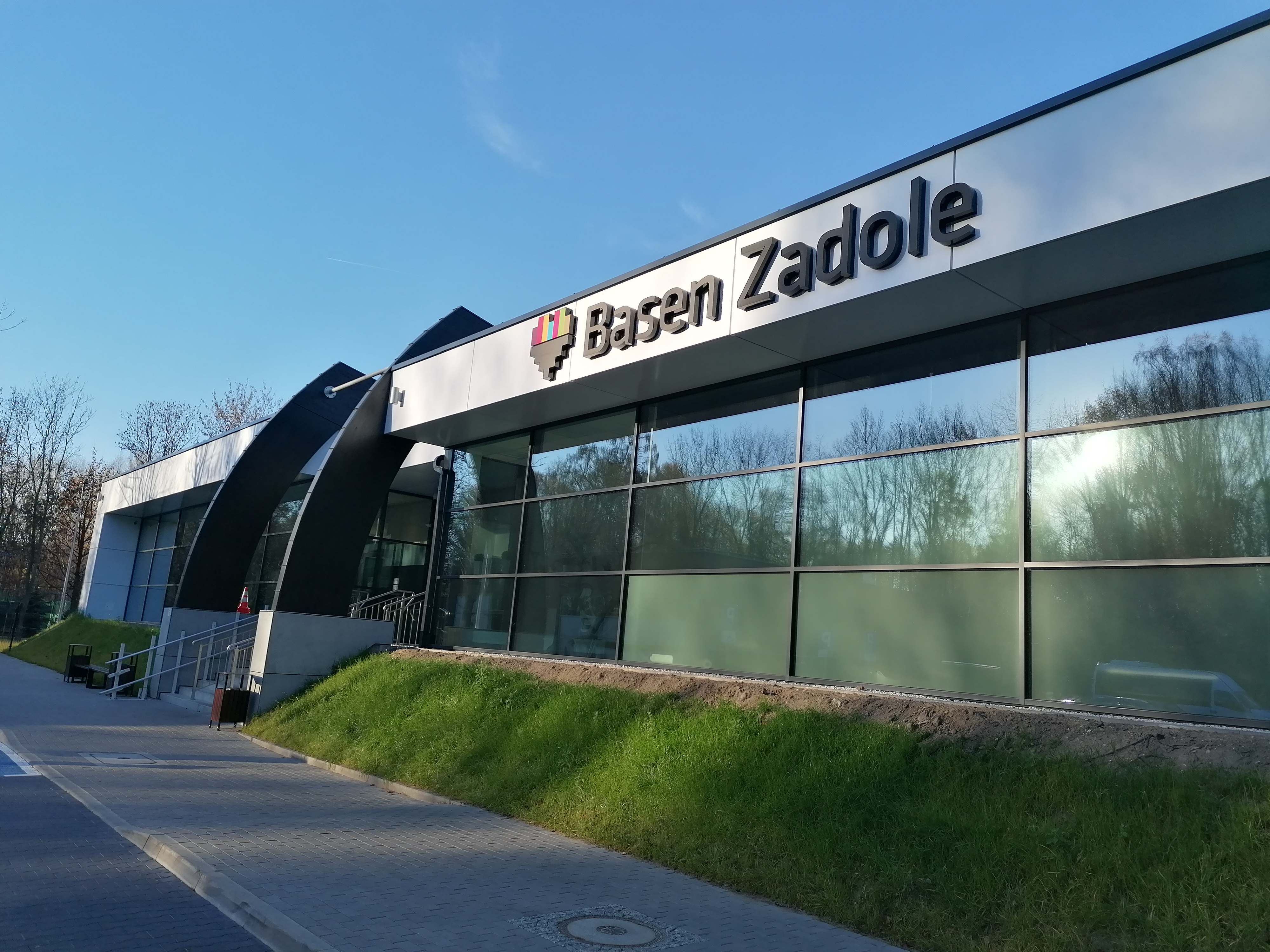
Basen Zadole (ul. Wczasowa 8a)

Działalność sportowo-rekreacyjną na terenie Ligoty-Panewnik zapewnia szereg obiektów i miejsc, przede wszystkim Lasy Panewnickie oraz Park Zadole, a także rodzinne ogrody działkowe. W dzielnicy działają także liczne siłownie i kluby fitness.
Przez Lasy Panewnickie w granicach dzielnicy przebiegają szlaki rowerowe oraz szlaki turystyczno-krajoznawcze: Szlak Bohaterów Wieży Spadochronowej, Szlak Żwakowski i Szlak Dwudziestopięciolecia PTTK, zaś od 2012 roku w lasach tych odbywa się organizowany przez Akademię Wychowania Fizycznego im. J. Kukuczki w Katowicach Panewnicki Bieg Dzika.
W Parku Zadole przy ulicy Wczasowej 8 znajduje się Ośrodek Rekreacyjno-Wypoczynkowy „Zadole”. Wyposażony jest on m.in. w korty tenisowe, basen, skatepark, salę wielofunkcyjną, siłownię, szatnie oraz sanitariaty. Obiektem tym zarządza Miejski Ośrodek Rekreacji i Sportu w Katowicach.

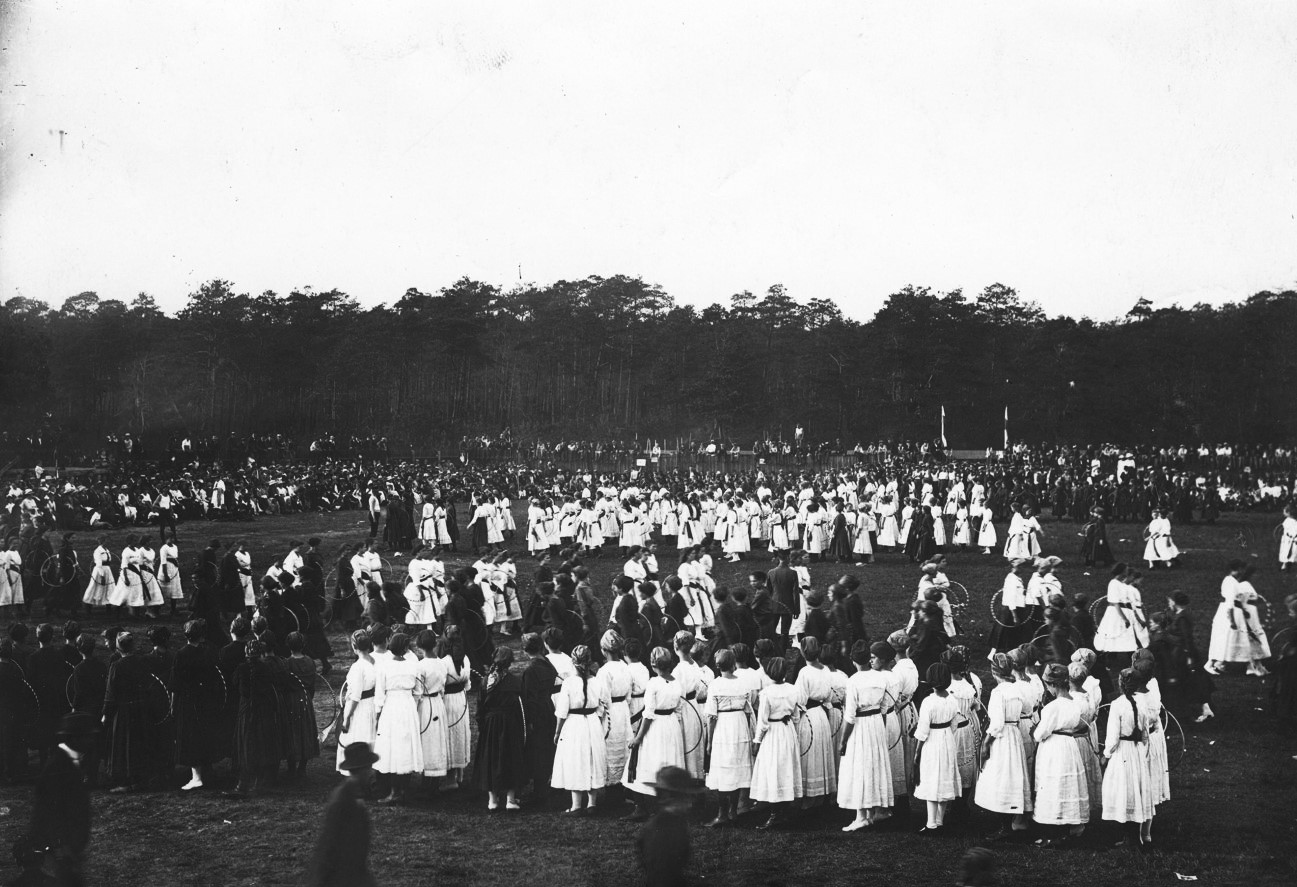
Zlot członków Towarzystwa Gimnastycznego „Sokół” w Panewnikach w 1919 roku

Początki zorganizowanej działalności sportowej w Ligocie-Panewnikach stała się akcja Volks- und Jungendspiele. W 1910 roku, po tym jak jej protektorem stał się książę pszczyński, rozwijała się ona na tym terenie. W Ligocie akcja ta odegrała pionierską rolę w kształtowaniu się zorganizowanej kultury fizycznej. W programie ligockiego ruchu Turn- und Sportverein były: palant, piąstkówka i tamburyno.
Działalność rekreacyjna zaczęła się rozwijać od początku XX wieku, kiedy to nad Kłodnicą w Ligocie i Panewnikach zaczęły pojawiać się tzw. ludowe kąpieliska. Wśród nich był to teren pomiędzy ulicą Kijowską a obszarem pomiędzy Kłodnicą i potokiem Kokociniec, zwany lokalnie Kryminówą. Pierwotnie był terenem poprzemysłowym po dawnej hucie „Ida”, a od początku XX wieku stał się miejscem rekreacji. W latach 70. XX wieku wybudowano tam tory saneczkowe. Turystyka zaś rodziła się z inicjatywy niemieckiej organizacji Beskienverien z siedzibą w Bielsku na początku XX wieku wraz z pierwszymi kołami na terenie współczesnych Katowic, w tym w Ligocie.
W 1912 roku w Zadolu rozpoczął działalność ośrodek katowickiego i górnośląskiego sokolstwa. Był on też miejscem trzech zlotów okręgowych, które odbyły się przed wybuchem I wojny światowej. Po I wojnie światowej powstały pierwsze polskie organizacje kultury fizycznej na terenie współczesnej dzielnicy. Towarzystwo Gimnastyczne „Sokół” Ligota zostało założone 14 marca 1920 roku z inicjatywy Augustyna Świtały. W 1935 roku liczyło ono 62 członków.

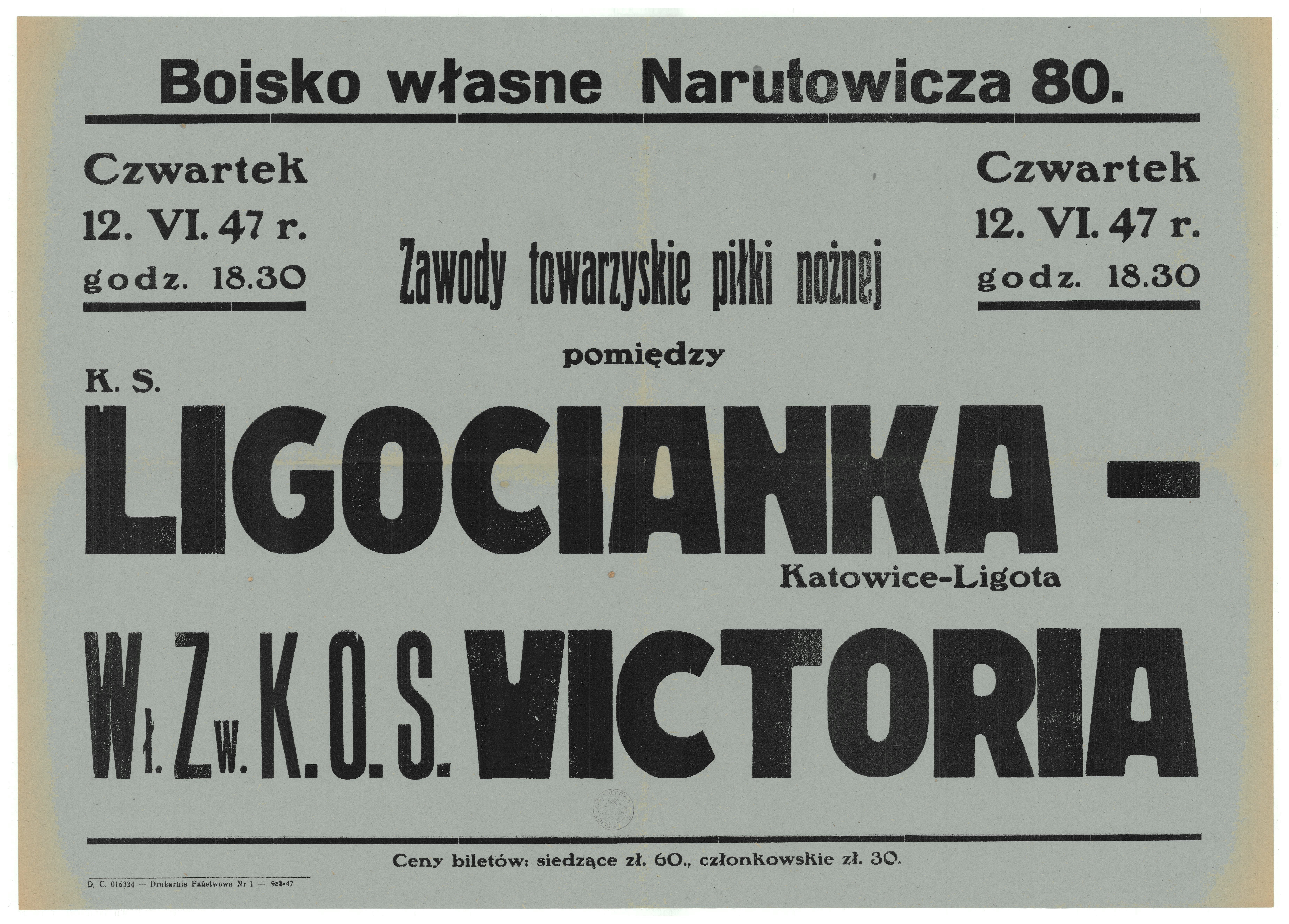
Afisz meczu towarzyskiego Victoria Częstochowa – Ligocianka Ligota z 12 czerwca 1947 roku

W 1924 roku w Ligocie został założony klub sportowy „Ligocianka” Ligota, reaktywowany w 1945 roku. Klub ten dysponował boiskiem przy ulicy Książęcej, a w klubie prowadzono sekcje piłki nożnej (w 1938 roku klub awansował do Ligi Śląskiej), hokeja na lodzie i teatralną. Pierwszym zaś klubem sportowym założonym w Panewnikach było powstałe 1925 roku Pierwsze Towarzystwo Sportowe Panewniki. Klub ten prowadził do 1939 roku wyłącznie sekcję piłki nożnej. W 1945 roku został on reaktywowany przez Emmanuela Koczurowskiego. W latach 40. XX wieku skupiał 43 członków. Od 1950 klub występował jaki LZS Panewnik. W latach 1922–1939 w Ligocie działało łącznie 8 organizacji sportowych, a w Panewnikach 3.
W latach 1959–1964 działał Klub Sportowy „Budowlani” Ligota (w tacha 1956–1958 jako KS „Elektrobudowa”), uważany za jednego ze spadkobierców Ligocianki Ligota. W 1964 roku nastąpiła fuzja klubu ze Spartą Katowice. W Budowlanych Ligota działały sekcje: piłki nożnej, podnoszenia ciężarów i siatkówki mężczyzn.
BKS Sparta Katowice został założony w 1946 roku jako Tęcza Katowice. Pod swoją obecną nazwą działa od 1956 roku. Działał on początkowo przy Wojewódzkim Zrzeszeniu Sportowym. W klubie prowadzono sekcje: akrobatyki sportowej, gimnastyki sportowej, koszykówki, piłki nożnej, piłki ręcznej, podnoszenia ciężarów siatkówki i skoków do wody. Do bardziej znaczących sportowców Sparty Katowice należeli: Barbara Eustachewicz, Rudolf Hoeflich, Jan Suski, Stanisław Świetliński, Stanisław Wygas i Ryszard Zawadziński. Siedziba klubu znajduje się przy ulicy St. Żeromskiego 4.
Na terenie Ligoty-Panewnik działał też klub wyścigów psich zaprzęgów Travos Katowice. Prowadził on działalność w pierwszych dwóch dekadach XXI wieku. W 2019 roku został on postawiony w stan likwidacji. W Panewnikach działa klub kolarski dla osób niepełnosprawnych – Górny Śląsk Silesia Team. Siedziba stowarzyszenia znajduje się przy ulicy Panewnickiej 335a. Łącznie w 2007 roku w Ligocie działał 1 klub sportowy, w Panewnikach były 2, a w Kokocińcu 1.